# Parc national de Taman Negara
Le parc national de Malaisie (en malais : Taman Negara Malaysia) est le plus ancien et le plus grand parc naturel national situé en Malaisie péninsulaire (la seconde plus grande zone protégée de la Malaisie péninsulaire est la réserve de faune de Krau). 
Ce parc national renferme ce que les scientifiques considèrent comme l’une des plus anciennes forêts tropicales du monde. On estime qu’elle existe depuis 130 millions d’années. 
Littéralement, « Taman Negara » signifie « parc national » en malais. 
Cette grande zone protégée héberge un écosystème riche et complexe.

## Situation géographique
Avec une superficie de 4 343 km², le parc de Taman Negara s’étend sur trois états malaisiens :
- le Pahang, 2 477 km² (soit 57 % de la superficie totale),
- le Kelantan 1 043 km² (soit 24 %),
- le Terengganu 853 km² (soit 19 %).

Les coordonnées du point central du parc sont 04°20’ Nord de latitude et 102°59’ Est de longitude. L’altitude va de 60 m à 2 187 m. Le point culminant du parc correspond au sommet de Gunung Tahan, qui est également le point culminant de la Malaisie péninsulaire. Bien que le parc soit situé loin de la côte, 57 % de la superficie du parc culmine à moins de 305 m au-dessus du niveau de la mer.

## Histoire
Taman Negara a été la première zone protégée de Malaisie. En effet, en 1925, 130 000 ha ont été déclarées « Gunung Tahan Game Reserve » par la législation de Pahang. En 1938, elle fut rebaptisée « King George V National Park » (parc national George V) par les sultans des États de Pahang, Trengganu et Kelantan. Pour préserver durablement l’environnement naturel du parc, il a été décidé que chaque État le gérerait indépendamment les uns des autres selon les lois d’État de 1938-1939. Le parc a été renommé « Taman Negara » en 1957, date d’indépendance du pays. Aucune exploitation commerciale n’est autorisée, seuls les Orang Asli (peuple aborigène) sont autorisés à y chasser.
En 1971, l’Office national d’électricité malaisien a proposé de construire un barrage sur le Sungei Tembeling. Cette idée fut abandonnée en 1978 puis reprise en 1982. Elle fut une nouvelle fois avortée en 1983 grâce aux efforts de la Malaysian Nature Society, qui fit pression sur le gouvernement. Le barrage aurait inondé environ 13 000 ha de terres et 32 600 ha du parc auraient été concernés.

## Activités

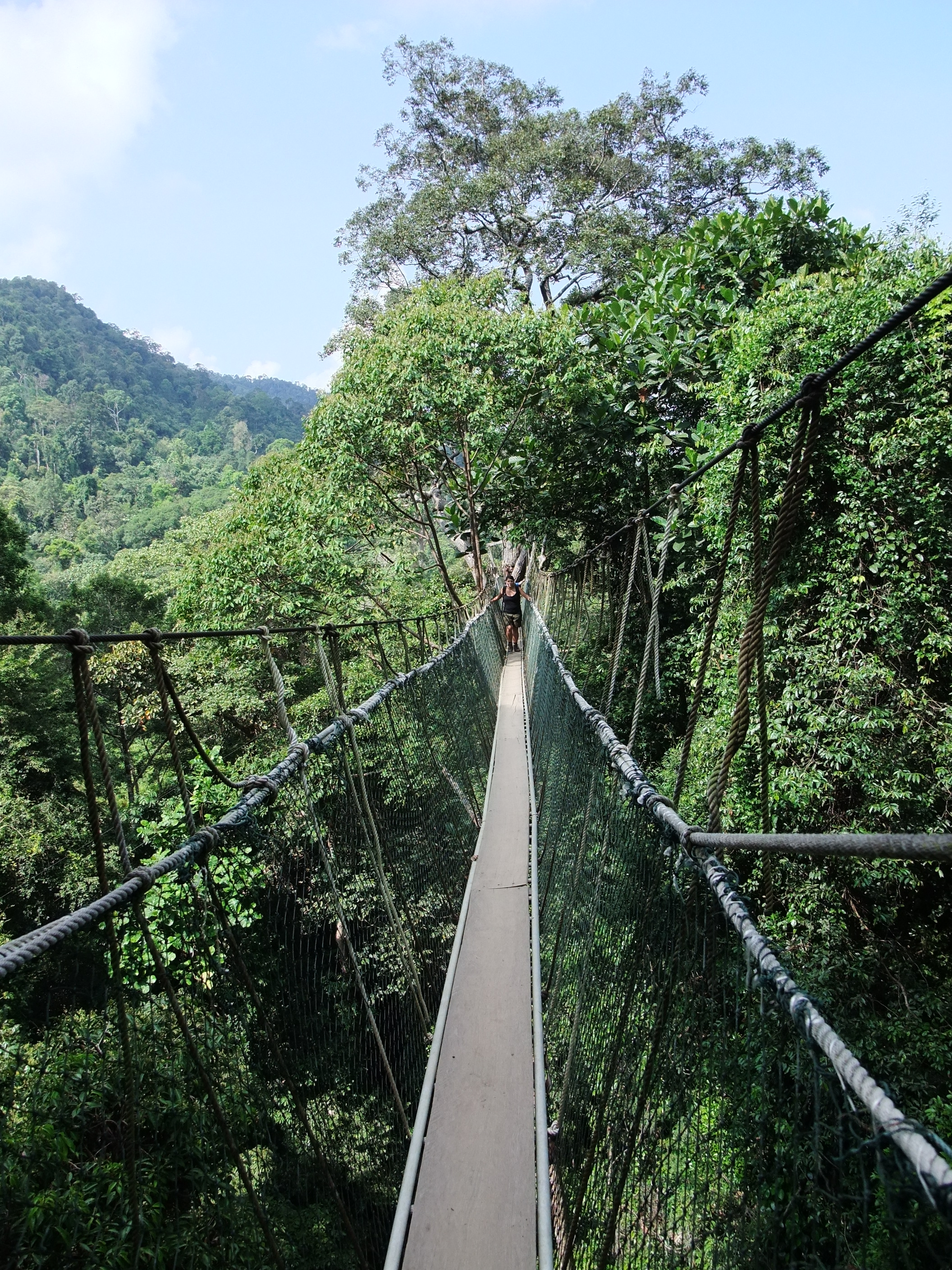
Le pont suspendu de Taman Negara, passerelle aménagée sous la canopée la plus longue du monde.

De nombreuses activités sont proposées aux touristes pour découvrir le parc. Ainsi, des chemins balisés sont aménagés à l’intérieur de la forêt pour observer l’environnement naturel. Il est même possible d’emprunter un pont suspendu au niveau de la canopée pour admirer la forêt de haut. Il s’agit du plus grand pont suspendu du monde.

Le plus grand pont suspendu du monde
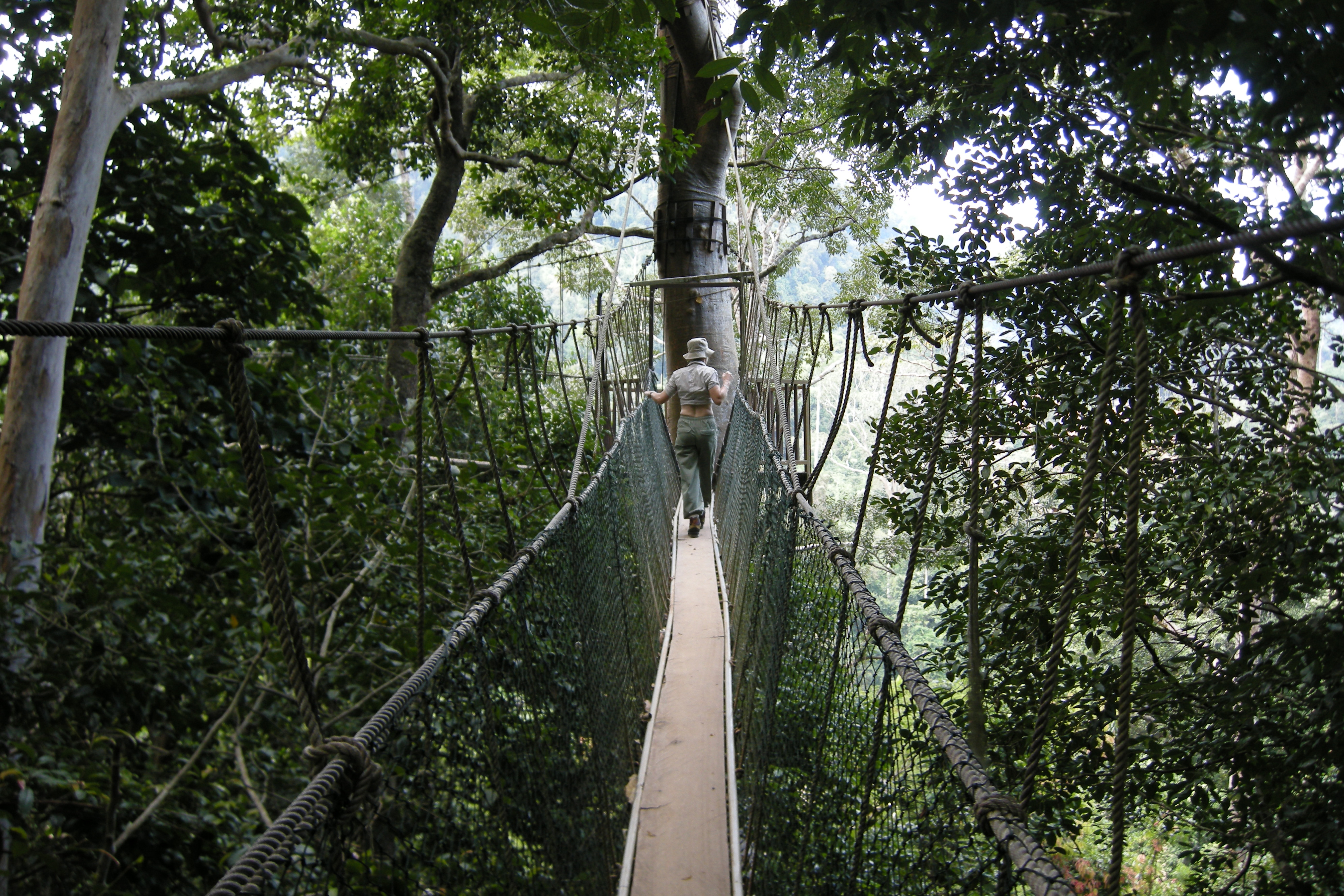
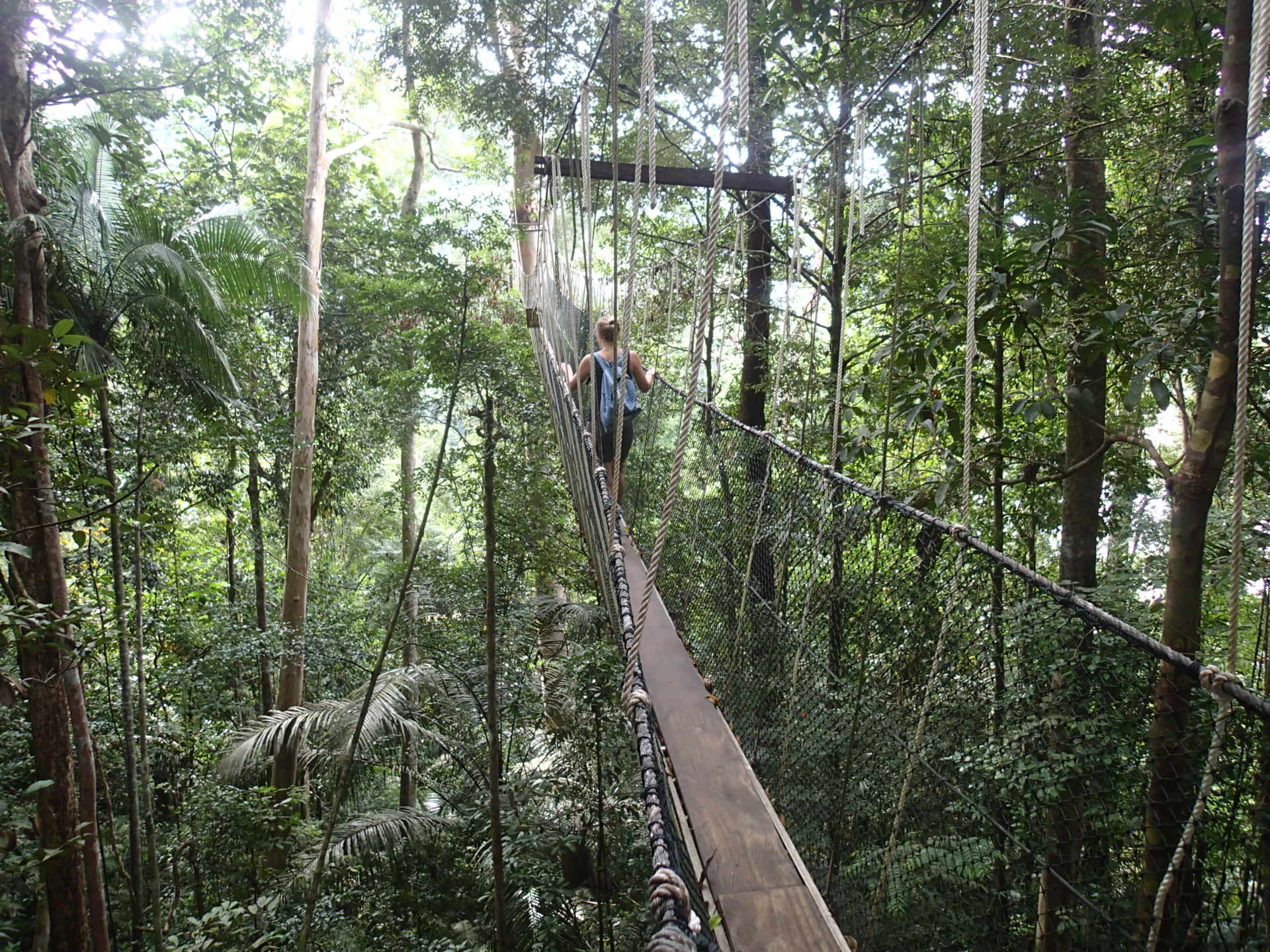
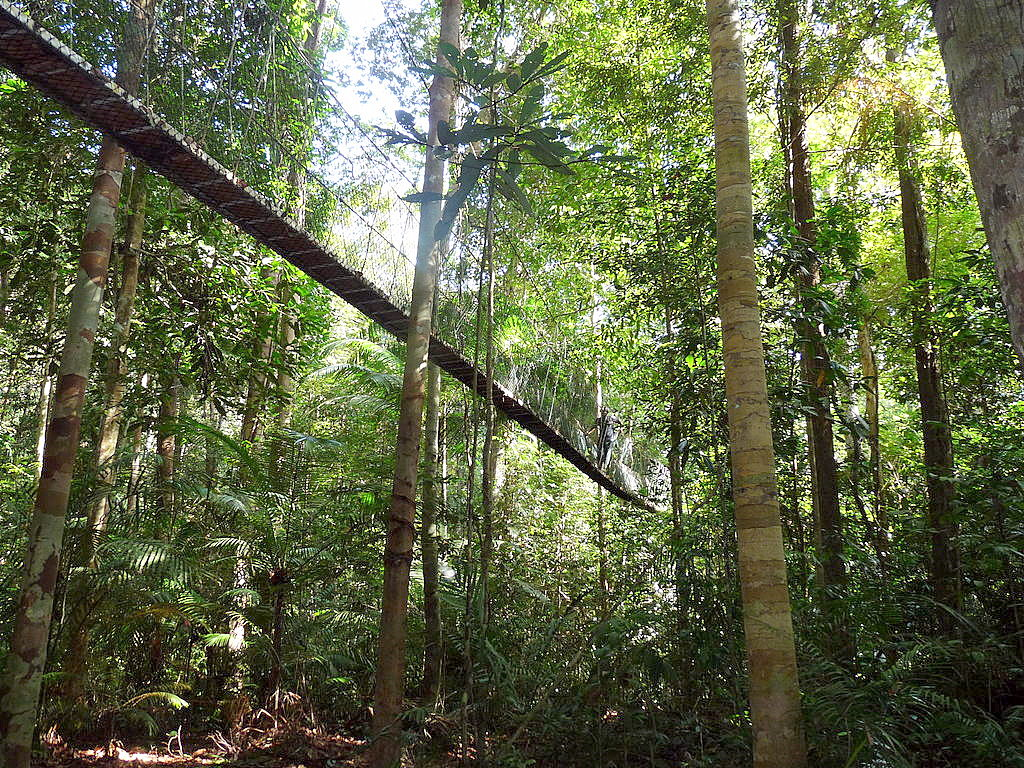

Des excursions accompagnées par un guide sont organisées par des agences. À l’intérieur de la forêt, il est possible d’escalader des collines et de visiter des grottes : on peut par exemple choisir de gravir plus de 21 collines et d'entreprendre l'ascension de la montagne Gunung Tahan en 7 jours et 55 km de marche ; ou bien, plus simplement, de visiter la grotte de Gua Telinga située à moins d'une heure de marche au sud de Kuala Tahan ou la très grande grotte de Gua Daun Menari peuplée d'innombrables chauves-souris.
Il est également possible d’obtenir une licence de pêche.

## Faune
La forêt qui occupe environ 57,6 % de la surface du parc, renferme une faune riche et diversifiée. Les nombreuses plantes, habitats naturels et les cours d’eau apportent tous les éléments nécessaires au développement de la vie animale.
On y dénombre plus de 200 espèces de mammifères dont 80 espèces de chauve-souris et 30 espèces de rats , 350 espèces d’oiseaux, de nombreux reptiles dont des lézards et 67 espèces de serpents, 55 espèces de grenouilles, plus de 109 espèces de poissons d’eau douce dont 15 sont endémiques au parc ainsi que d’innombrables arthropodes, vers et insectes divers.

### Mammifères
Il y a plus de 200 espèces de mammifères dans le parc.
| Nom français                       | Nom scientifique          | Fréquence                                                              |
| ---------------------------------- | ------------------------- | ---------------------------------------------------------------------- |
| Éléphant d'Asie                    | Elephas maximus           | 400 individus                                                          |
| Rhinocéros de Sumatra              | Dicerorhinus sumatrensis  | 12 à 20 individus (à vérifier : probablement disparu du parc national) |
| Gaur                               | Bos gaurus                | Haute                                                                  |
| Tapir de Malaisie                  | Tapirus indicus           | Haute                                                                  |
| Sambar                             | Cervus unicolor           | Haute                                                                  |
| Tigre de Malaisie                  | Panthera tigris jacksoni  | Haute                                                                  |
| Saros                              | Capricornis sumatraensis  | Haute                                                                  |
| Sanglier                           | Sus scrofa vittatus       | Haute                                                                  |
| Cerf aboyeur                       | Muntiacus muntjak         | Haute                                                                  |
| Chevrotain                         | Tragulus spp.             | Haute                                                                  |
| Dhole                              | Cuon alpinus              | Moyenne                                                                |
| Martre à gorge jaune               | Martes flavigula          | Moyenne                                                                |
| Chat-ours                          | Arctictis binturong       |                                                                        |
| Léopard d'Indochine                | Panthera pardus delacouri |                                                                        |
| Écureuil Callosciurus caniceps     | Callosciurus caniceps     |                                                                        |

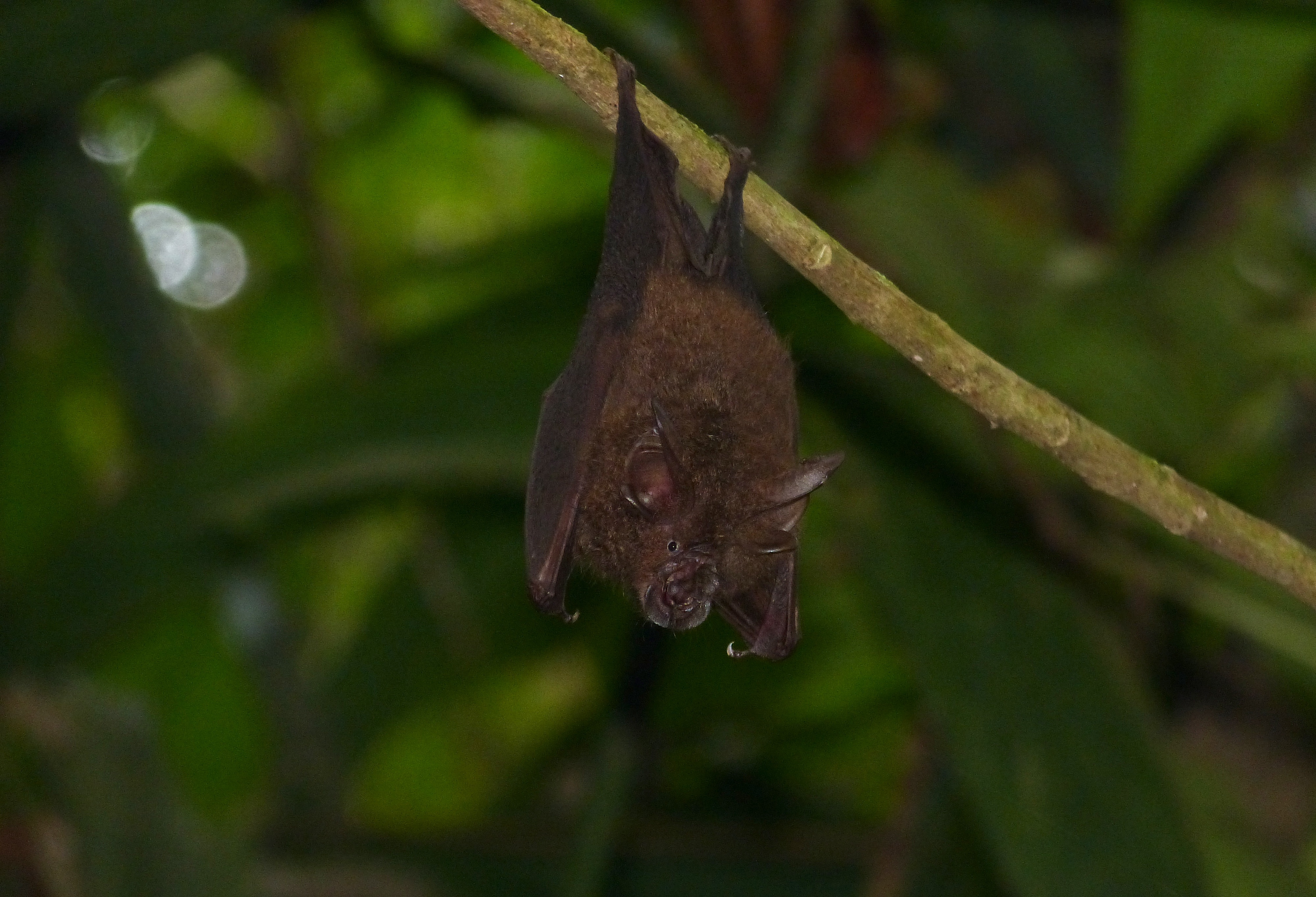
Chauve-souris fer à cheval sedulus, une des 80 espèces de chauve-souris du parc

| Chauve-souris fer à cheval sedulus | Rhinolophus sedulus       |                                                                        |

Mammifères
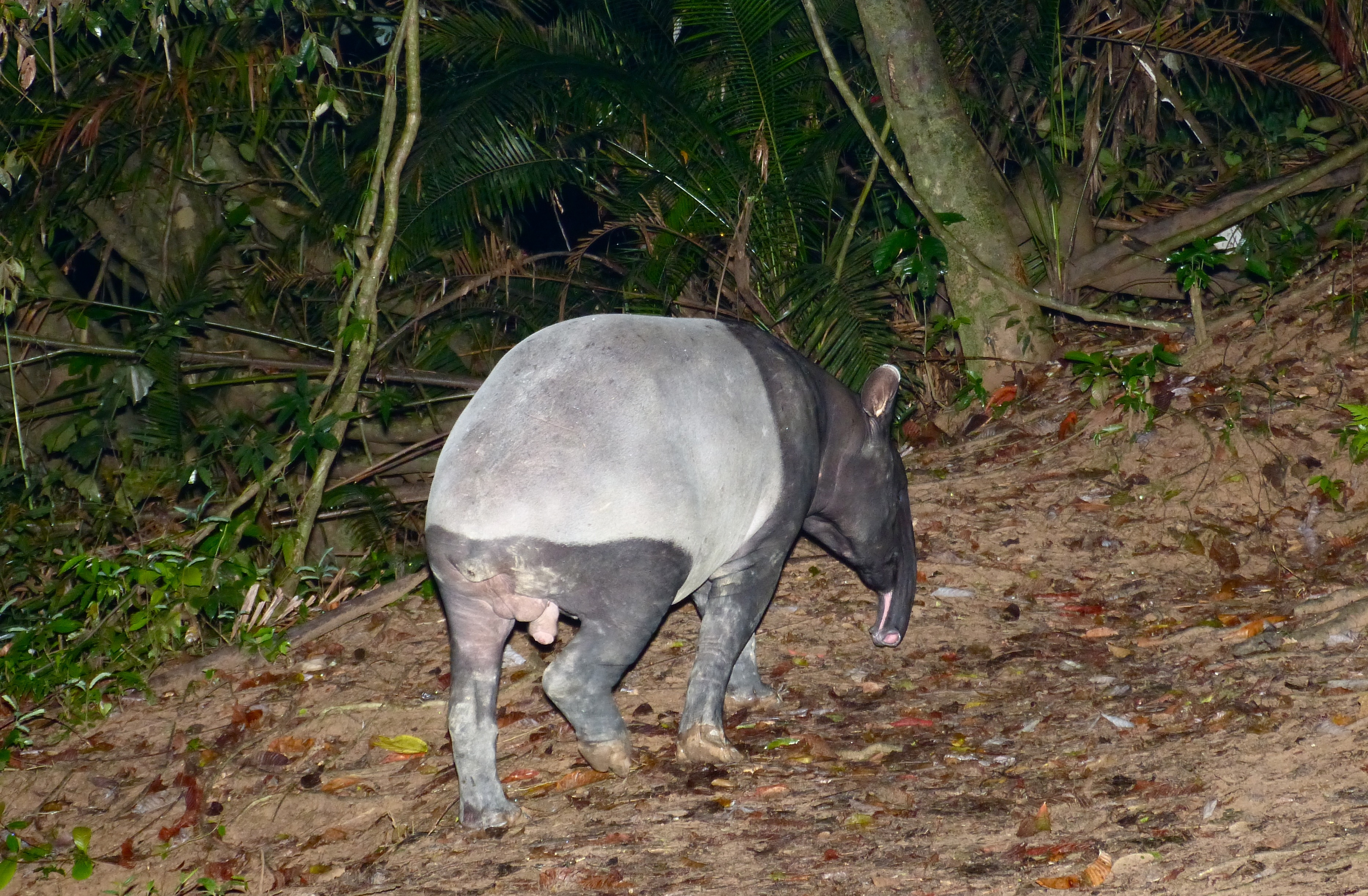
Tapir de Malaisie
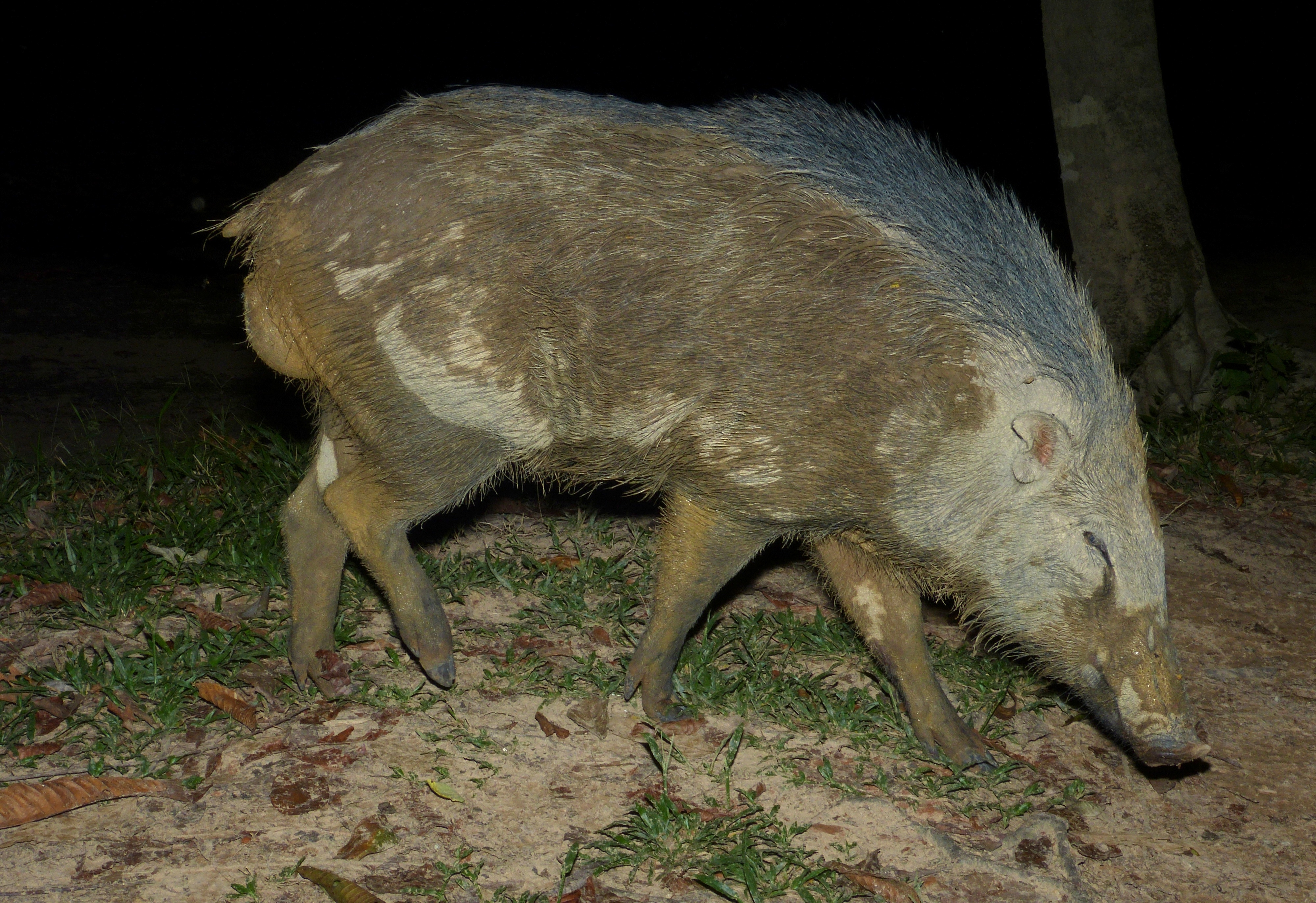
Sanglier Sus scrofa vittatus
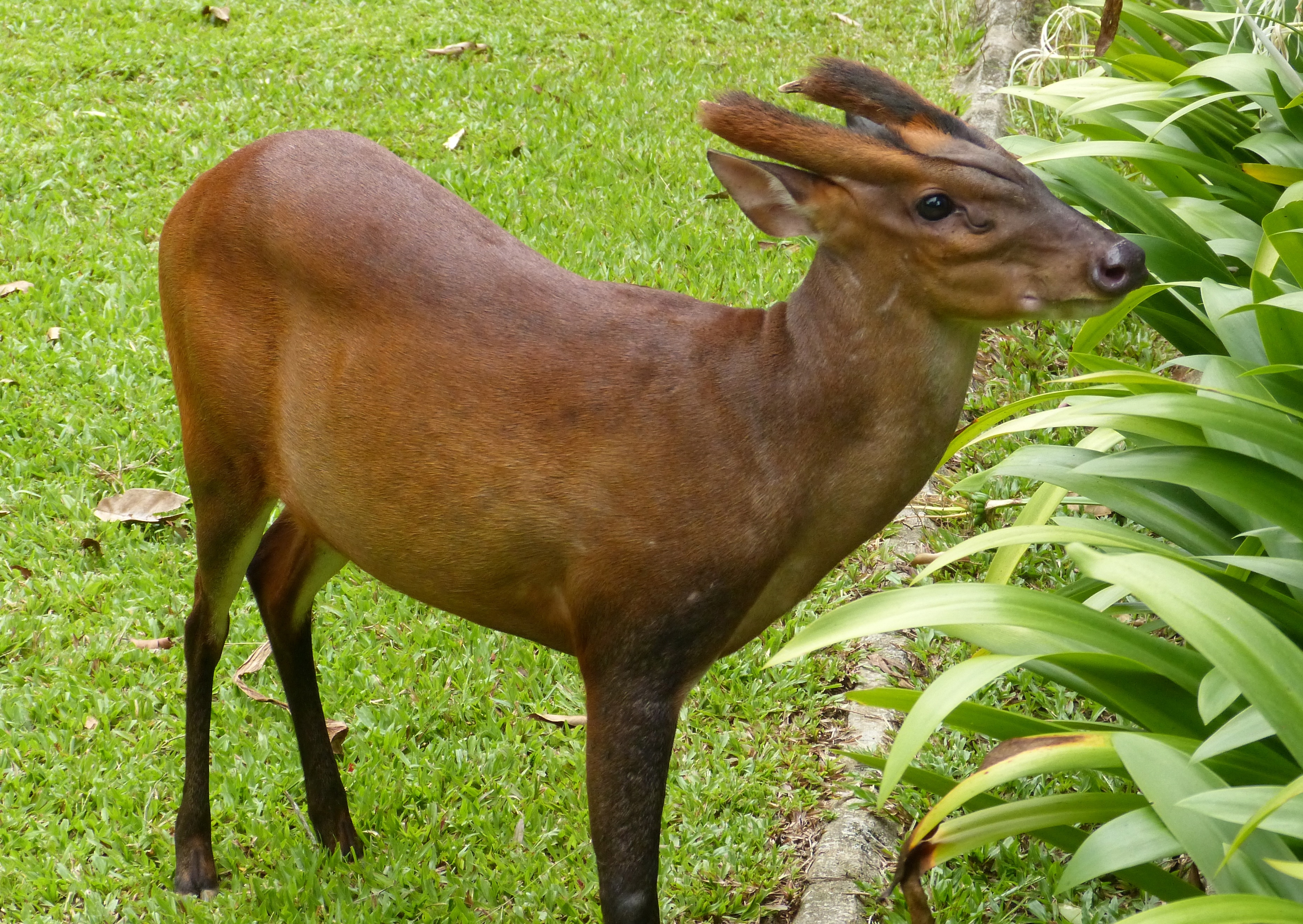
Cerf aboyeur
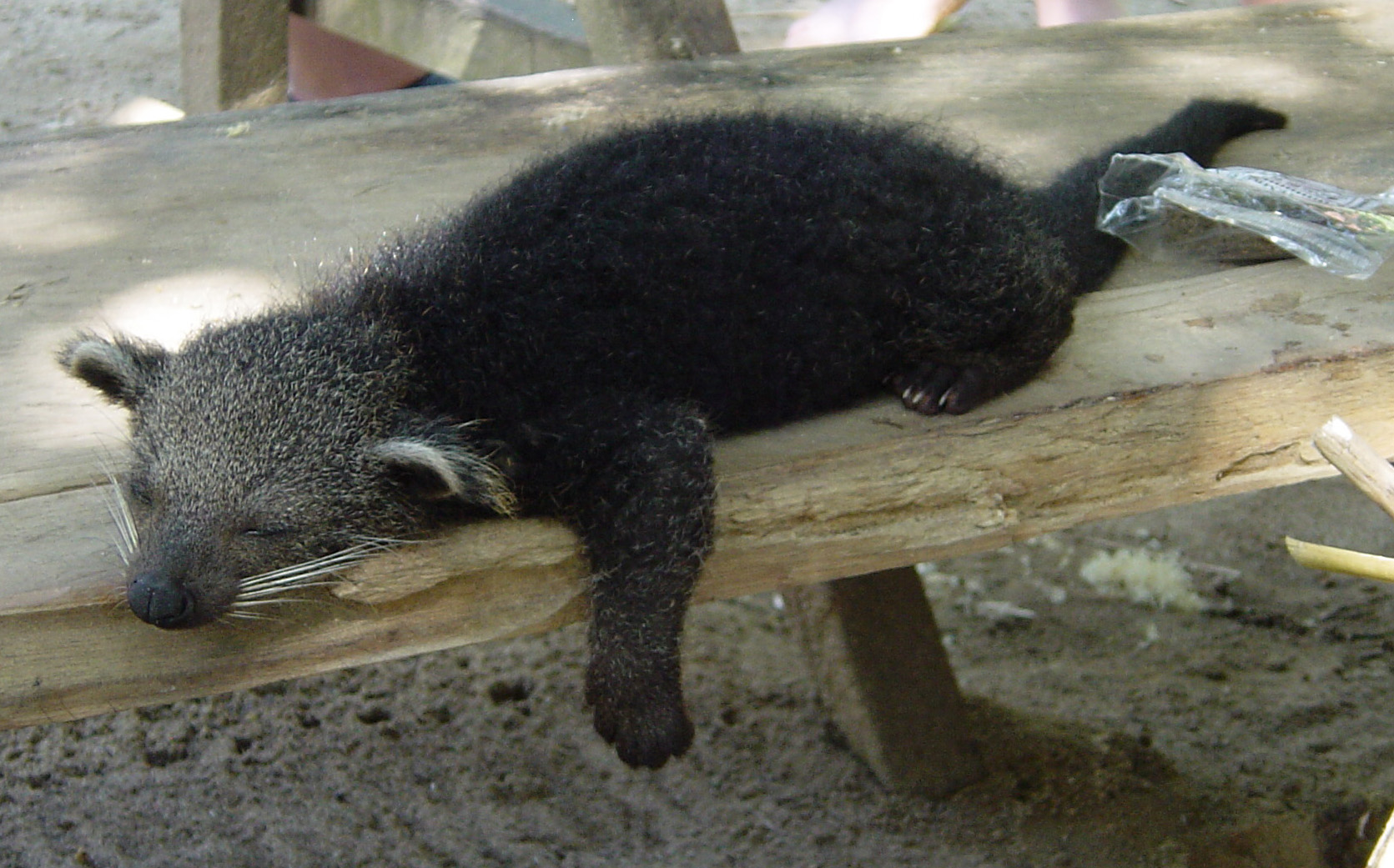
Chat-ours
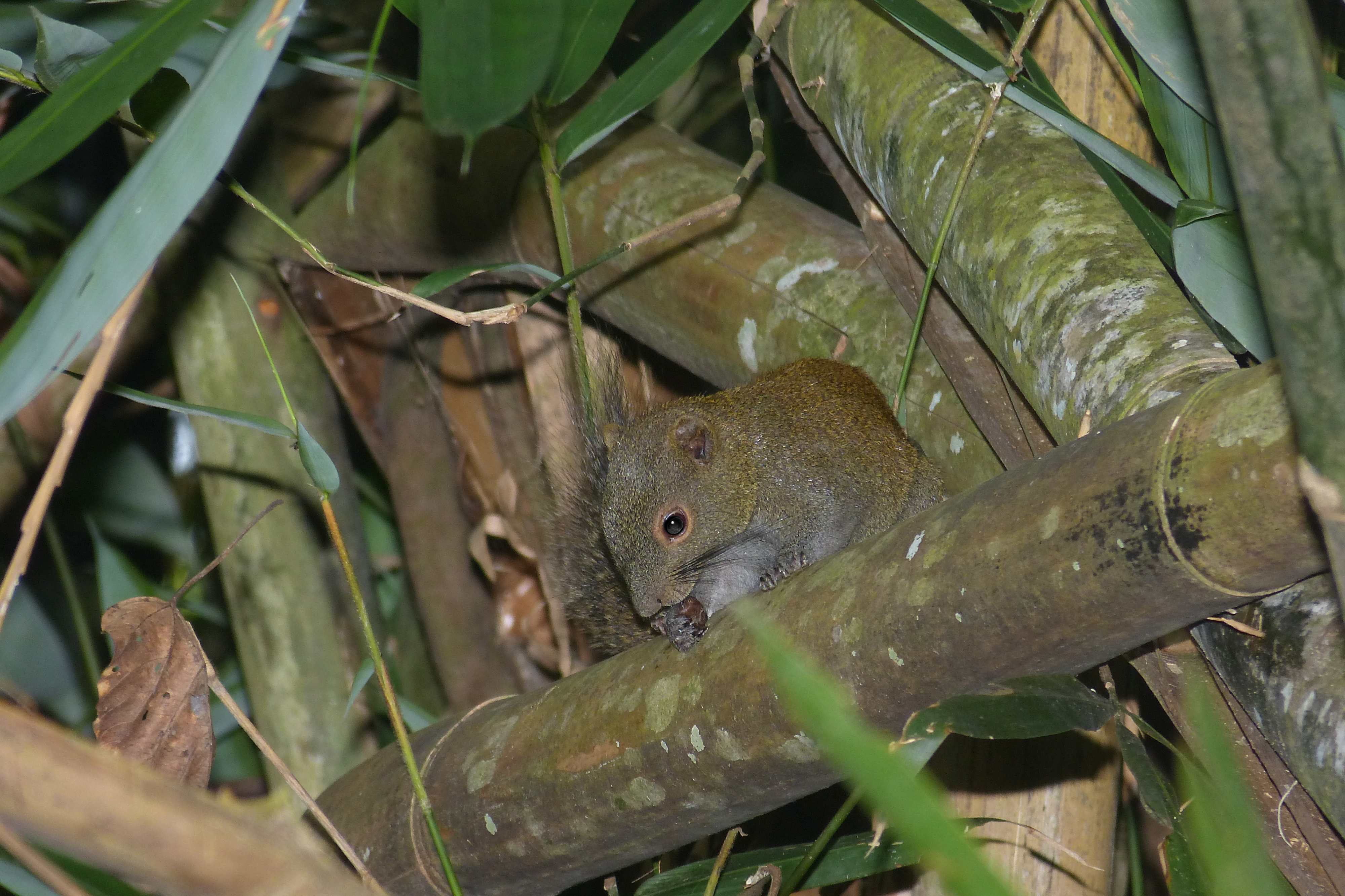
Écureuil Callosciurus caniceps

### Oiseaux
On observe environ 350 espèces d’oiseaux différentes dans le parc. Parmi celles-ci, on compte :
- oiseaux calaos de la famille des bucérotidés,
- argus géant, argus ocellé, éperonnier de Rothschild, faisan du Viêt Nam, faisan noble, perdrix à long bec, perdrix noire,
- pygargue nain,
- martin-pêcheur,
- grébifoulque d'Asie,
- oiseaux passereaux akalat de Horsfield, drongo bronzé, rhipidure perlé, shama dayal,
- et oiseaux arachnothère à poitrine grise, coucal rufin, guêpier à gorge bleue, pic tukki ...

Oiseaux
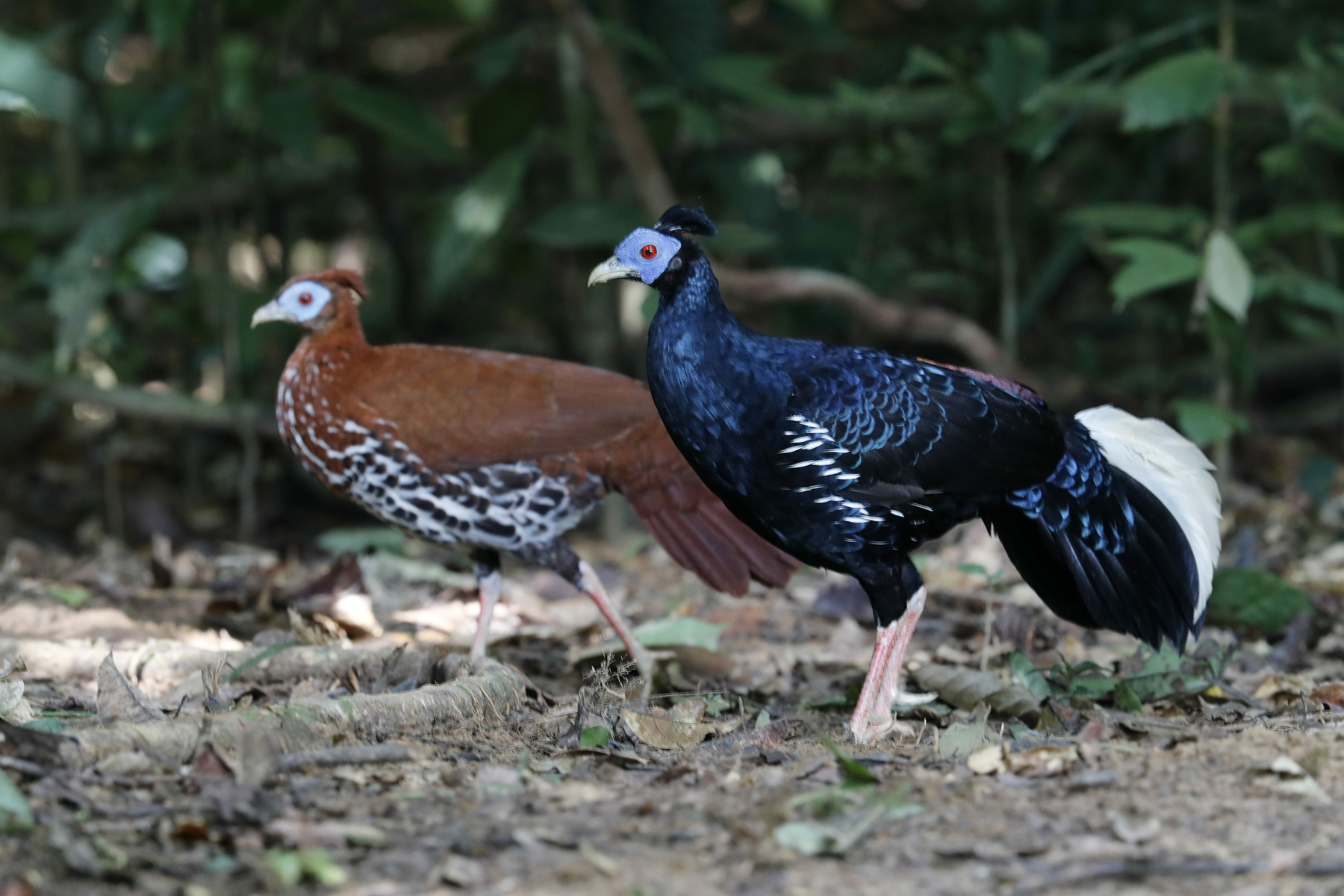
Faisans nobles
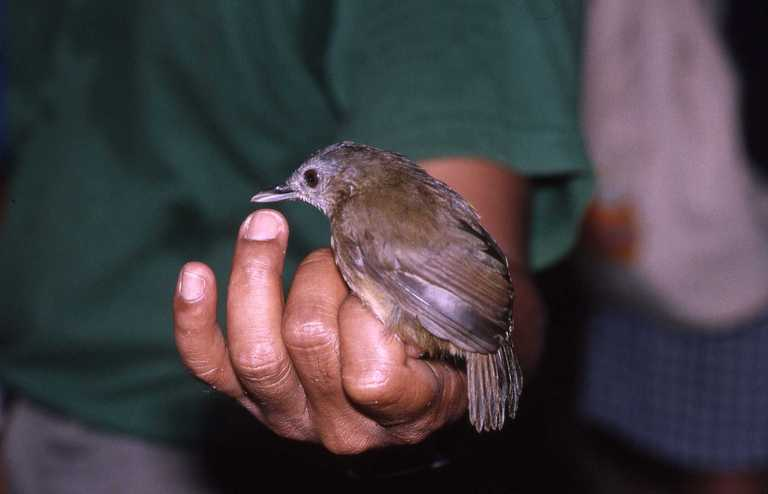
Akalat de Horsfield
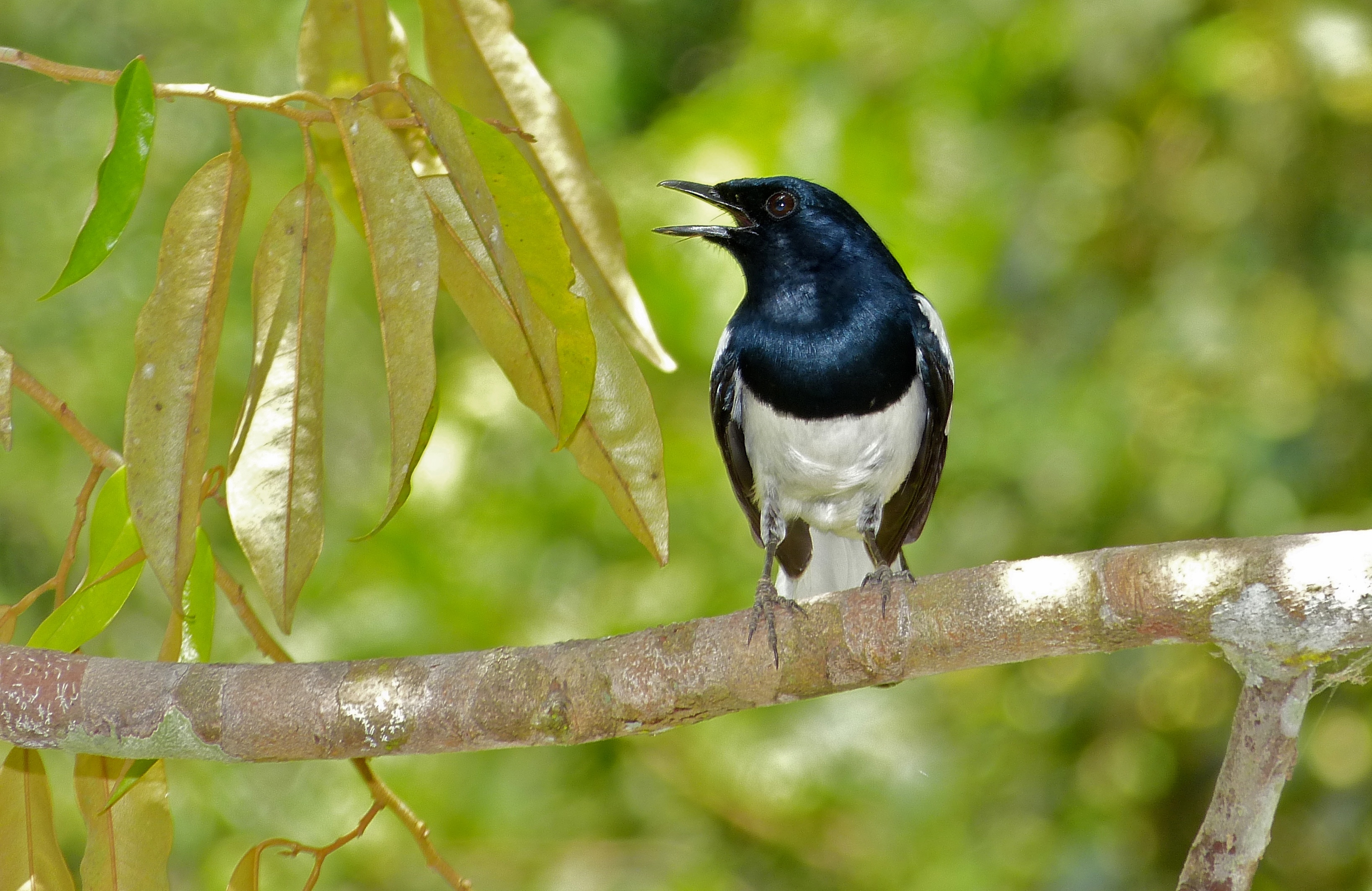
Shama dayal
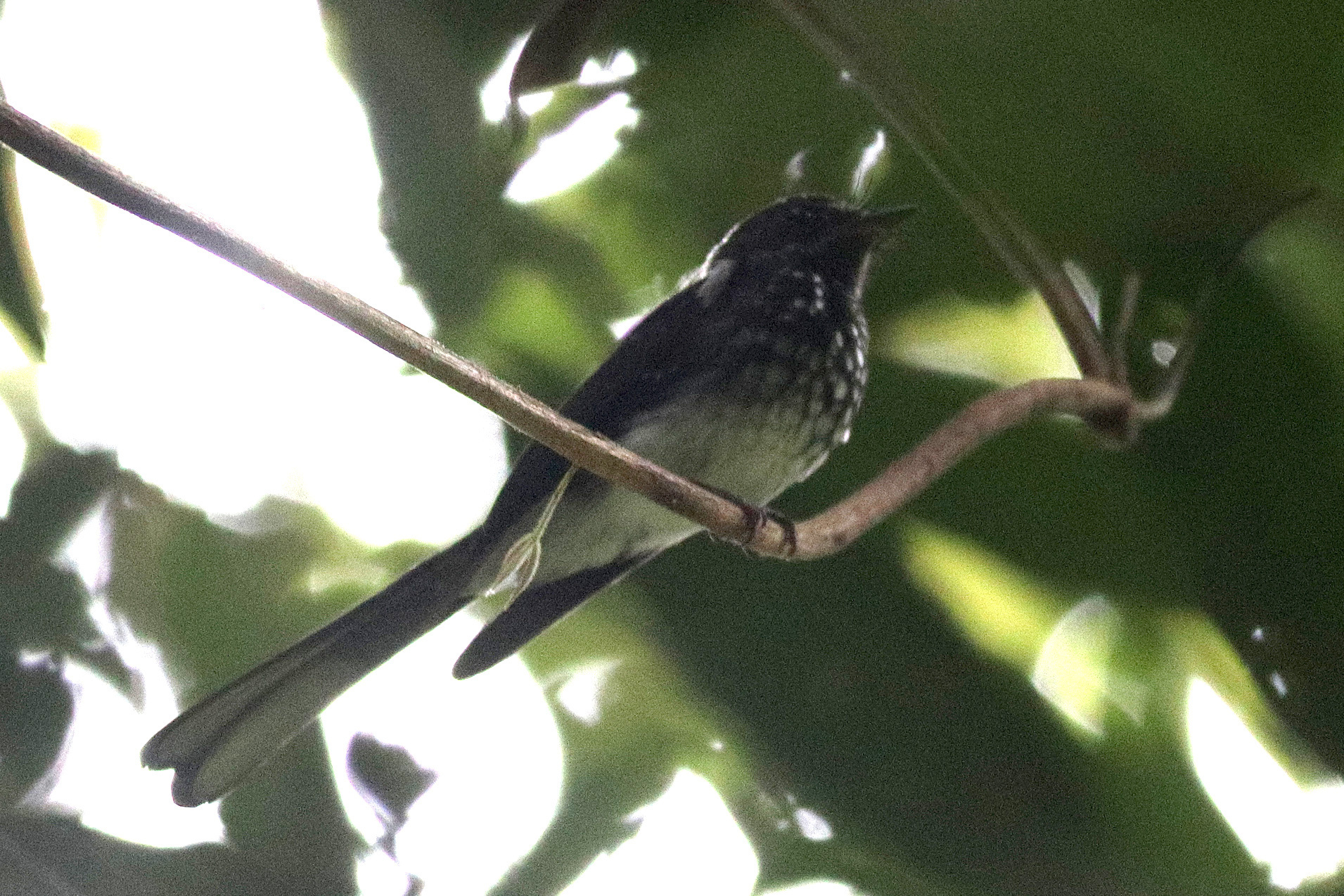
Rhipidure perlé
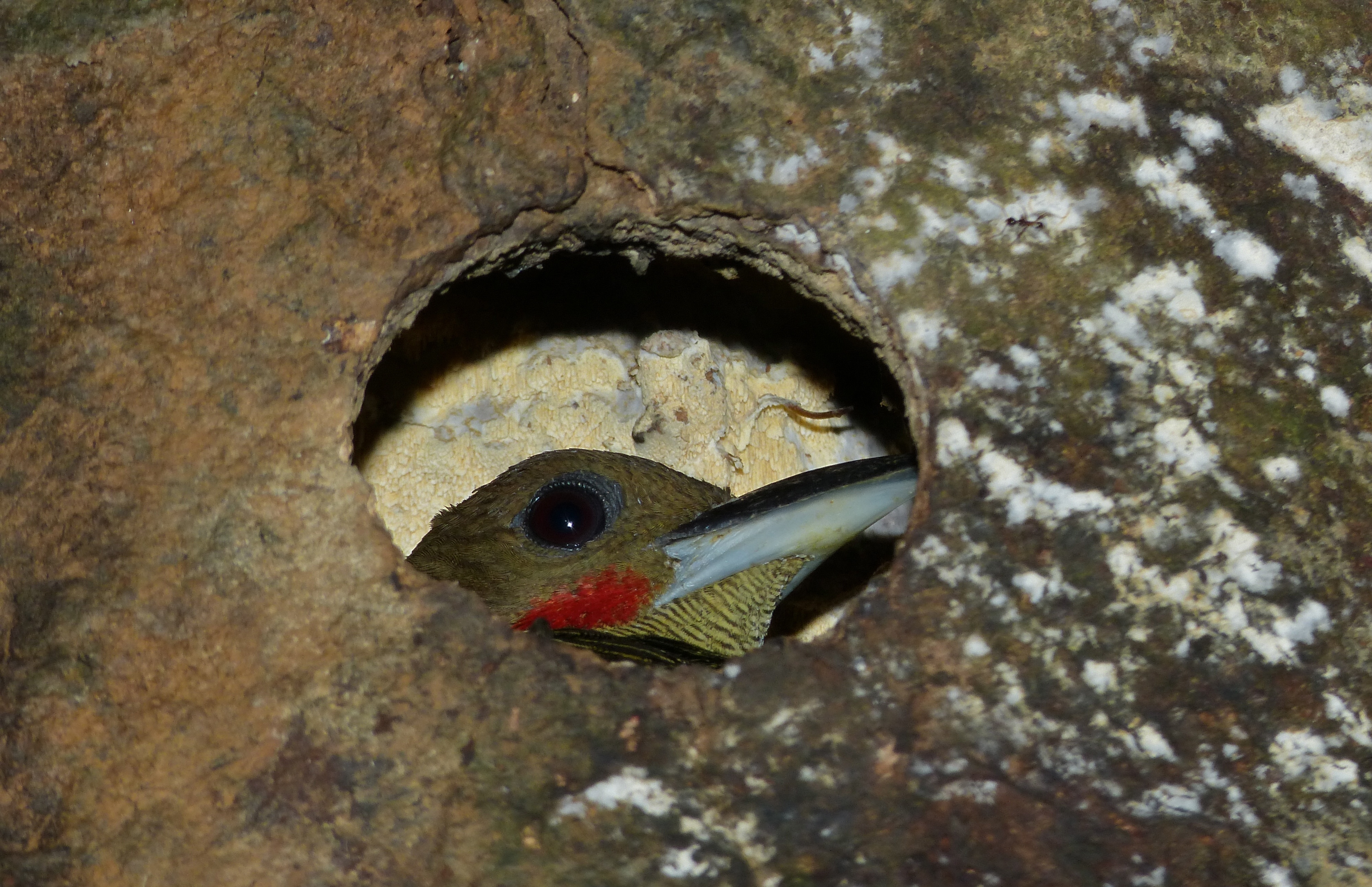
Pic tukki dans son nid

### Reptiles

#### Lézards
On peut voir de nombreux lézards : dragon volant draco quinquefasciatus, gonocephalus bellii et gonocephalus liogaster, geckos cnemaspis kendallii et gecko cyrtodactylus consobrinus, aphaniotis fusca, scinque doré eutropis multifasciata, varan du Bengale, varan de Duméril et varan nebuleux ...

Lézards
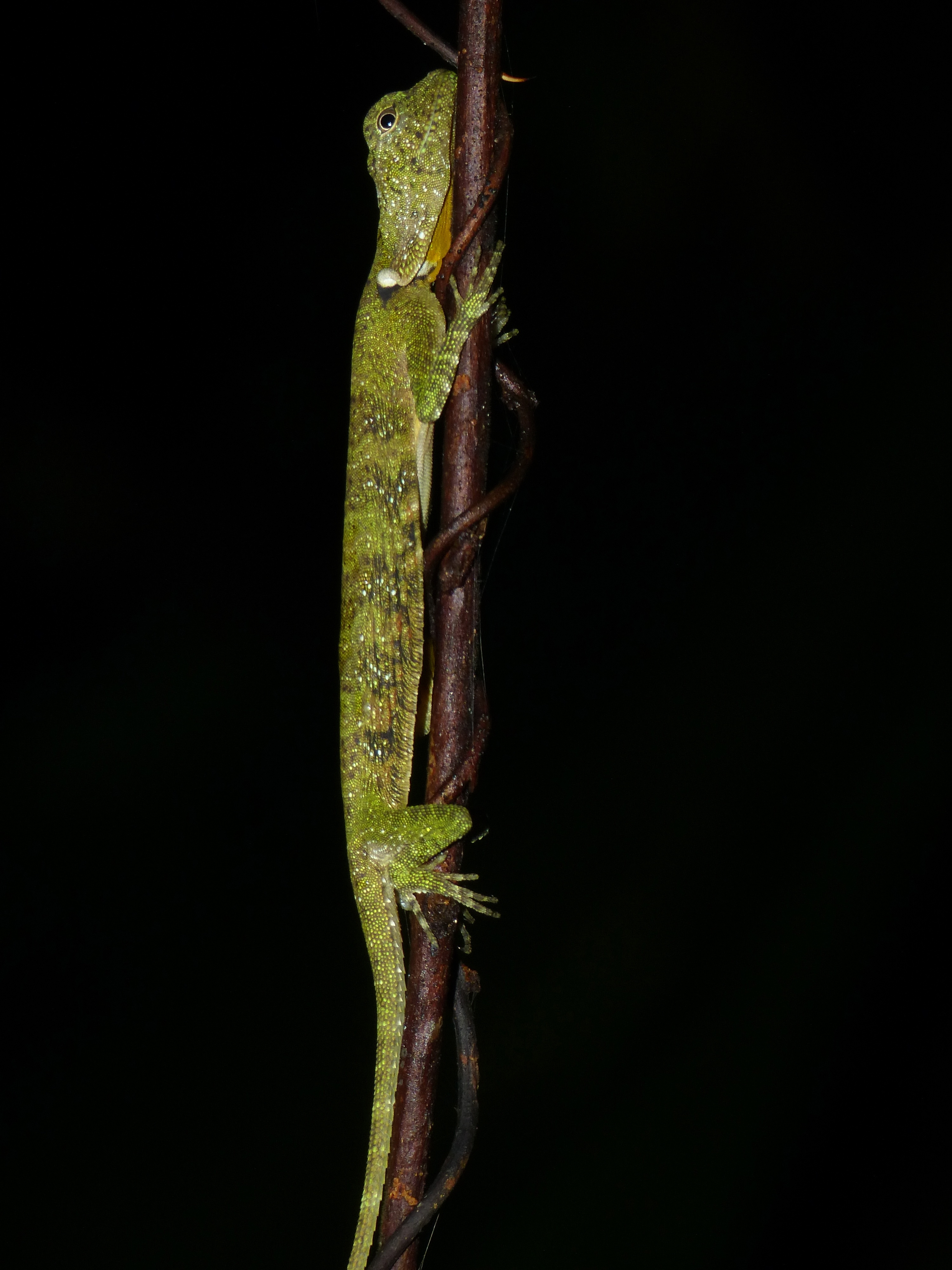
Dragon volant Draco quinquefasciatus
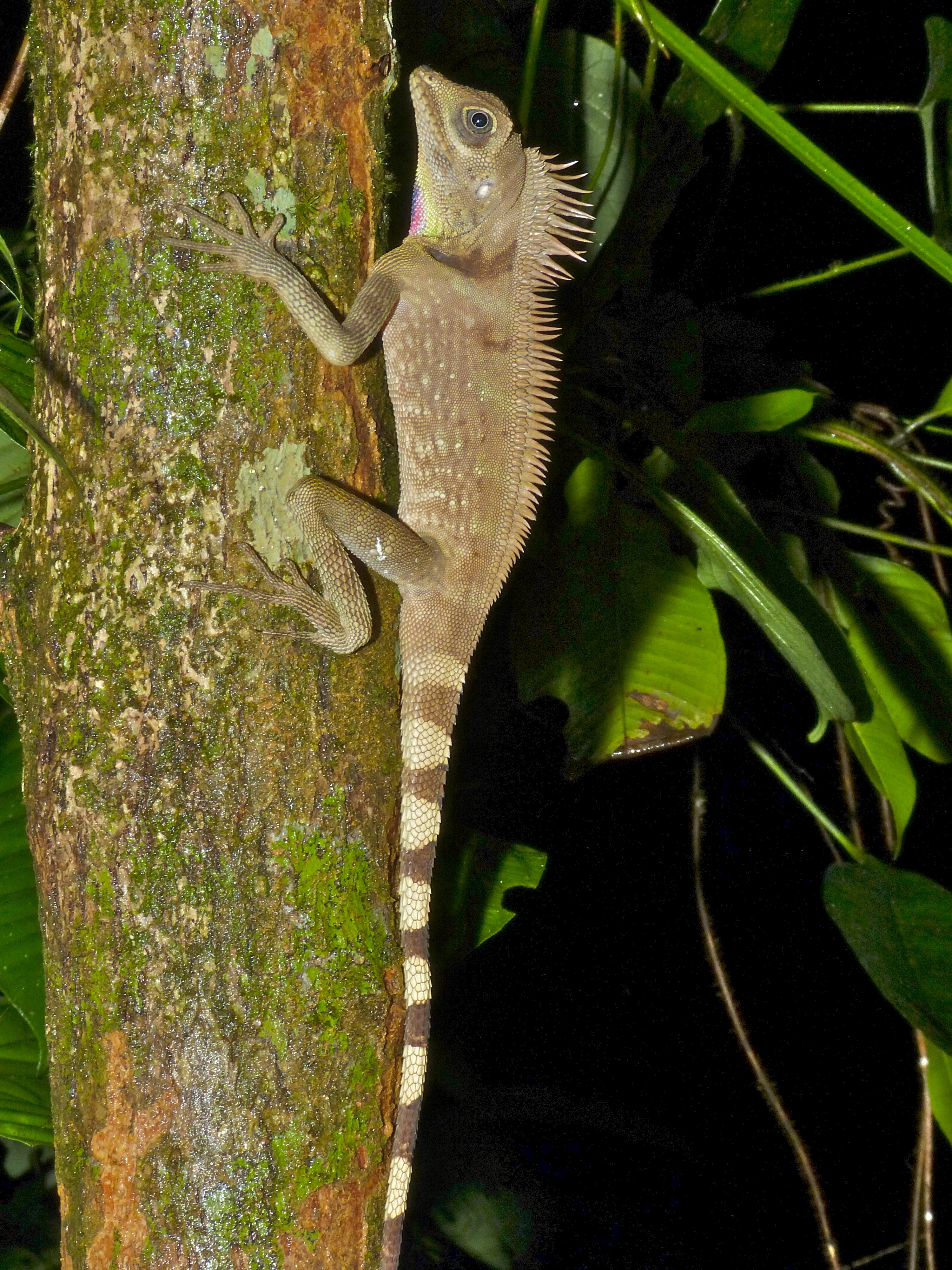
Gonocephalus bellii
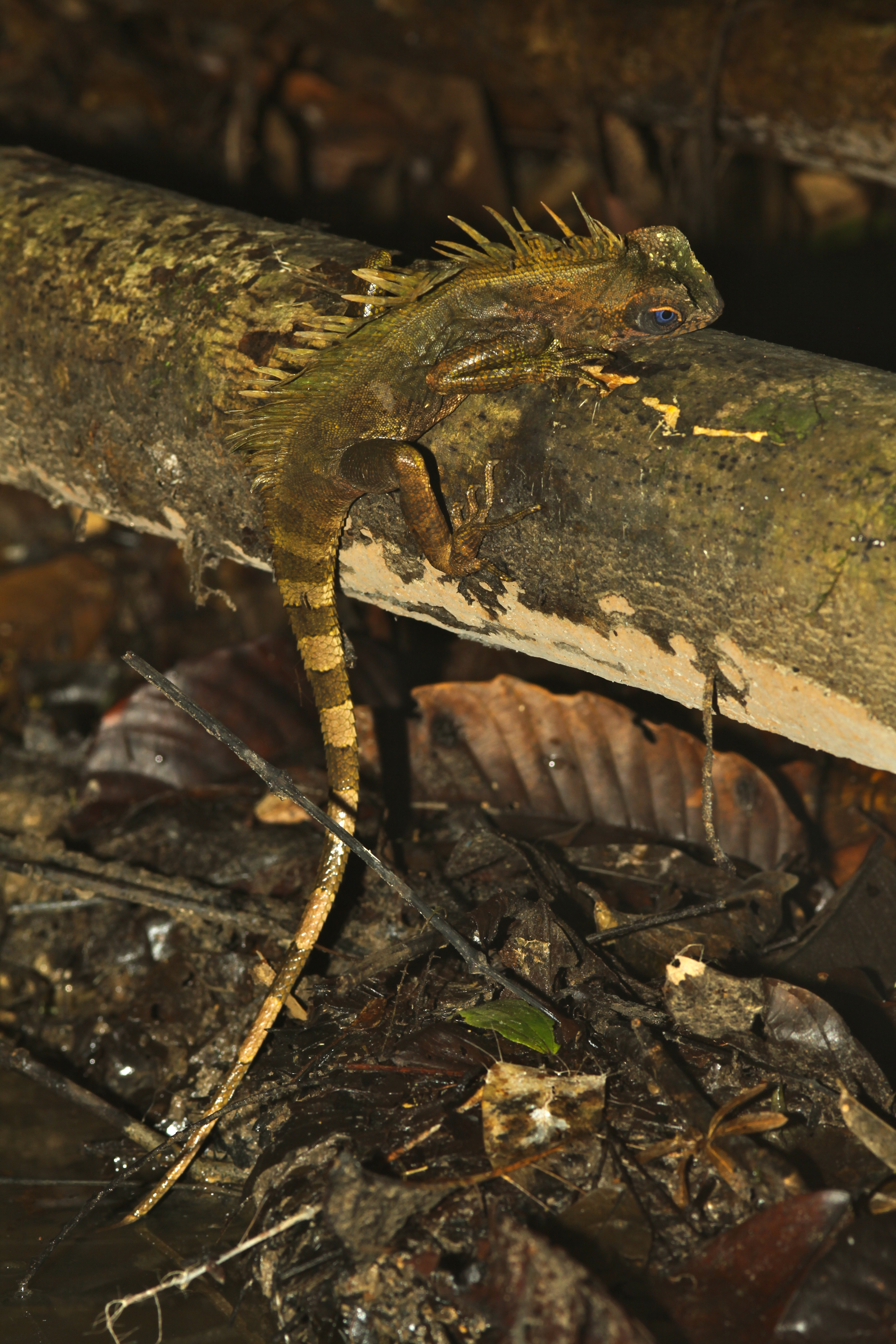
Gonogephalus liogaster
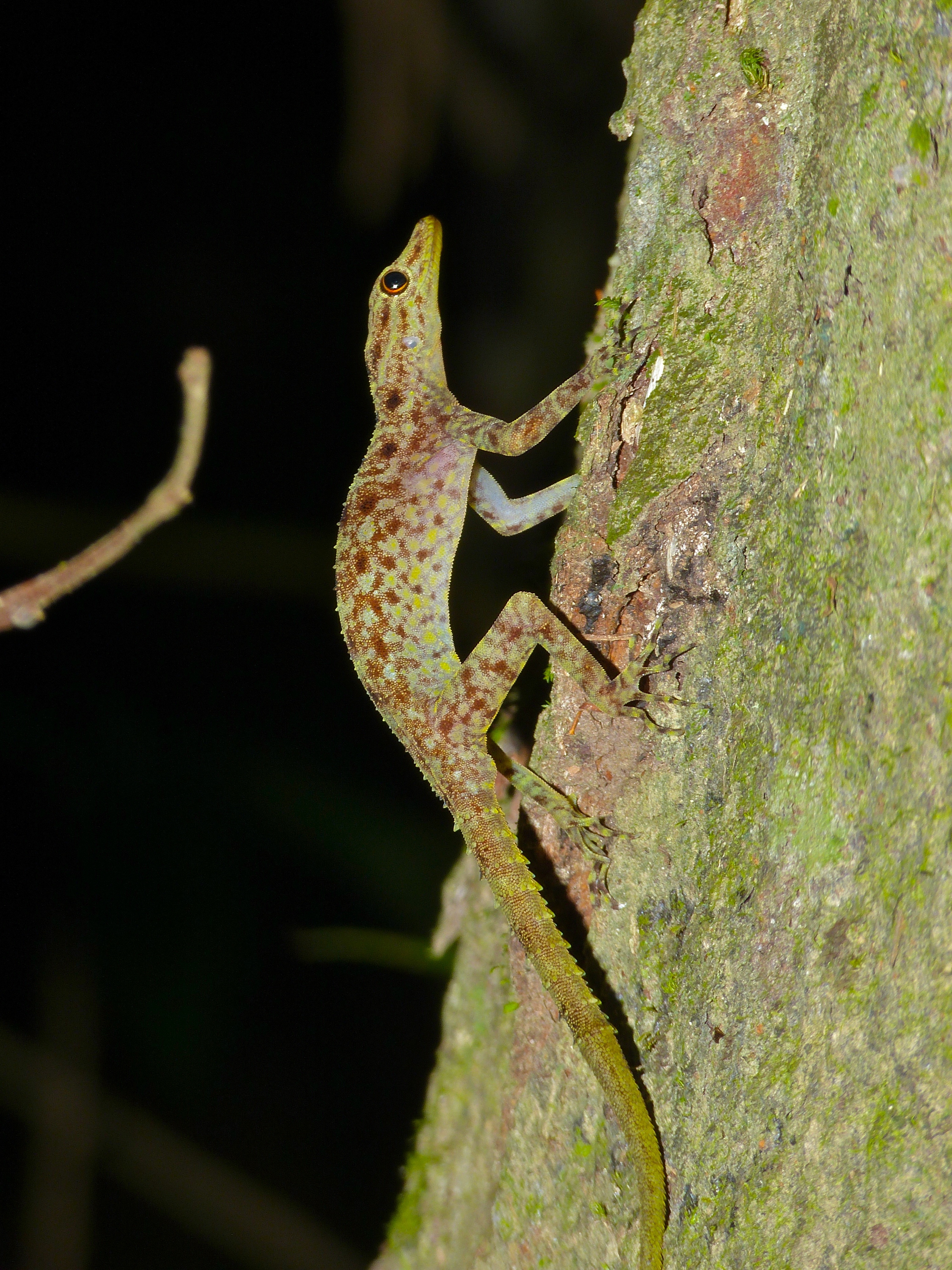
Gecko Cnemaspis kendallii
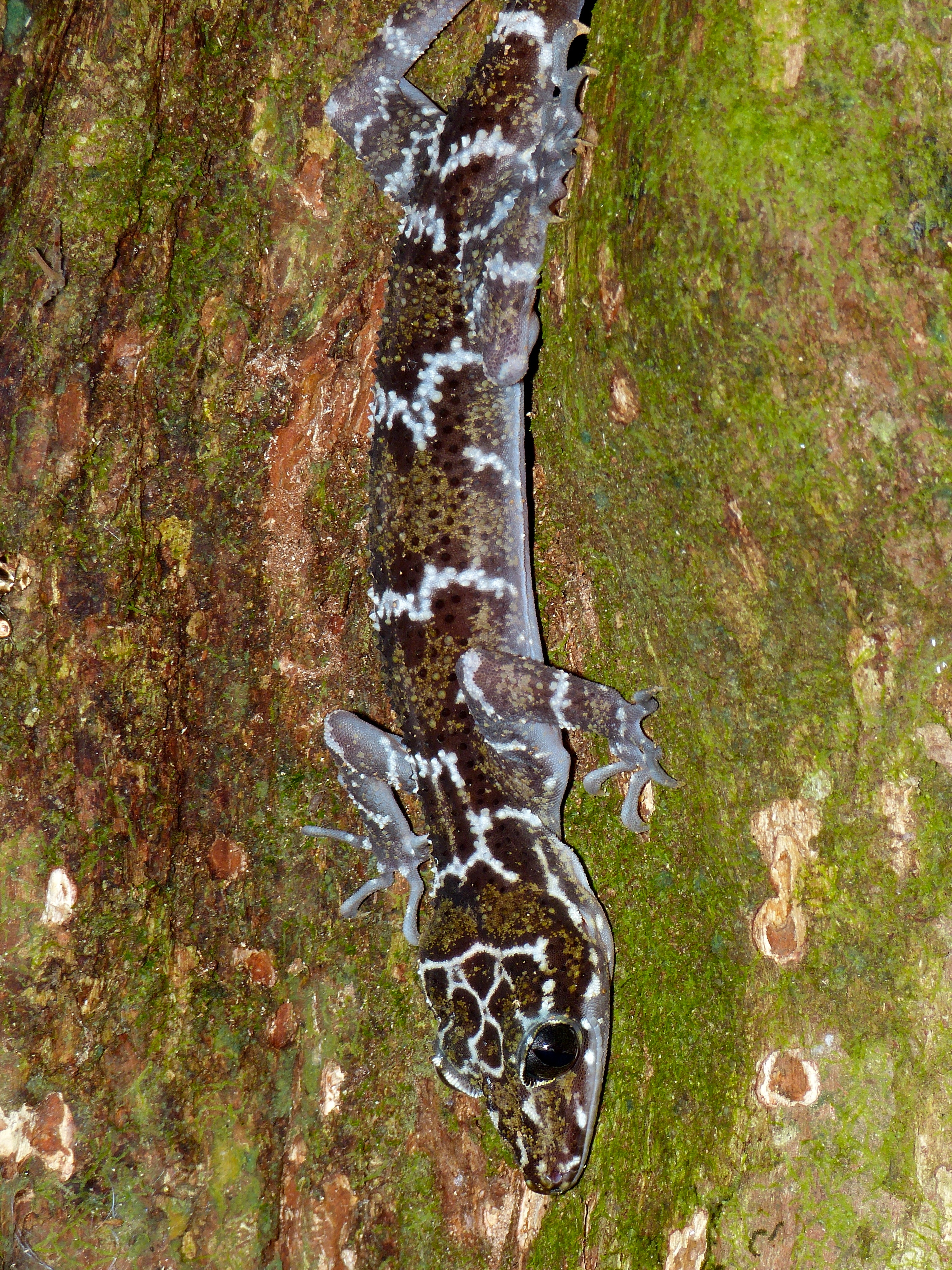
Gecko Cyrtodactylus consobrinus
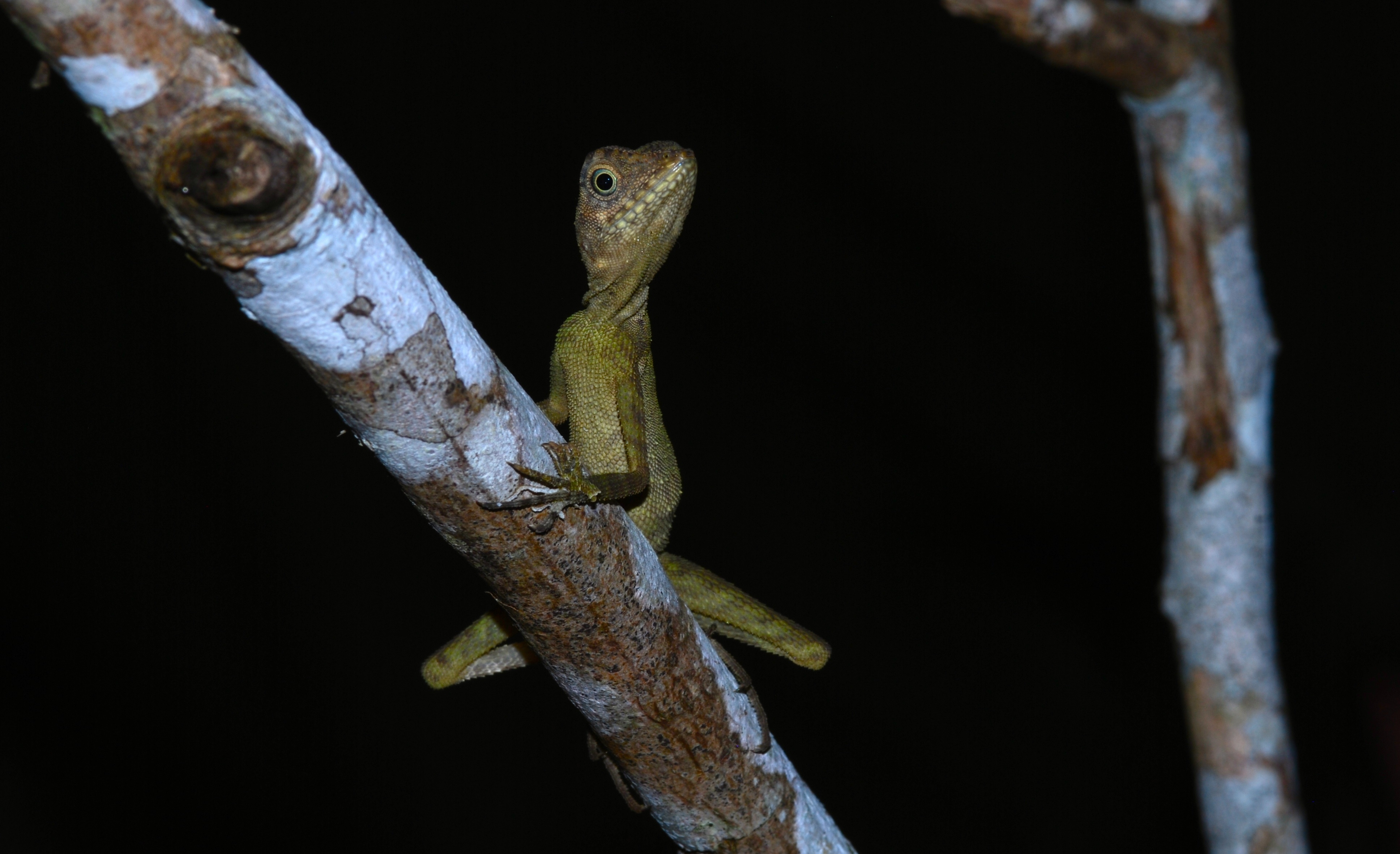
Aphaniotis fusca
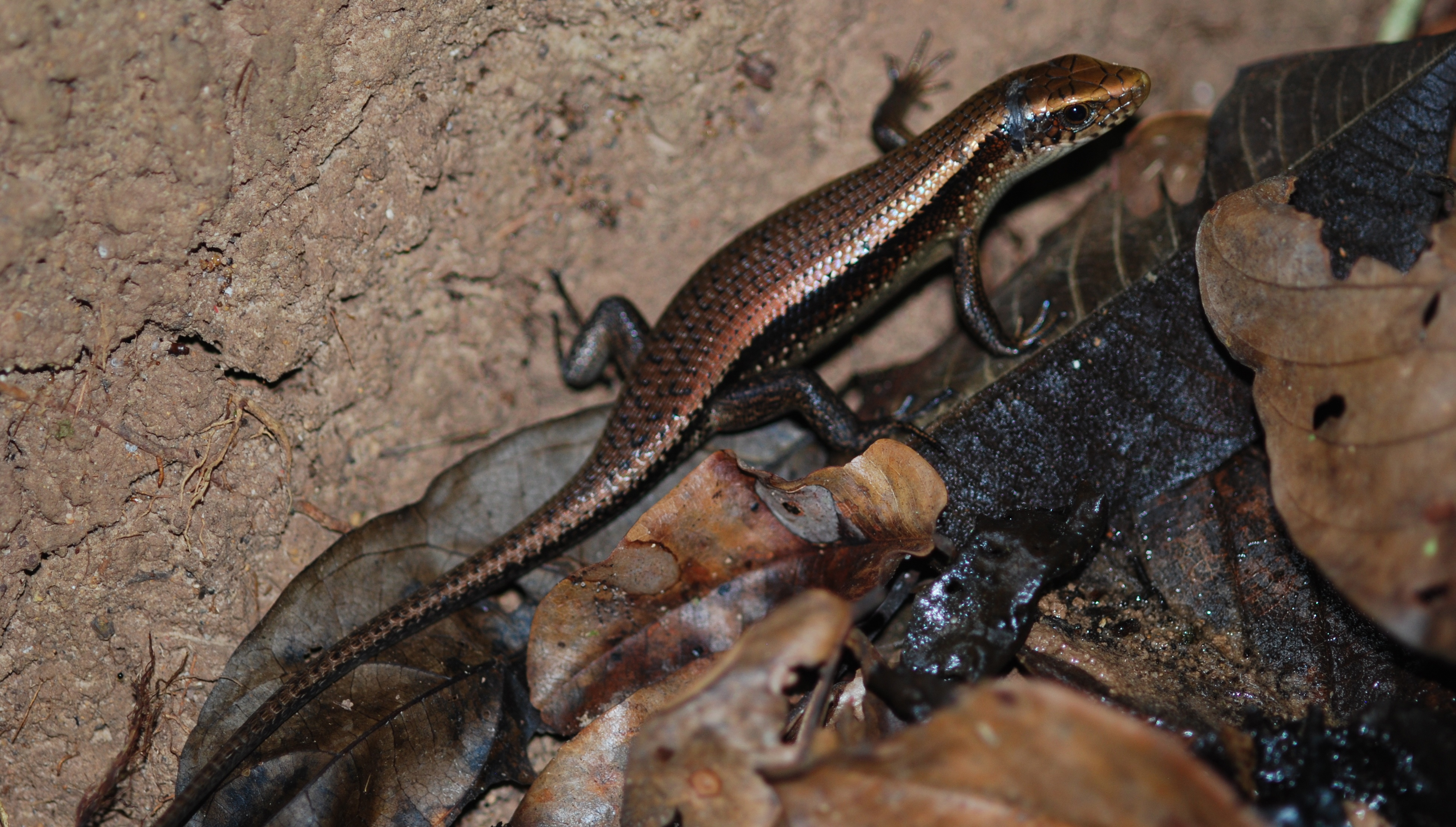
Scinque doré Eutropis multifasciata

Varans
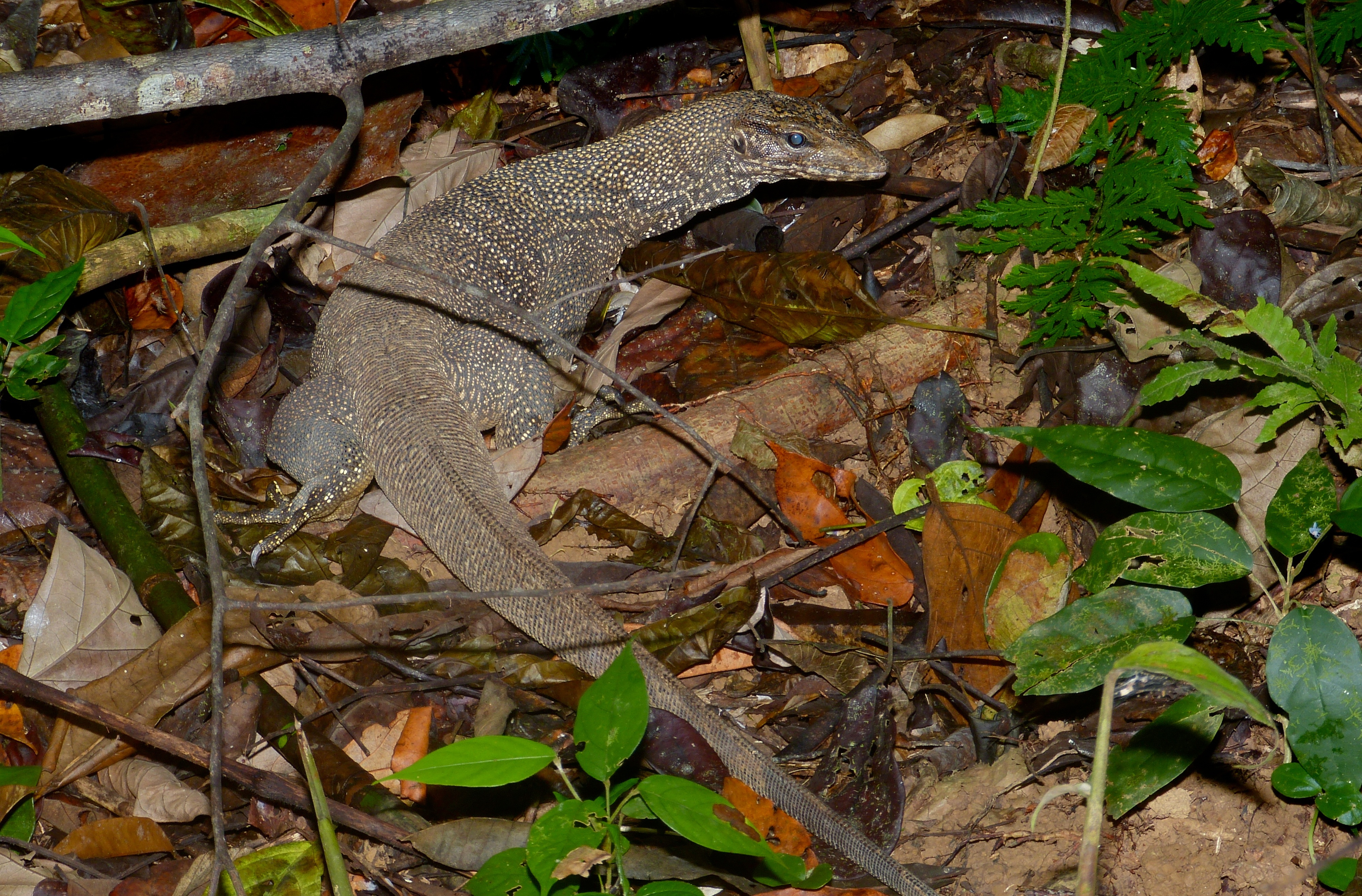
Varan du Bengale
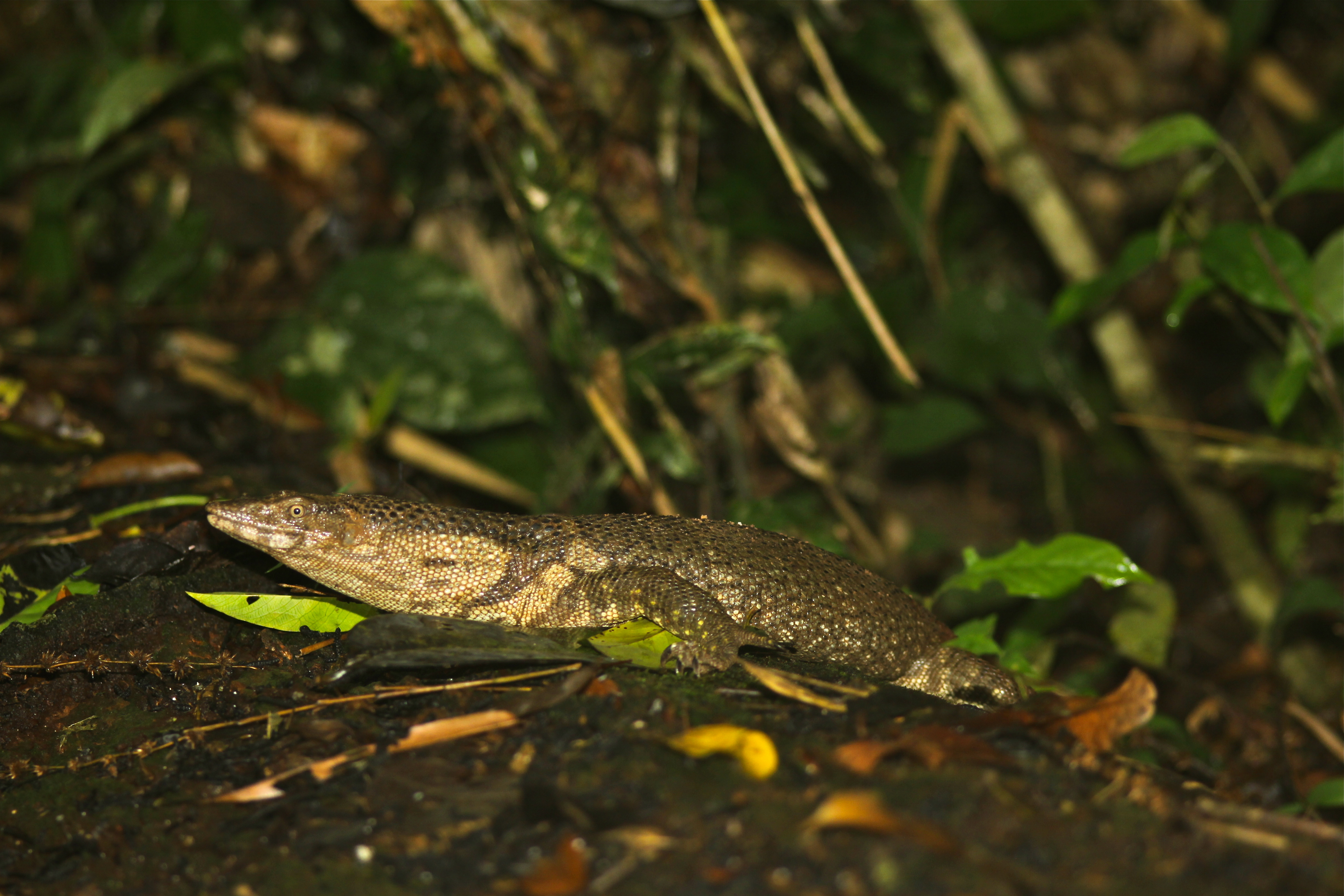
Varan de Duméril
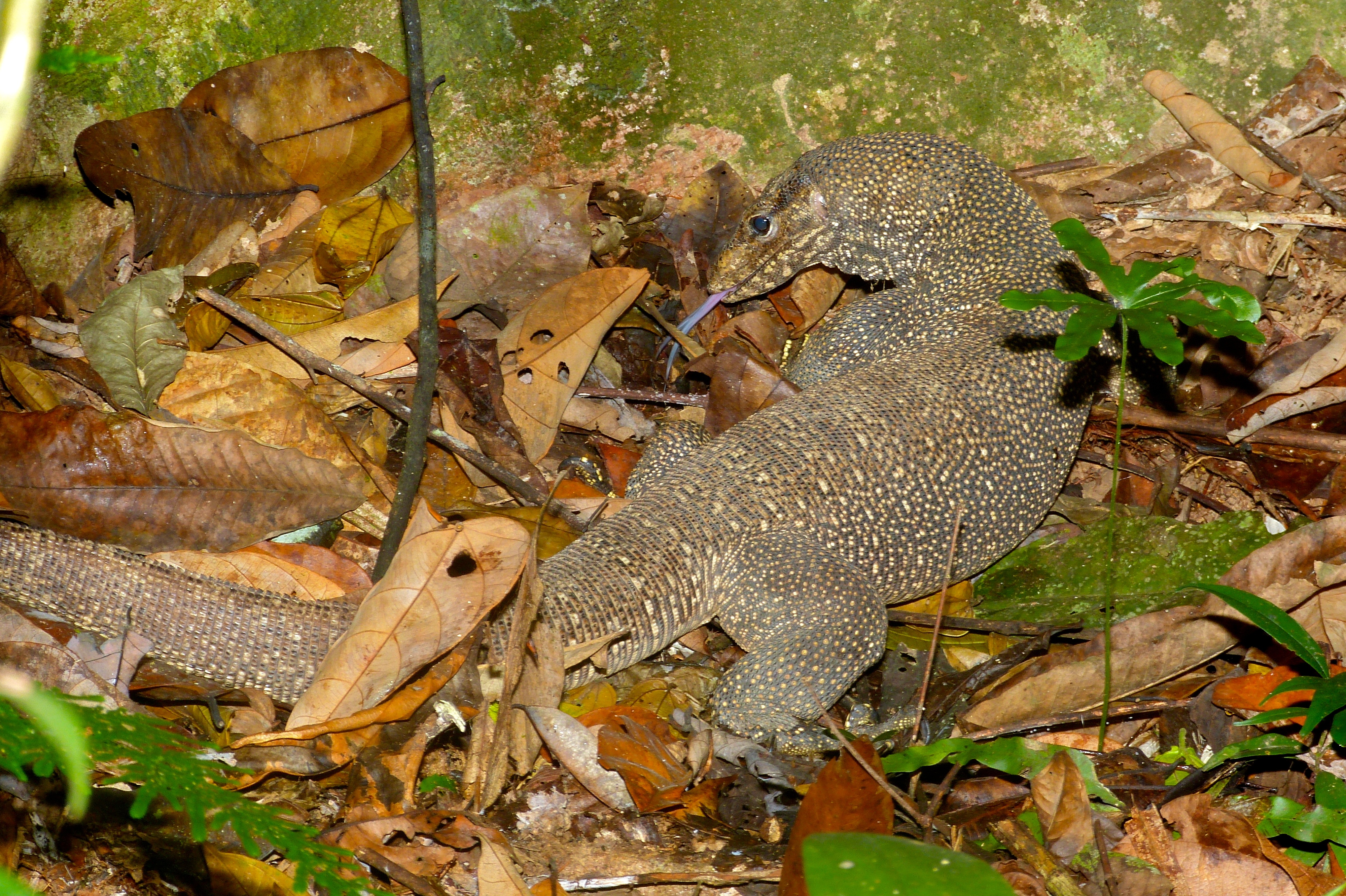
Varan nebuleux

#### Serpents
Il y a aussi 67 espèces de serpents : serpent ratier vert à queue rouge, dendrelaphis cyanochloris etc.

Serpents
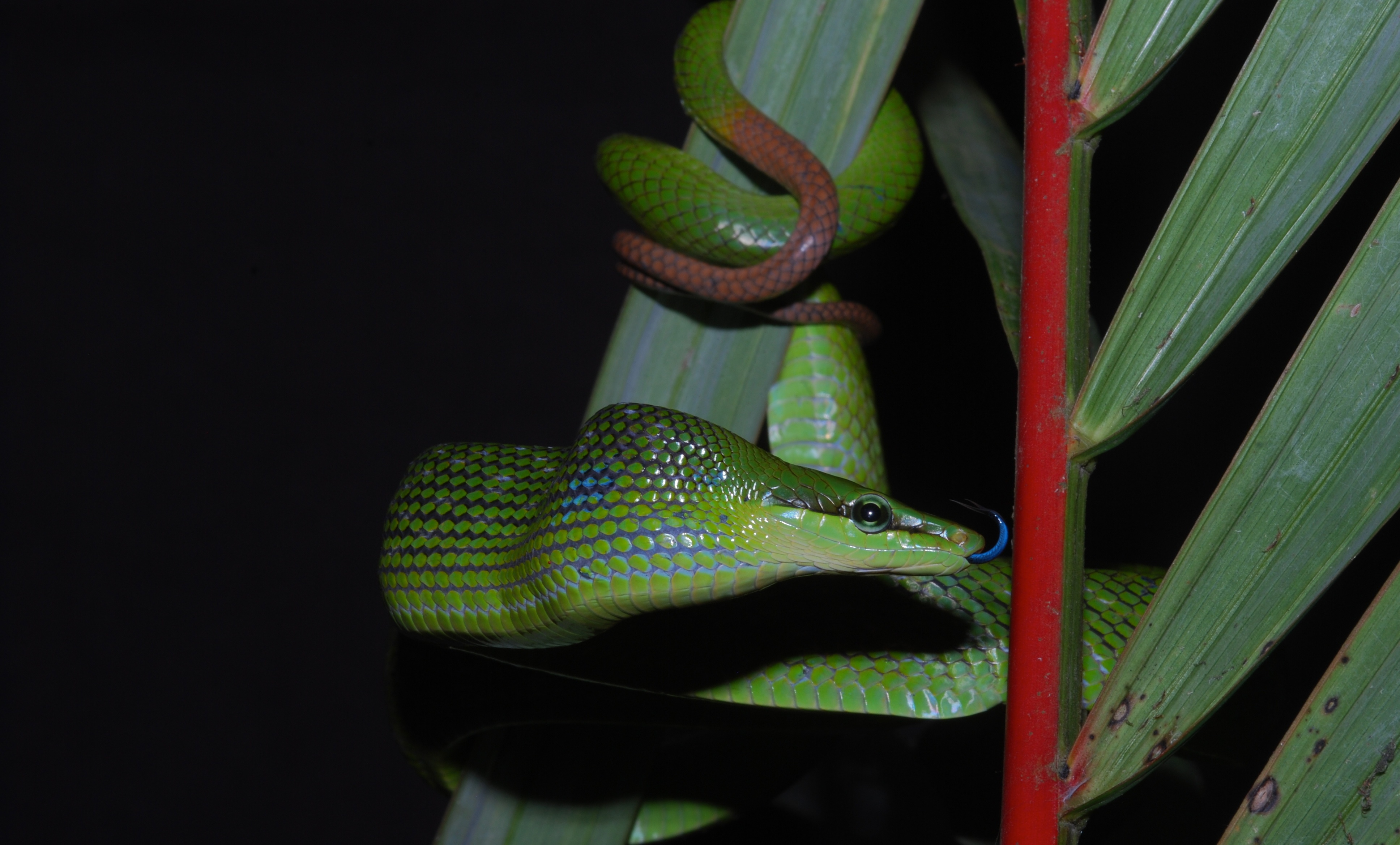
Serpent ratier vert à queue rouge
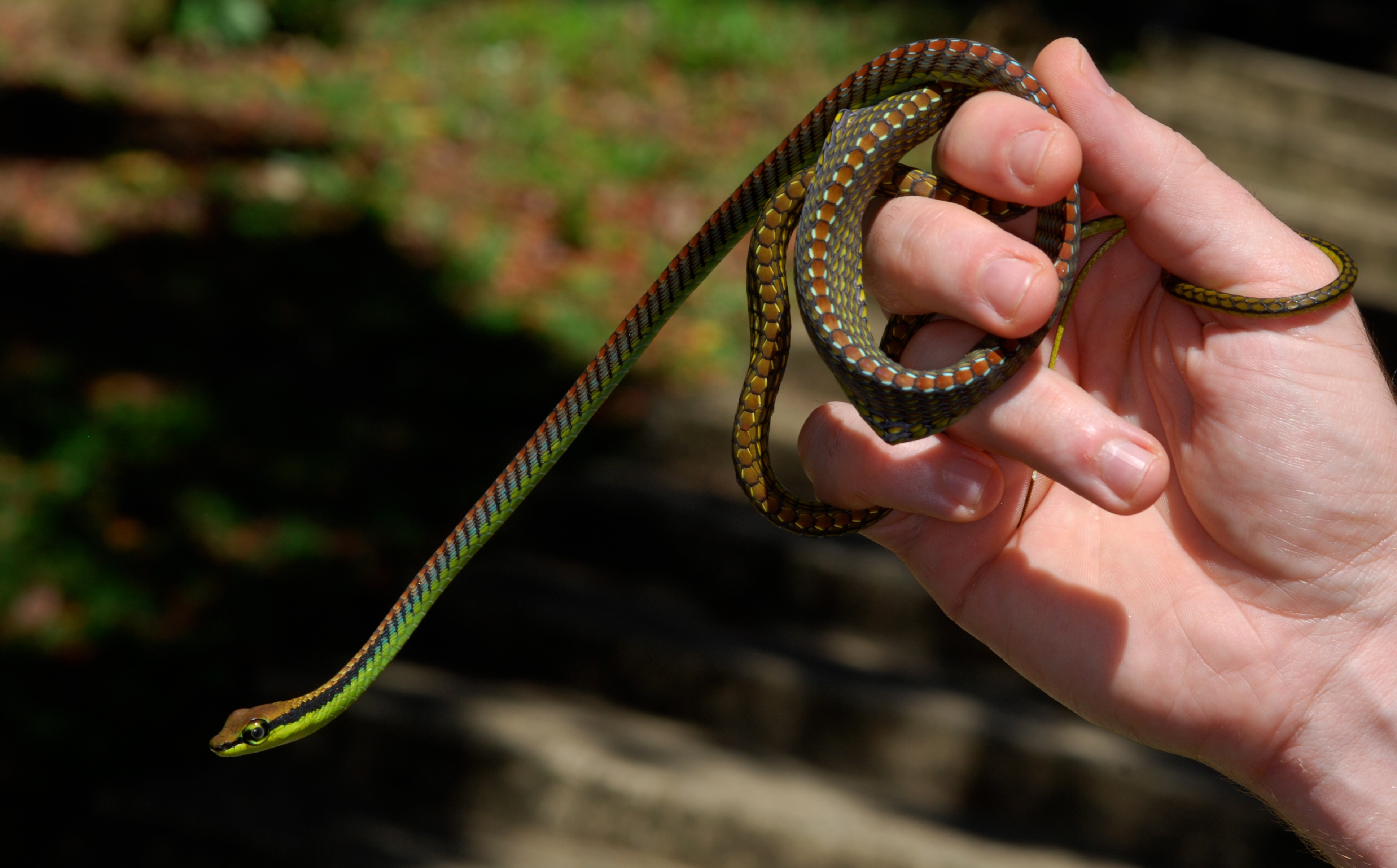
Dendrelaphis cyanochloris

### Amphibiens
On dénombre 55 espèces de grenouilles : glyphoglossus minutus, limnonectes blythii, polypedates colletti et polypedates discantus, phrynoidis aspera ...

Amphibiens
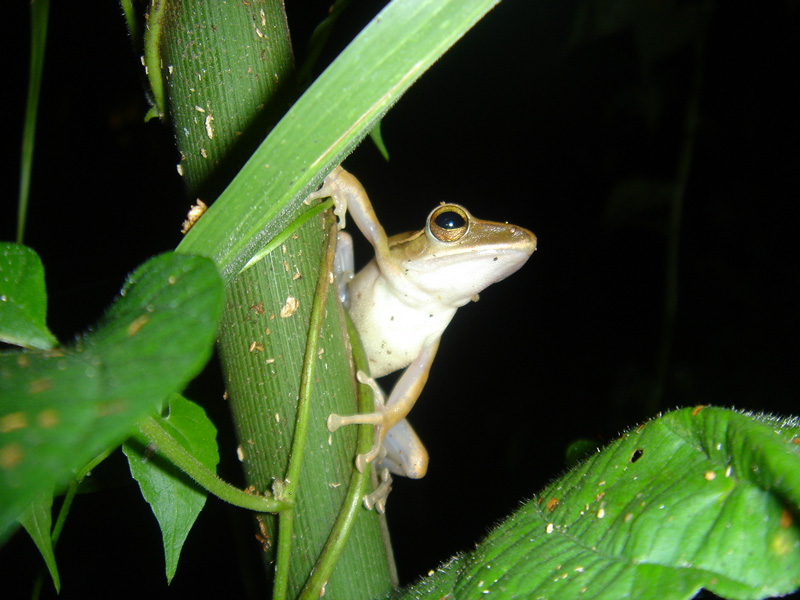
Grenouille à identifier
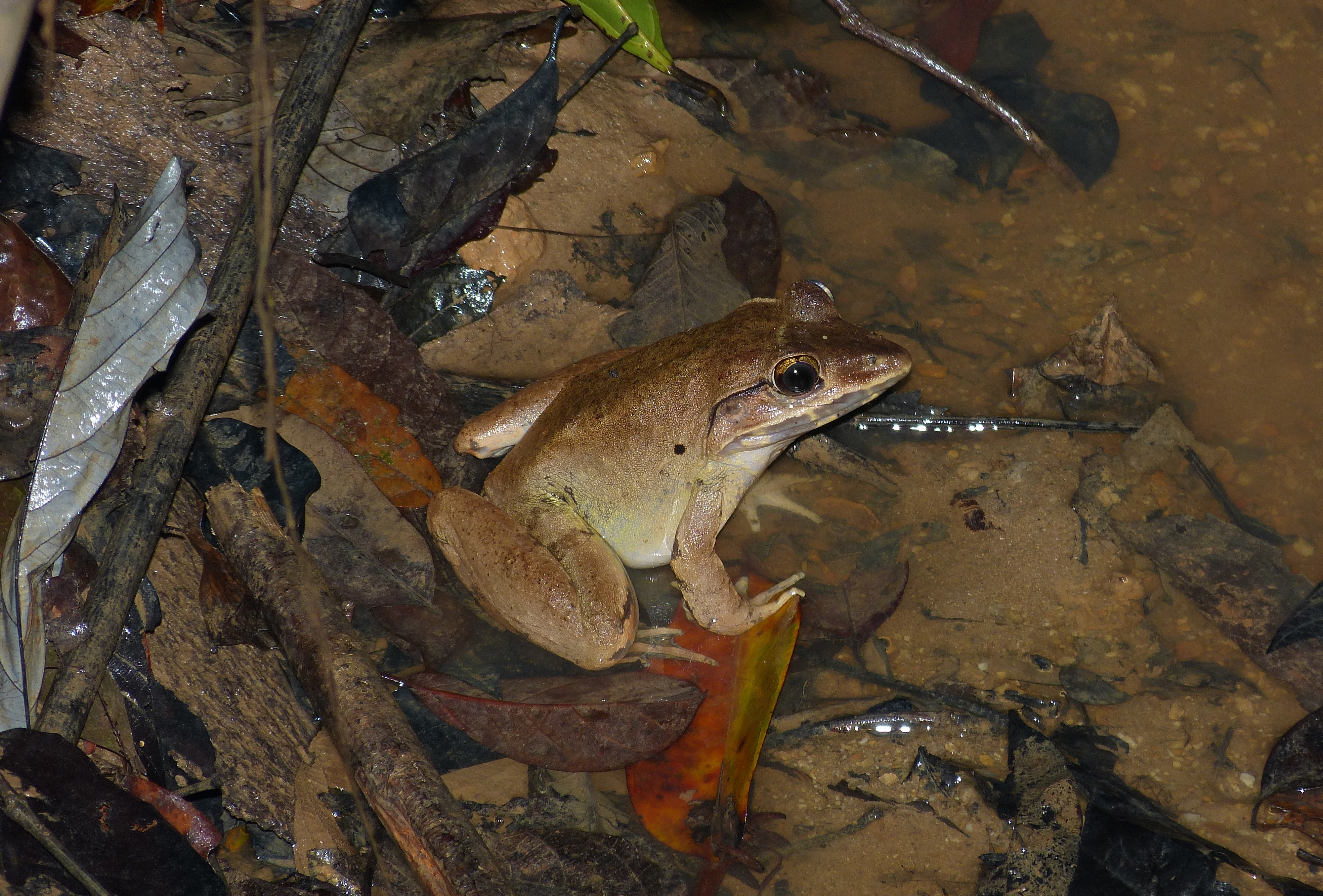
Lymnonectes blythii
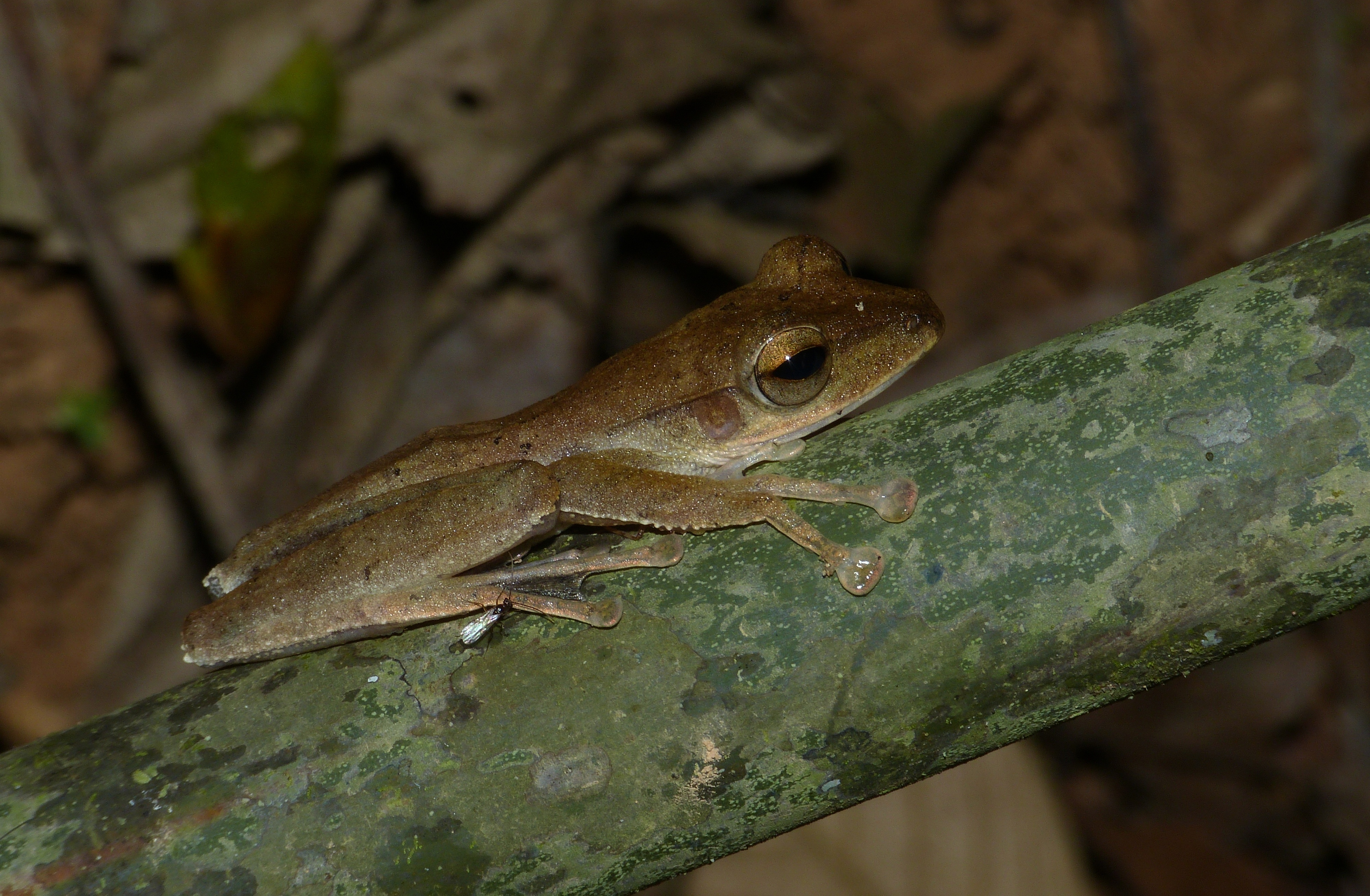
Polypedates colleti
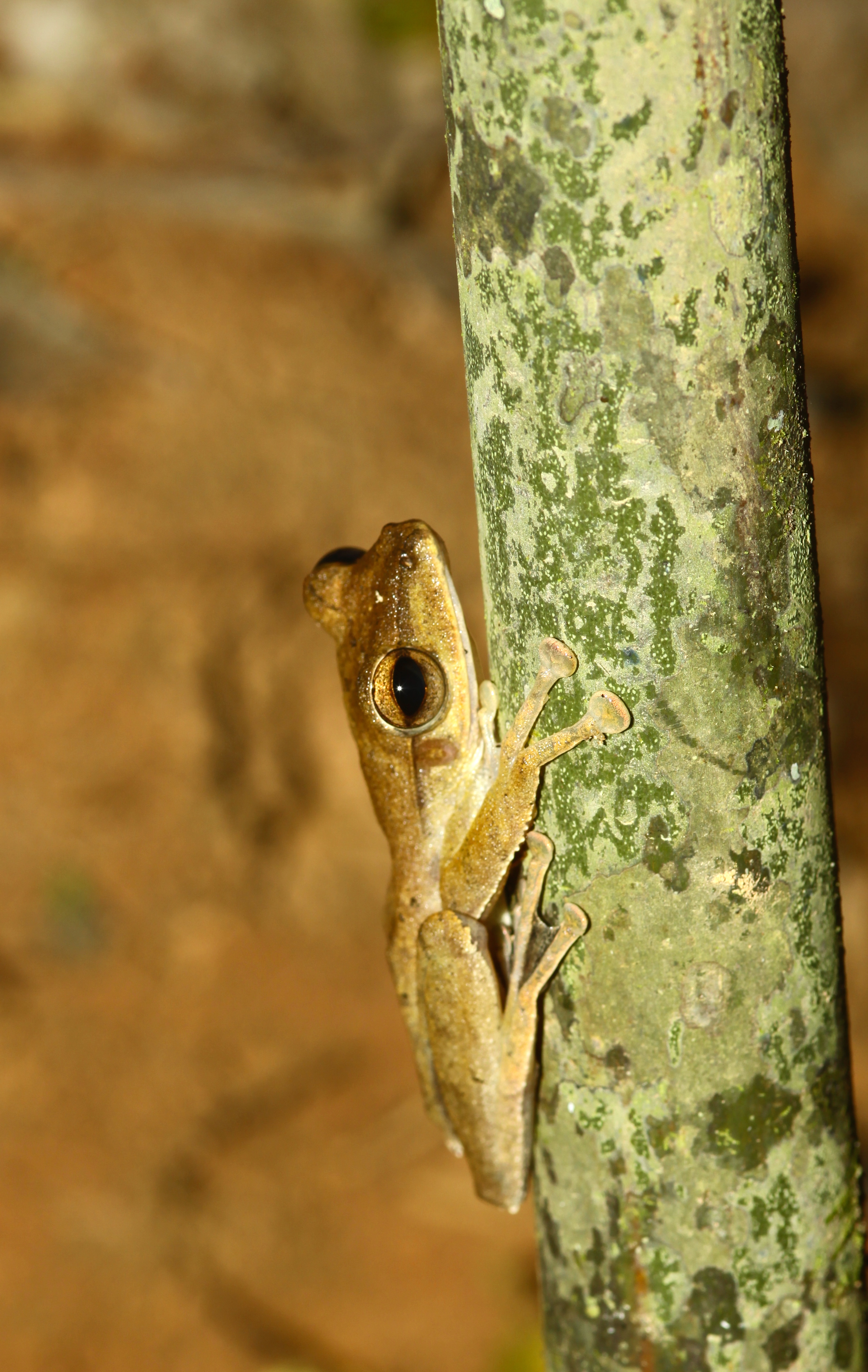
Polypedates discantus
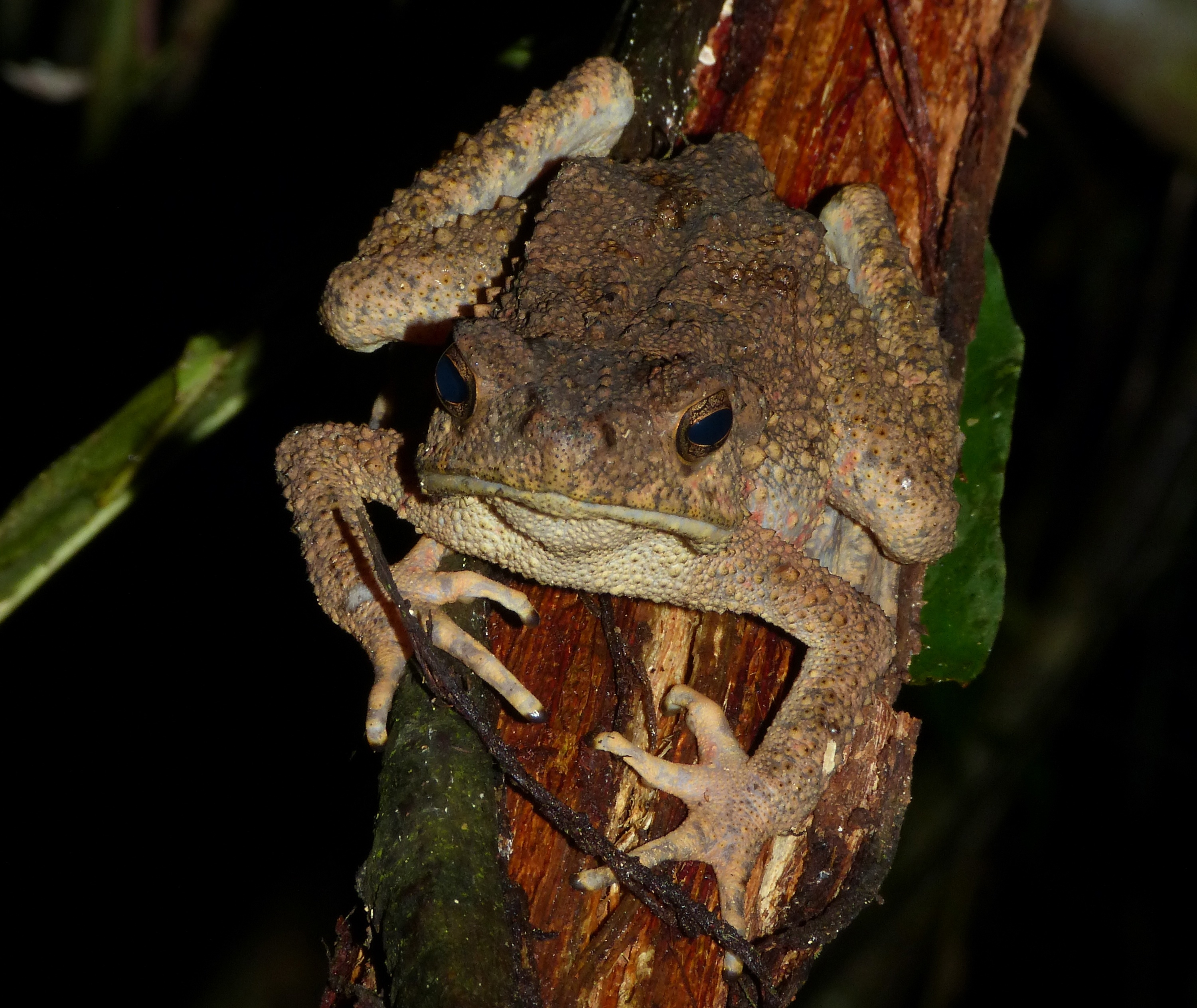
Phrynoidis aspera

### Vie aquatique

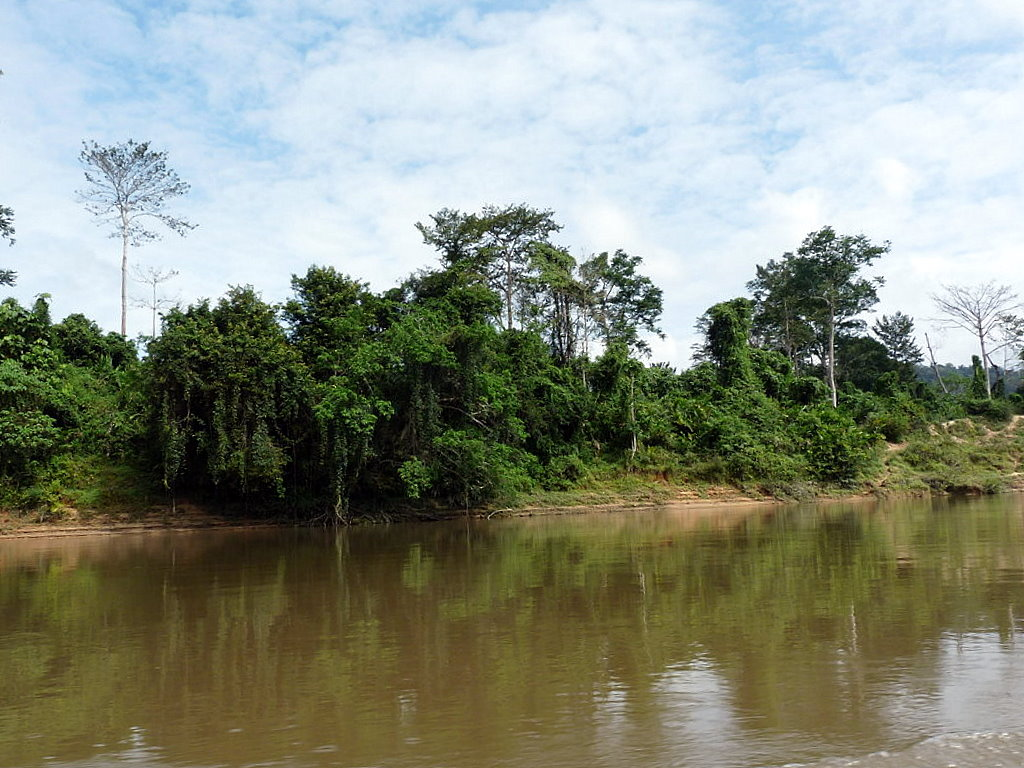
La rivière Tembeling

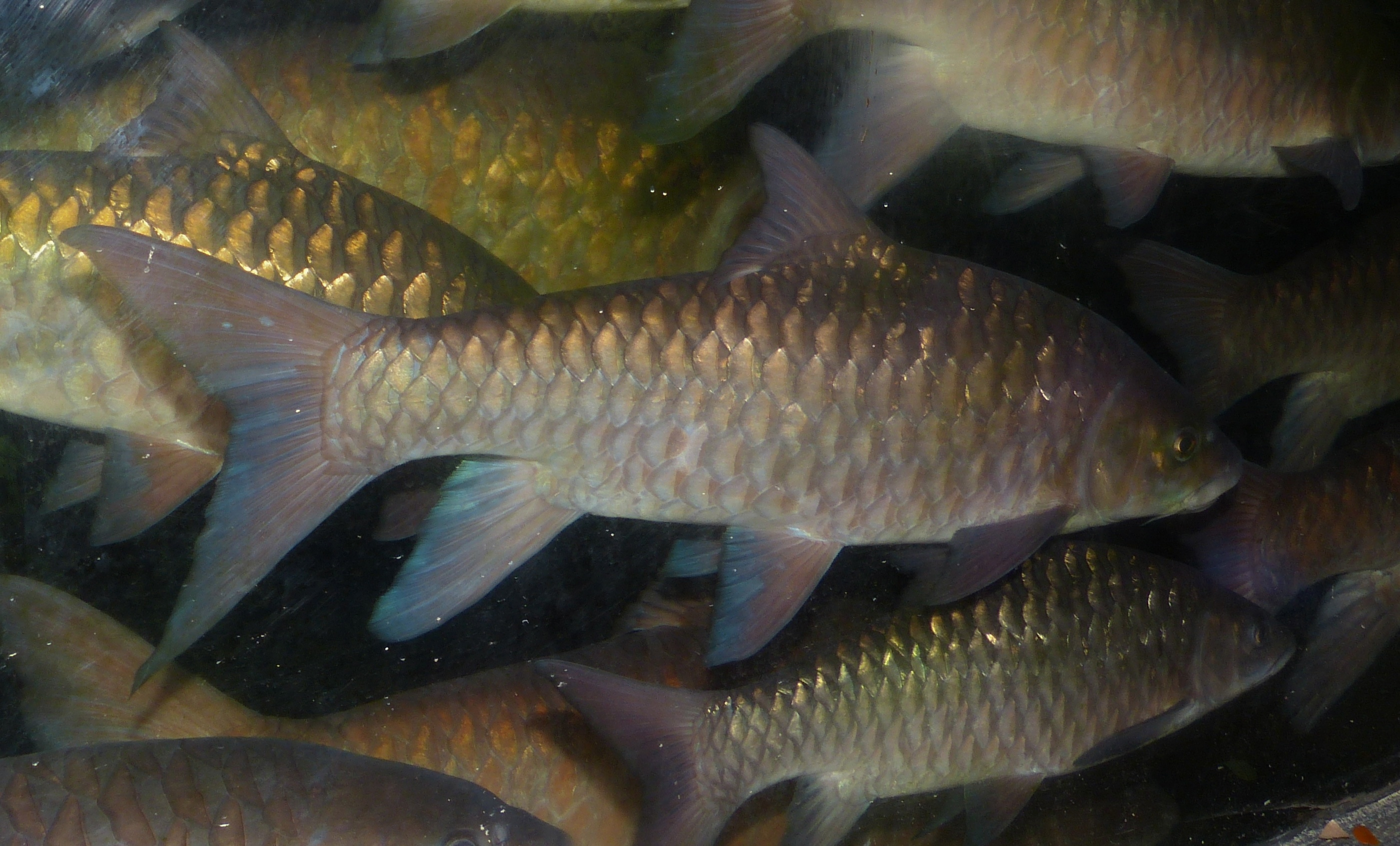
Tor tambroides

On dénombre 53 espèces de poissons rien que dans la rivière de Tembeling.
Les espèces les plus répandues sont les suivantes :
- Tor tambroides,
- Acrossocheilus hexagonoiepis,
- Hampala macrolepidota,
- Mystacholeocus marginatus,
- Leptobatbus hoevenii,
- Puntius halei.

On trouve aussi de nombreux autres poissons cyprinidés incluant barbeau de schwanenfeld (barbonymus schwanenfeldii), cyclocheilitchys apogon,  labeo chrysophekadion, osteochilus waandersii, rasbora dusonensis ainsi que des poissons channidés tête de serpent channa striata etc.

Poissons d'eau douce
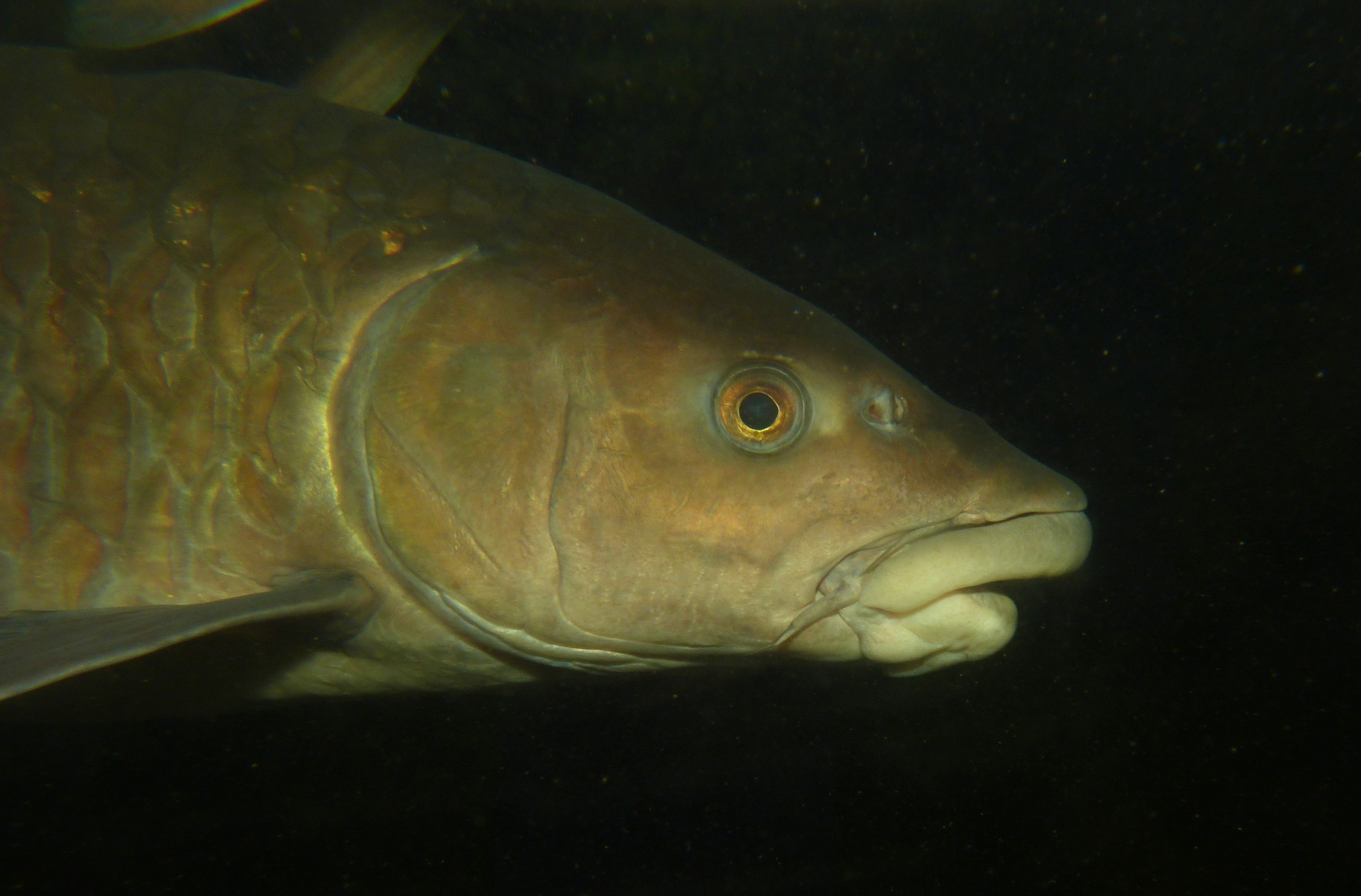
Tor tambroides
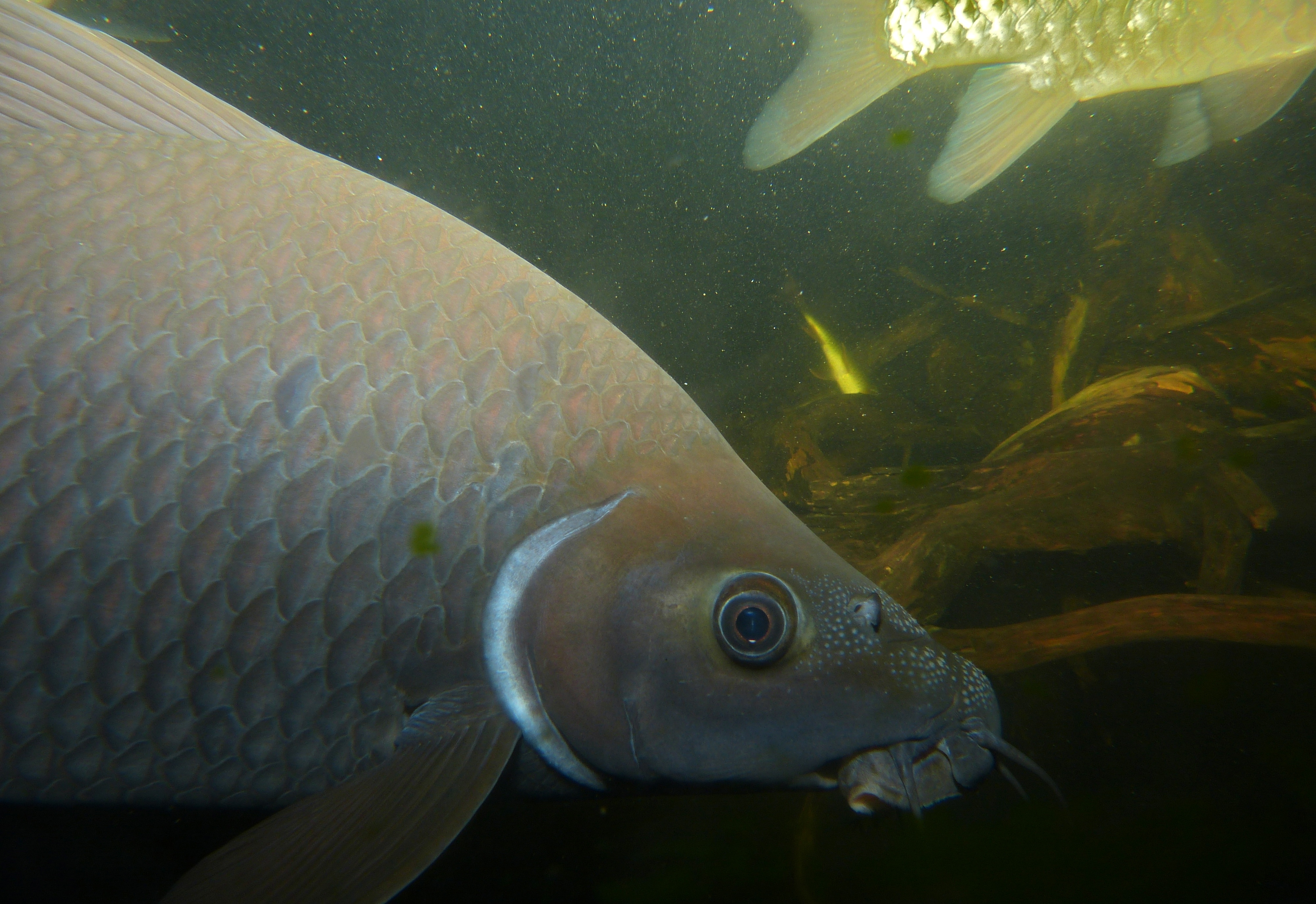
Labeo chrysophekadion
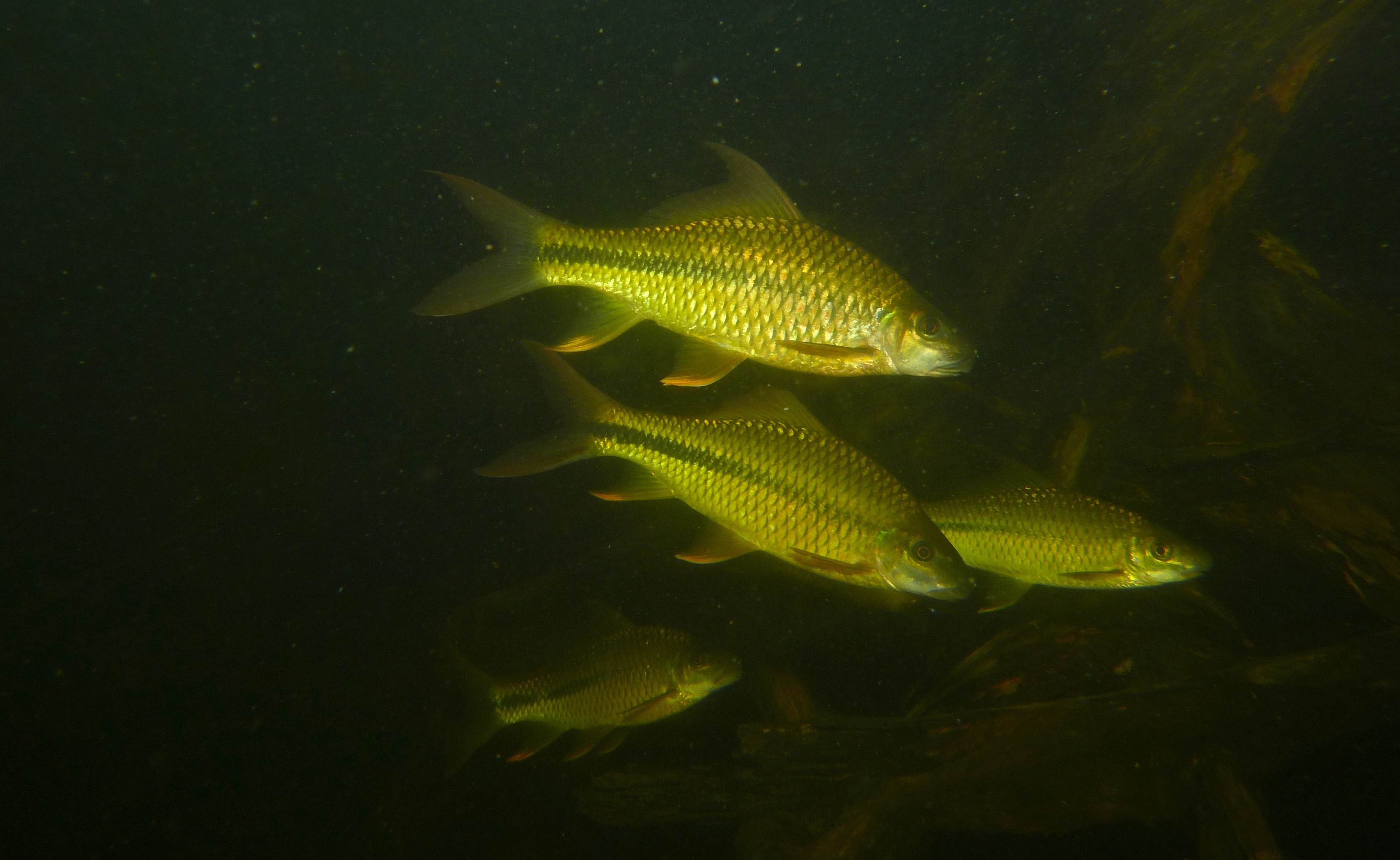
Osteochilus waandersii
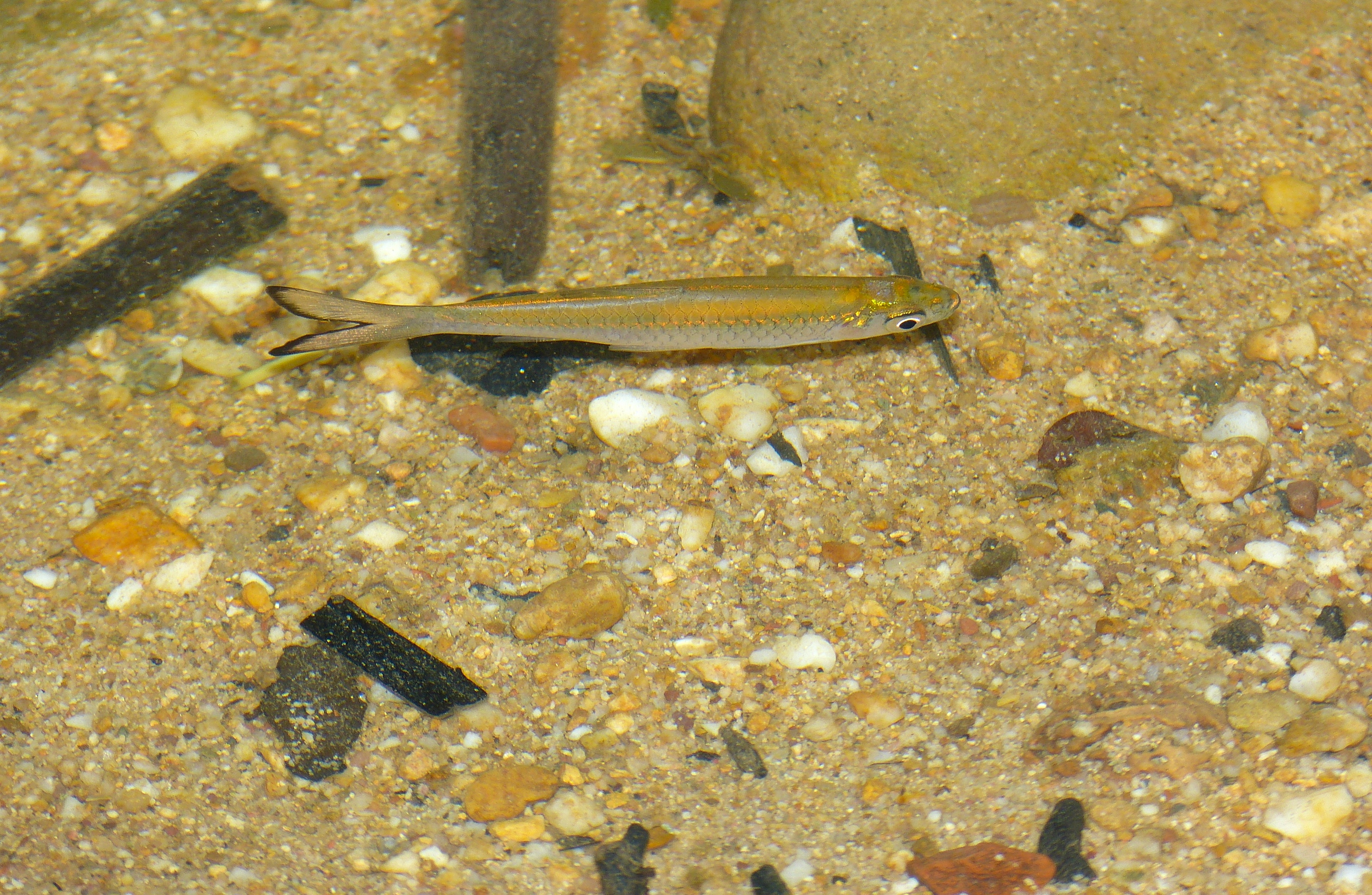
Rasbora dusonensis
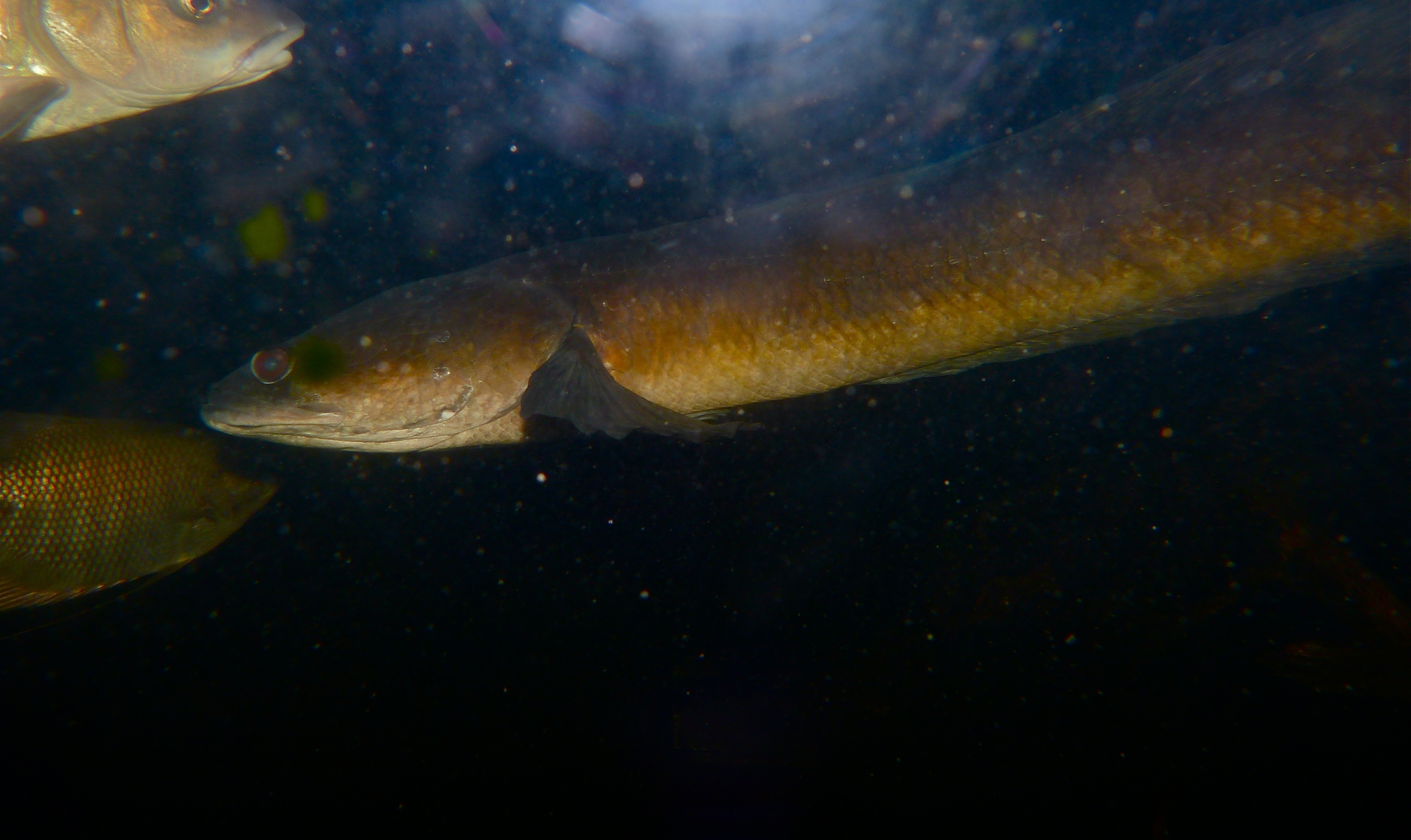
Tête de serpent Channa striata

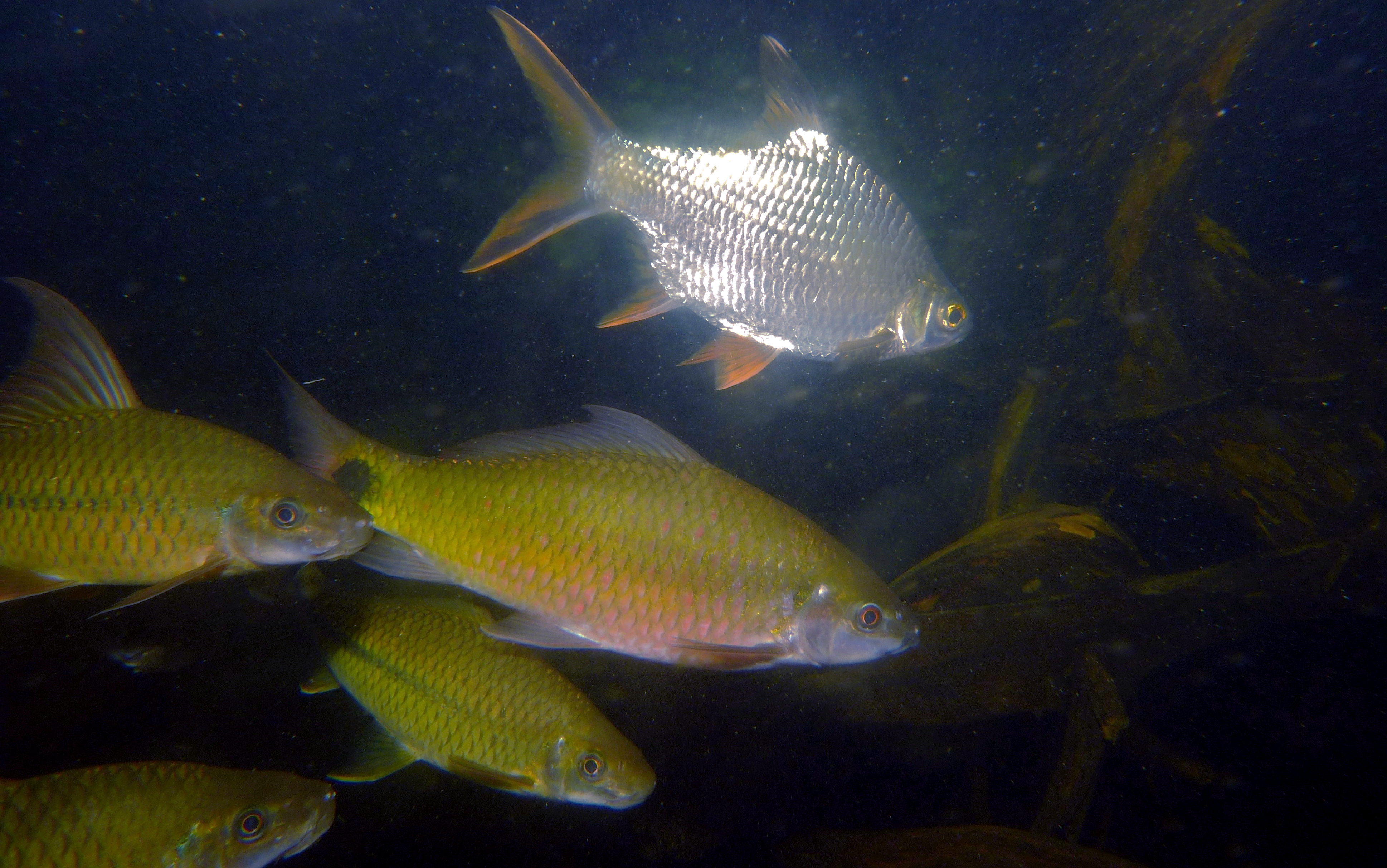
Quatre Cyclocheilitchys apogon et un barbeau de schwanenfeld

### Des arthropodes, des vers et des sangsues, des insectes ...

#### Des arthropodes
On peut voir de nombreux arthropodes dont des scorpions heterometrus spinifer et des scorpions à fouet thelyphonus, des scolopendres scolopendra subspinipes ...  

Scorpions
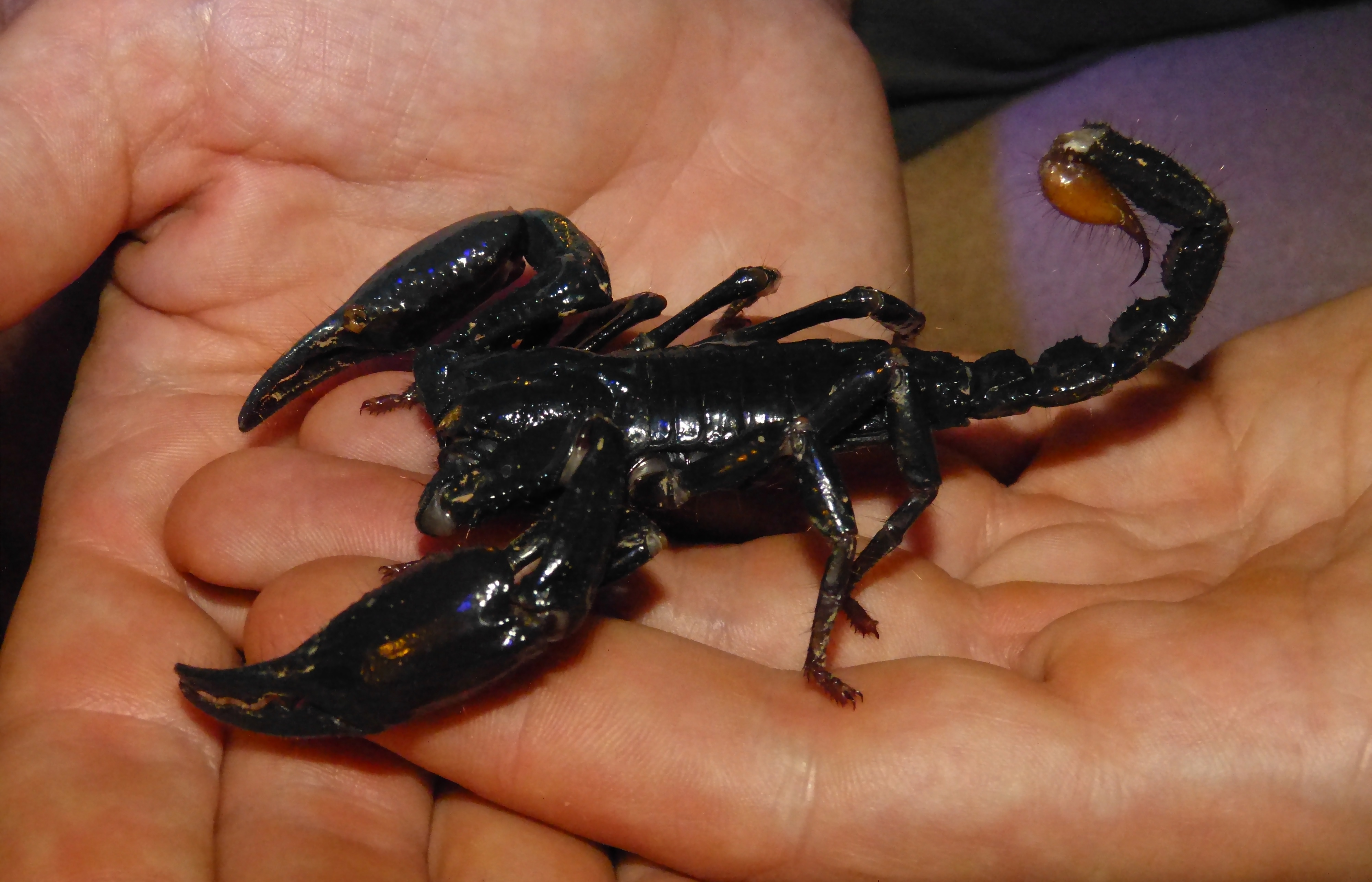
Heterometrus spinifer
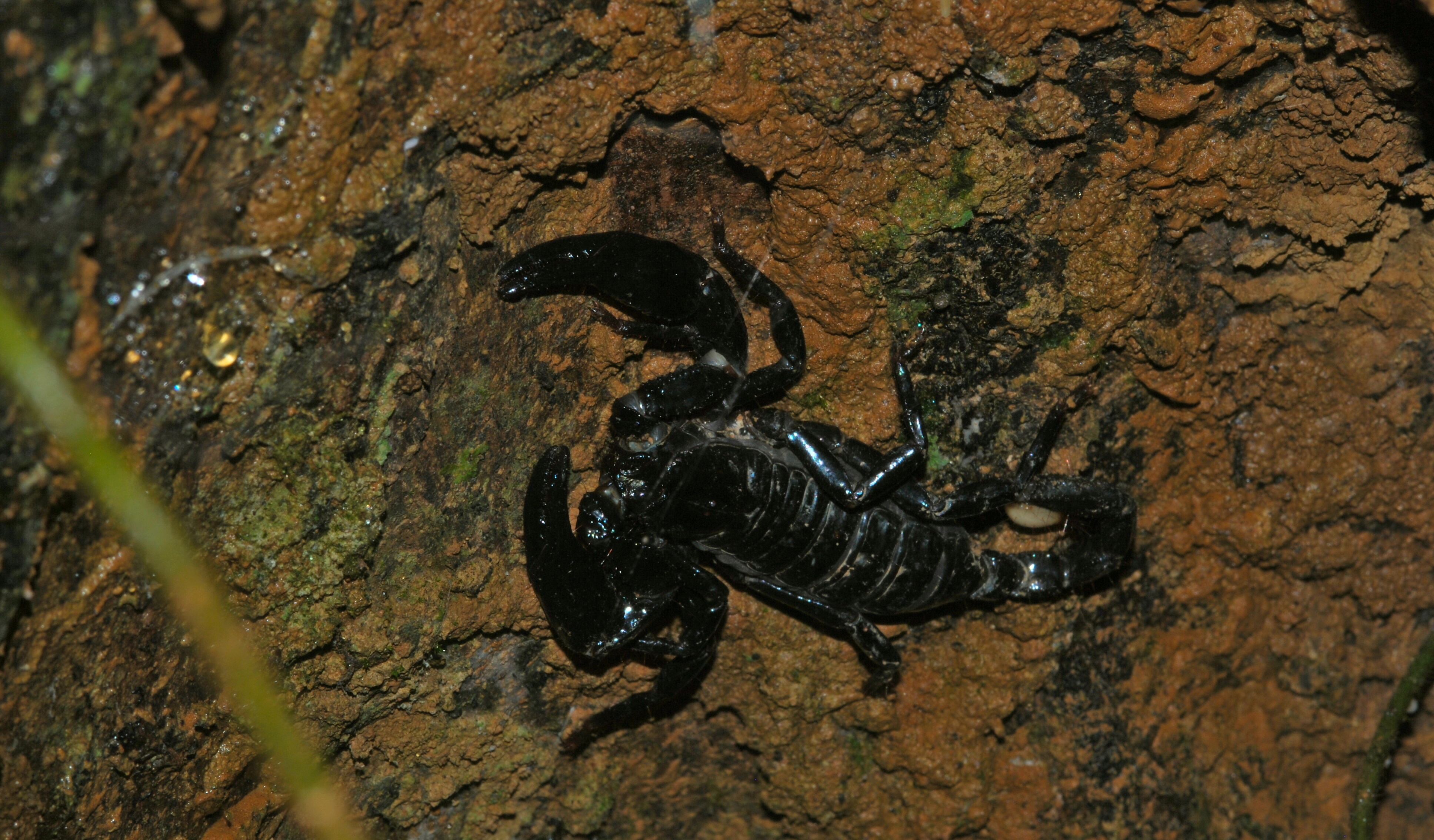
Heterometrus spinifer
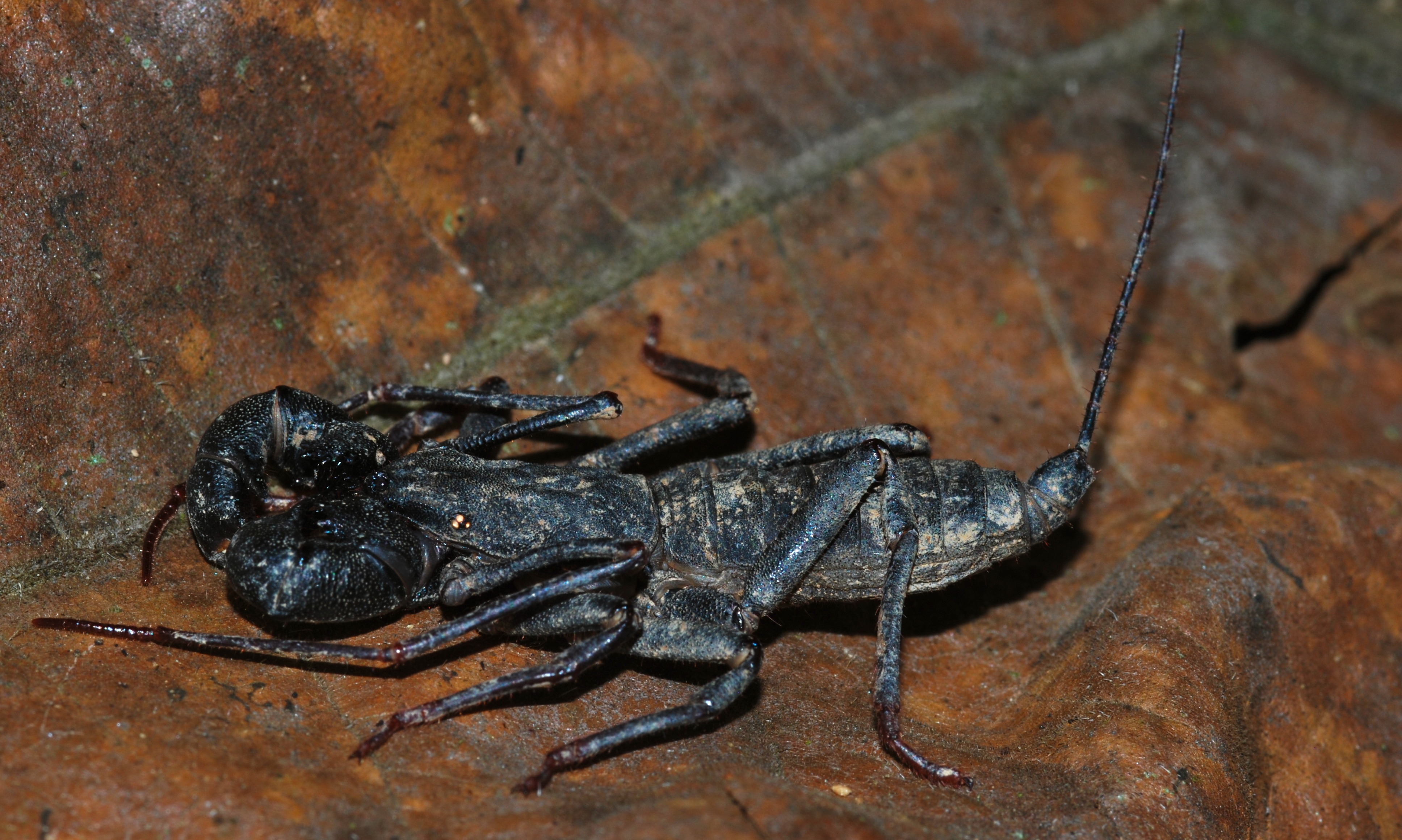
Scorpion à fouet Thelyphonus
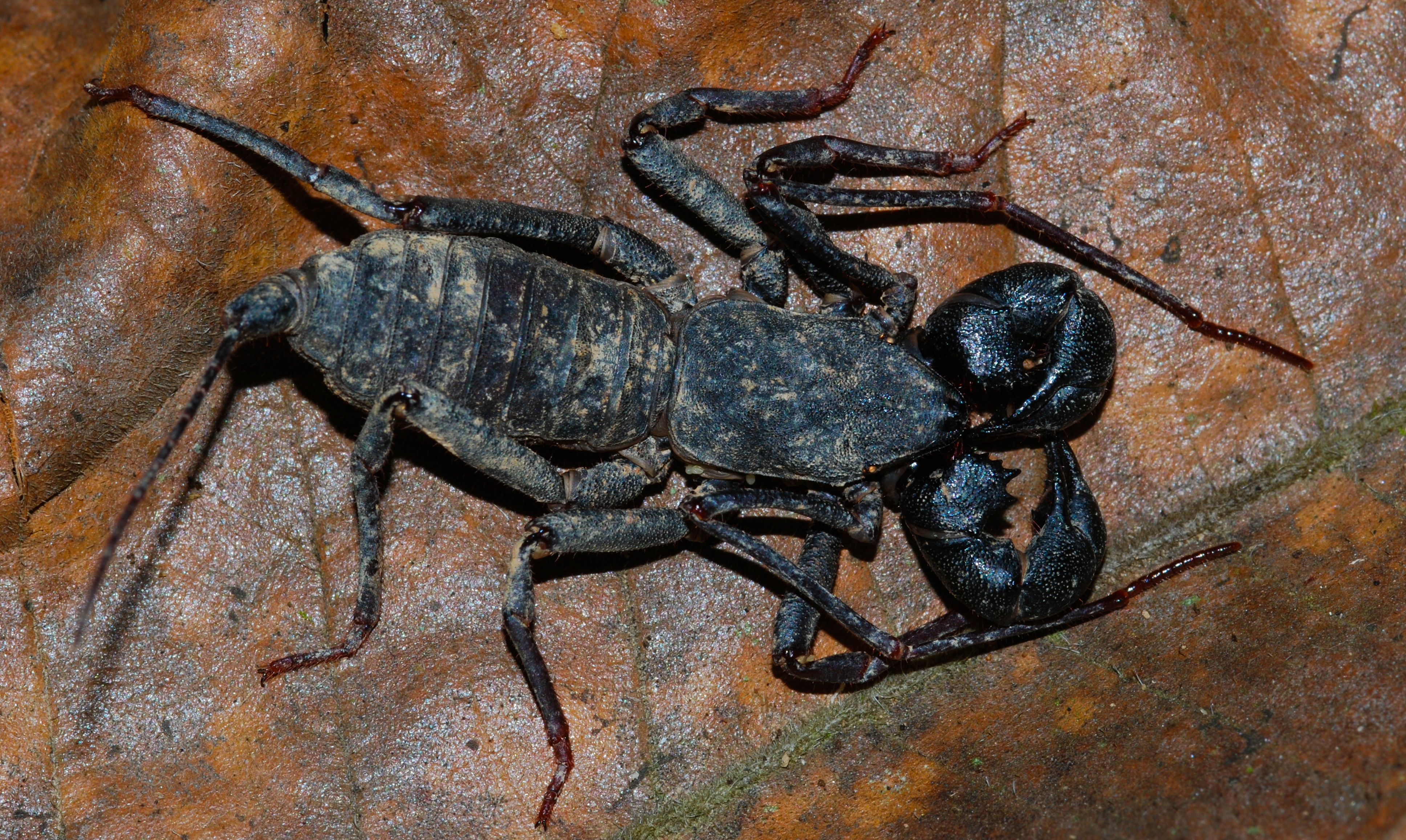
Thelyphonus
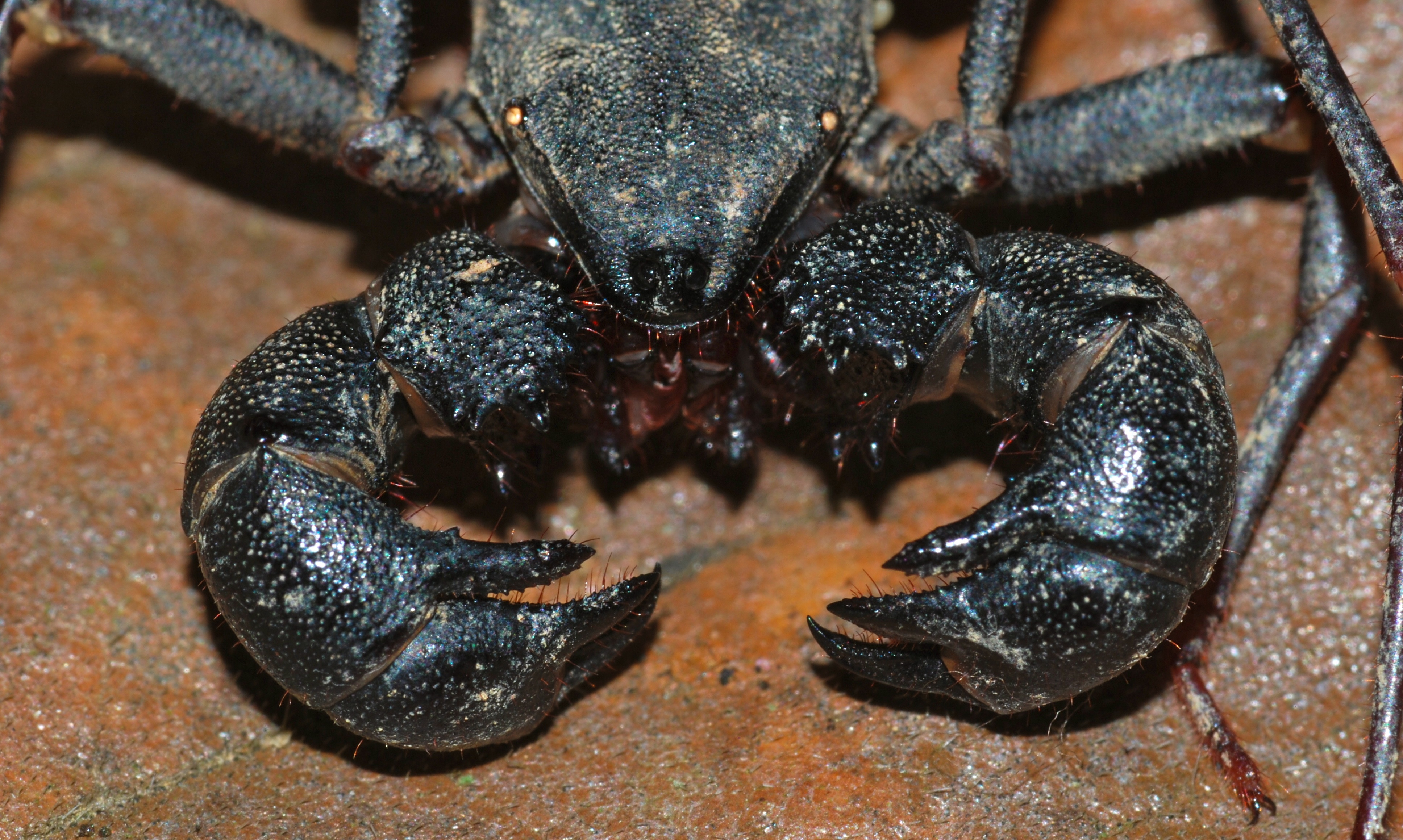
Thelyphonus

Scolopendres
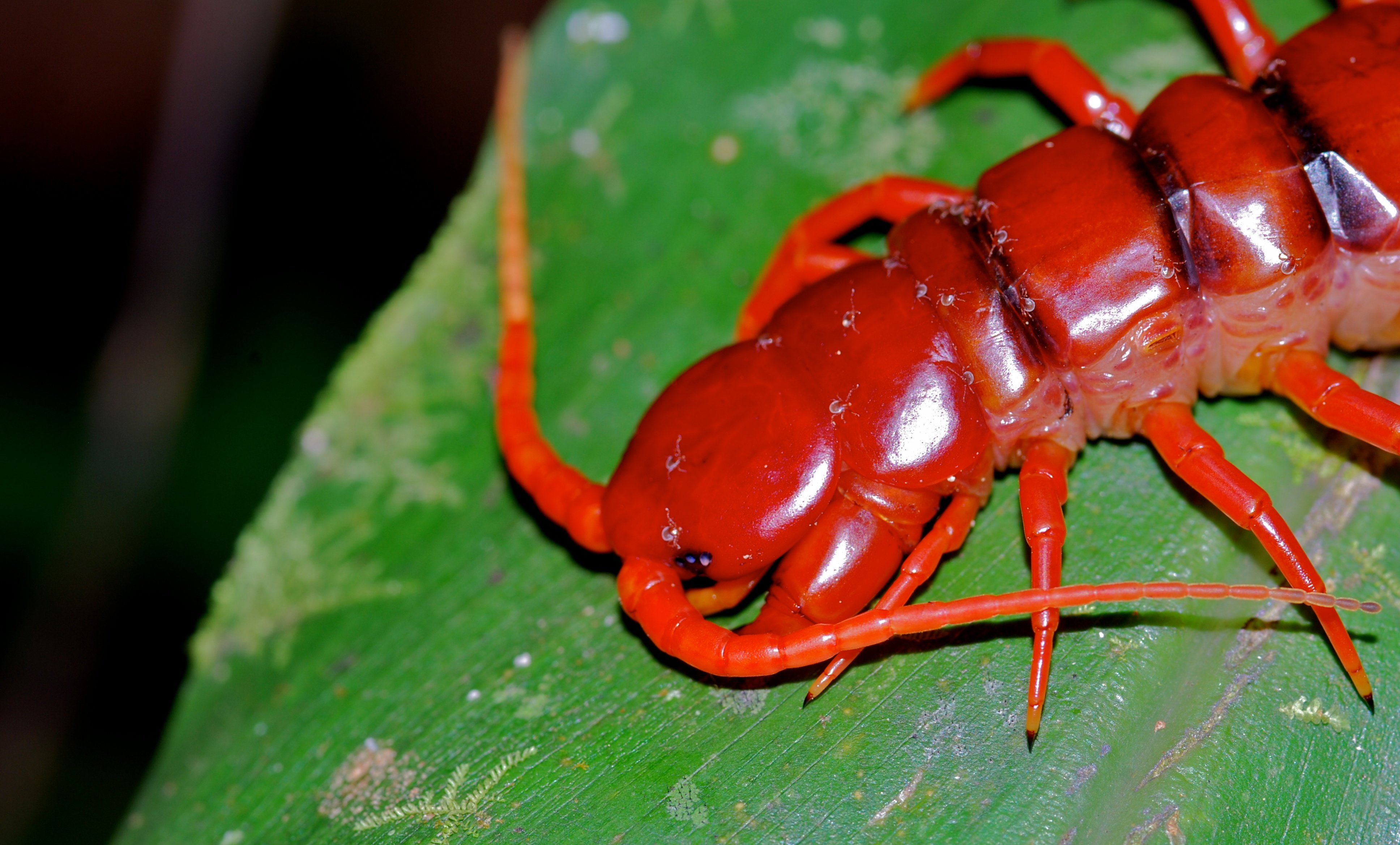

des faucheurs et faucheuses opiliones ...

Faucheurs et faucheuses
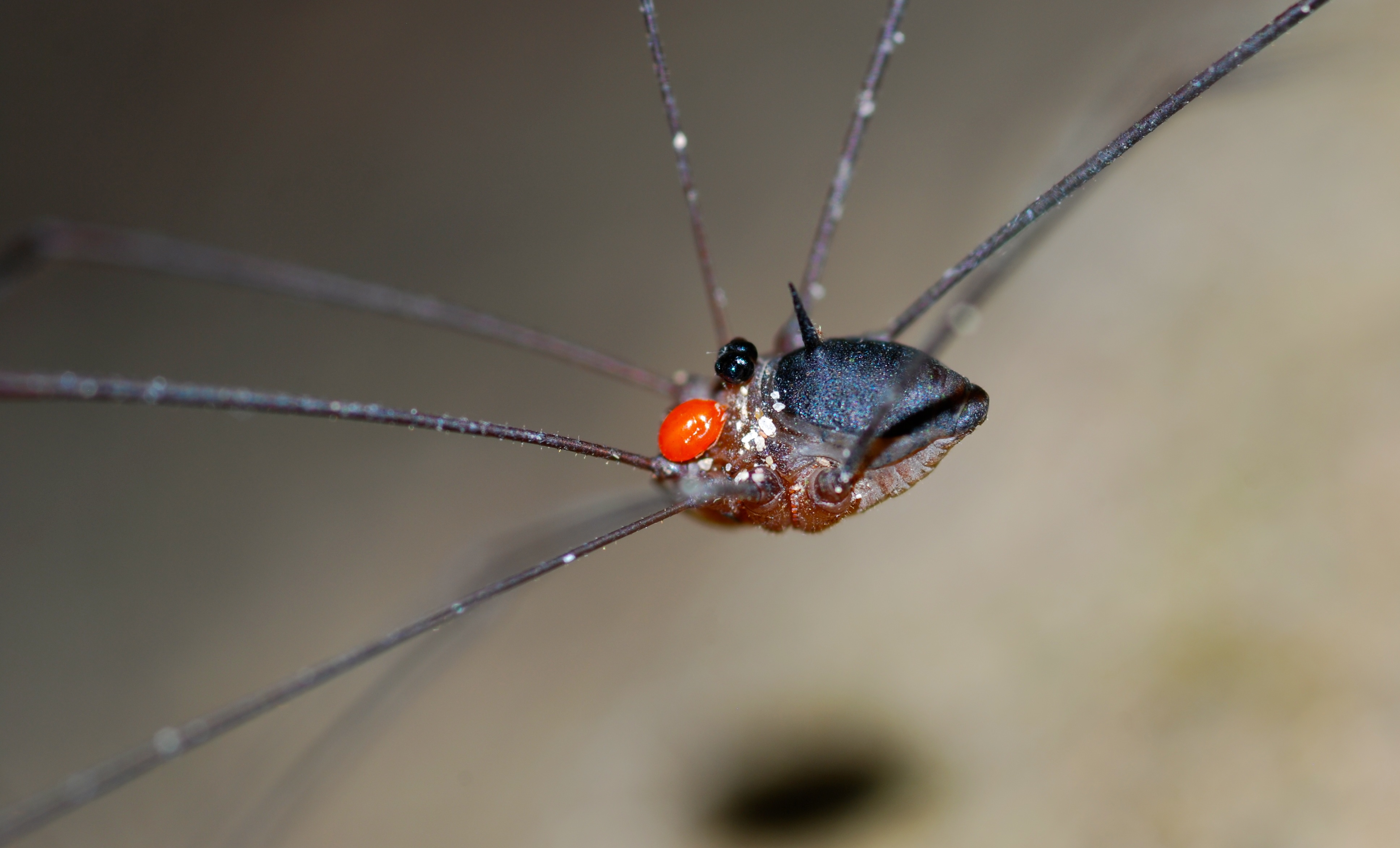
Opiliones

ainsi que des araignées liphistius negara, paculla negara et paccula sulaimani, talthybia depressa, parawixia dehaani et leucauge, sparassidae dont des heteropoda boiei, dolophones et aussi araignées sauteuses salticidae ...

Araignées Parawixia dehaani et leucauge
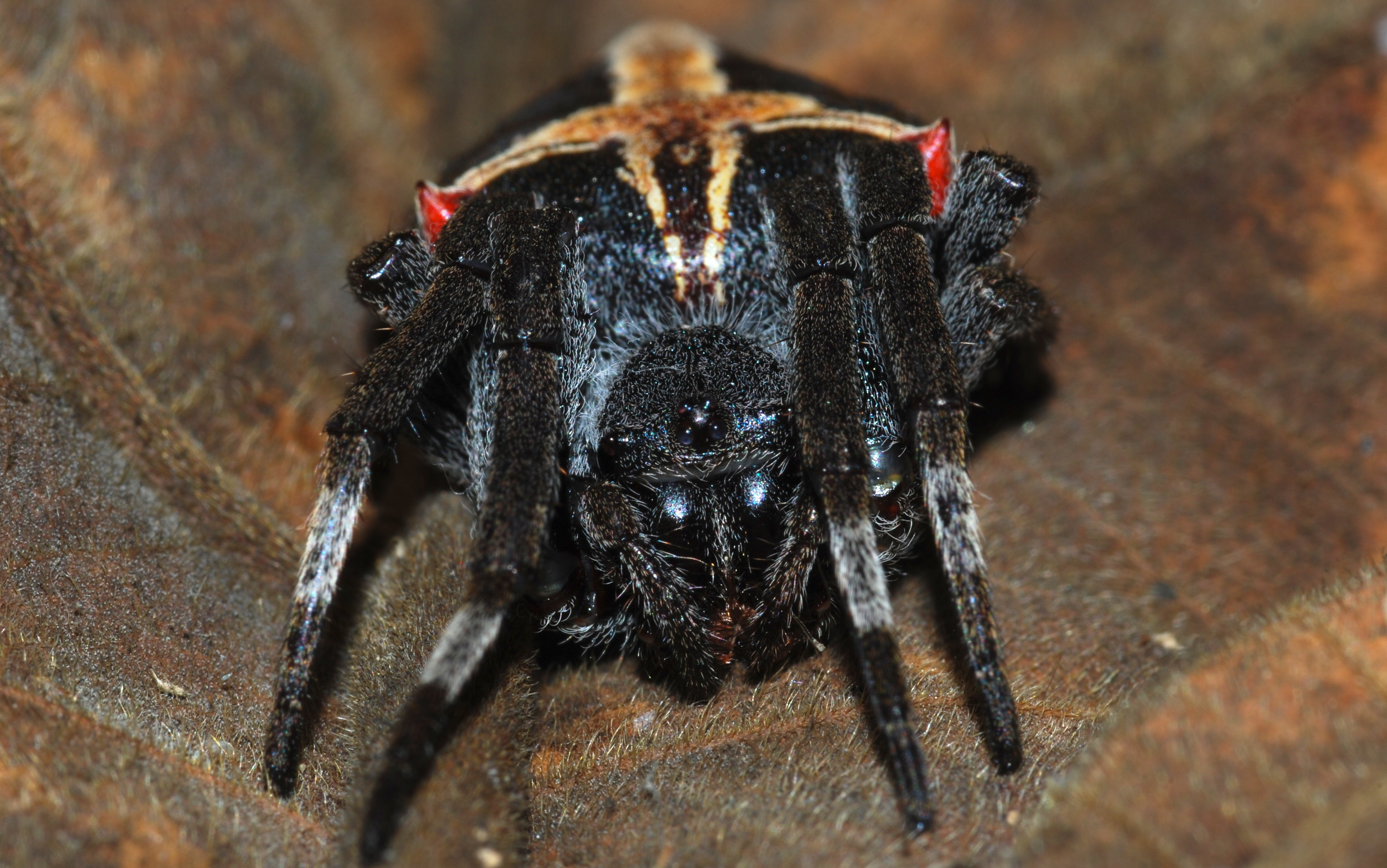
Parawixia dehaani
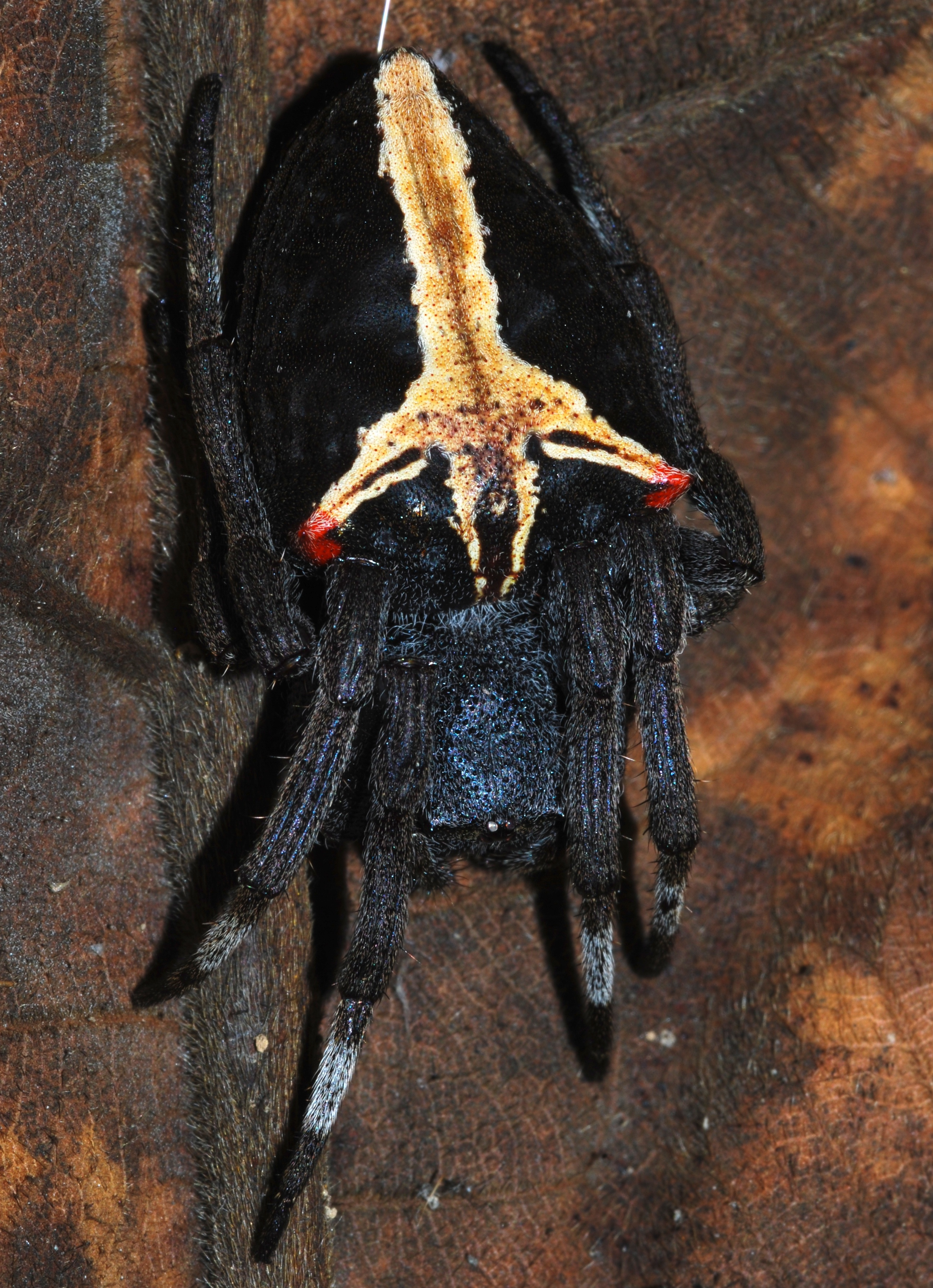
Parawixia dehaani
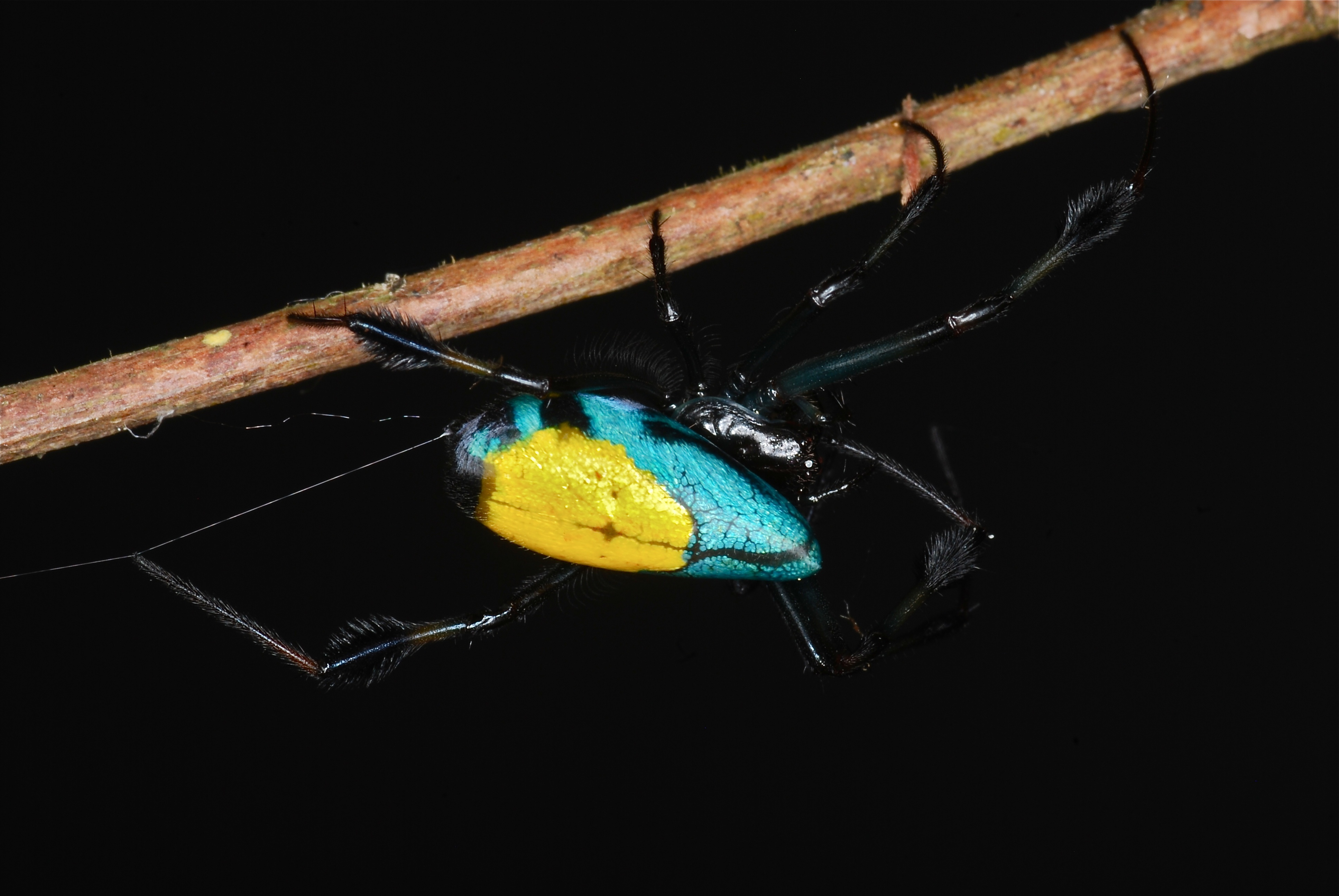
Leucauge (opadometa)
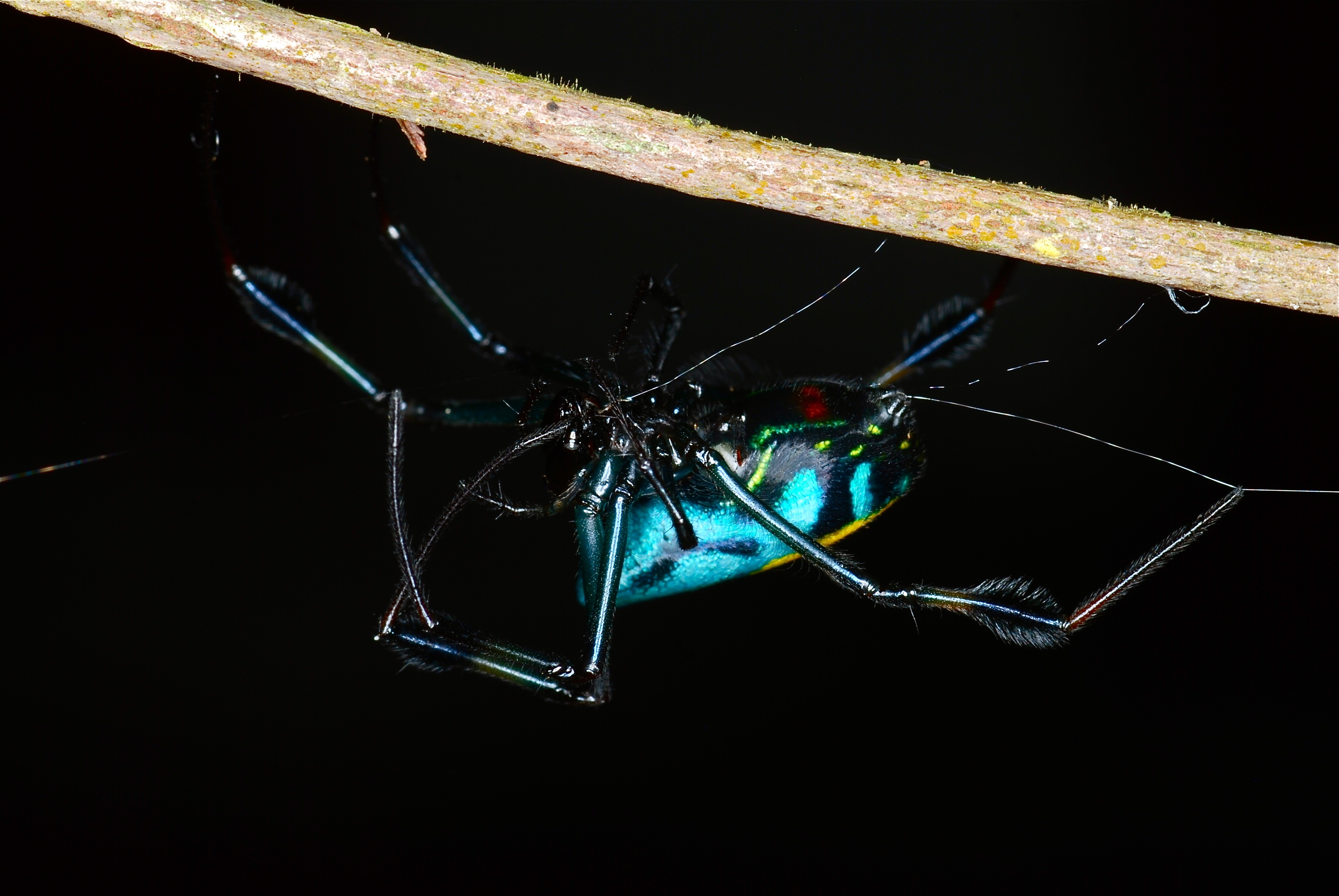
Leucauge

Araignées sparassidae
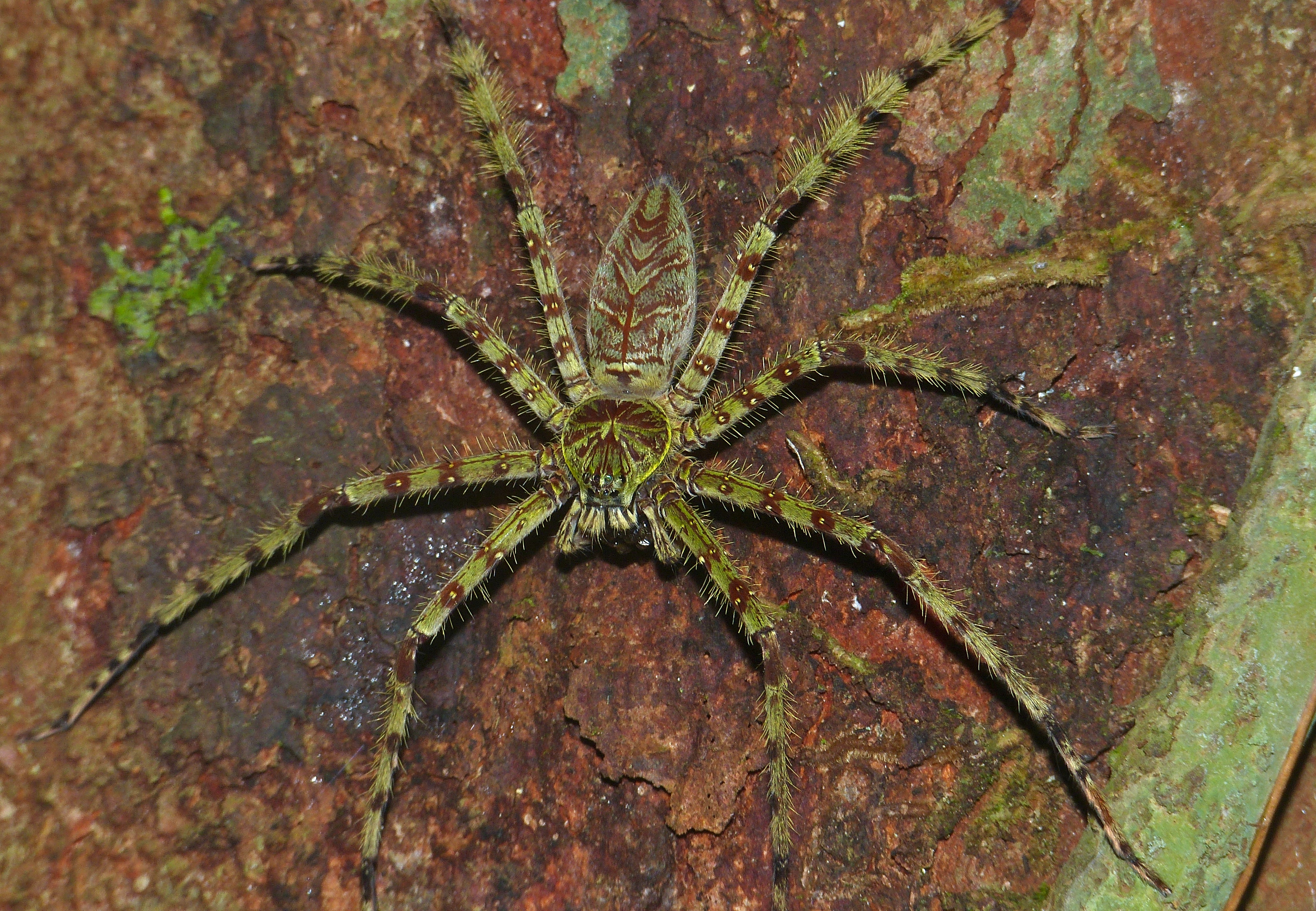
Heteropoda boiei
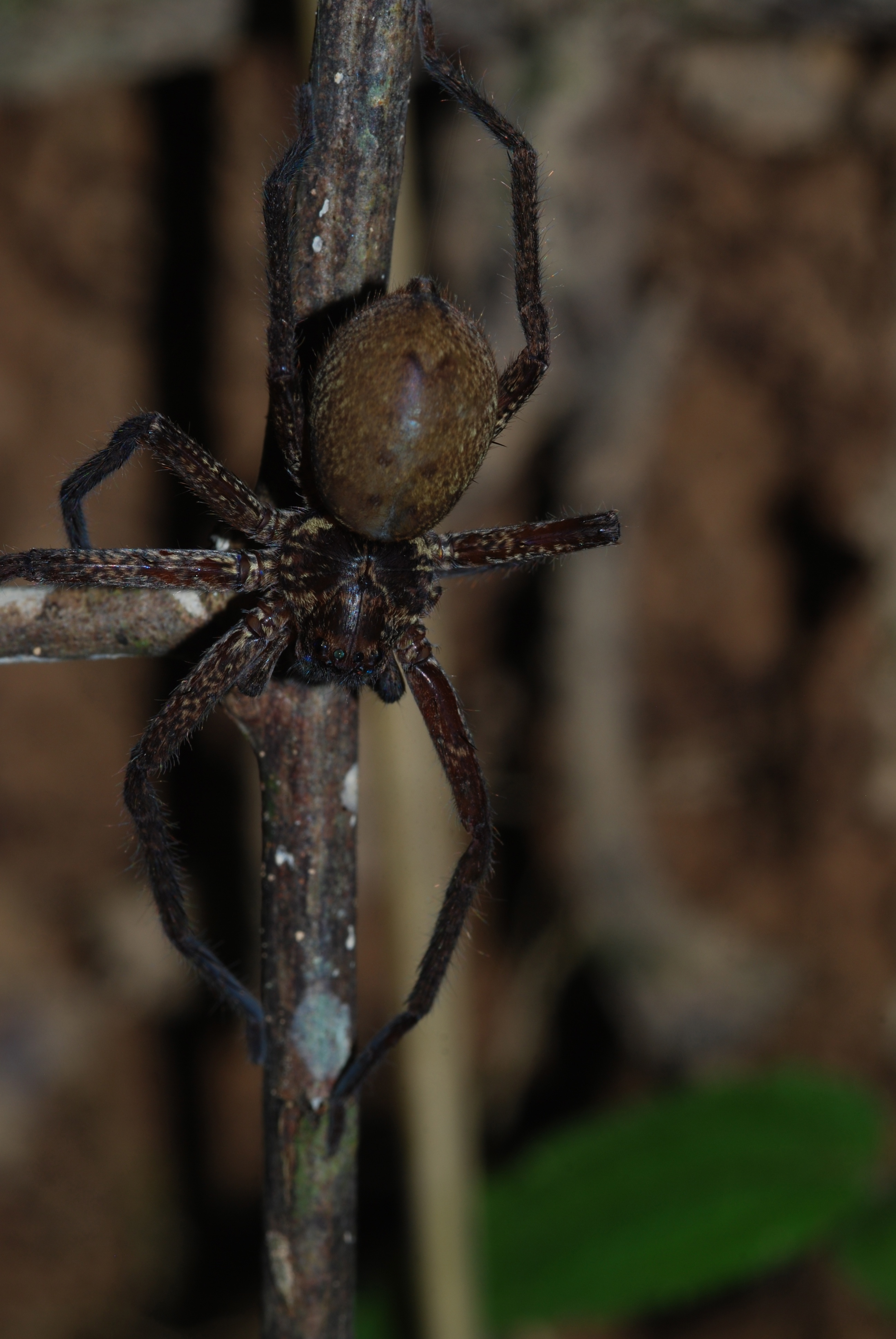
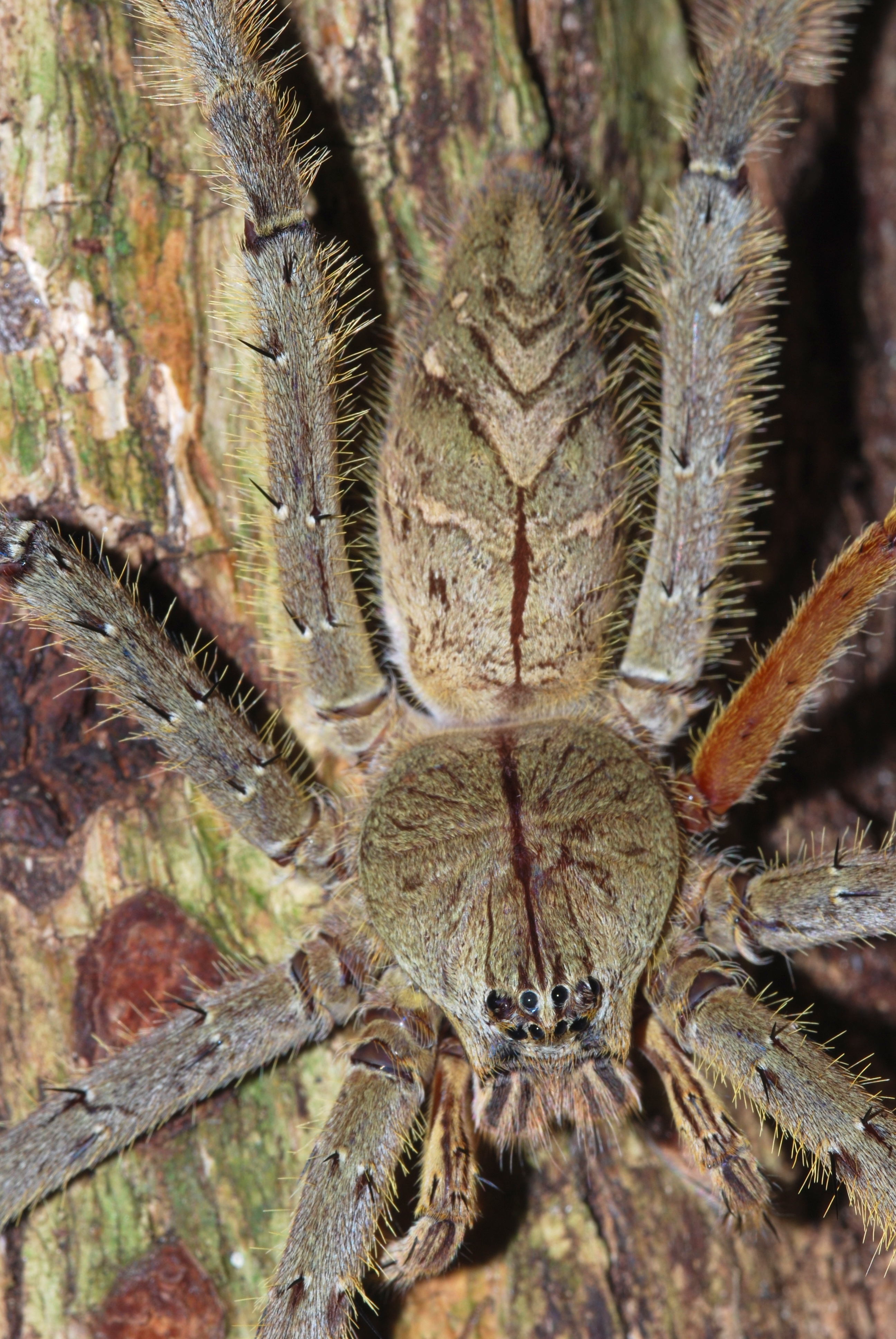
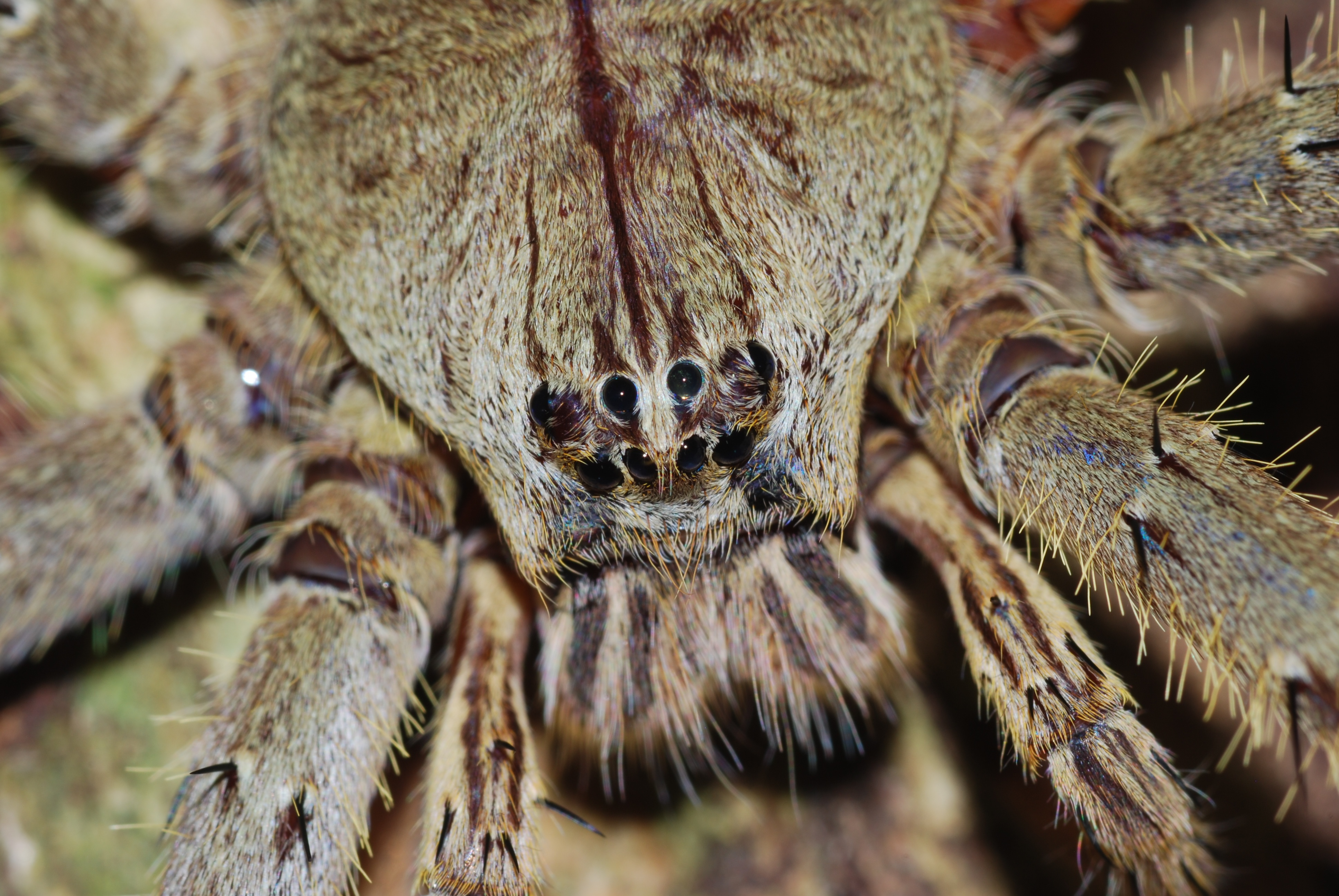
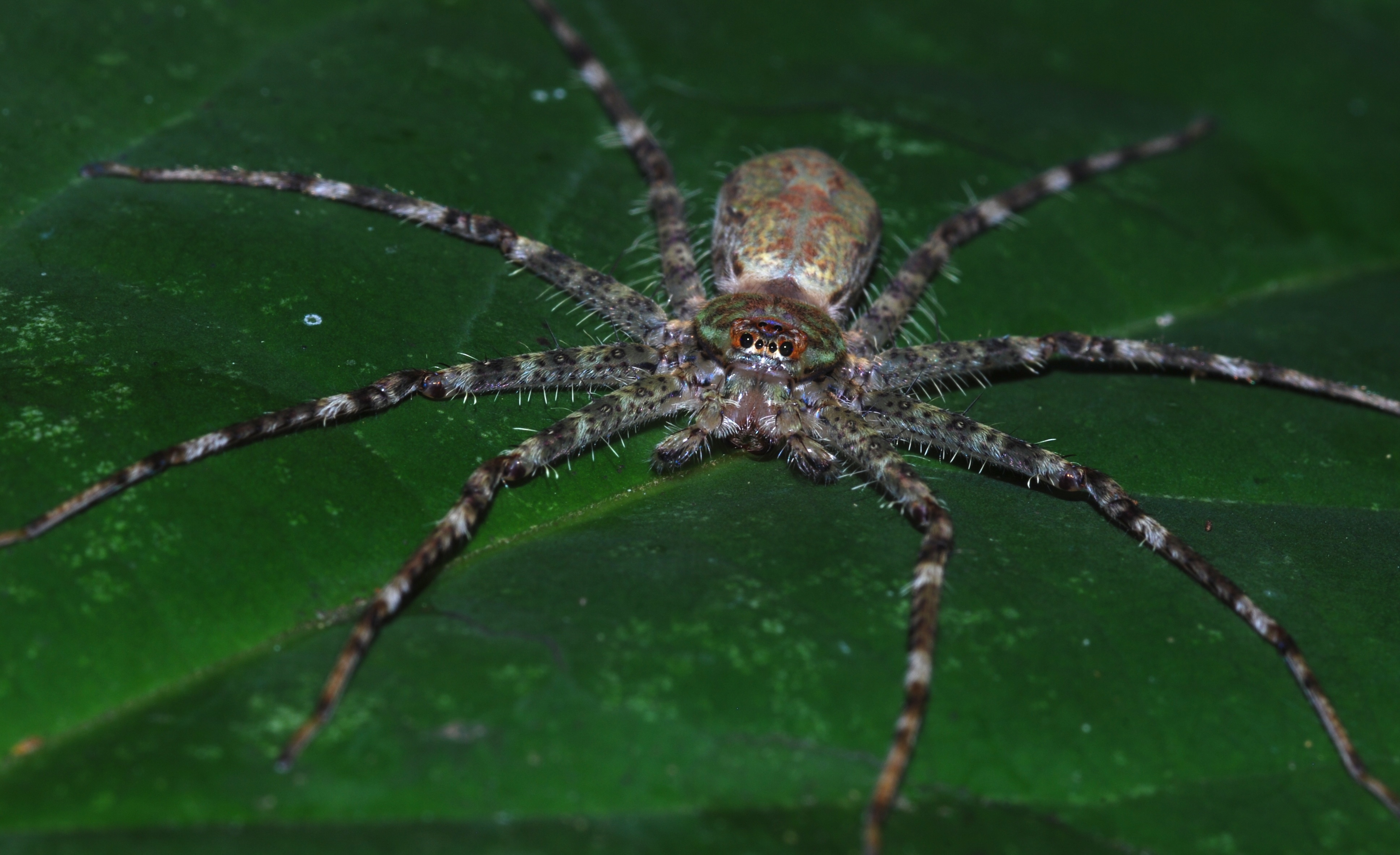
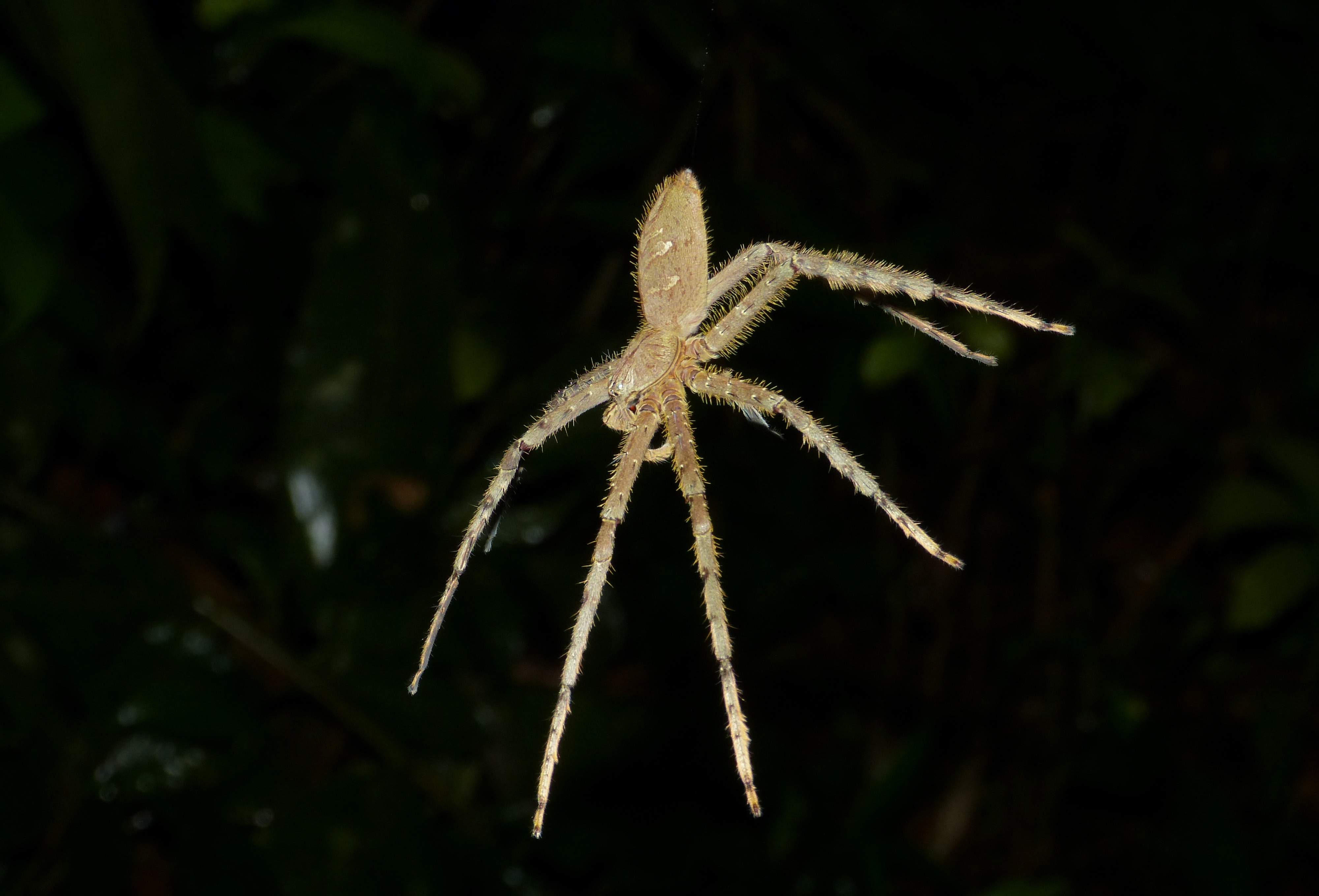
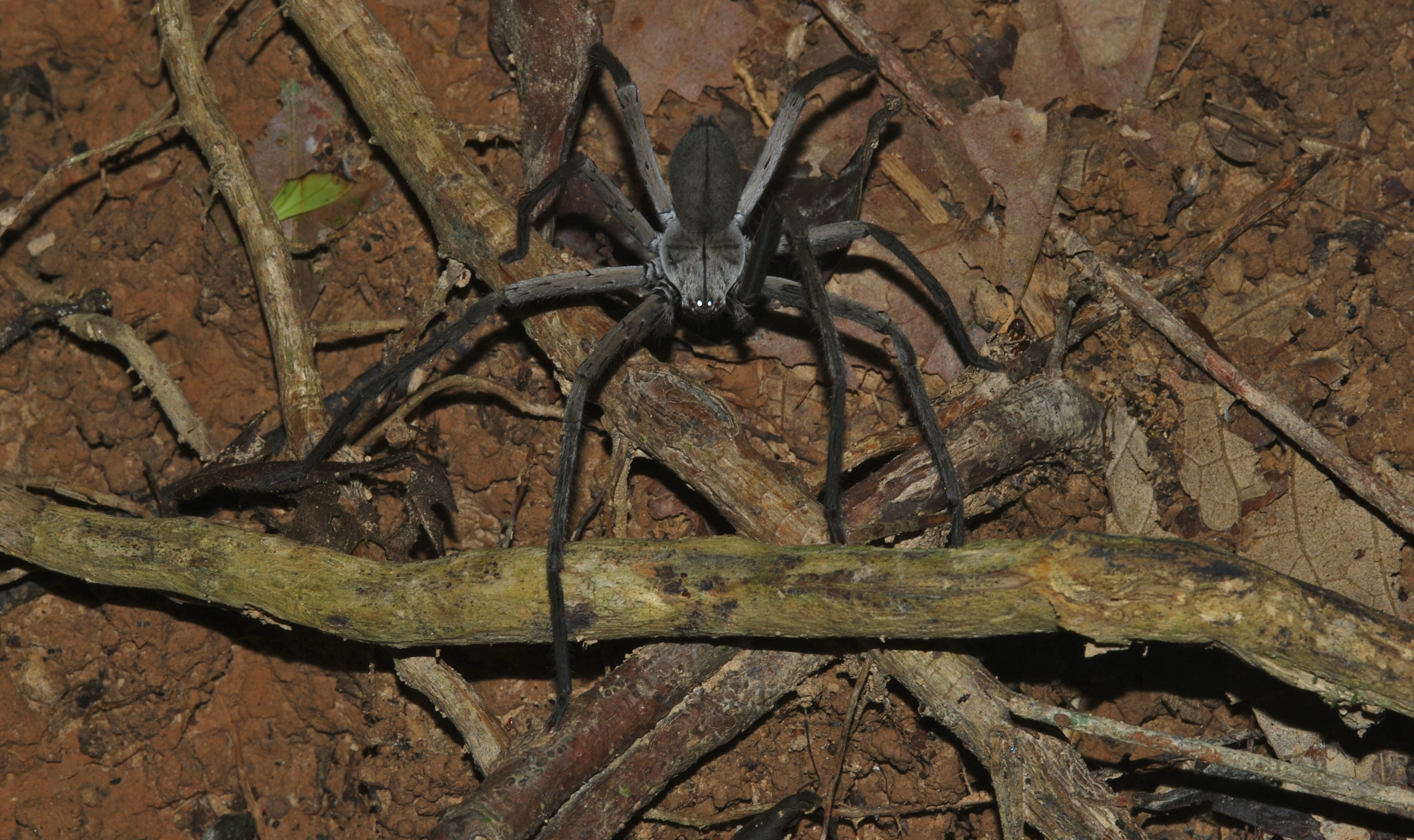
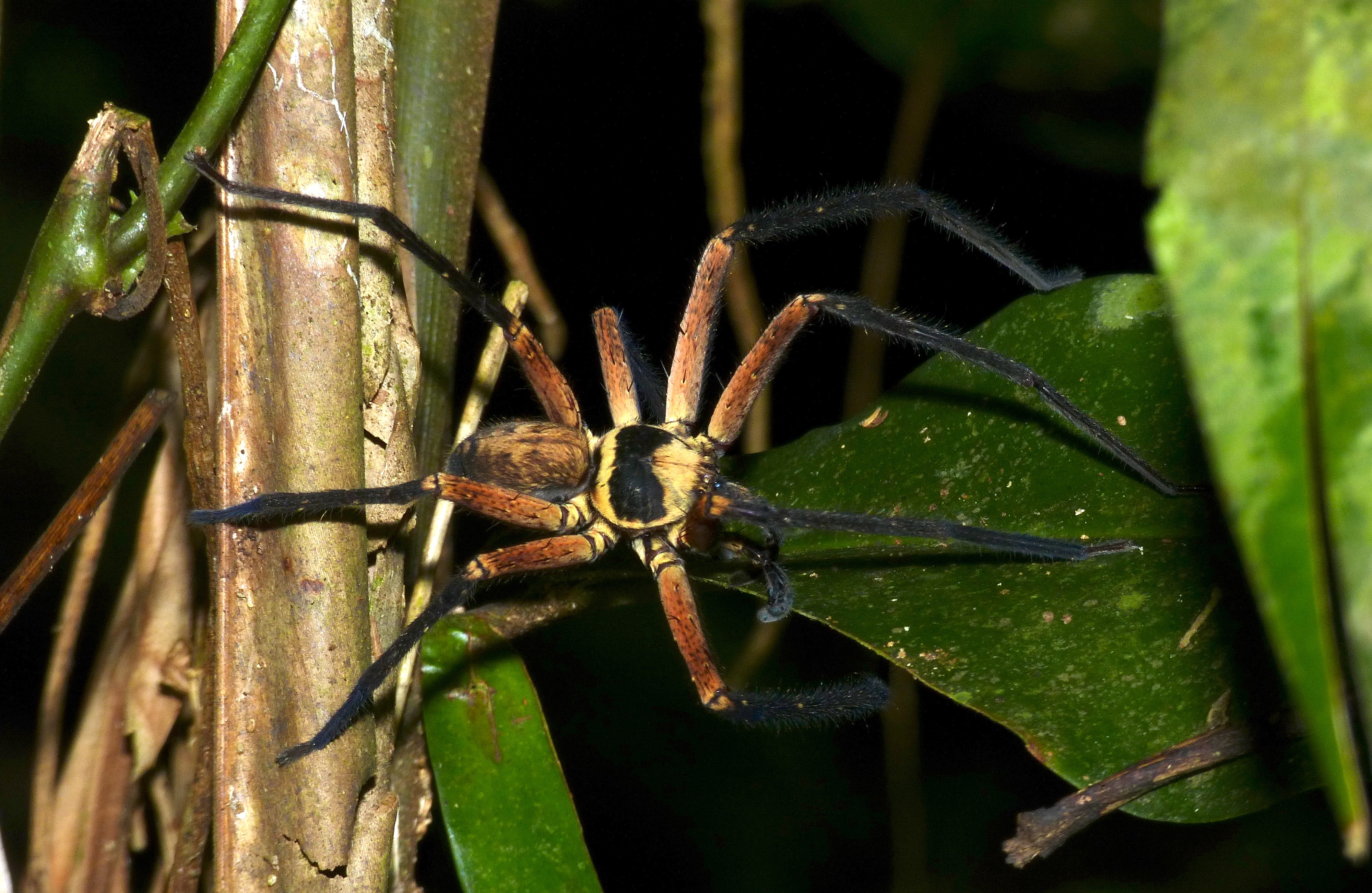
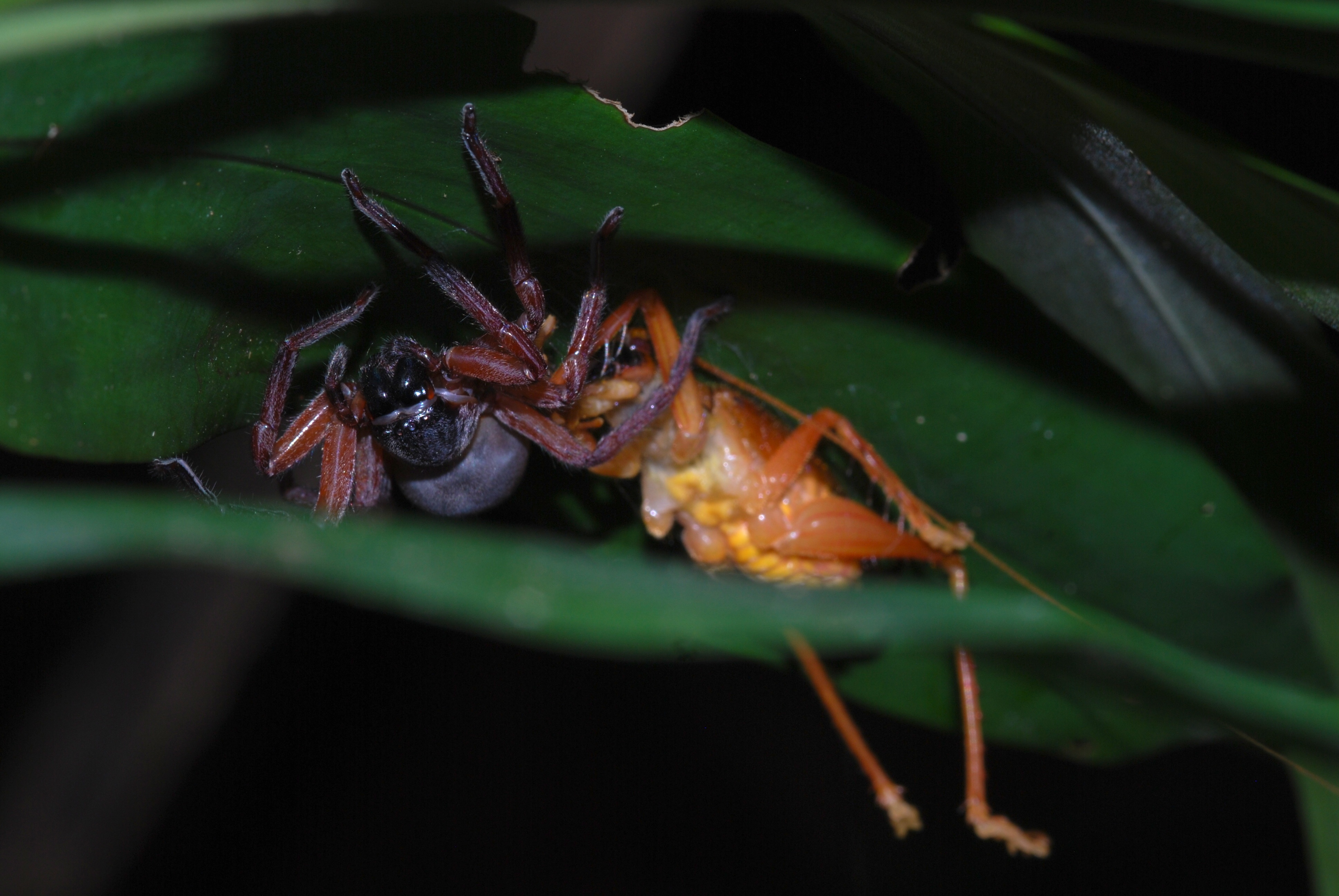

Araignées dolophones
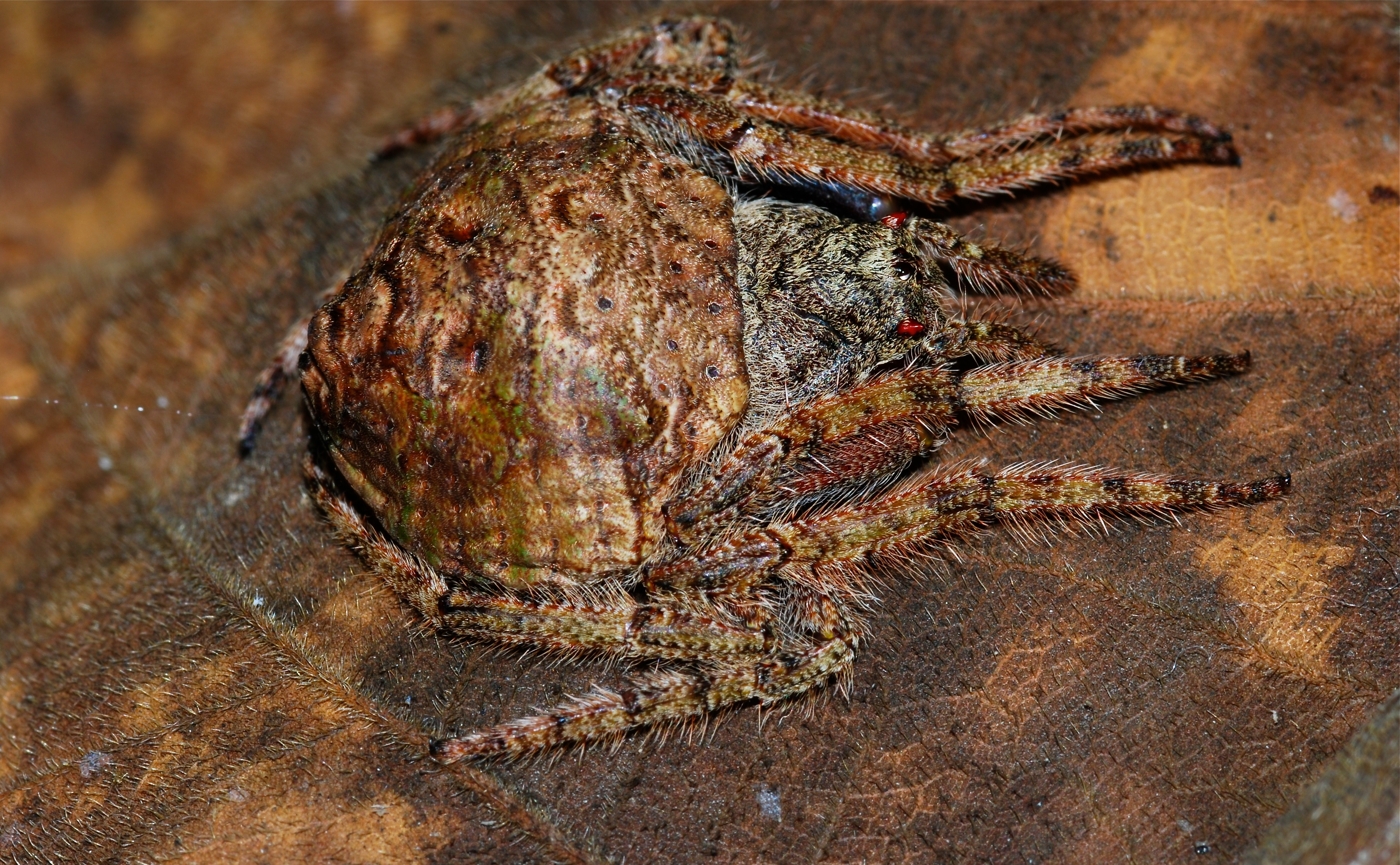
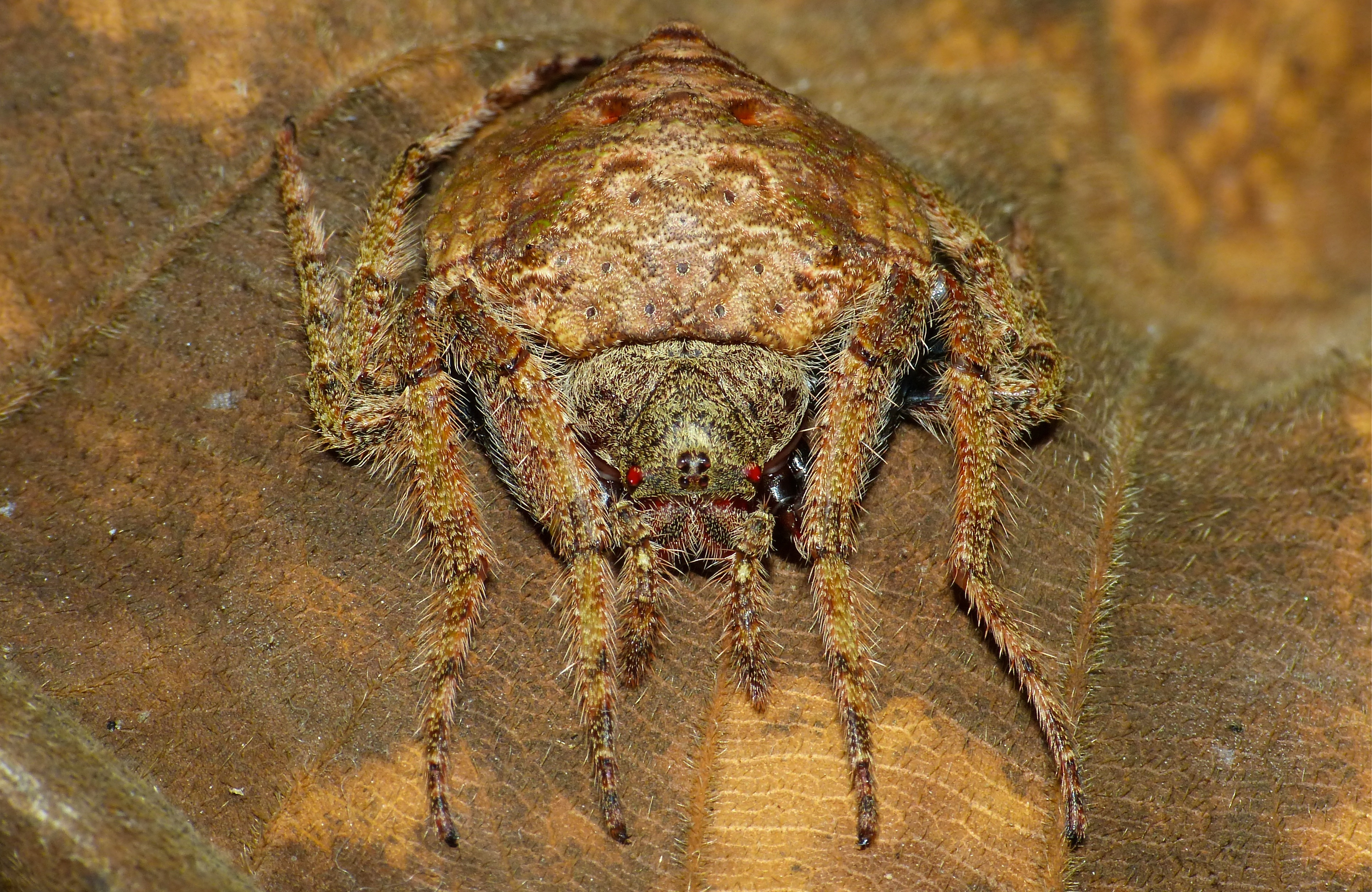
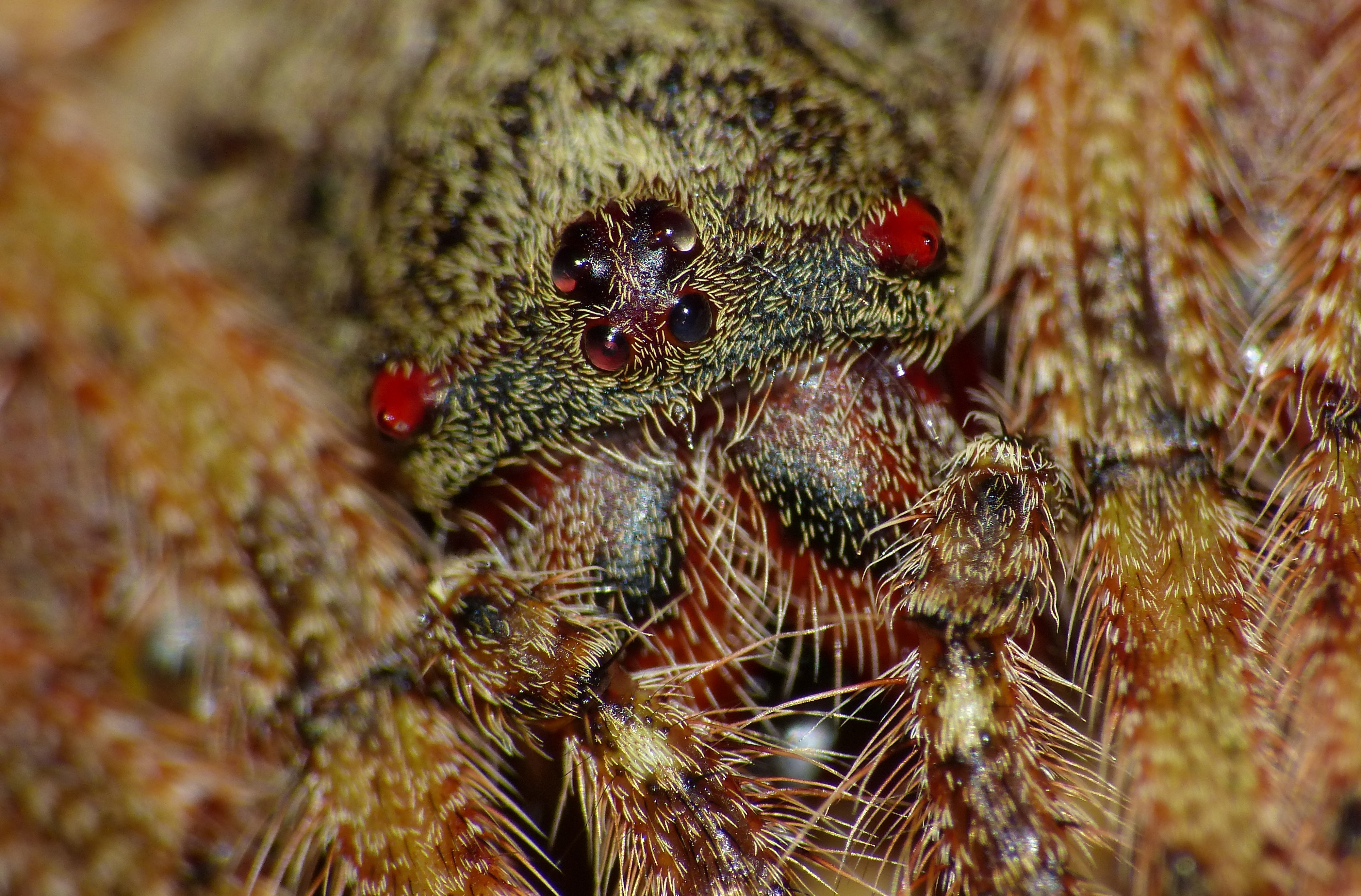

Araignées sauteuses salticidae
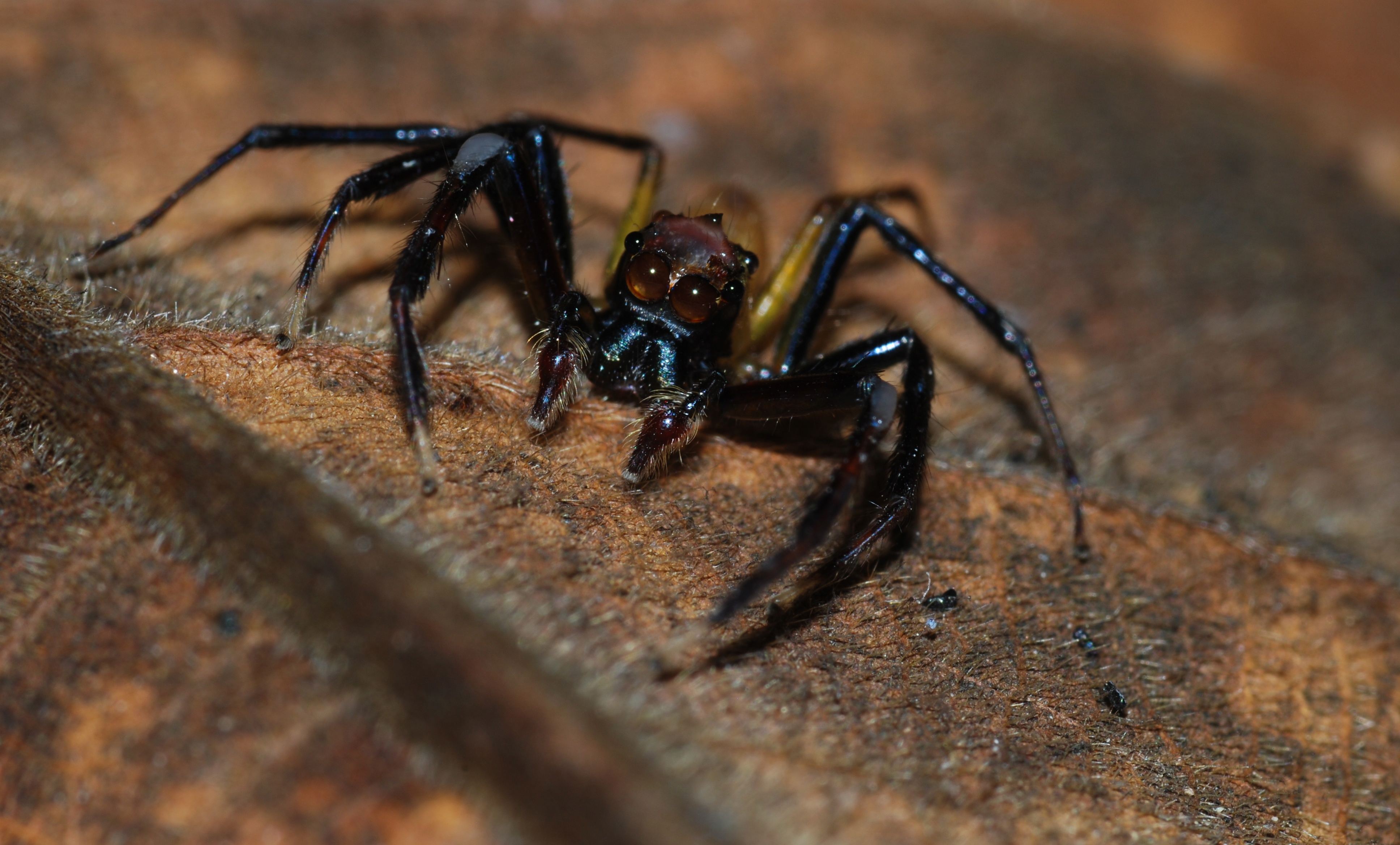
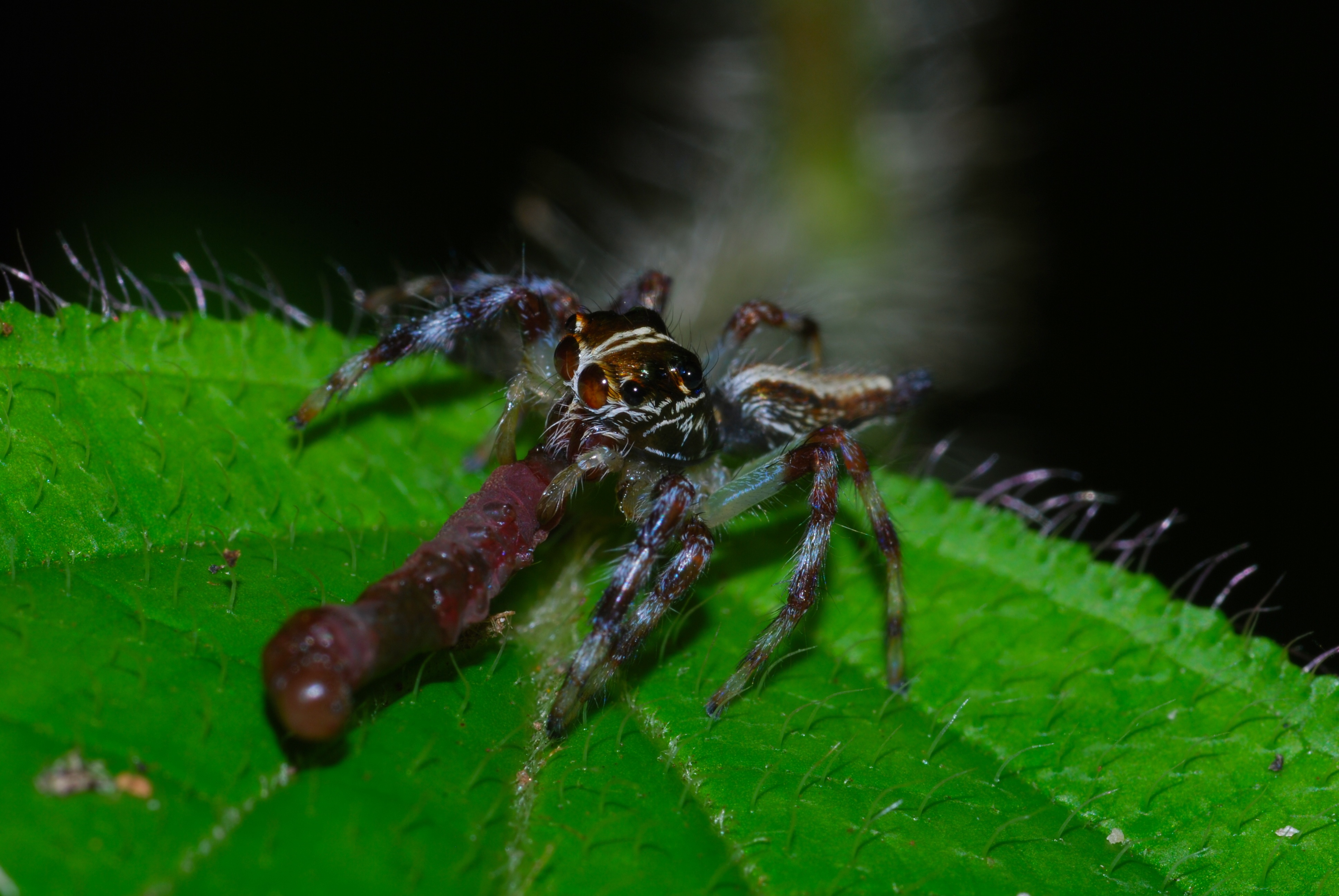
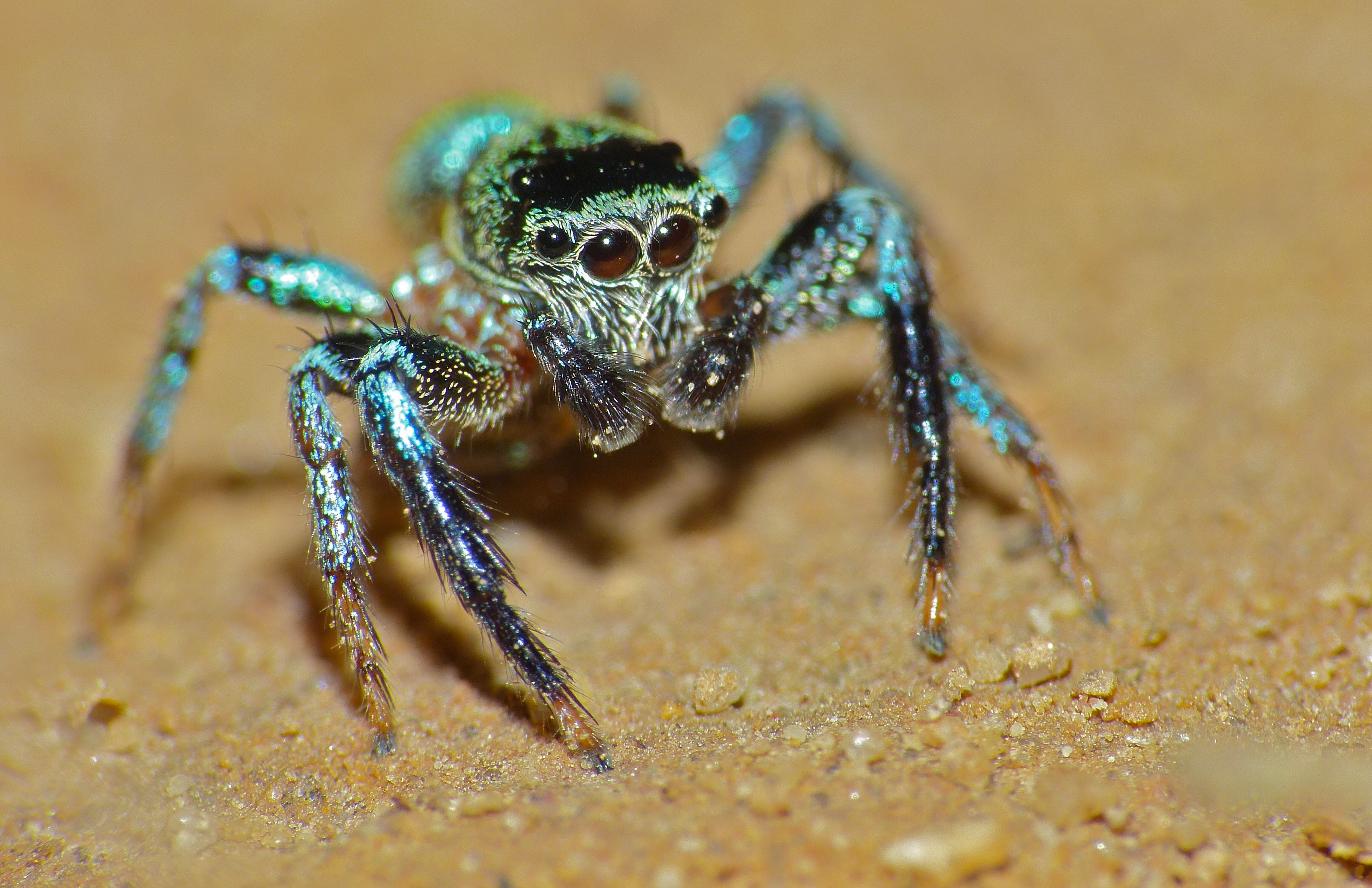
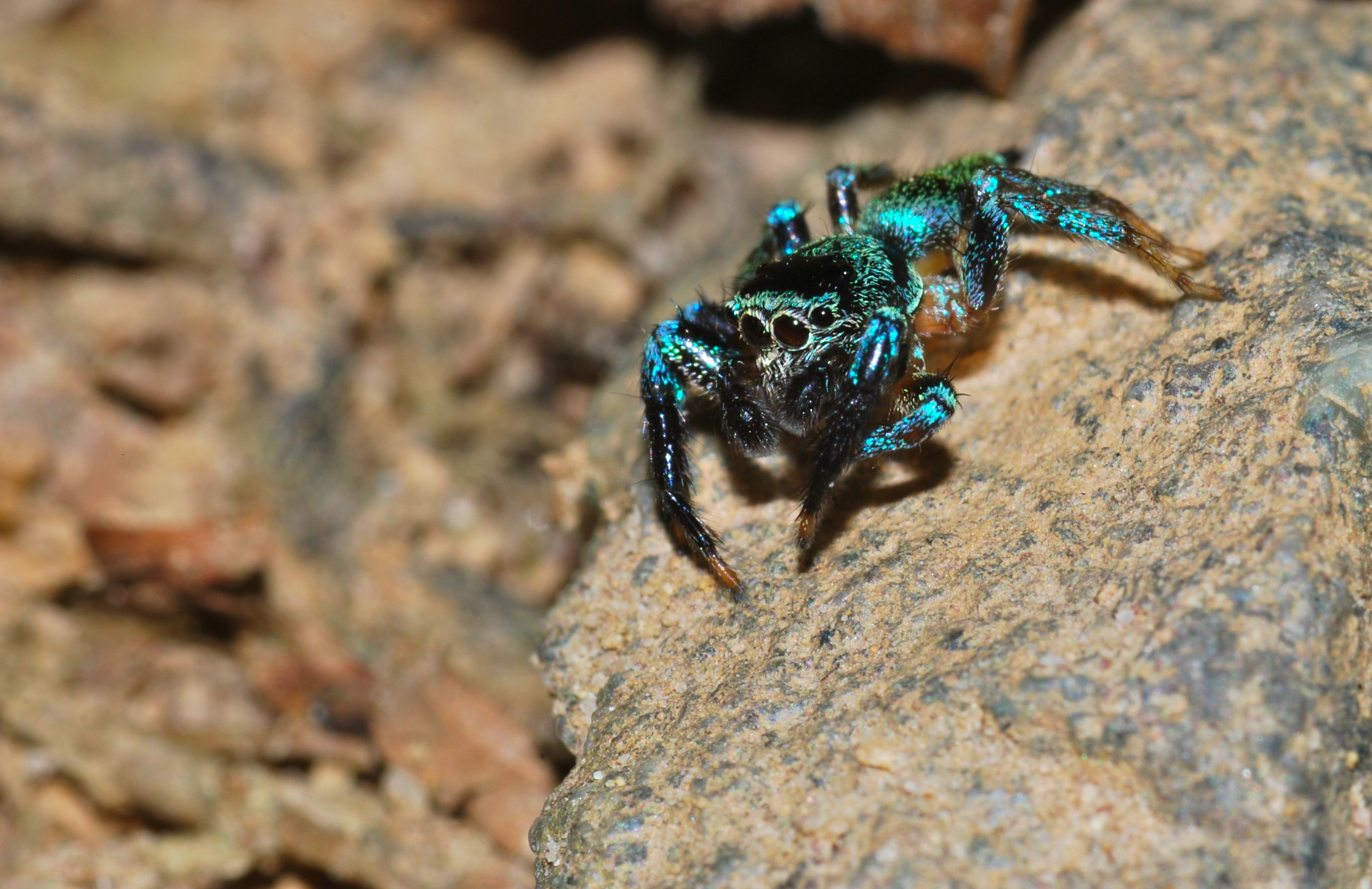
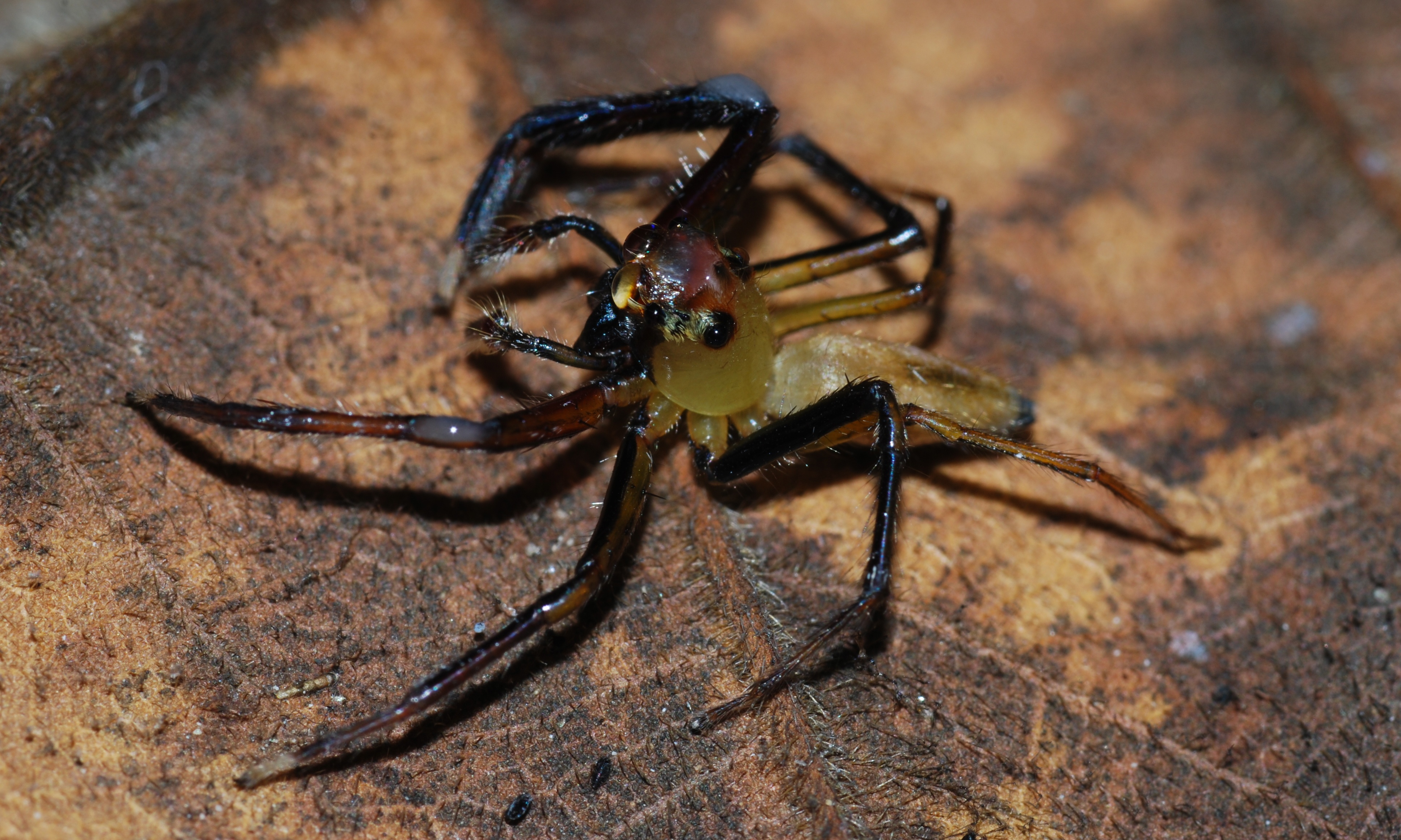

#### Des sangsues
Il y a bien sûr de nombreuses sangsues dont la sangsue de montagne japonaise haemadipsa zeylanica.

Sangsue Haemadipsa zeylanica
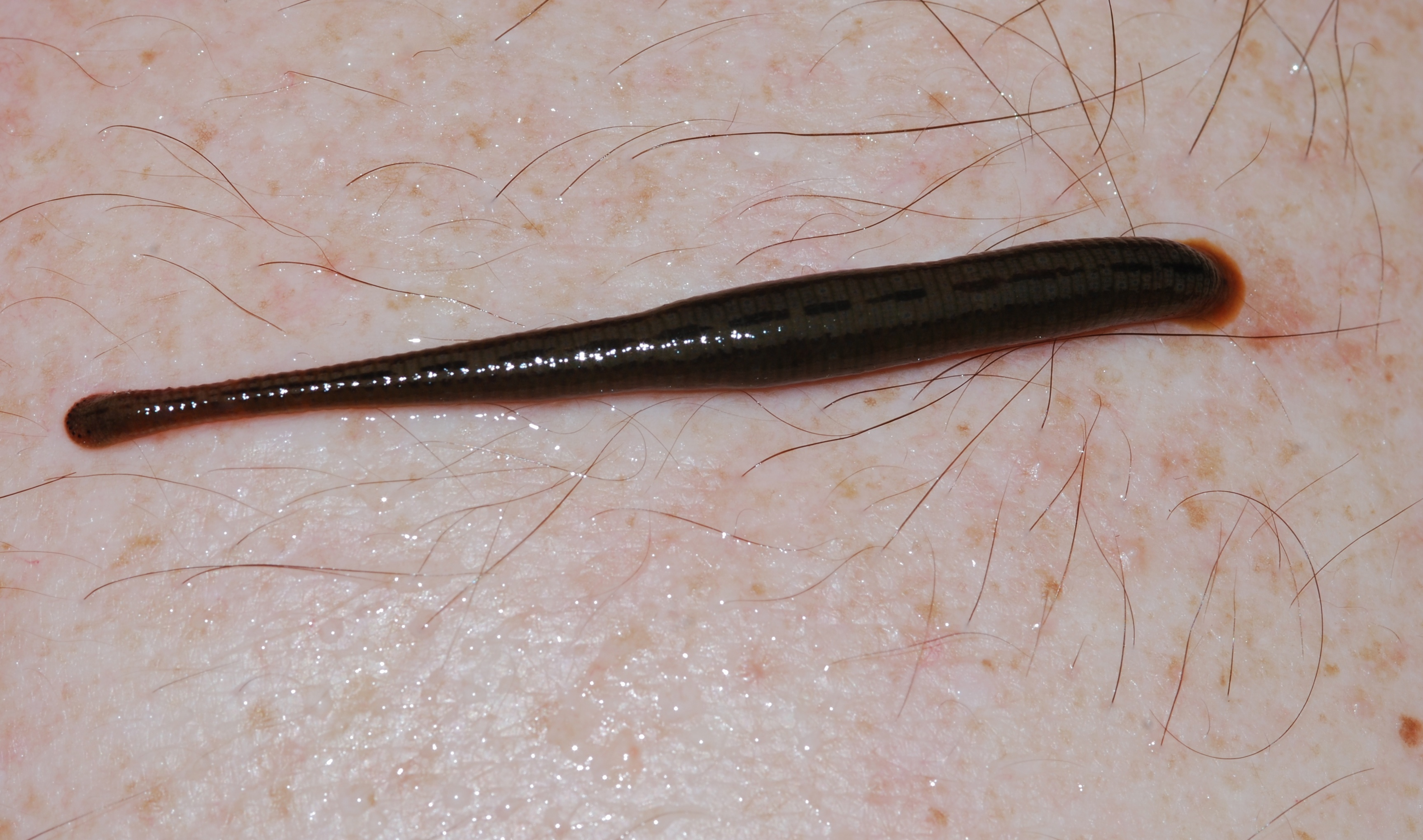
Pendant le repas
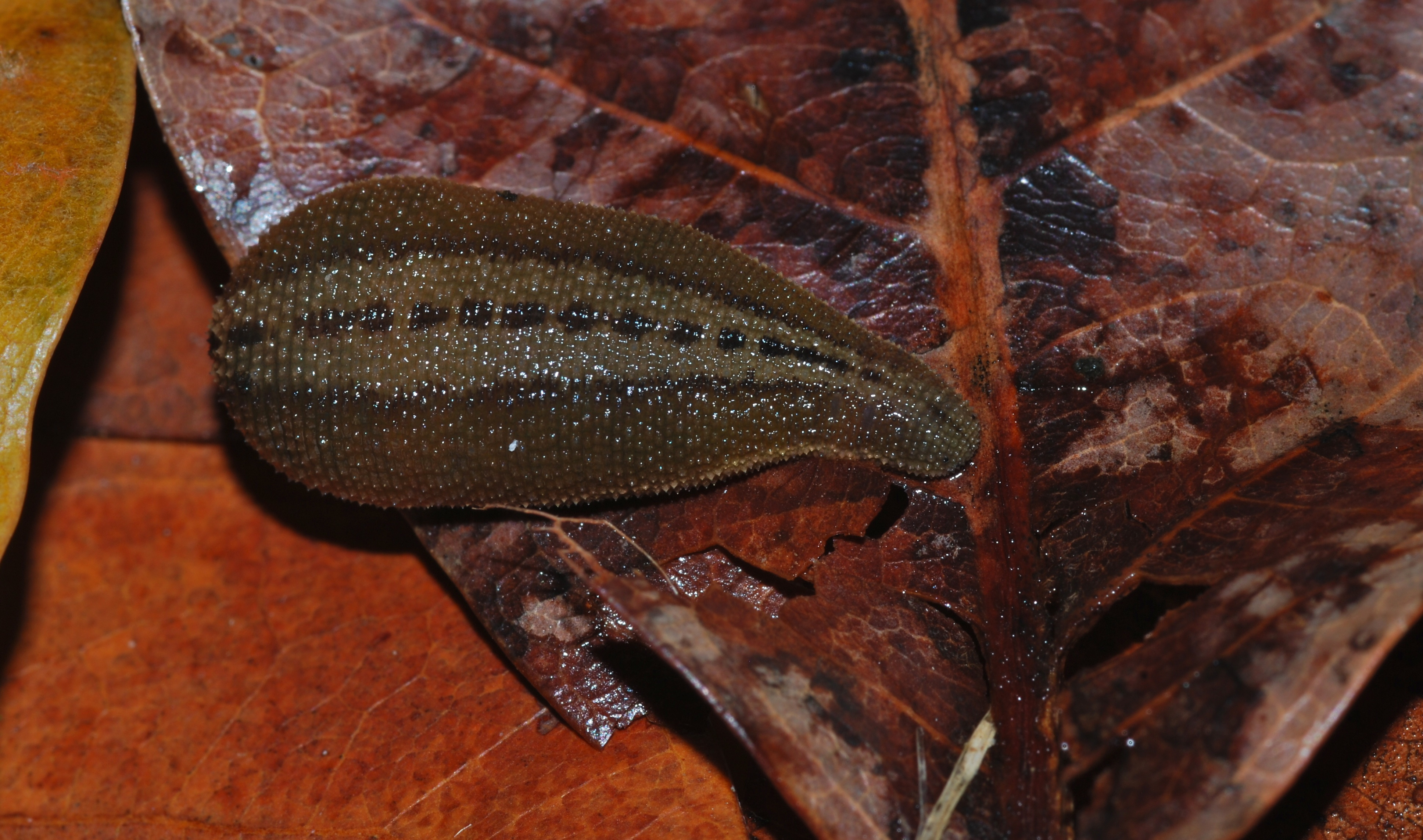
Après le repas

#### D'innombrables insectes

##### Des insectes sociaux
On peut observer des insectes sociaux comme :
- des fourmis : fourmi géante camponotus gigas ; fourmi odontomaque odontomachus rixosus ; fourmi tisserande oecophylla smaragdina... ;
- des termites : par exemple la macrotermes carbonarius ;
- des micro-guêpes (Braconidés).

Insectes sociaux
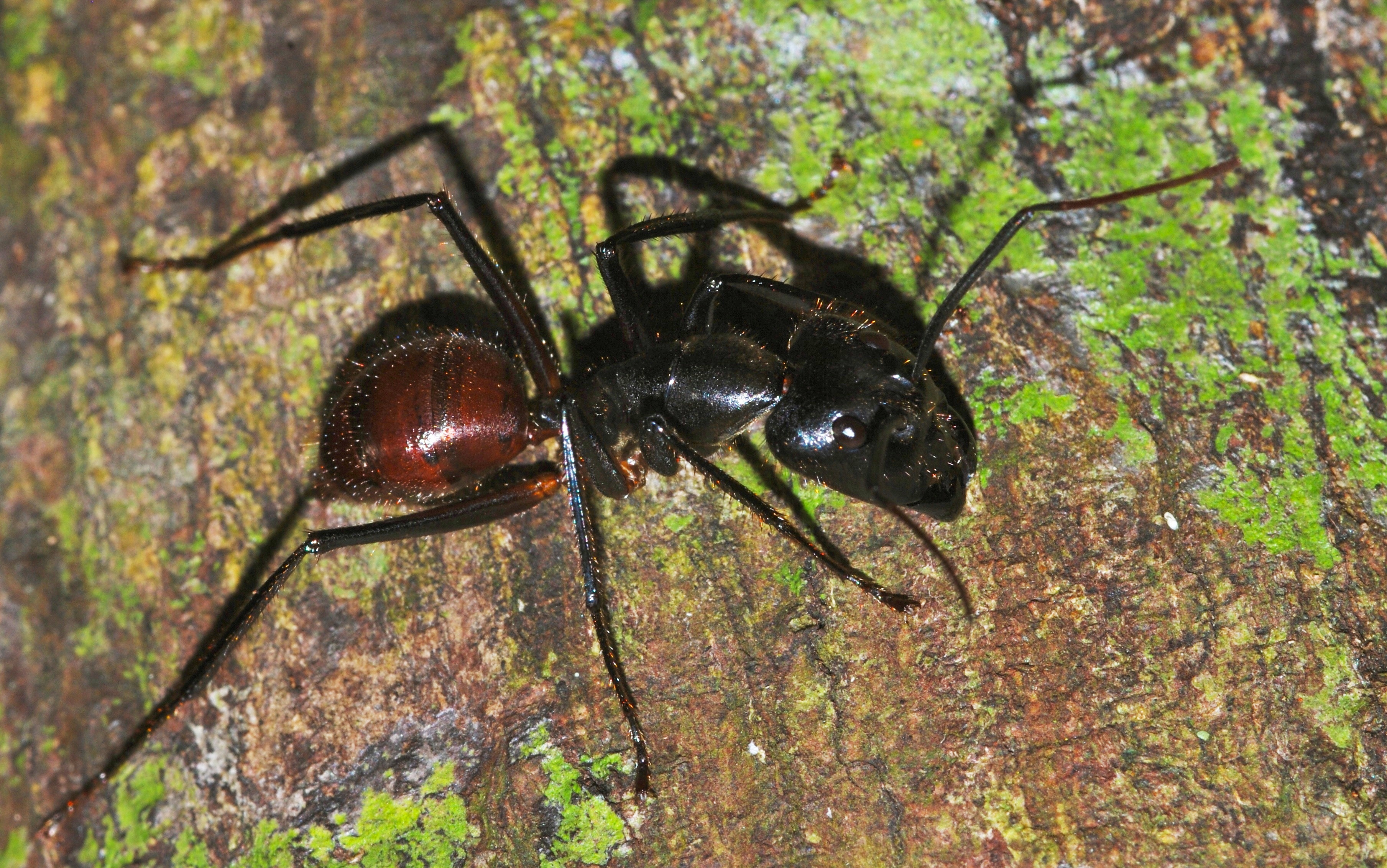
Fourmi géante
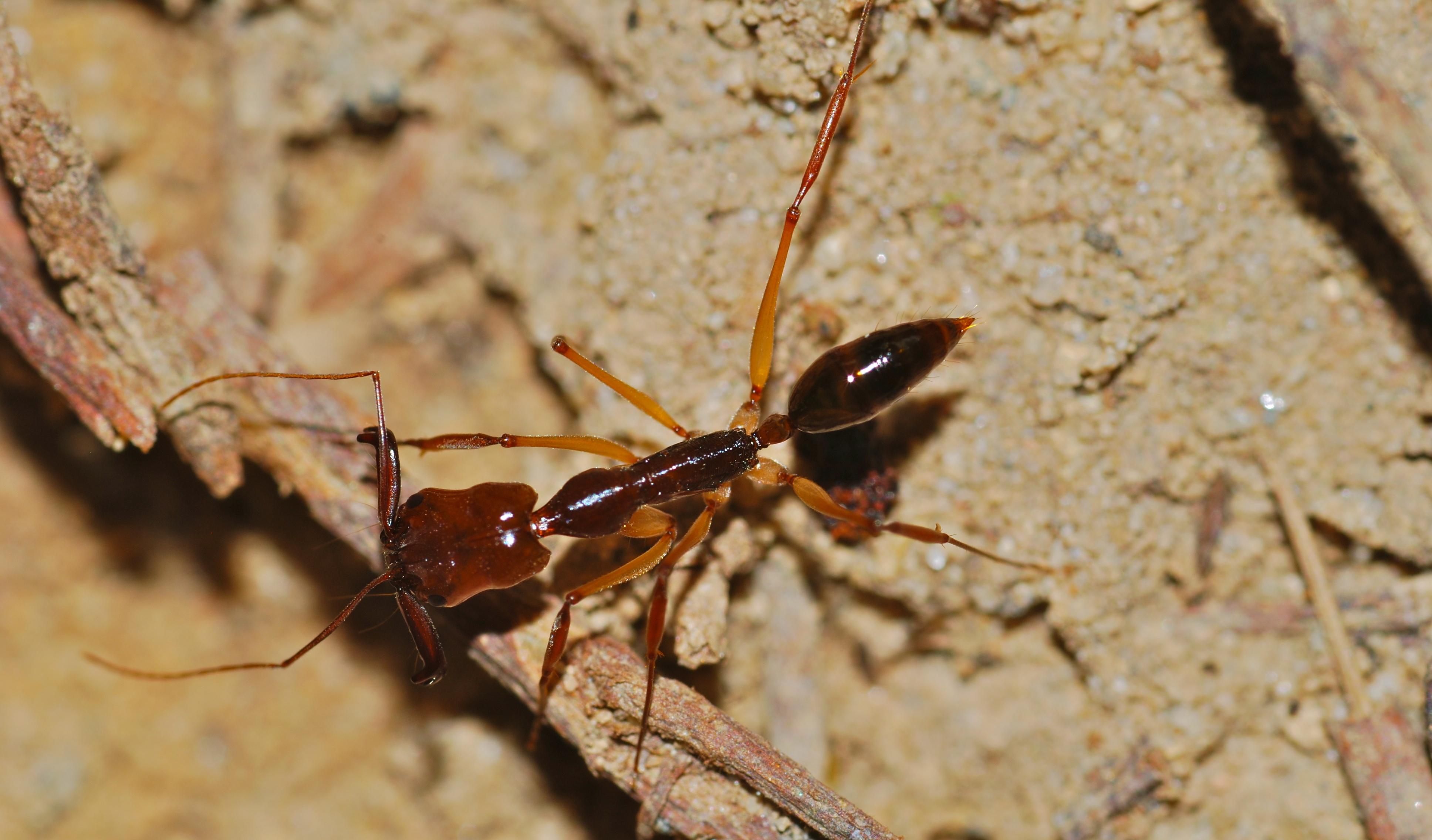
Fourmi odontomaque
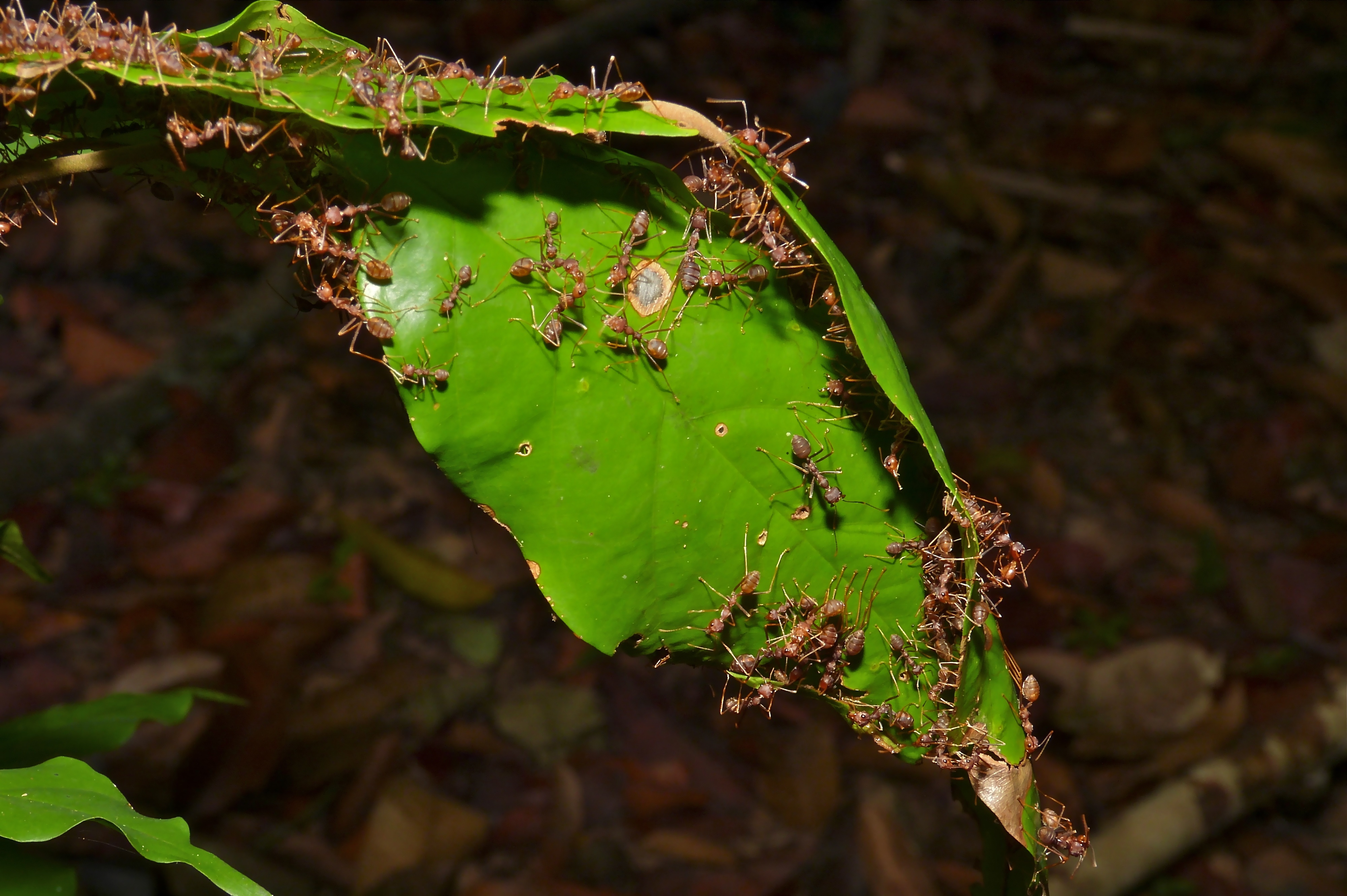
Fourmis tisserandes construisant un nid
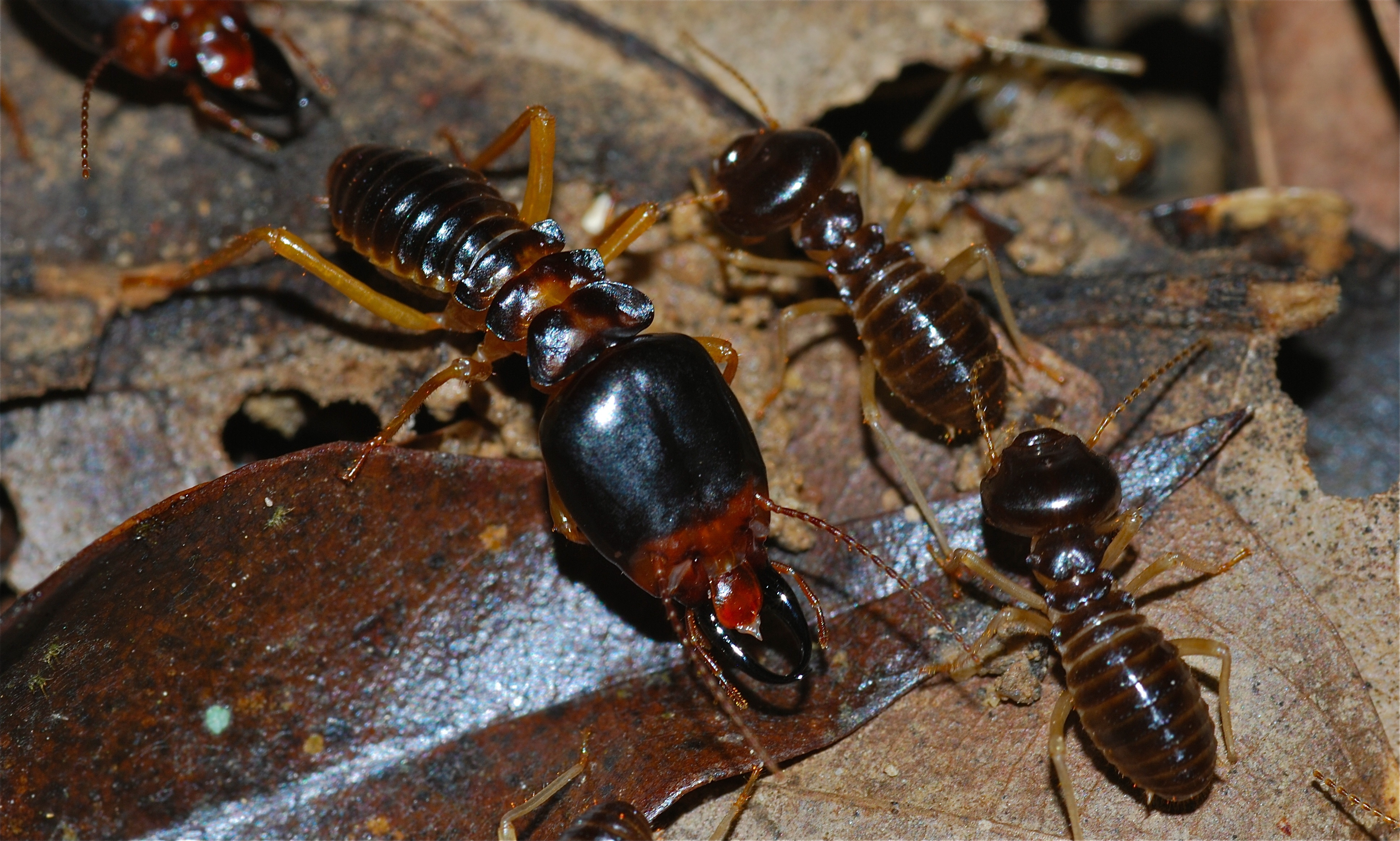
Termites macrotermes carbonarius
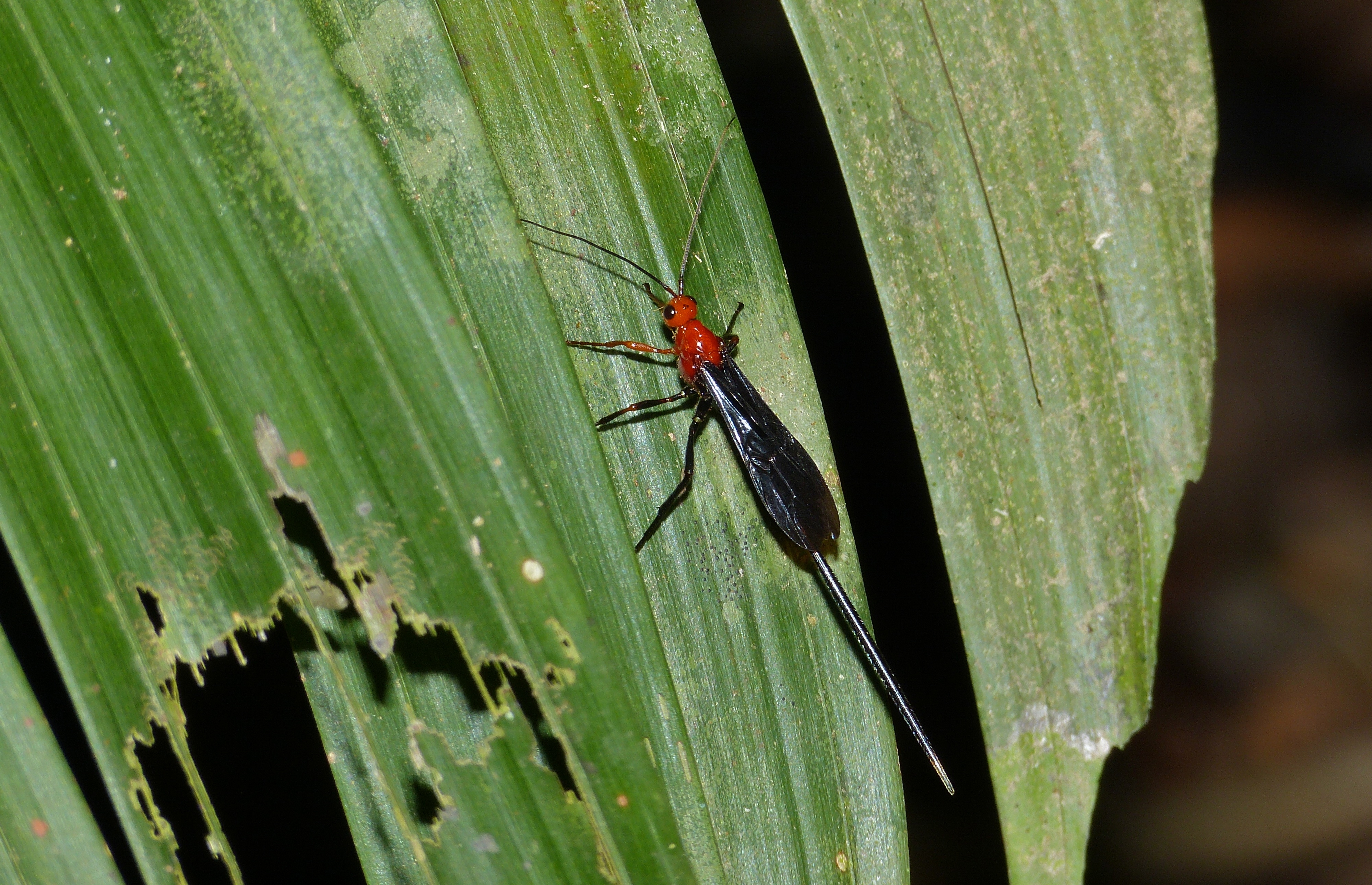
Micro-guêpe braconidés

##### Divers autres insectes
On rencontre aussi :
- des blattes blattodea ;
- des coléoptères : anthribidae habrissus ; scarabée bousier heliocopris tyranus ; capricorne ou longicorne... ;
- des hémiptères : cercopidae ; dictyopharidae dont centromeria viridistigma ; flatidae ;fulgoroidea ; lophopidae ; nogodinidae ; pyrrhocoridae ; reduviidae... ;
- des mantes mantodea : mante feuille morte ; iridopterygidae...;
- des mécoptères panorpidae... ;
- des criquets et sauterelles orthoptères : gryllacrididae phlebogryllacris venosa, tettigoniidae...
- des phasmes phasmatidae dont le phasme géant phobaeticus serratipes etc.

Blattes, coléoptères et hémiptères
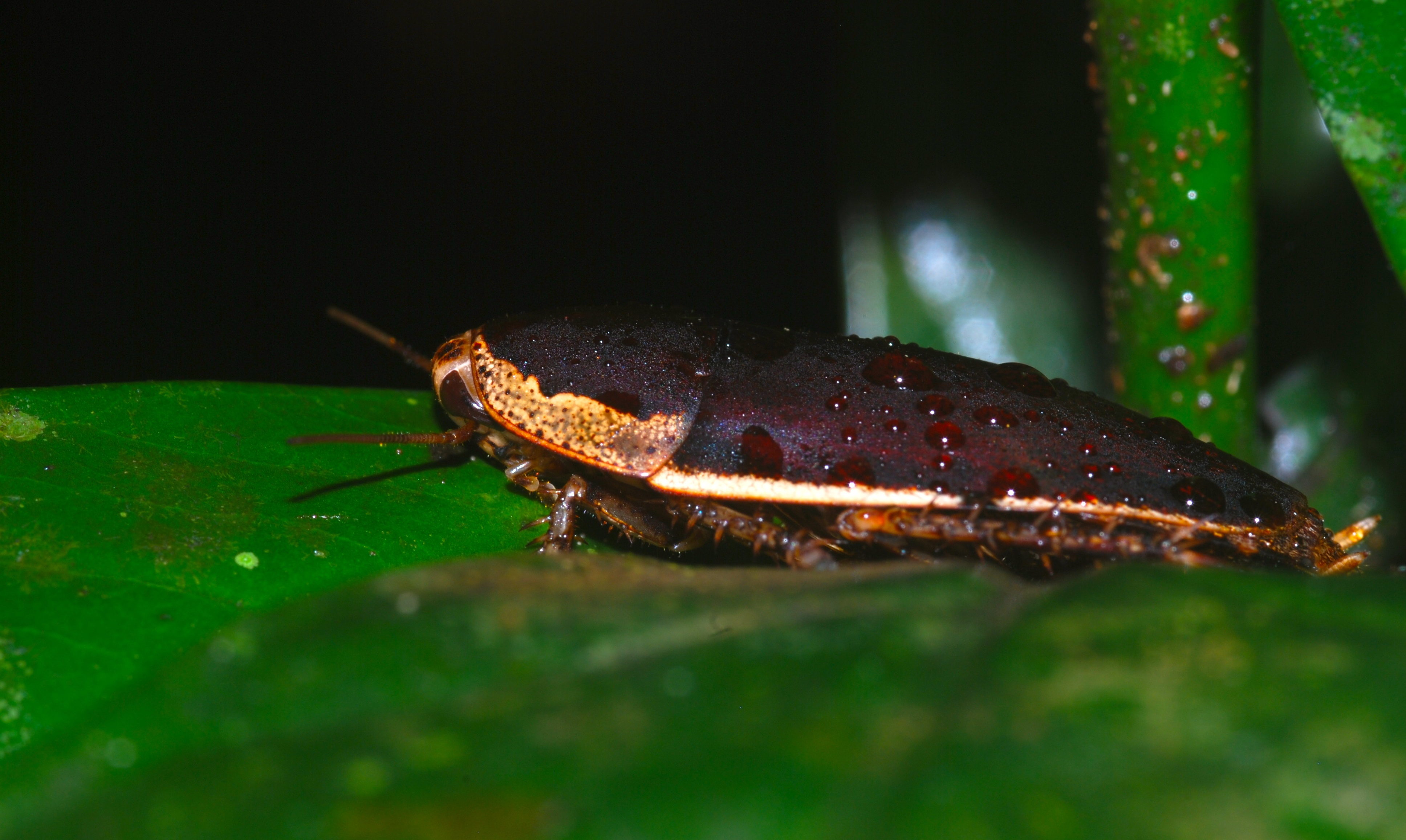
Blatte blattodea
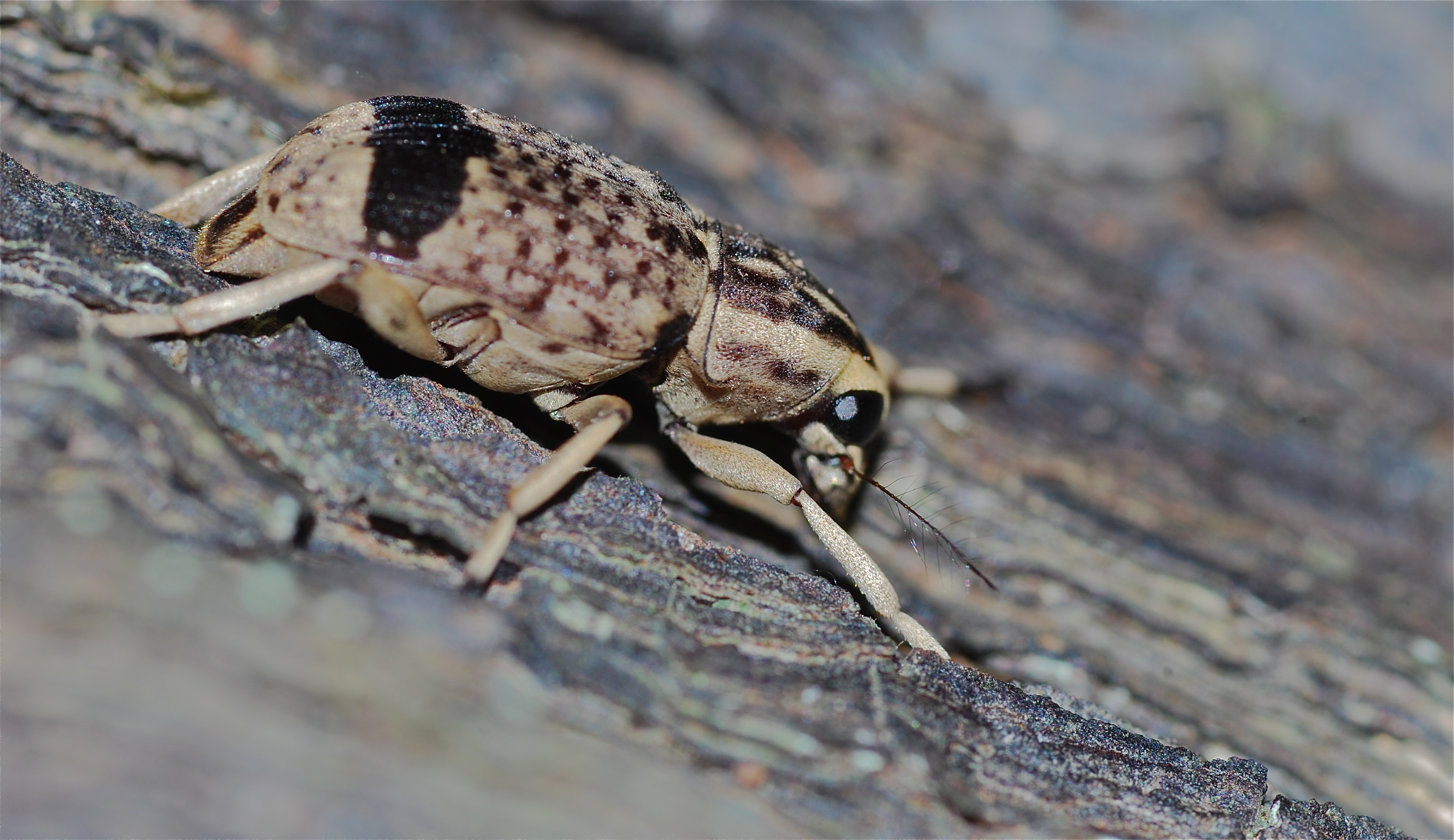
Coléoptères anthribidae habrissus
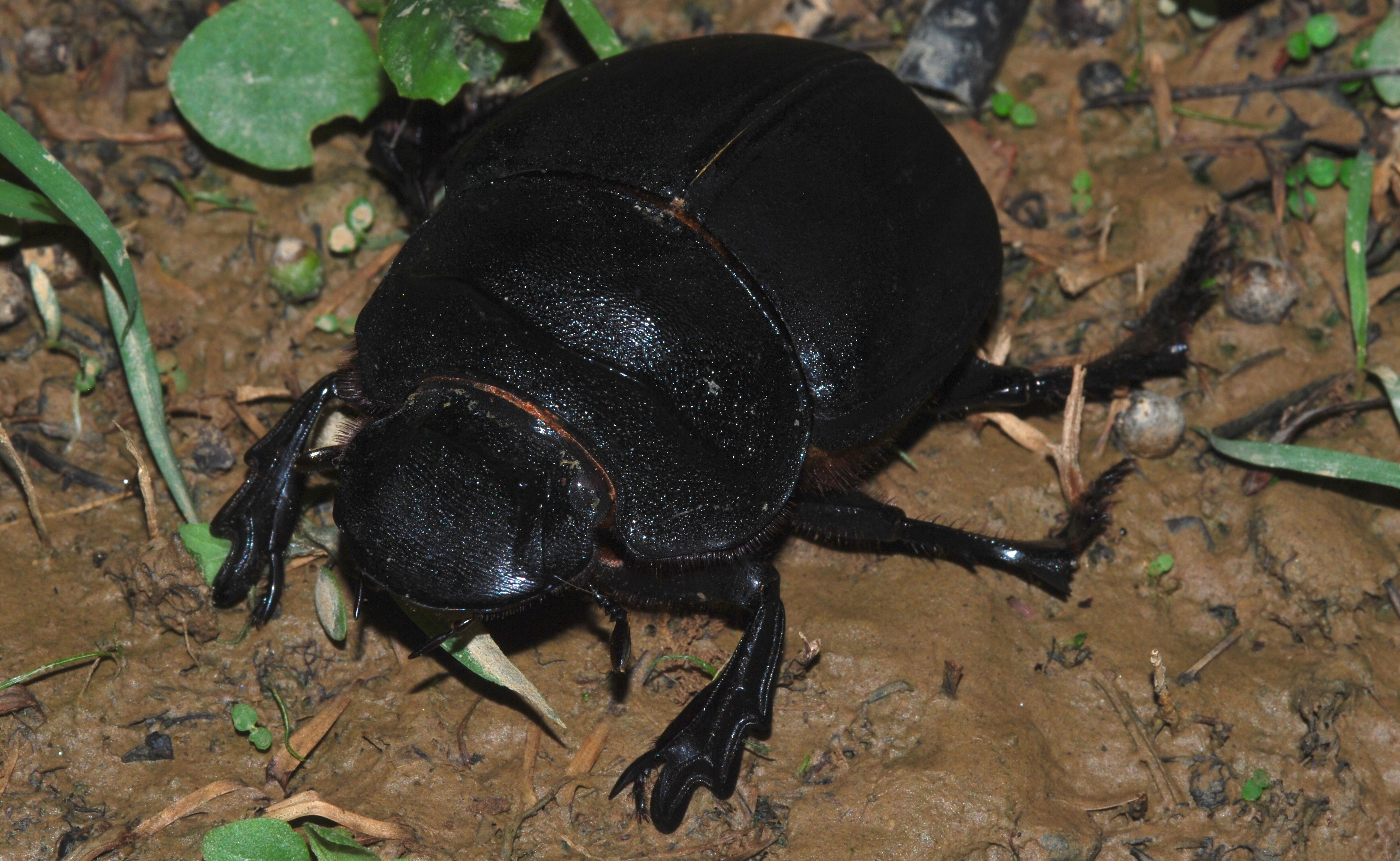
Scarabée bousier femelle heliocopris tyranus
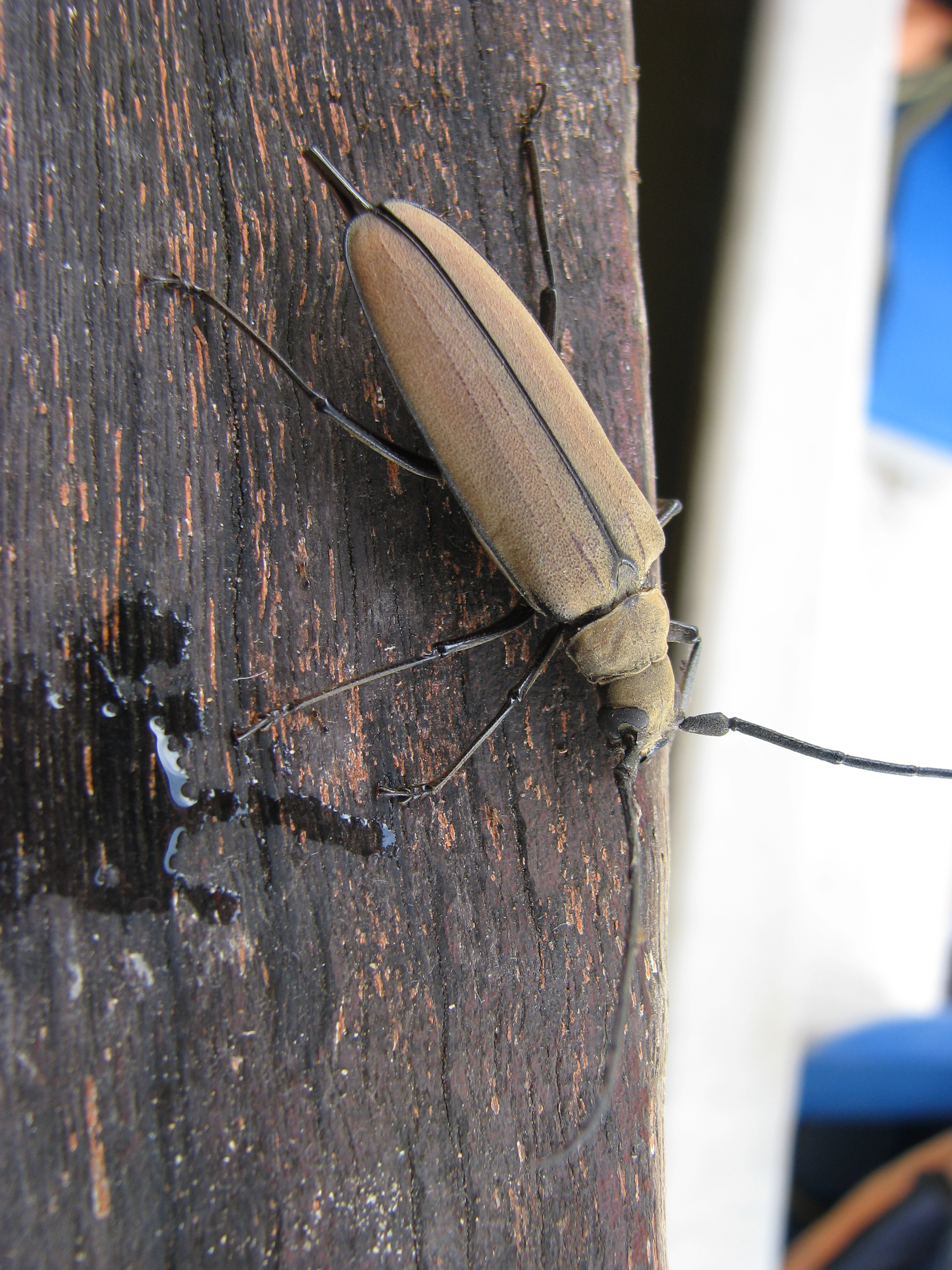
Longicorne ou capricorne à identifier
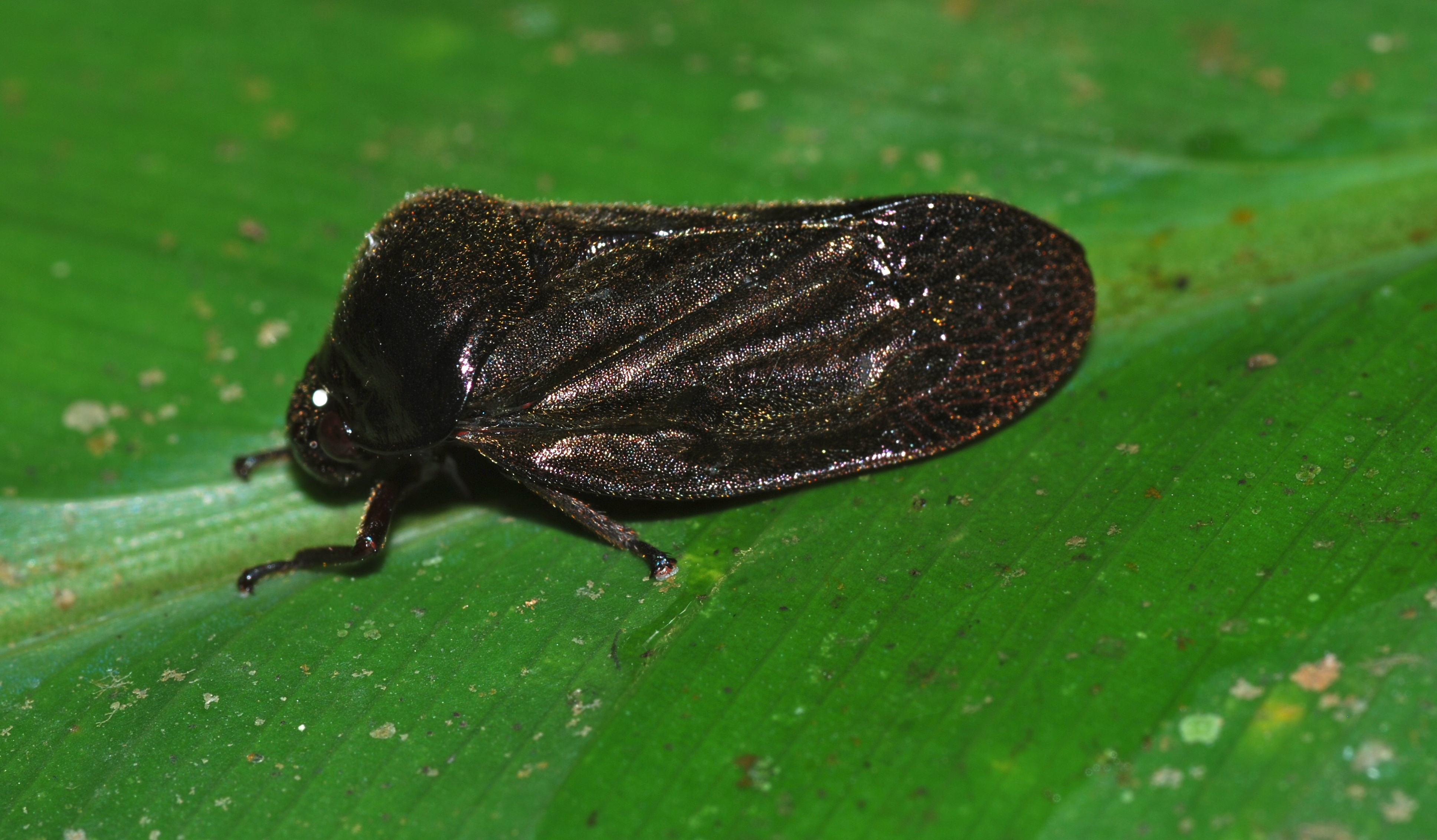
Hémiptère cercopidae
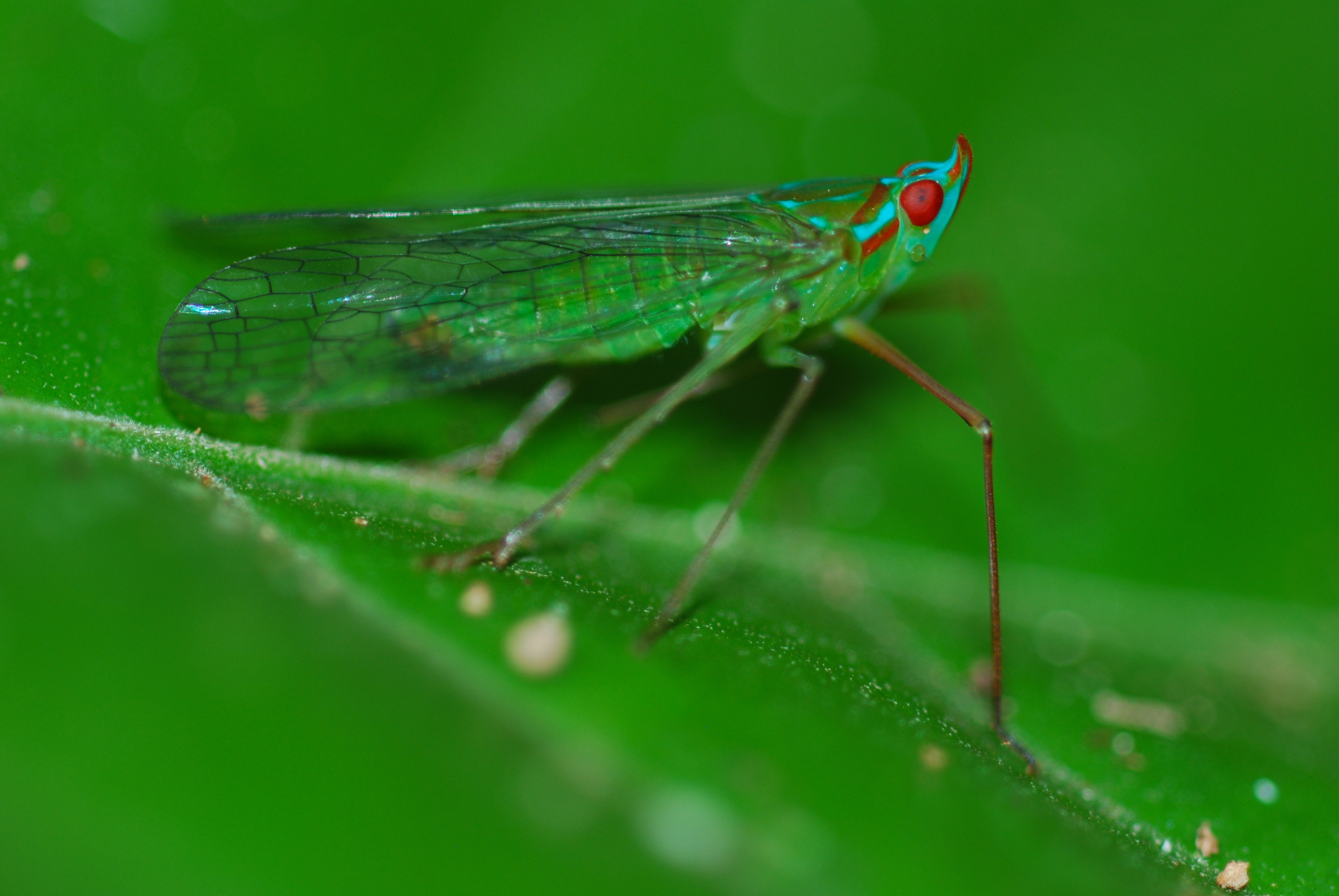
Hémiptère dictyopharidae centromeria viridistigma
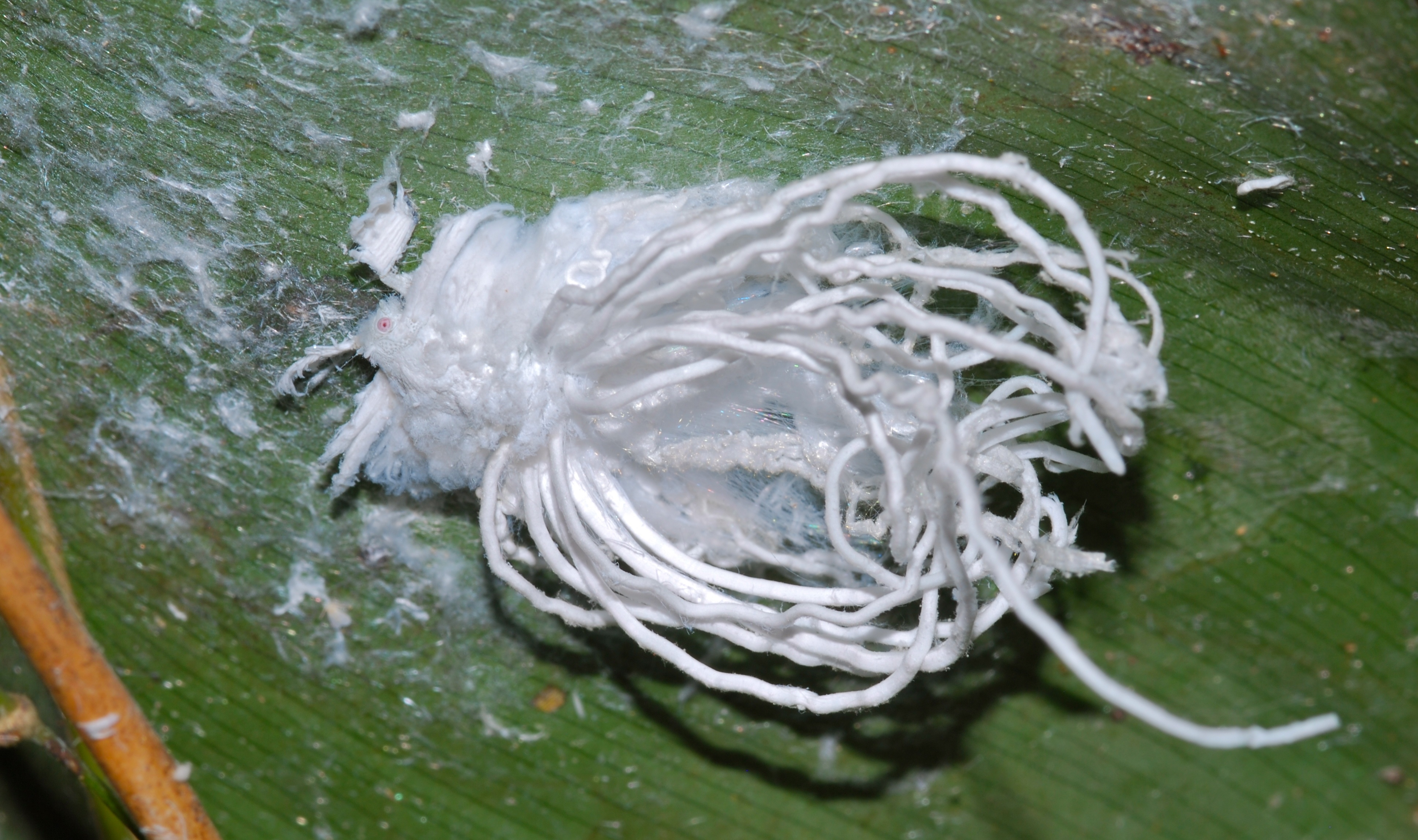
Hémiptère flatidae, nymphe
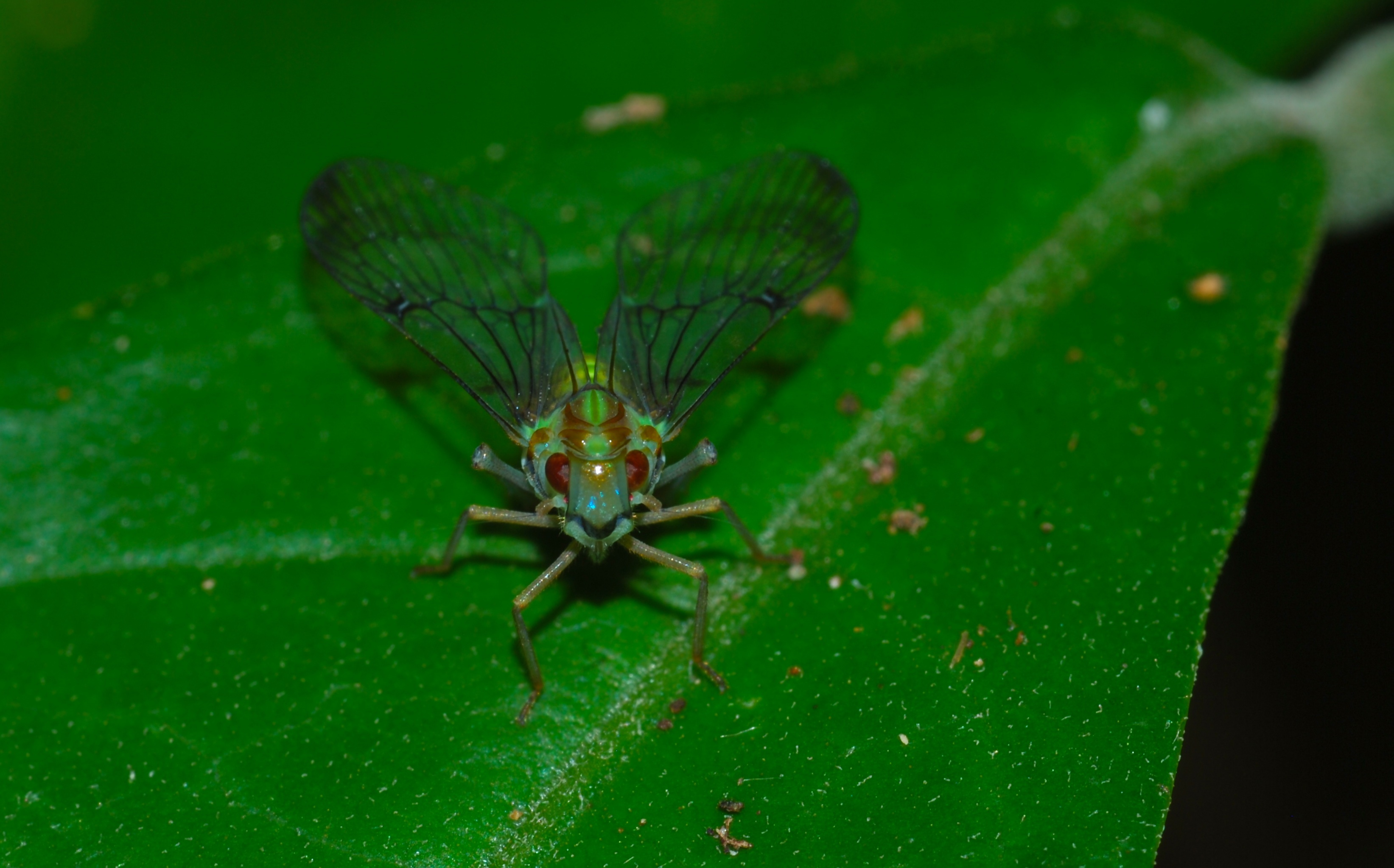
Hémiptère fulgoroidea
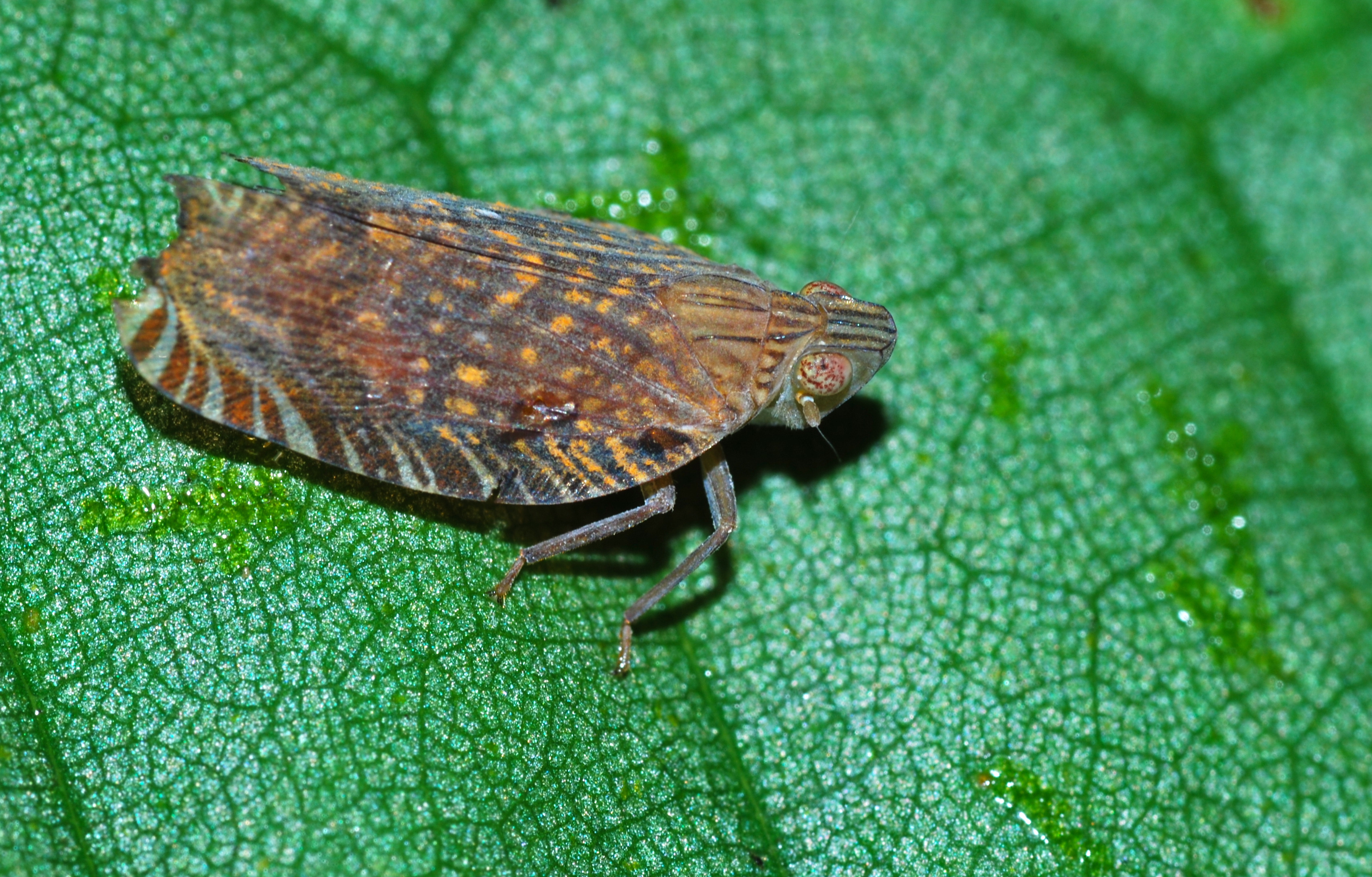
Hémiptère lophopidae
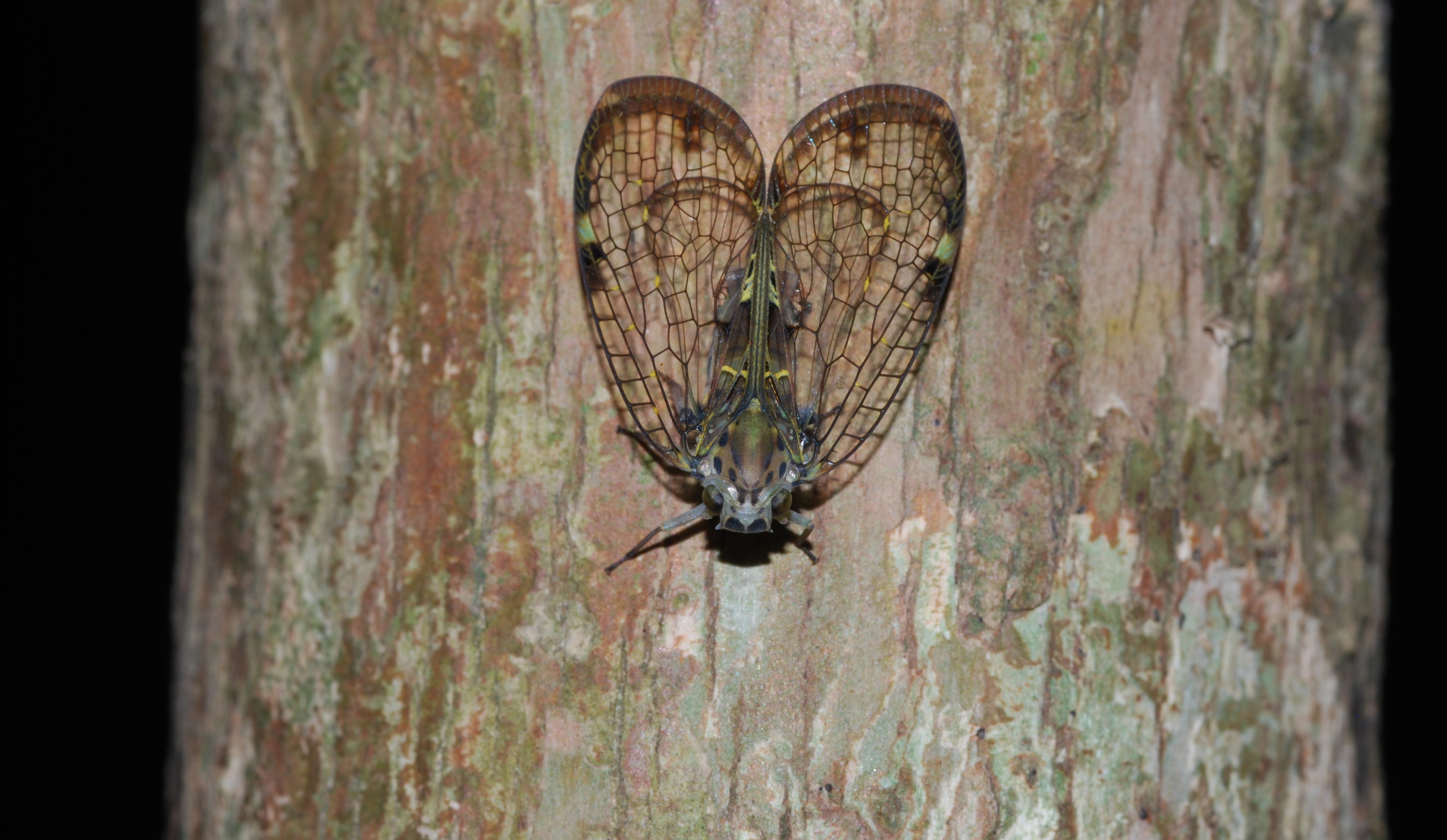
Hémiptère nogodinidae
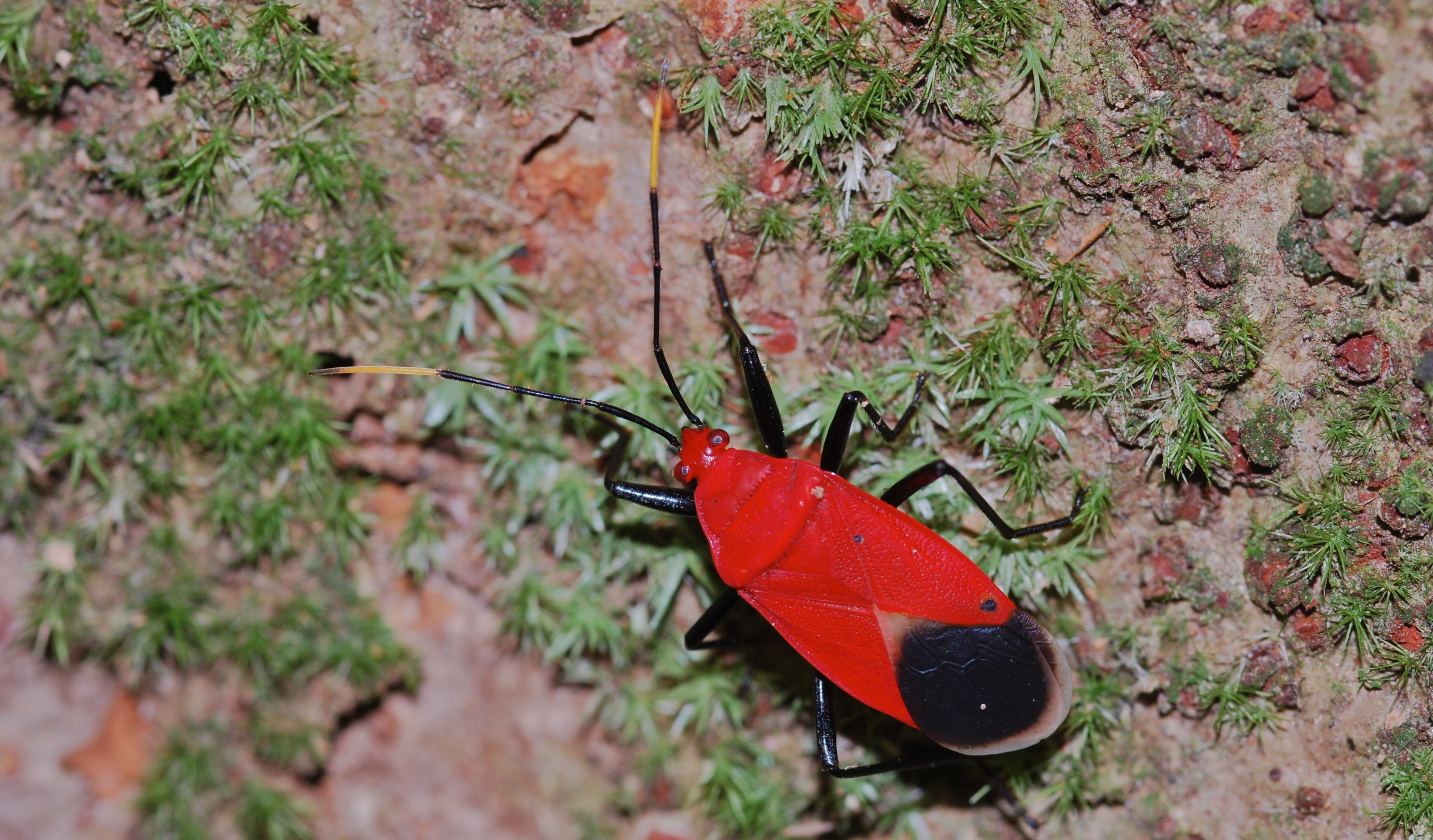
Hémiptère hétéroptère punaise pyrrhocoridae dindymus rubiginosus
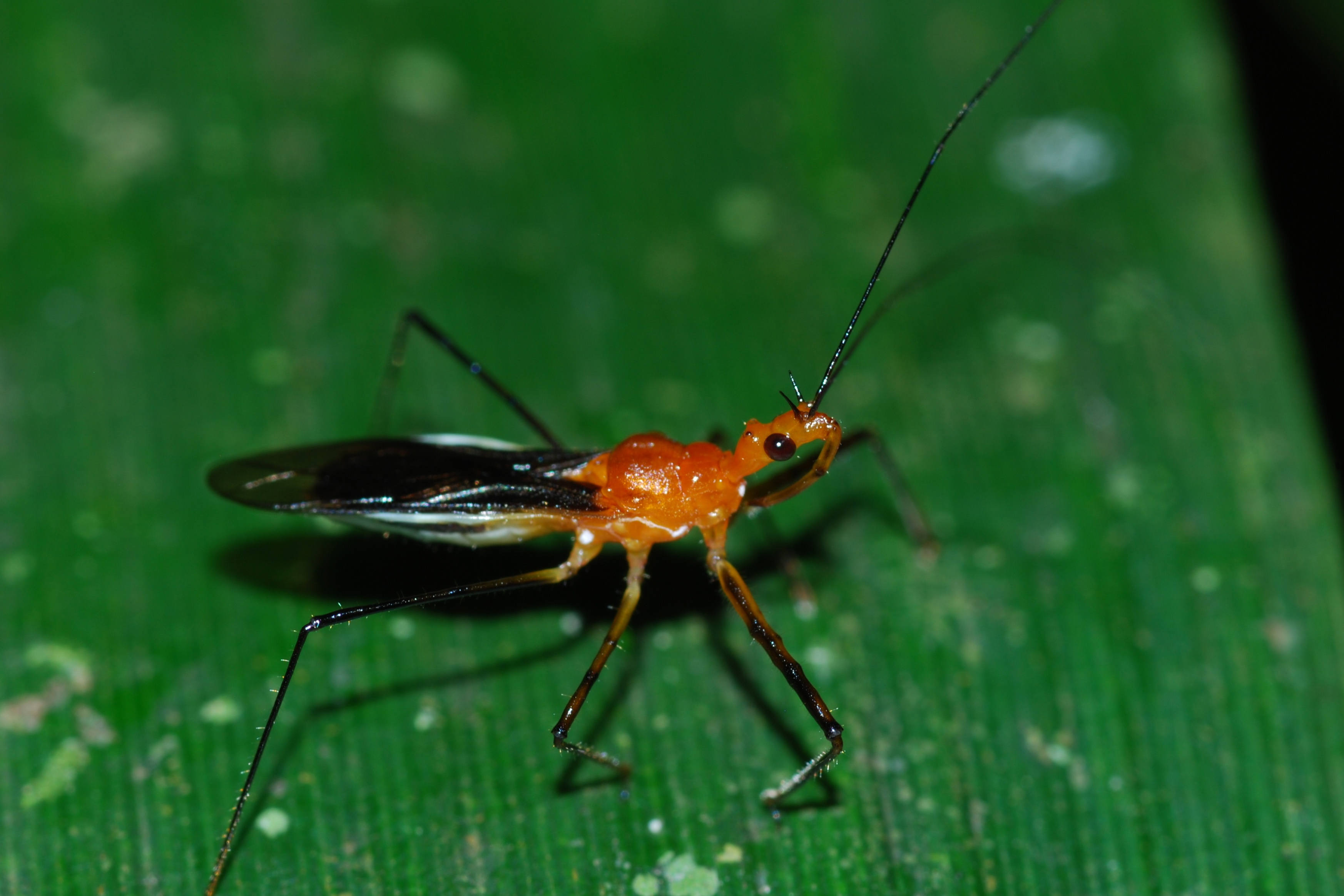
Hémiptère reduviidae
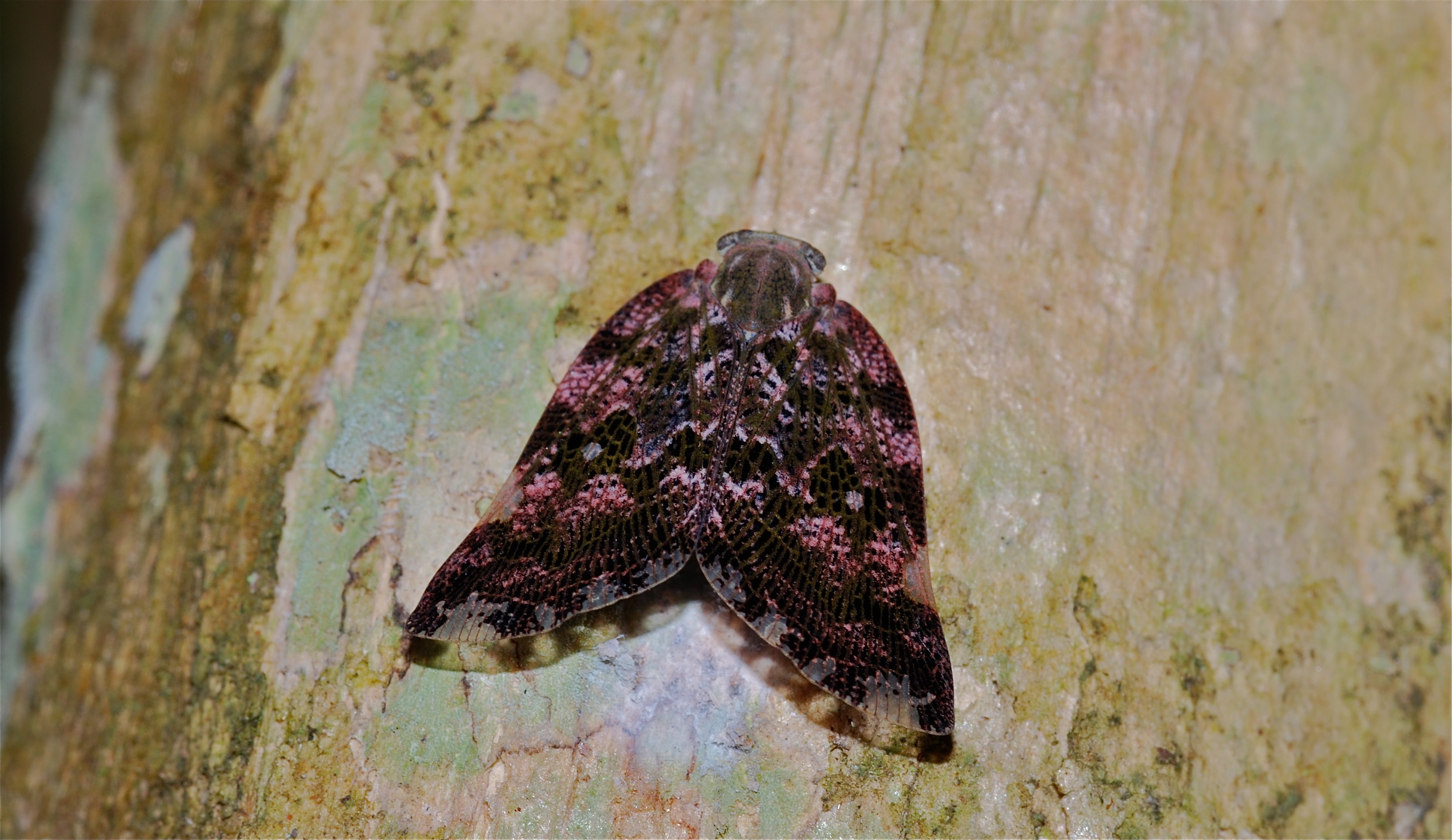
Hémiptère ricaniidae
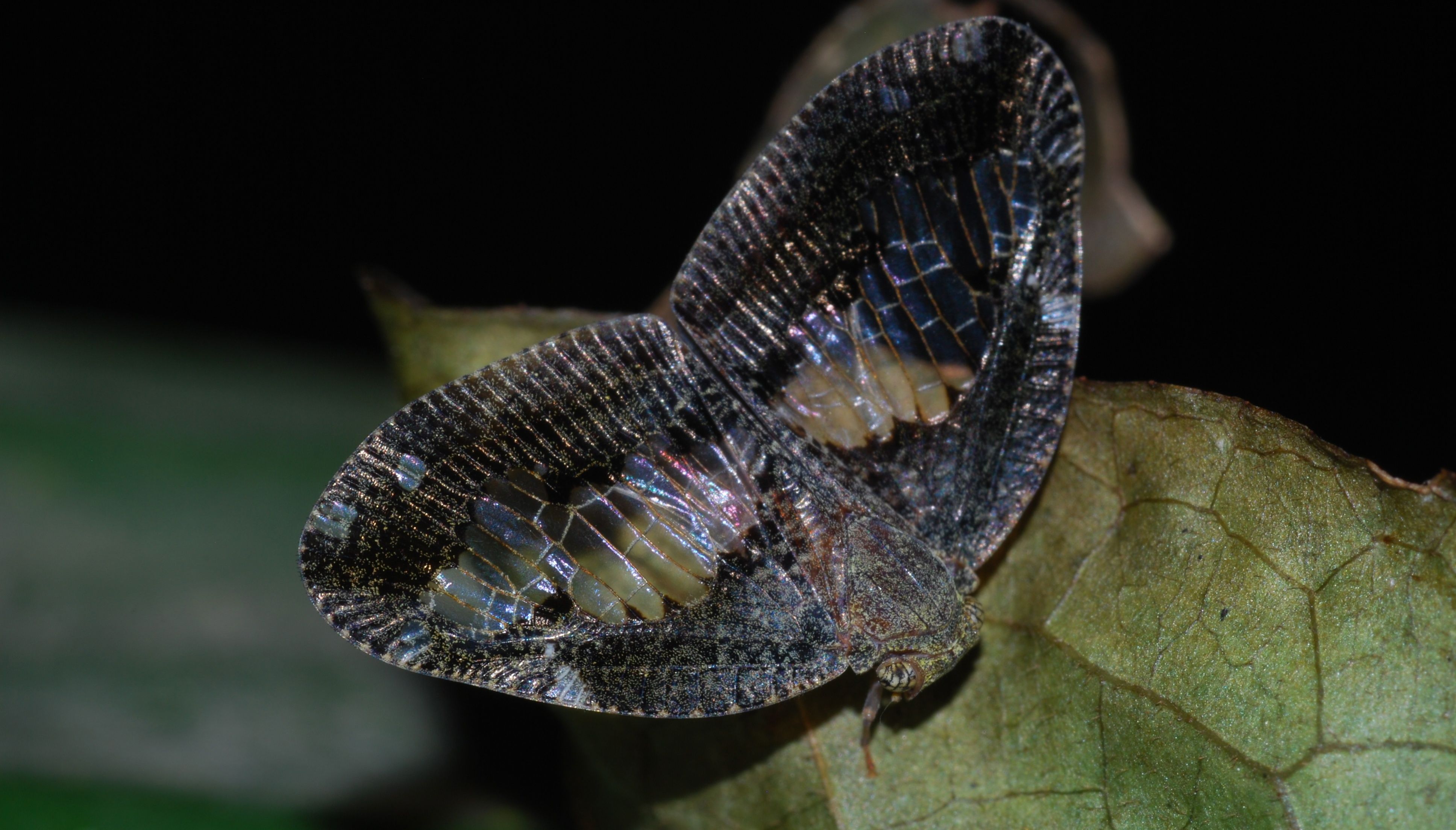
Hémiptère ricaniidae
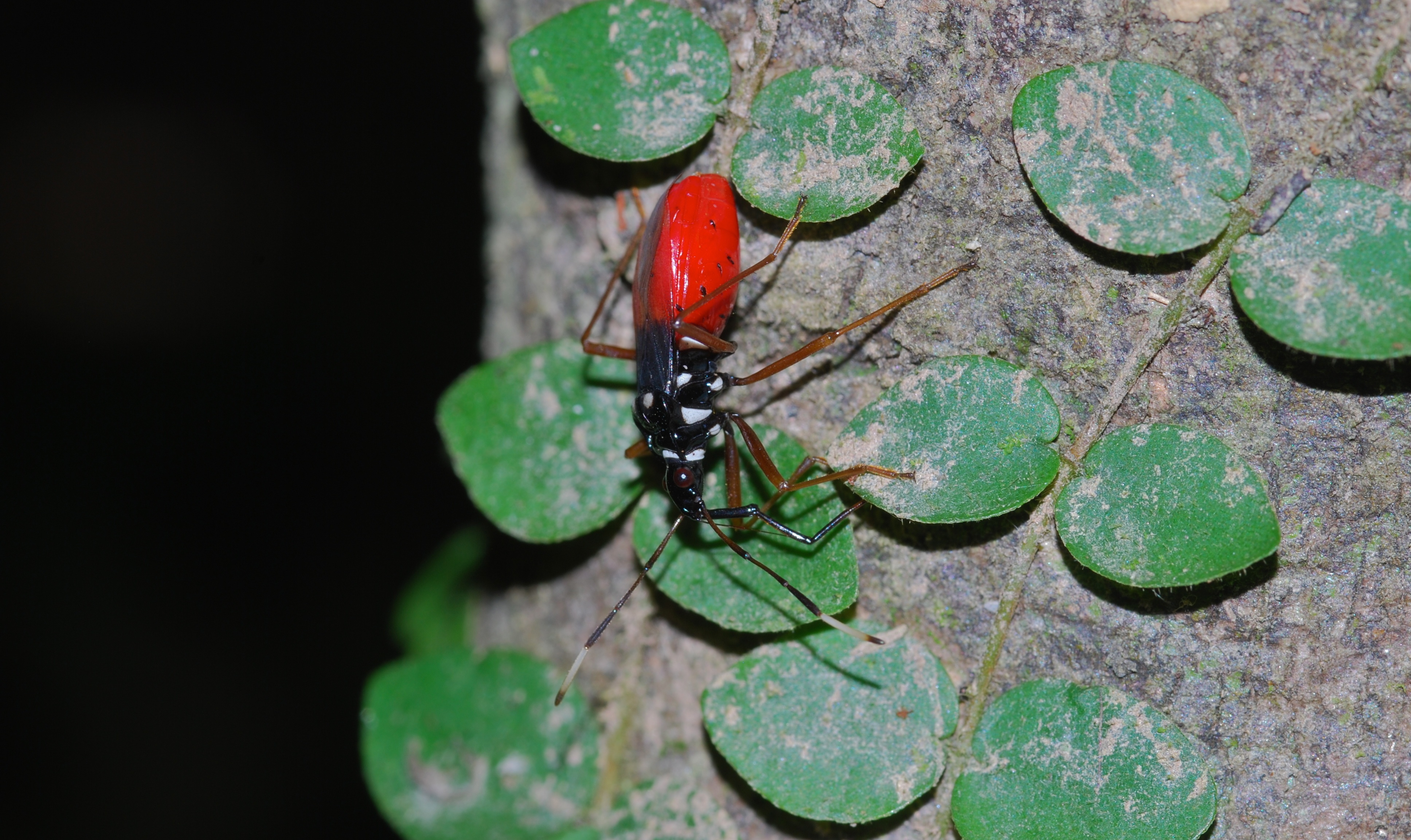
Hémiptère noir et rouge à identifier

Mantes, mécoptères, criquets et sauterelles orthoptères et phasmes
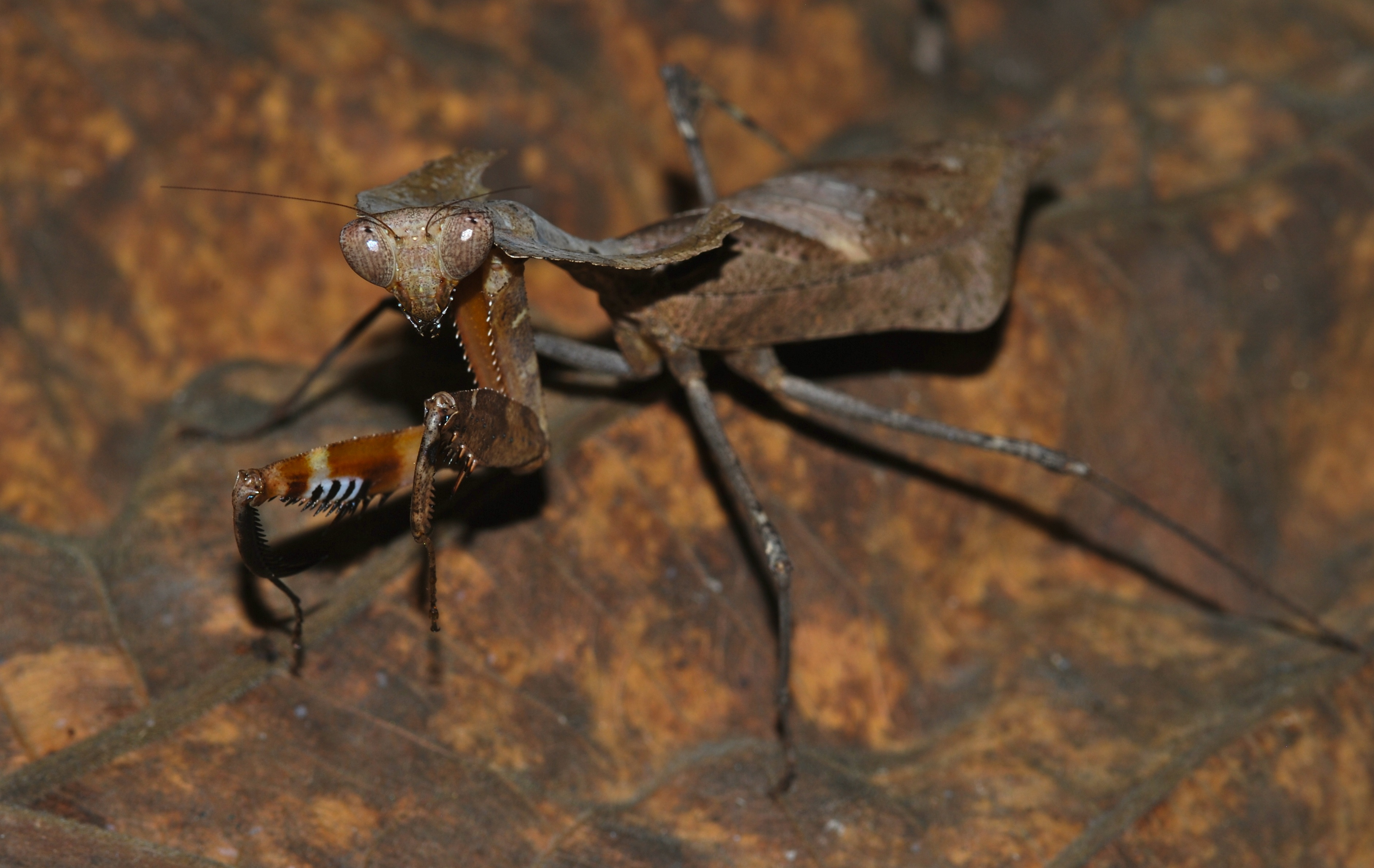
Mante feuille morte
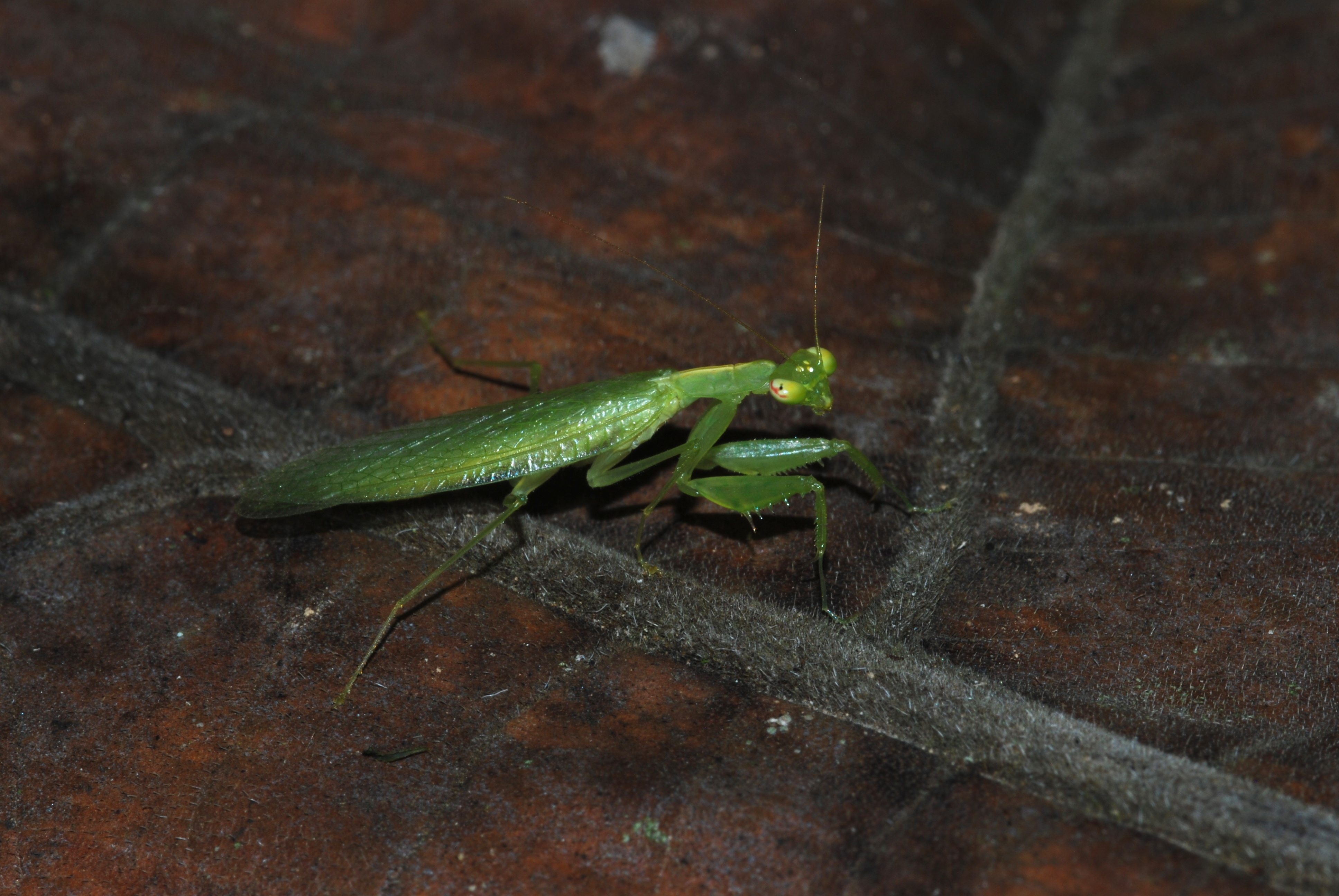
Petite mante iridopterygidae
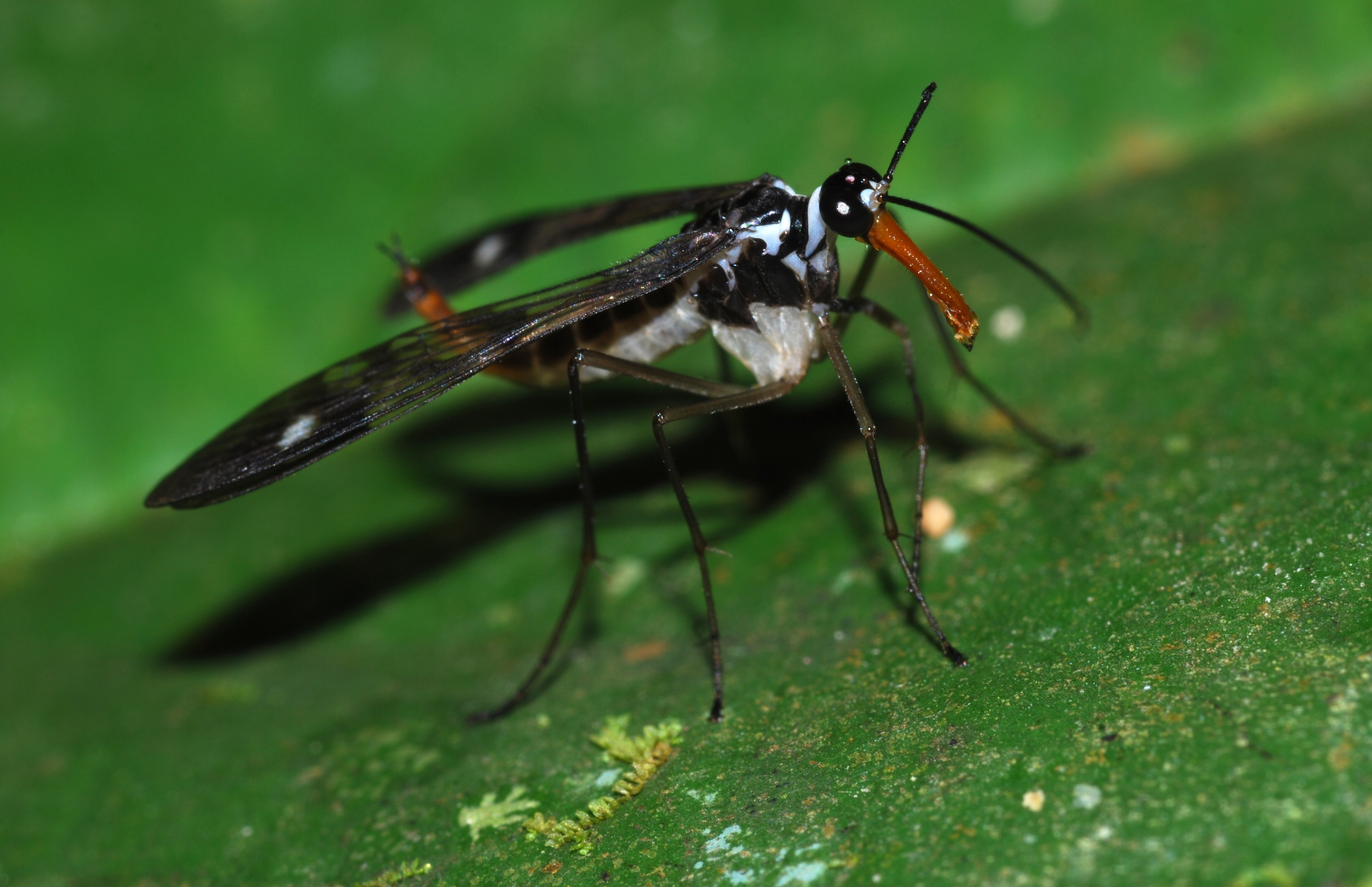
Mécoptère panorpidae
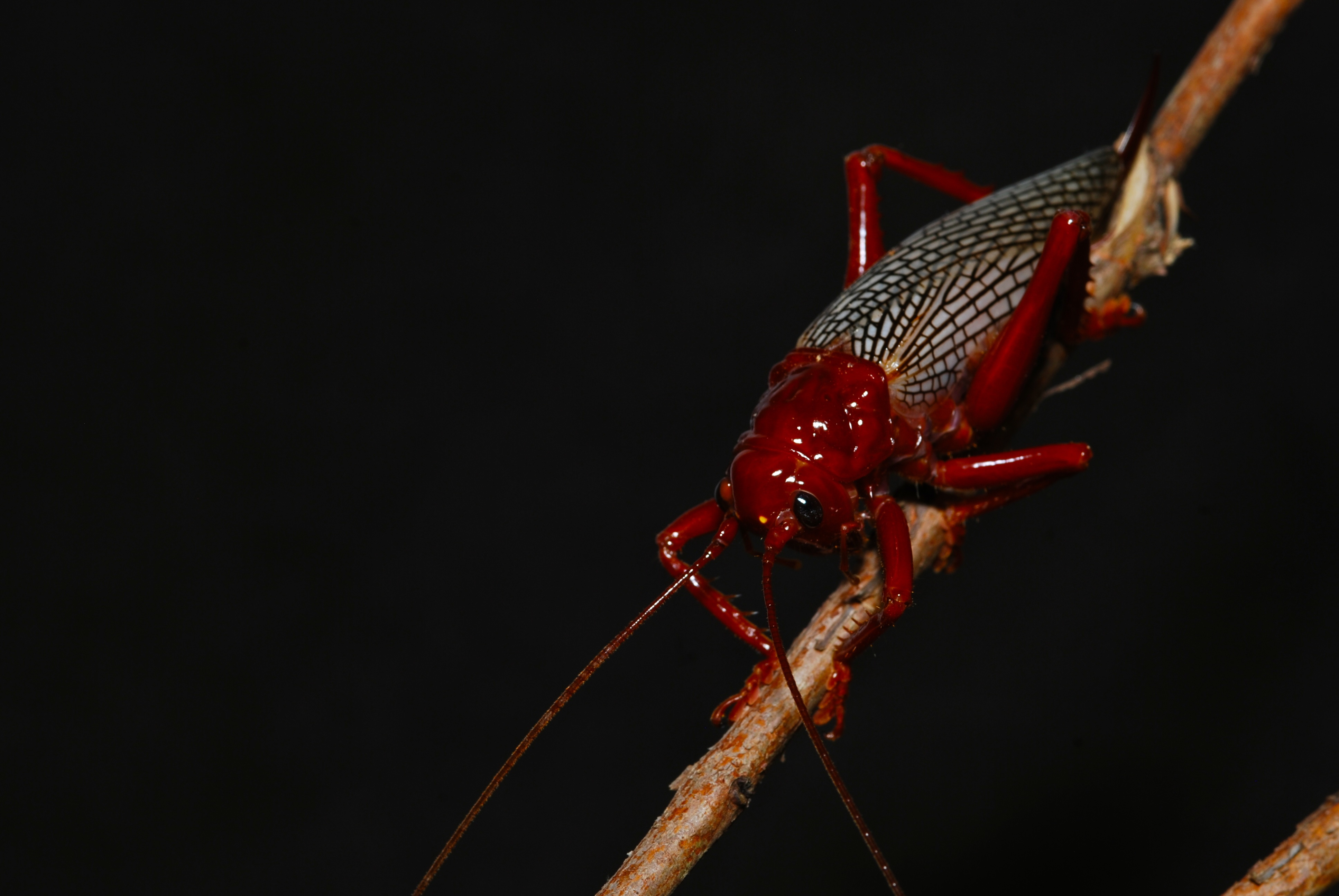
Criquet orthoptère phlebogryllacris venosa
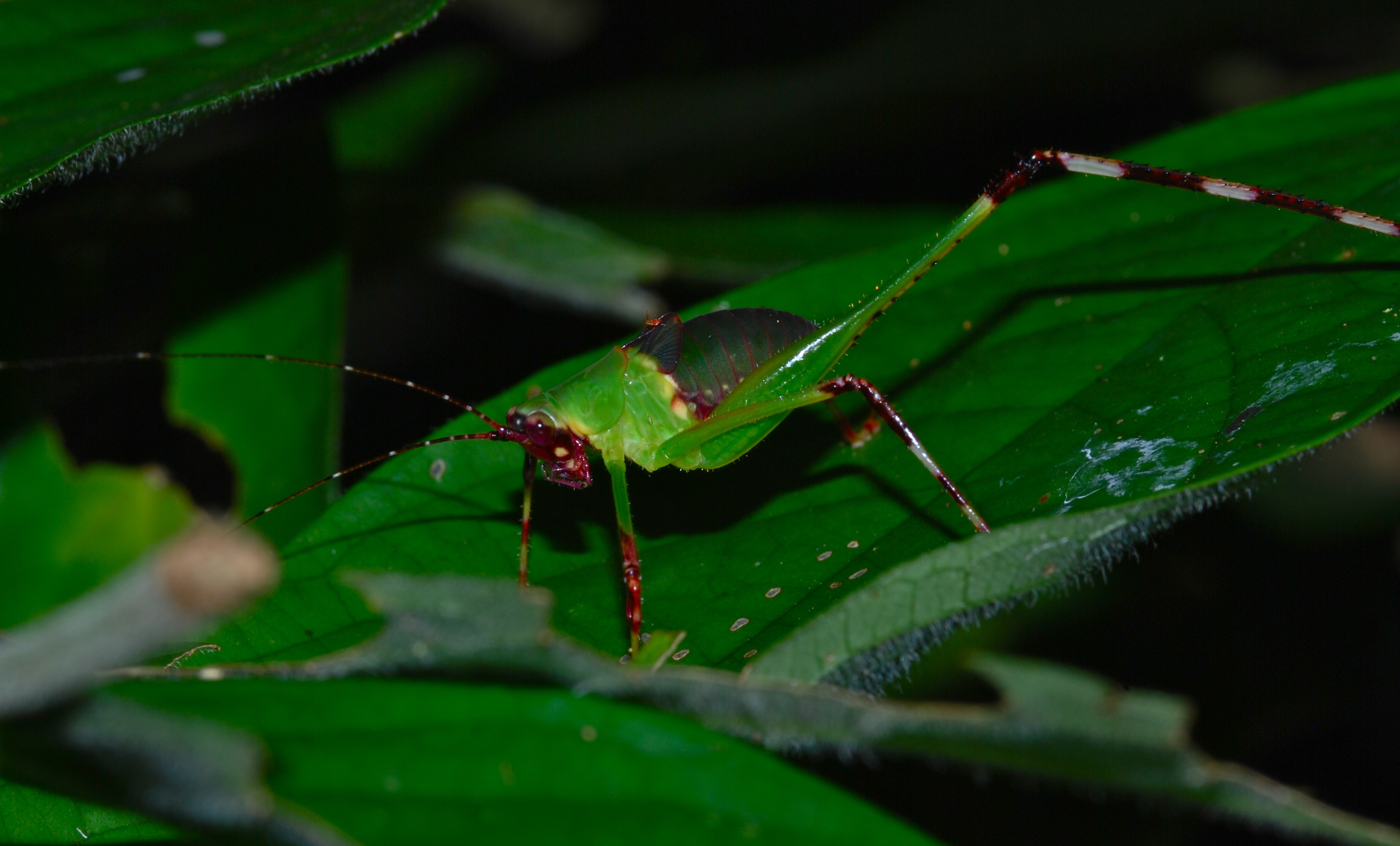
Orthoptère tettigoniidae, nymphe
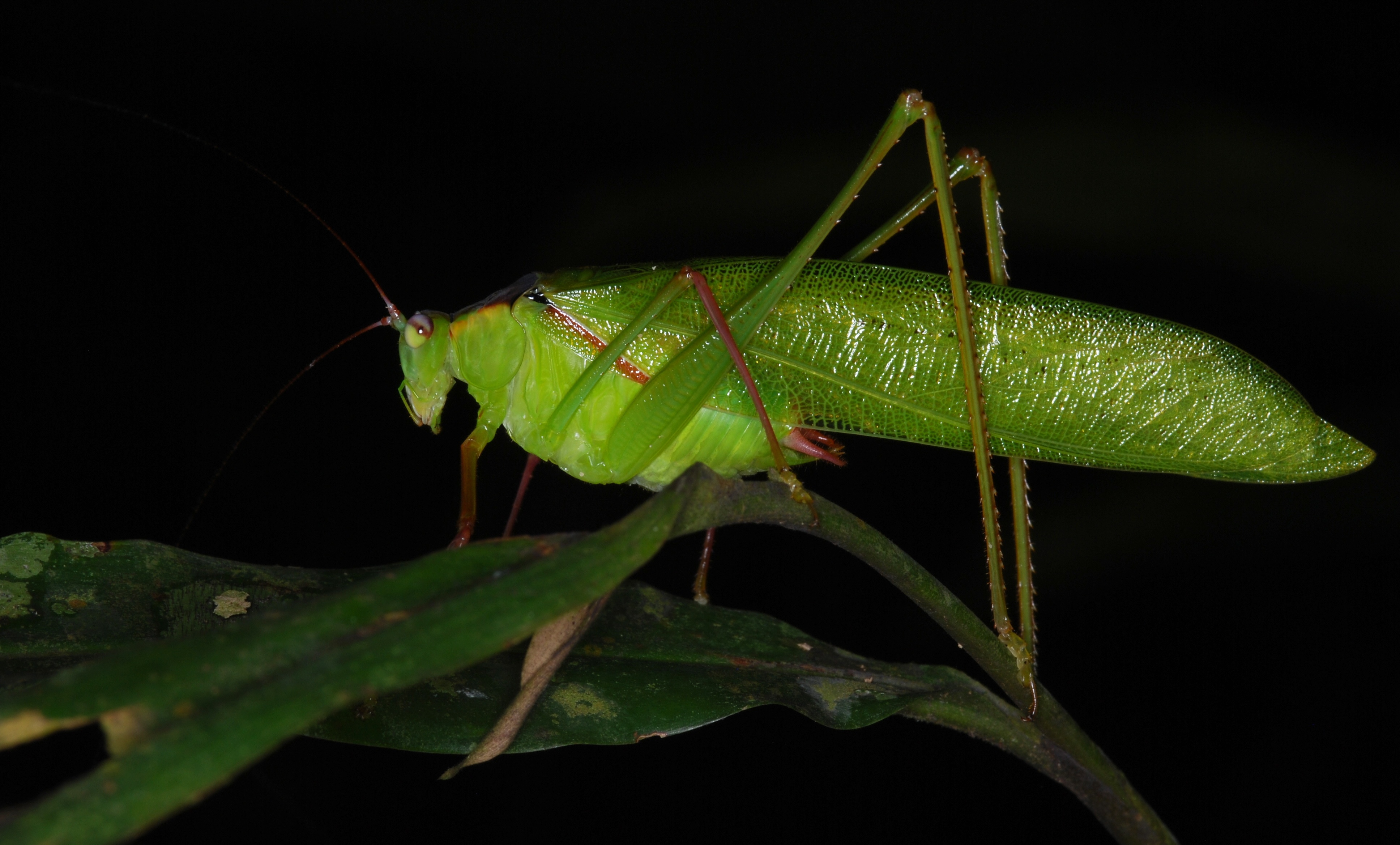
Orthoptère tettigoniidae
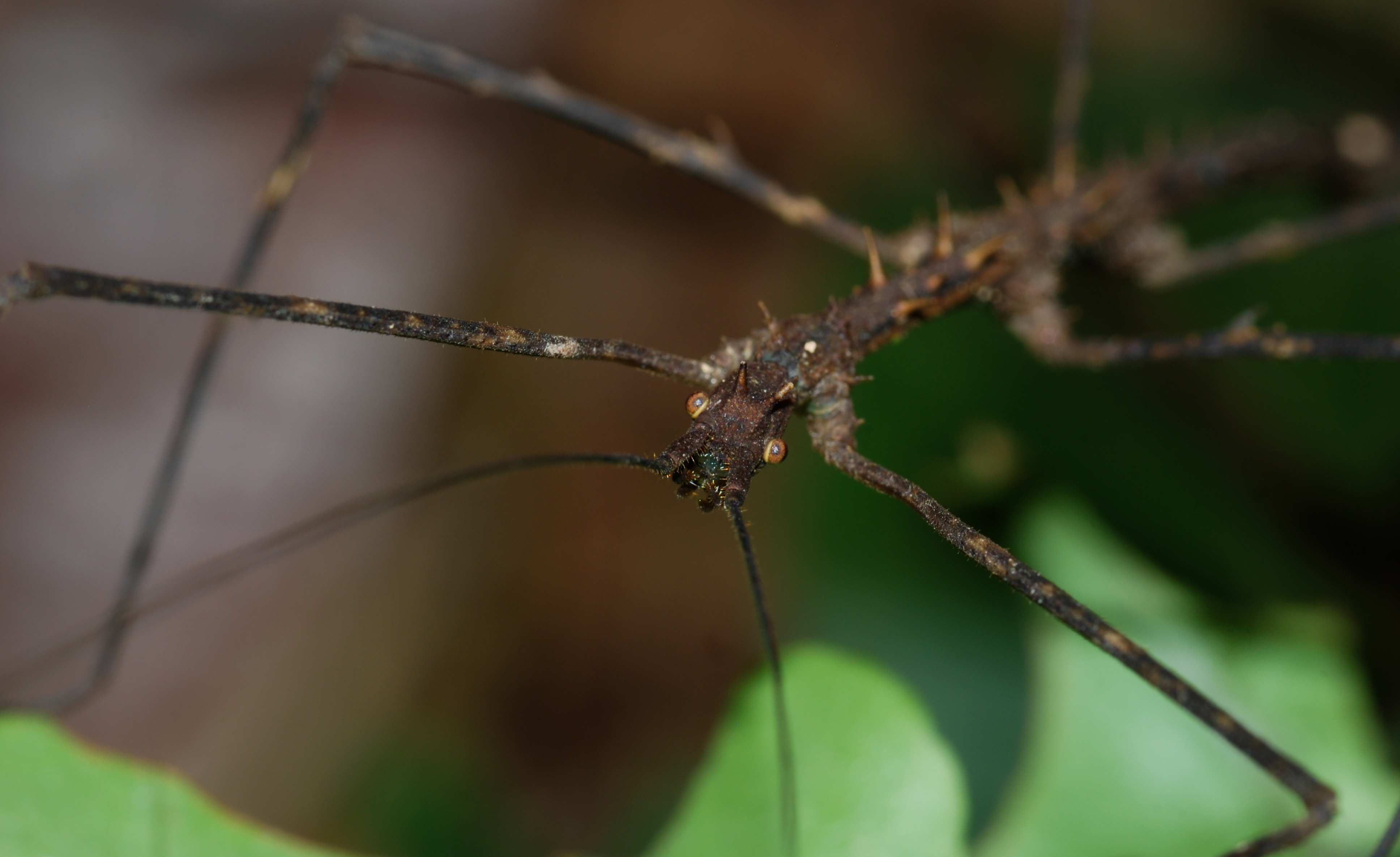
Phasme
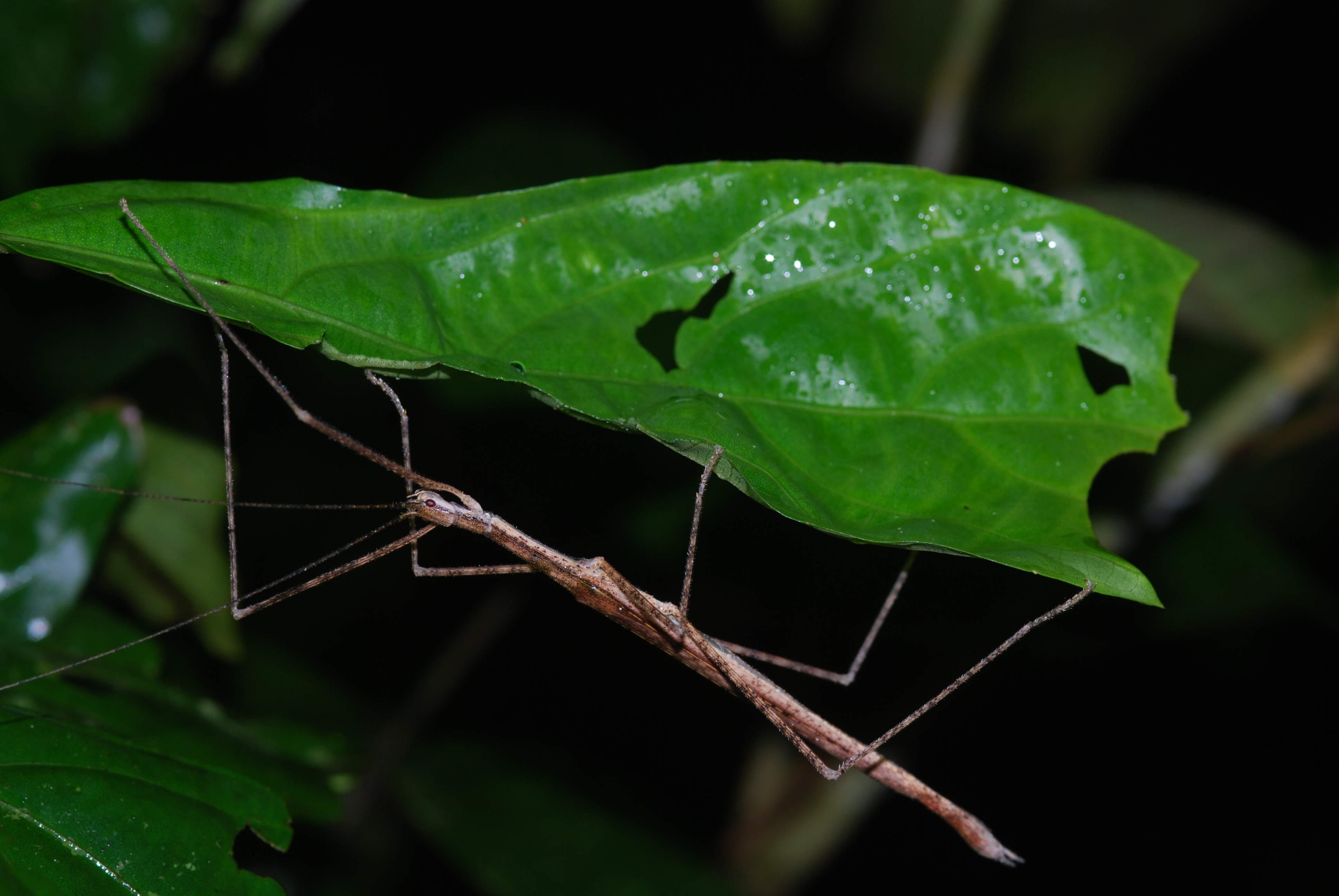
Phasme
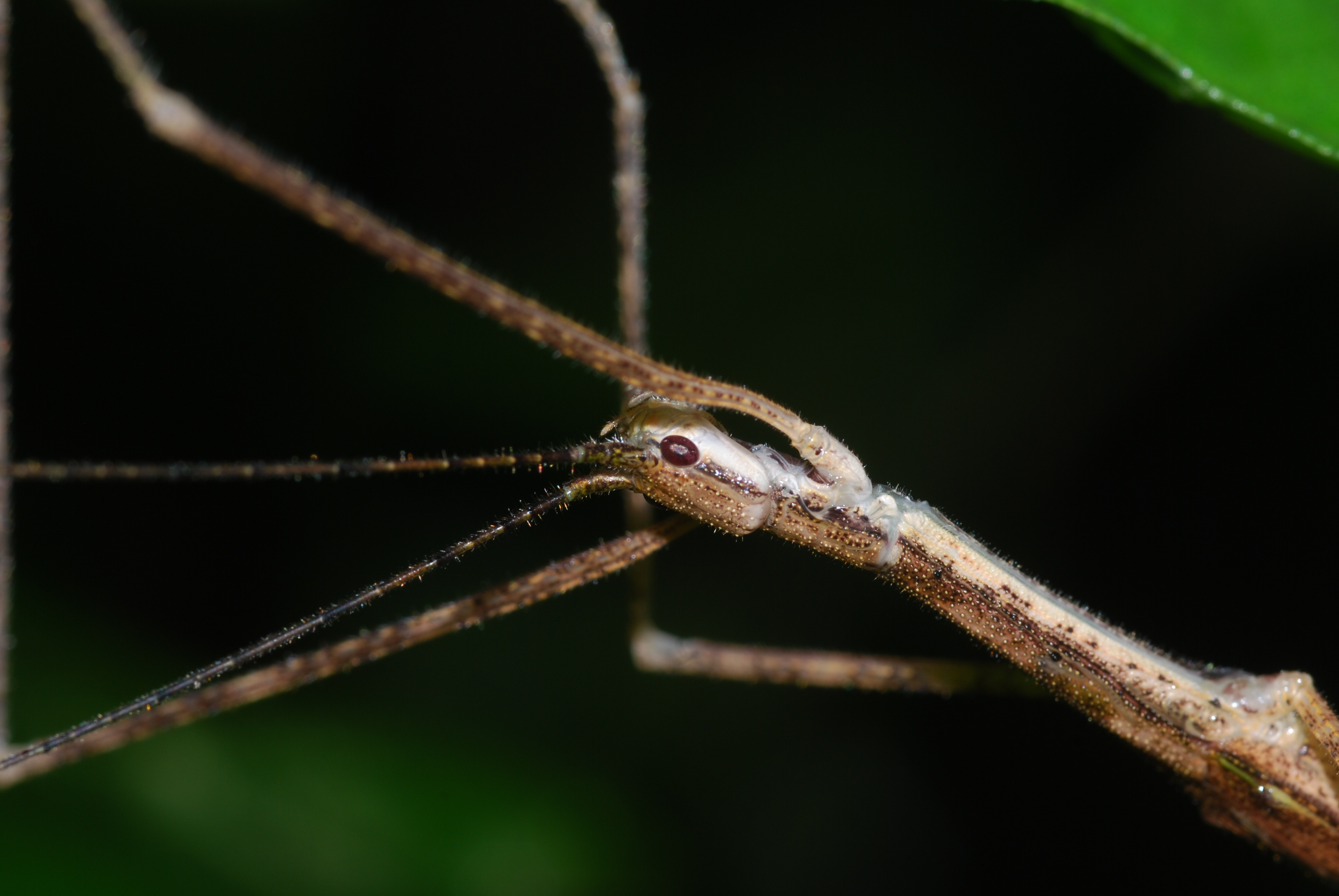
Phasme
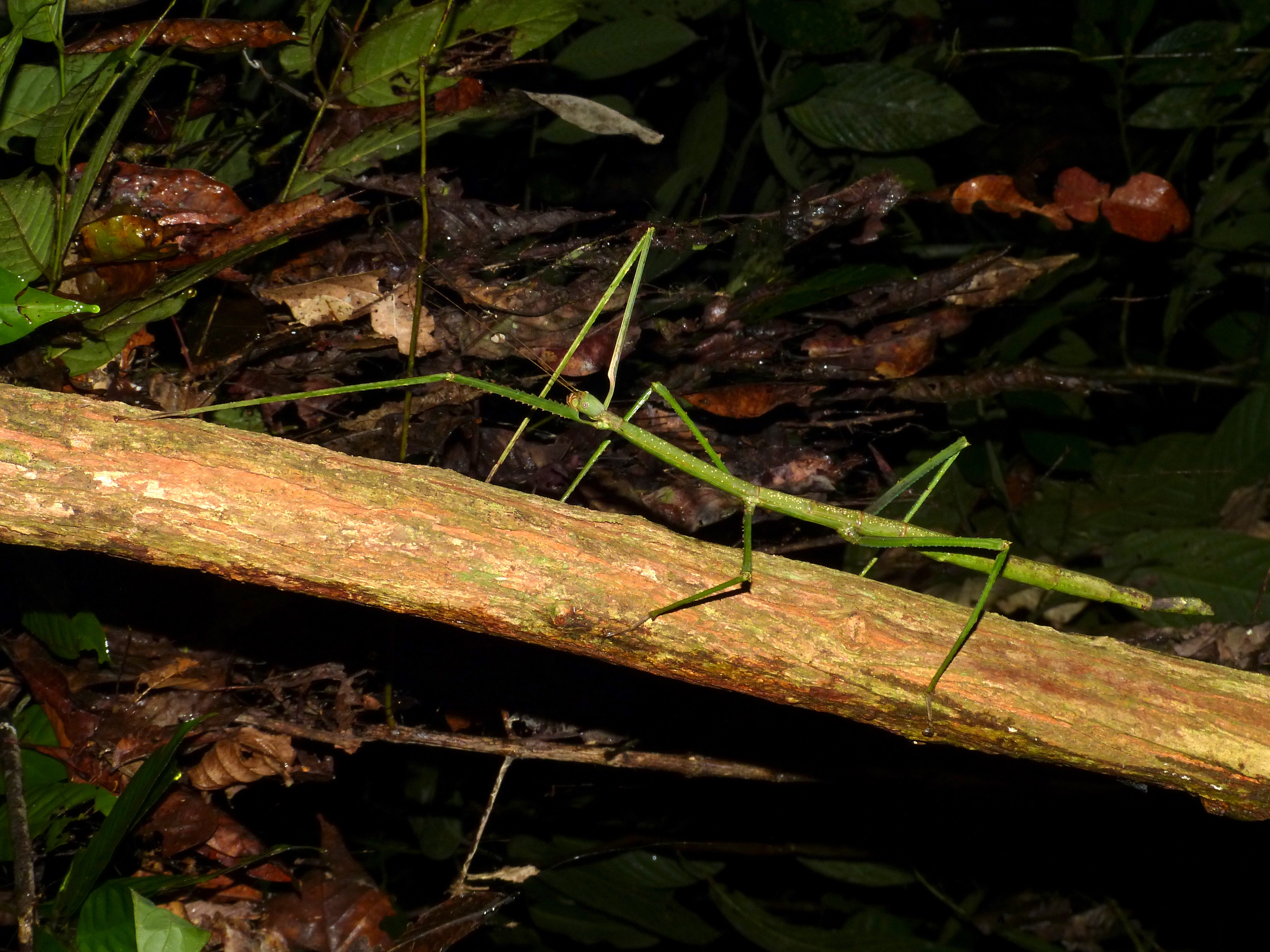
Phasme géant phobaeticus serratipes

##### Et des lépidoptères (papillons)
Et il y a aussi de nombreux papillons :
Des papillons de jour Rhopalocères de la :
- famille des papilionidae : atrophaneura coon doubledayi... ;
- famille des lycaenidae : hypolycaena erylus teatus et sithon nedymond nedymond... ;
- famille des nymphalidae : genre faunis : faune des bananiers faunis canens ; genre lexias : archiduc commun lexias pardalis et vicomte malais tanaecia pelea ; genre xanthothaenia : xanthothaenia busiris... ;
- famille des hesperiidae : hasora schoenherr et potanthus omaha etc.

Papillons de jour
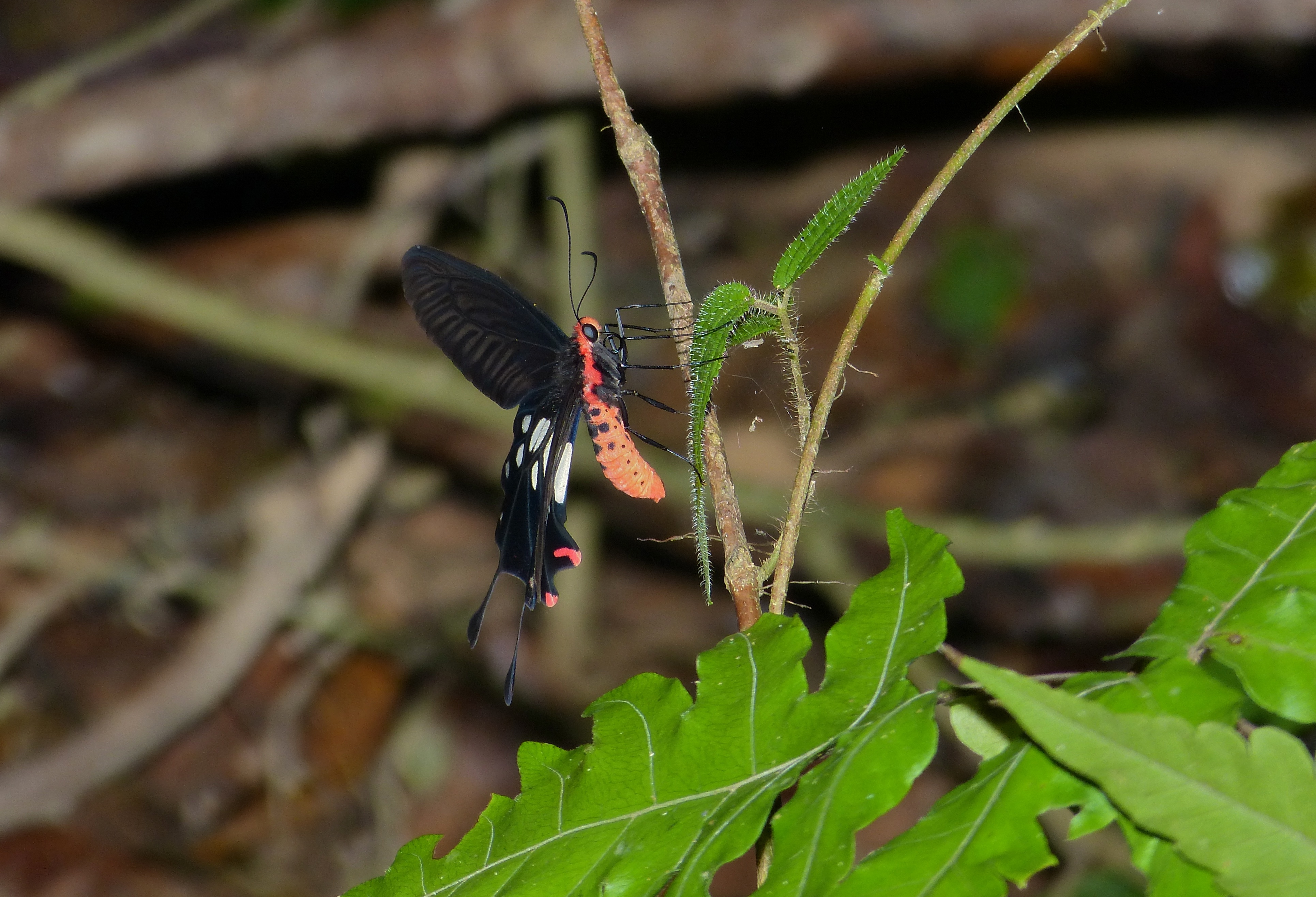
Atrophaneura coon doubledayi (Papilionidae)
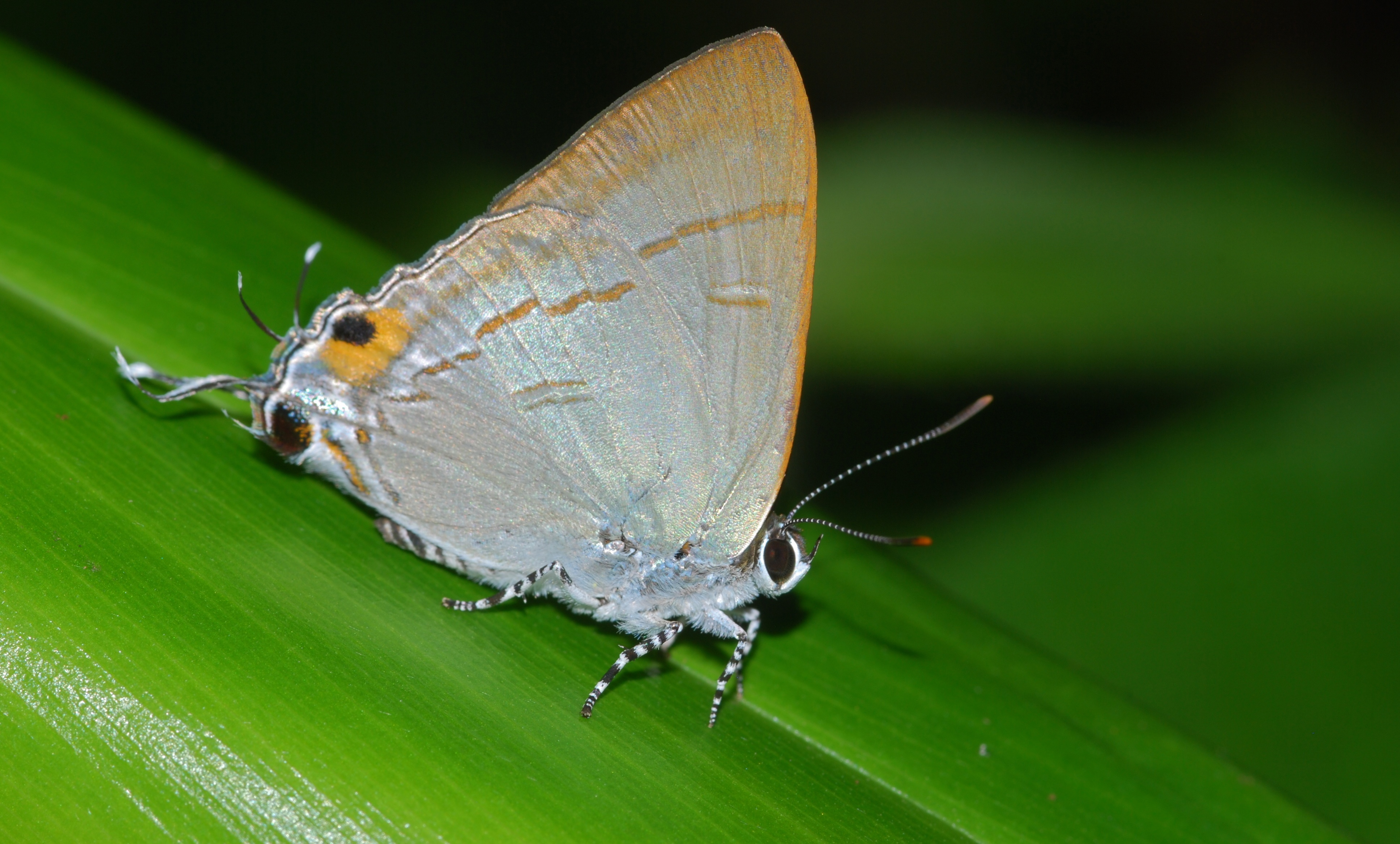
Hypolycaena erylus teatus (Lycaenidae)
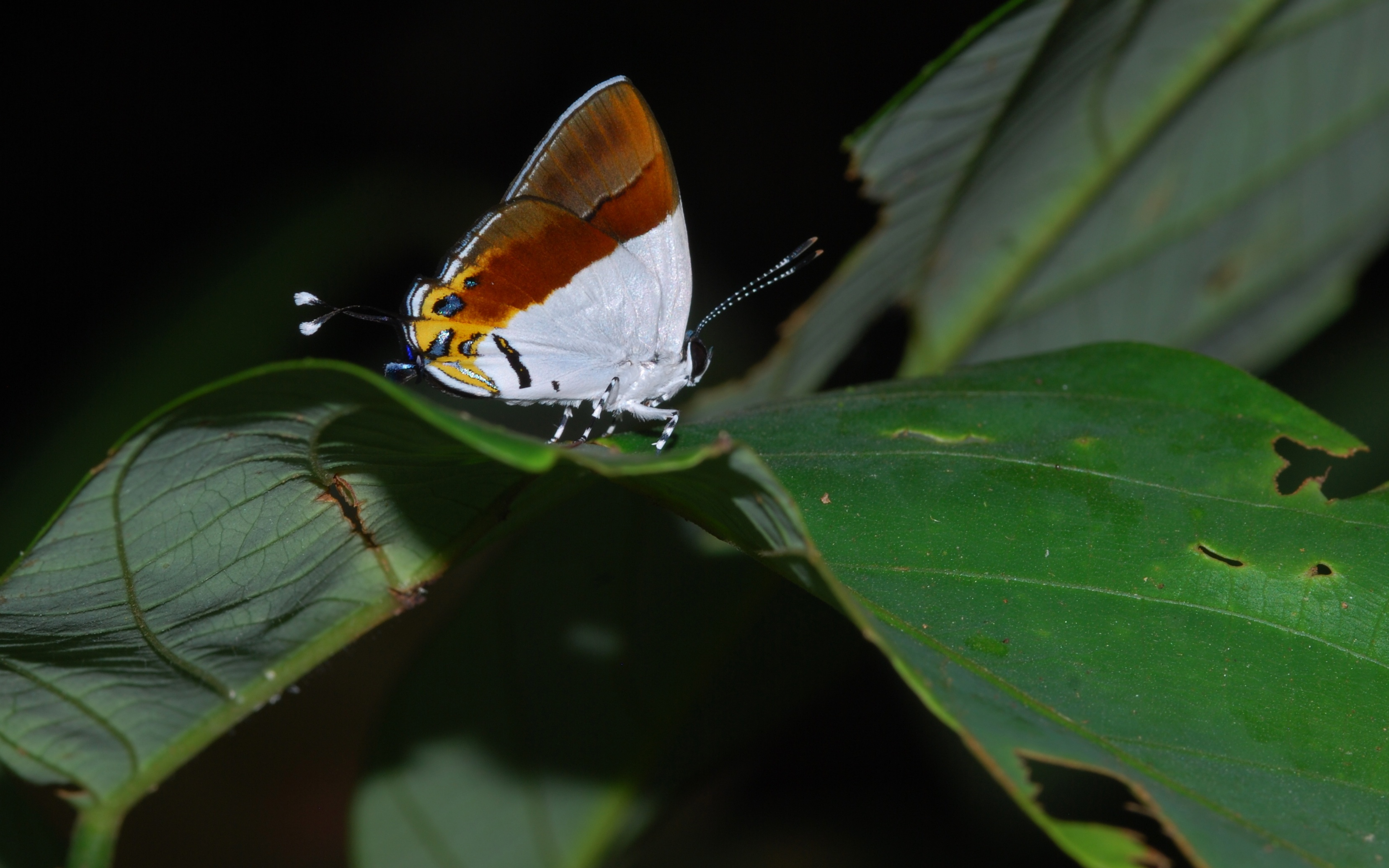
Sithon nedymond nedymond (Lycaenidae)
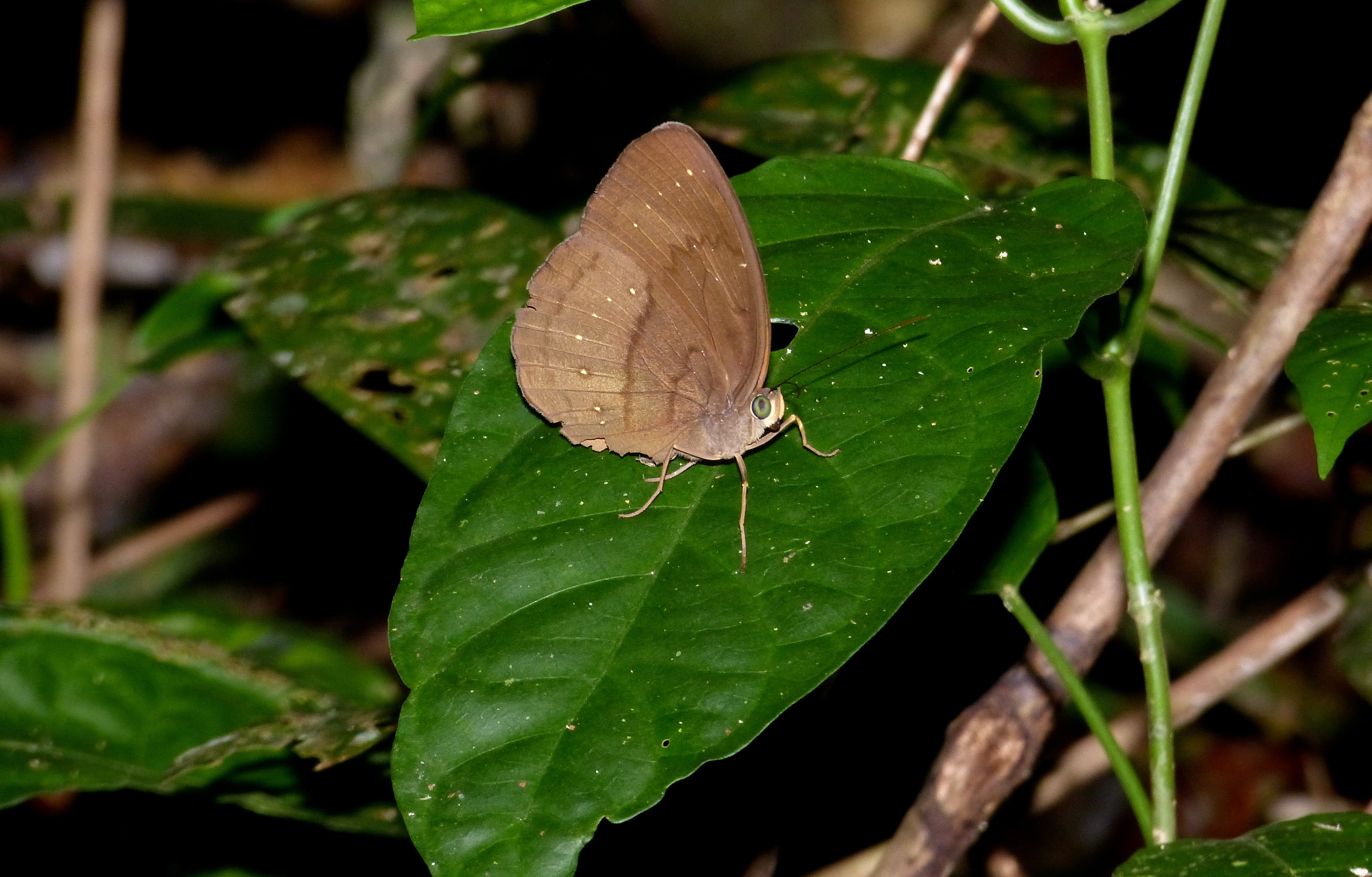
Faunis canens (Nymphalidae)
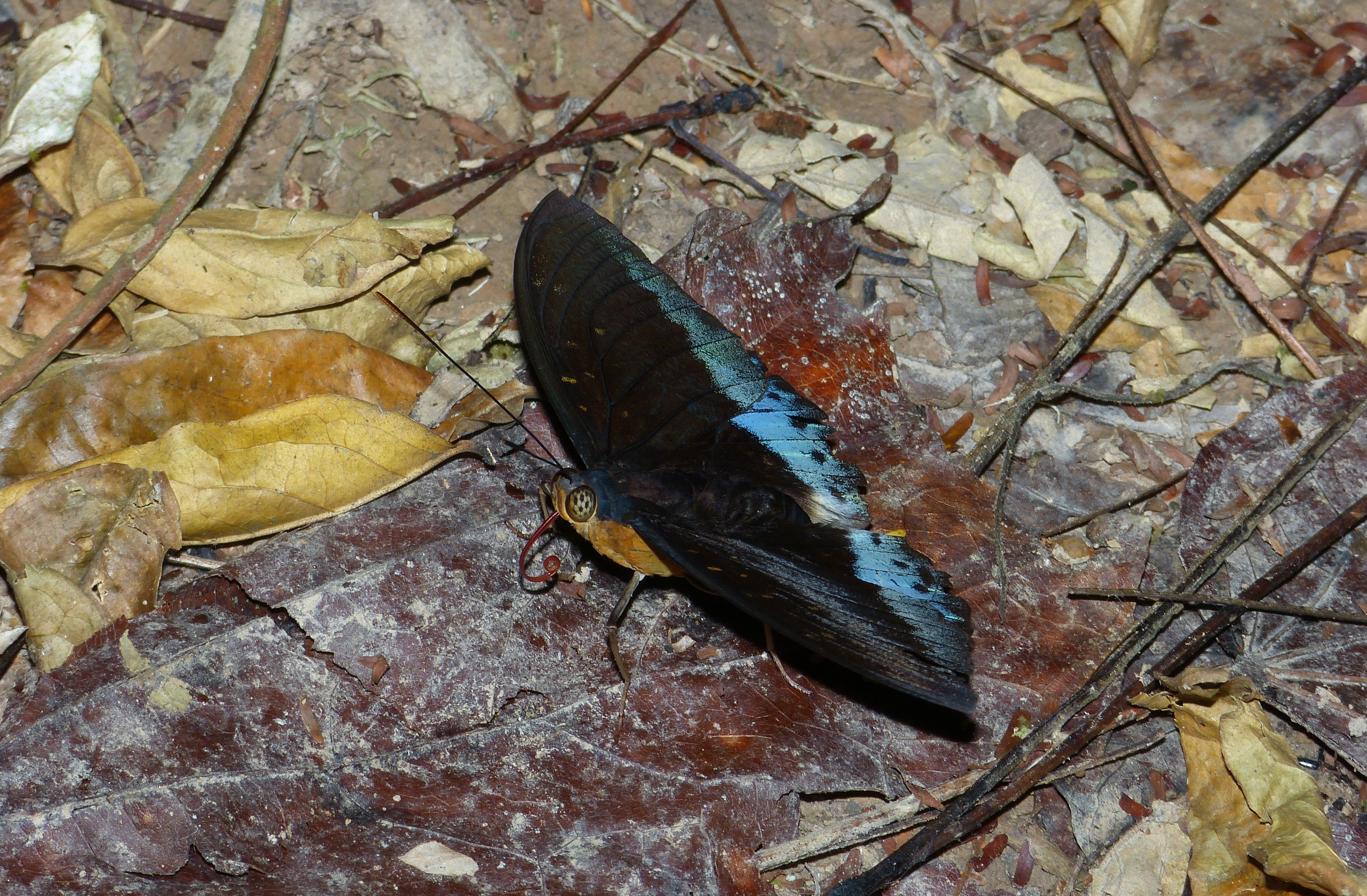
Archiduc commun lexias pardalis (Nymphalidae)
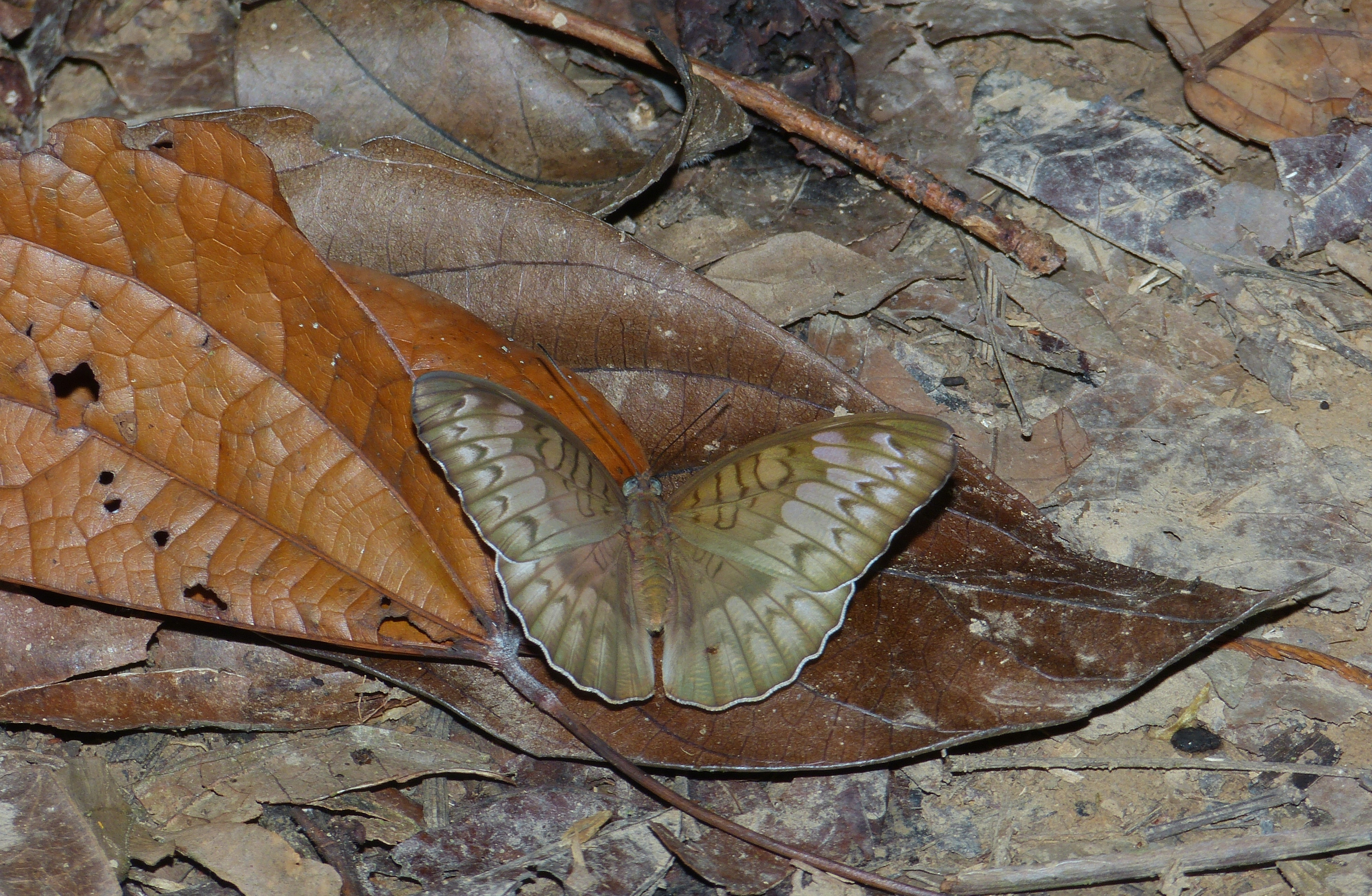
Vicomte malais tanaecia pelea (Nymphalidae)
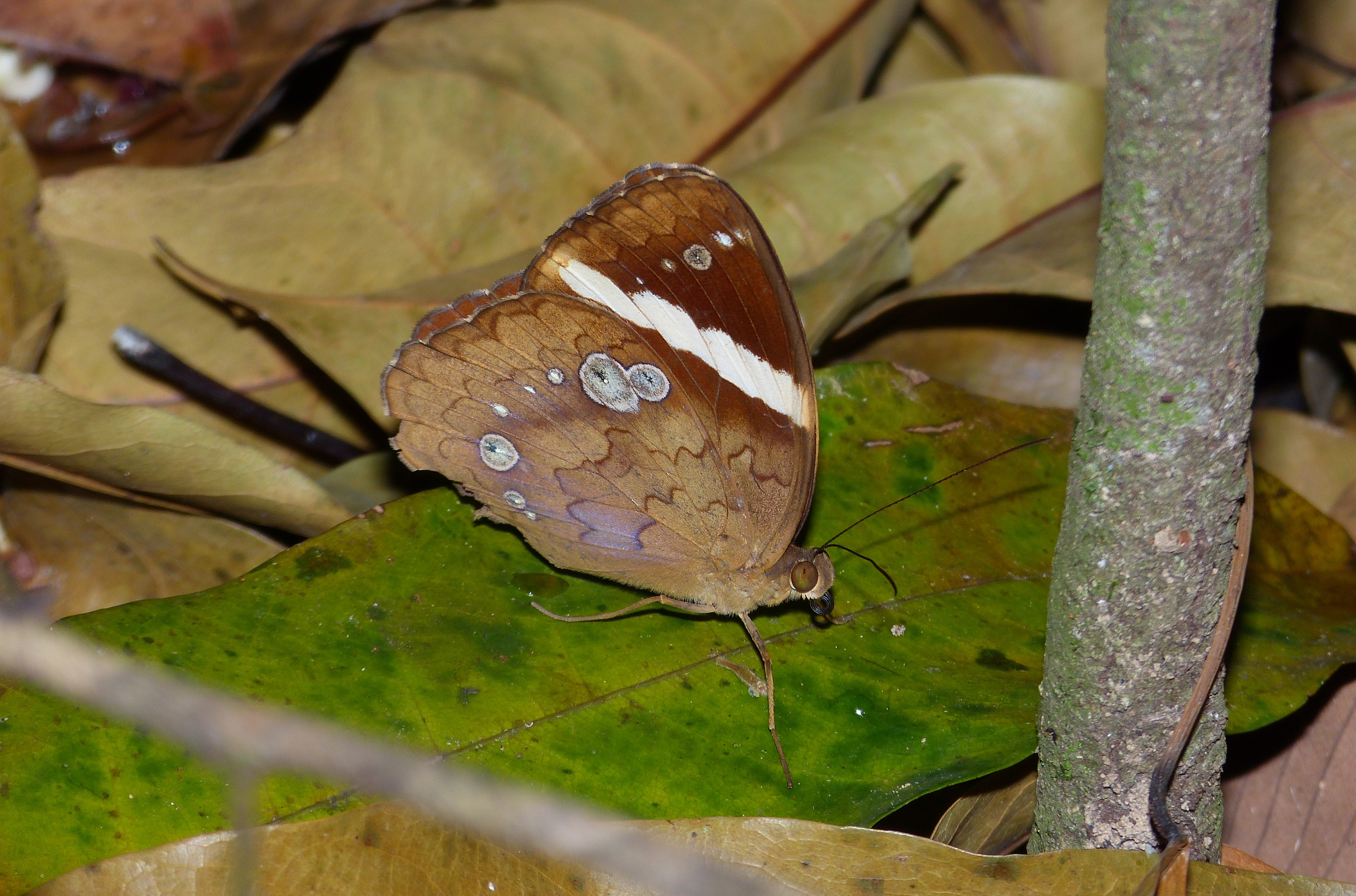
Xanthothaenia busiris (Nymphalidae)
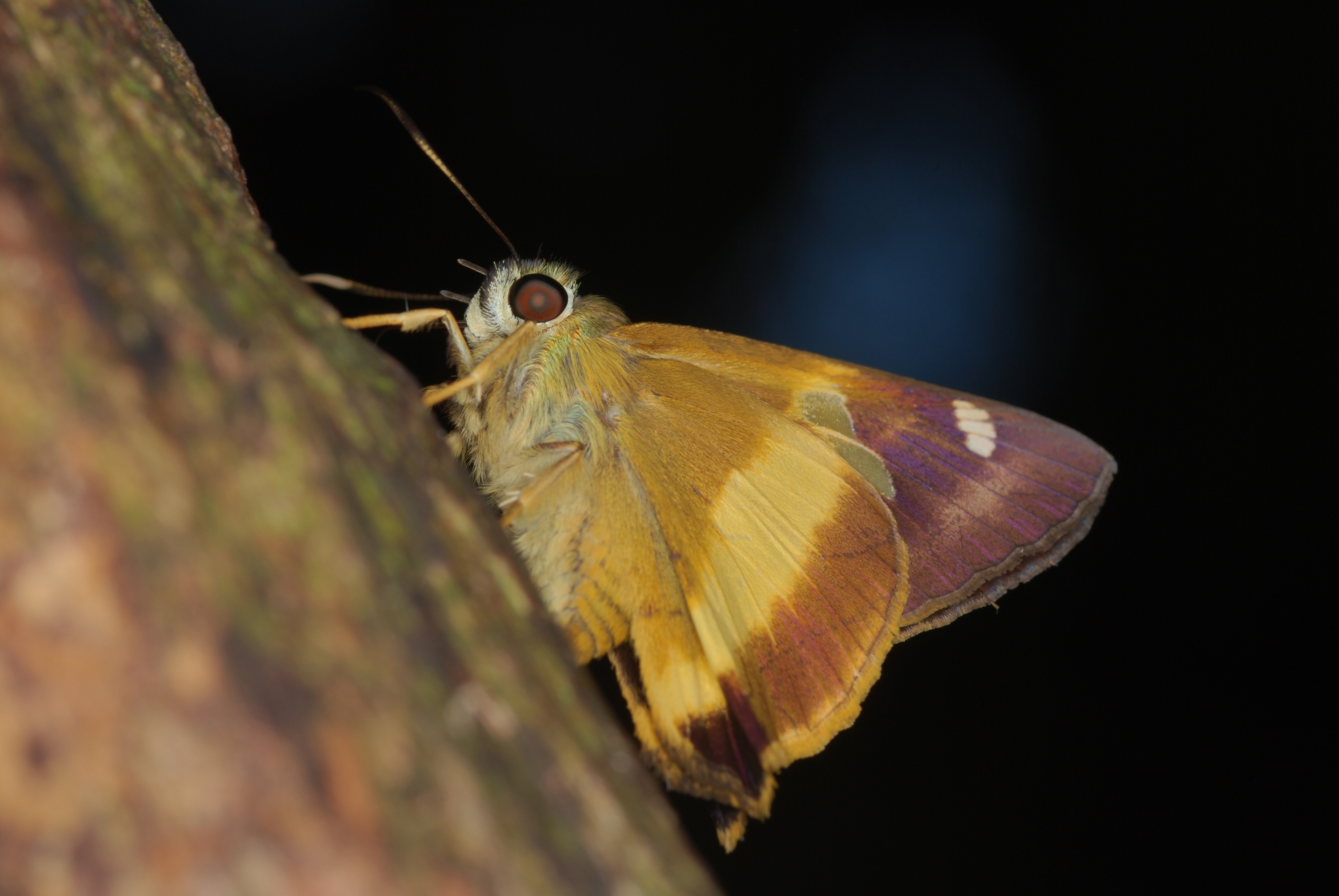
Hasora schoenherr (Hesperiidae)
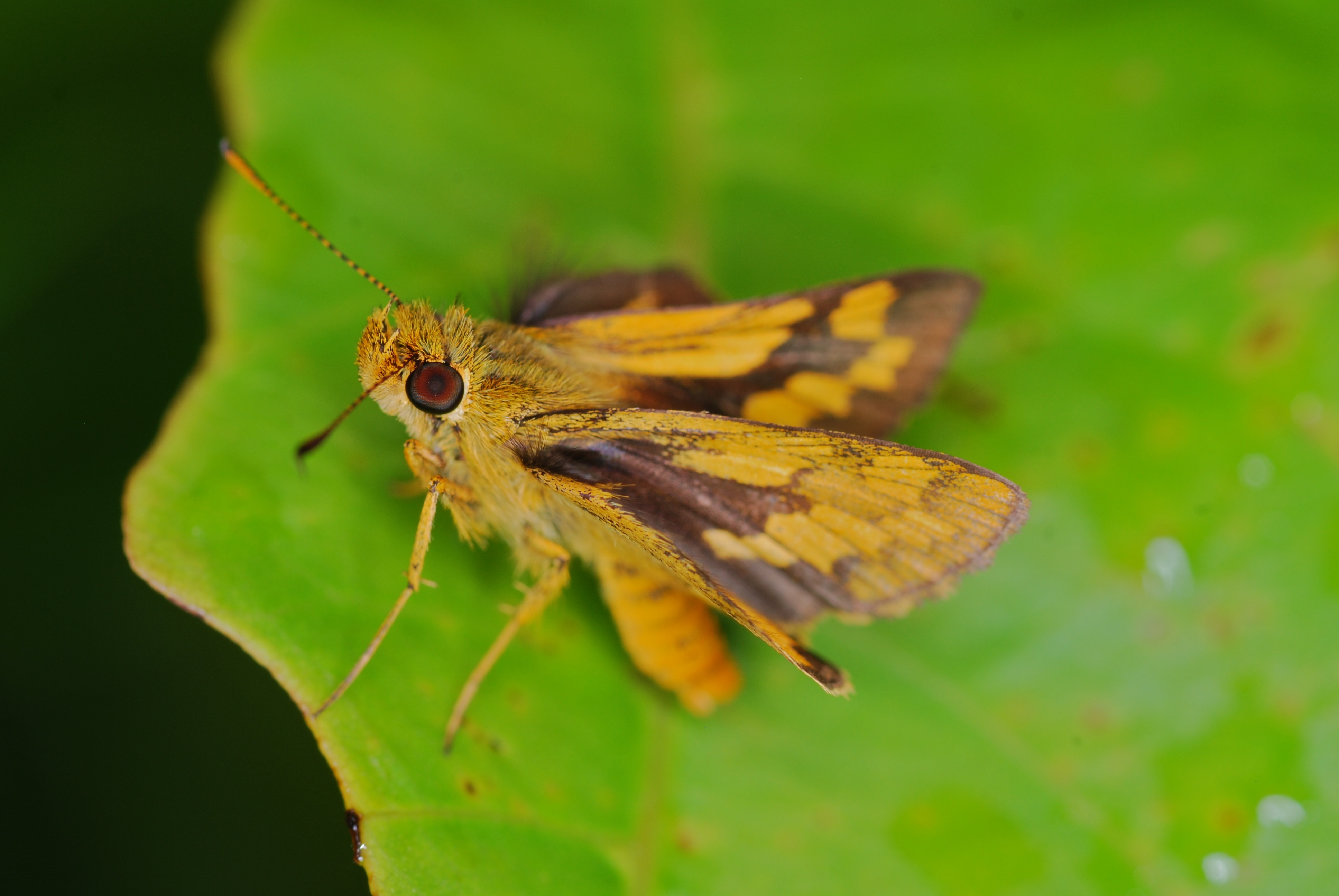
Potanthus omaha (Hesperiidae)

Des papillons de nuit Hétérocères de la :
- famille des sphingidae : meganoton nyctiphanes... ;
- famille des erebidae : anisoneura aluco , erebus caprimulgus ; lygniodes endoleucus ; macotasa orientalis ; orvasca subnotata... ;
- famille des noctuidae : corythurus nocturnus ;
- famille des limacodidae etc.

Papillons de nuits
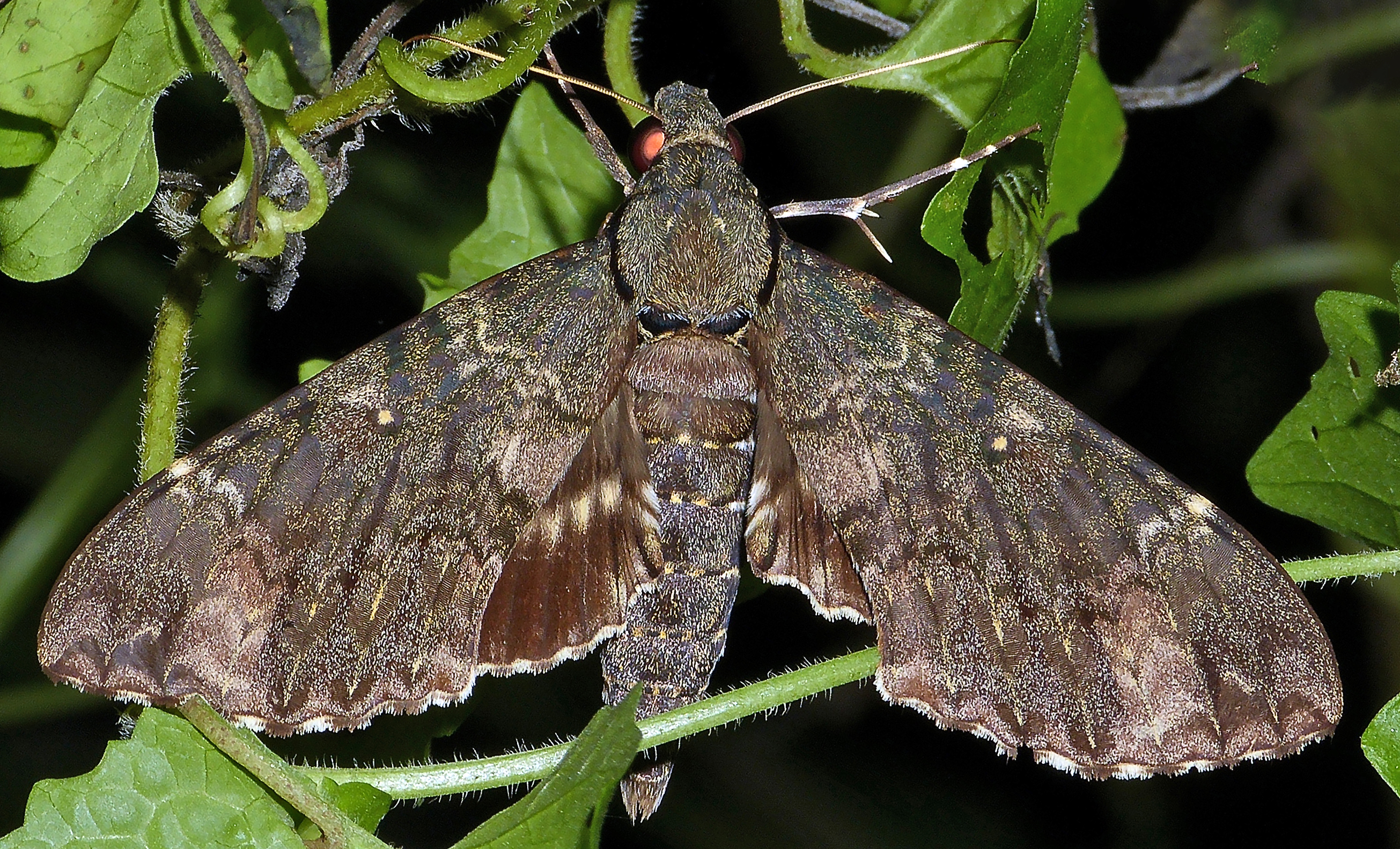
Meganoton nyctiphanes (Sphingidae)
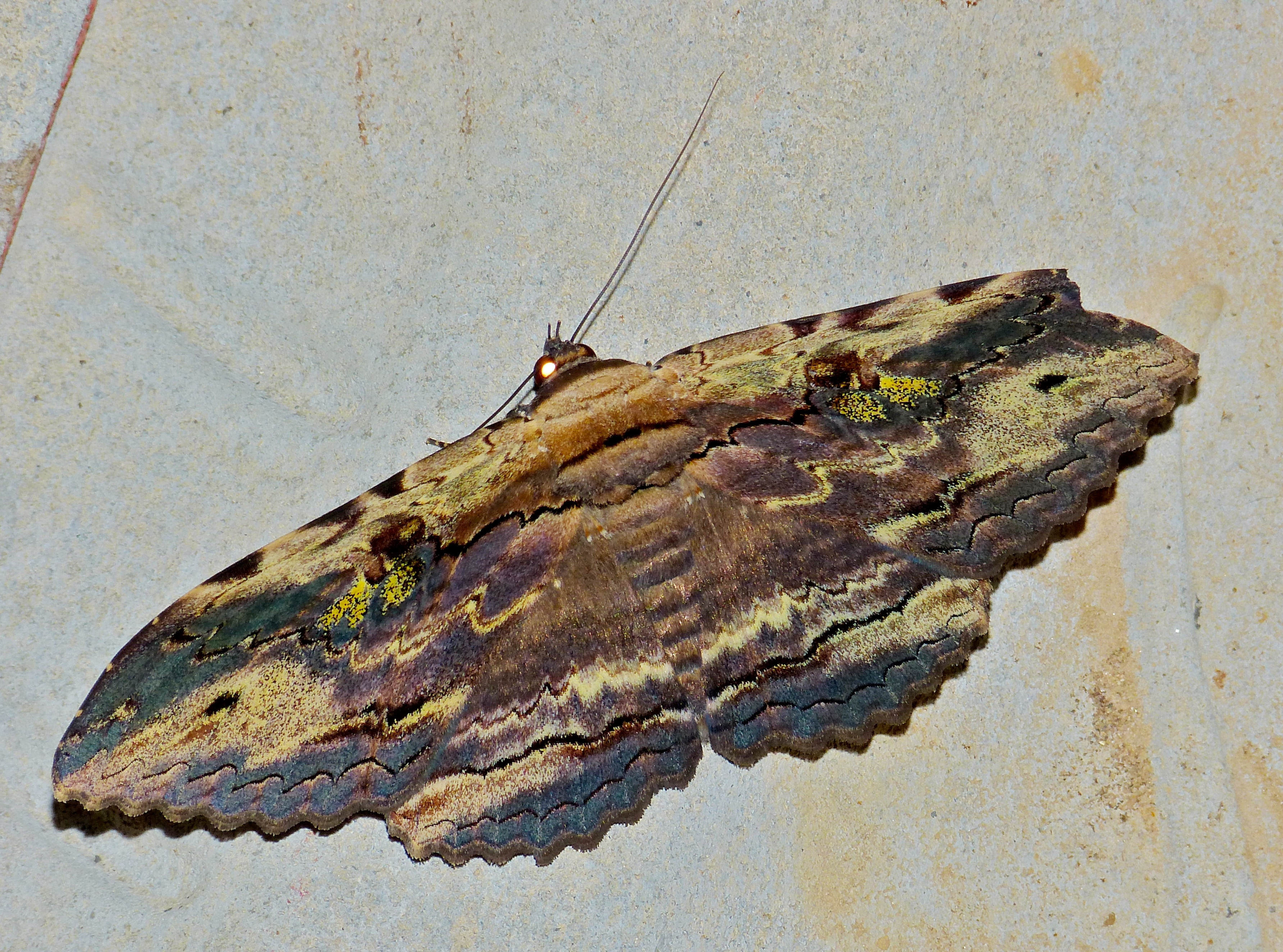
Anisoneura aluco (Eribidae)
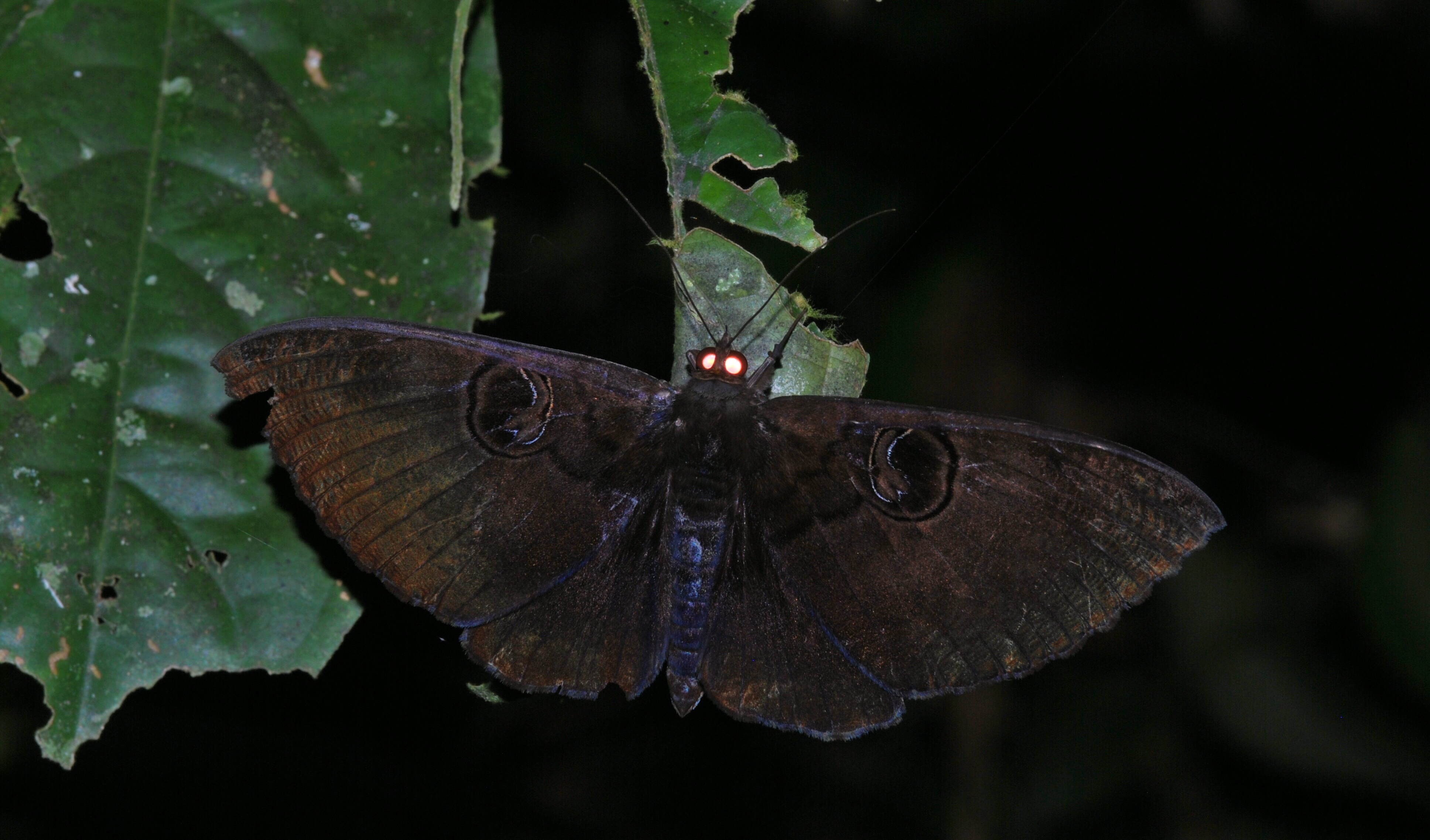
Erebus caprimulgus mâle (Eribidae)
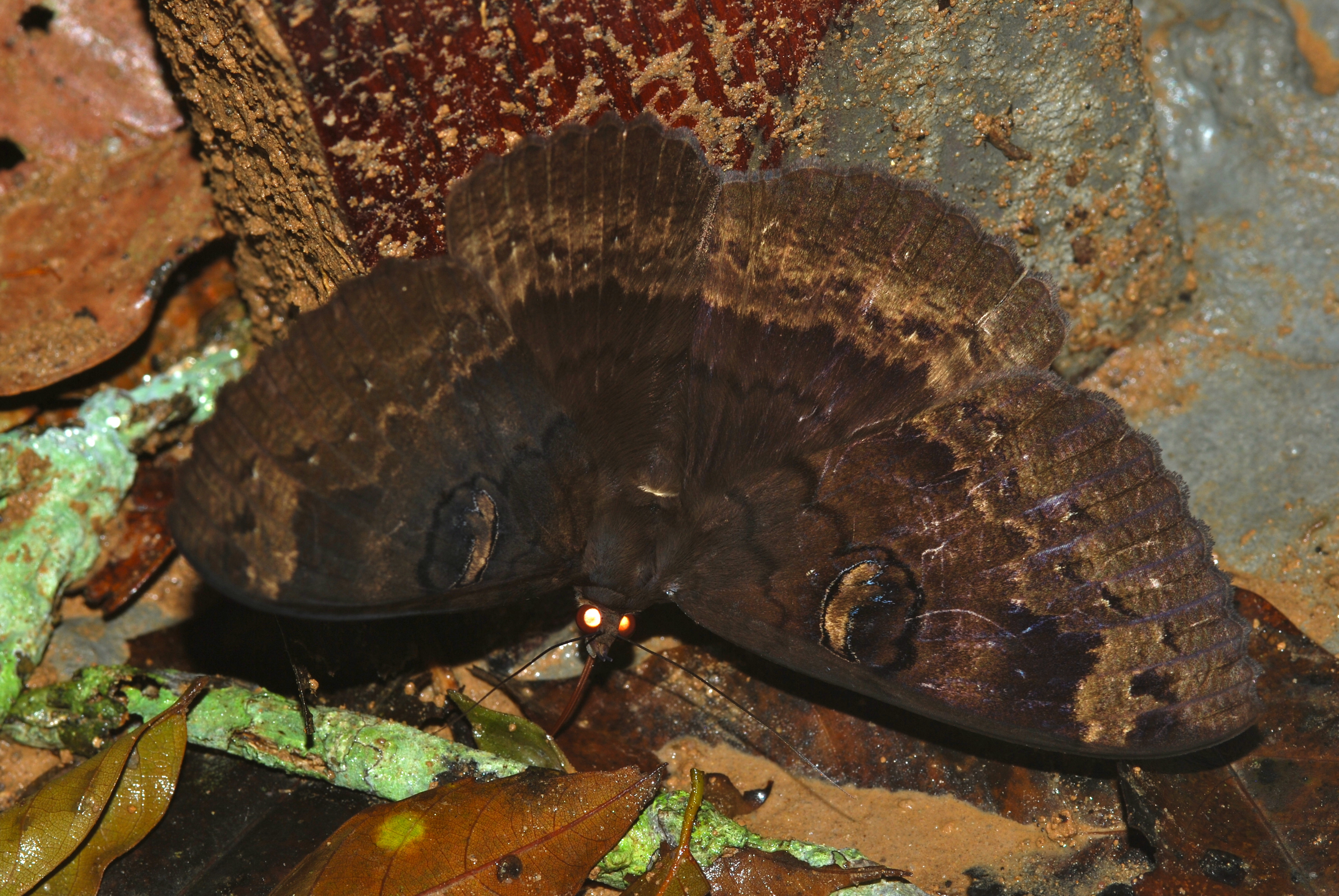
Erebus caprimulgus femelle (Eribidae)
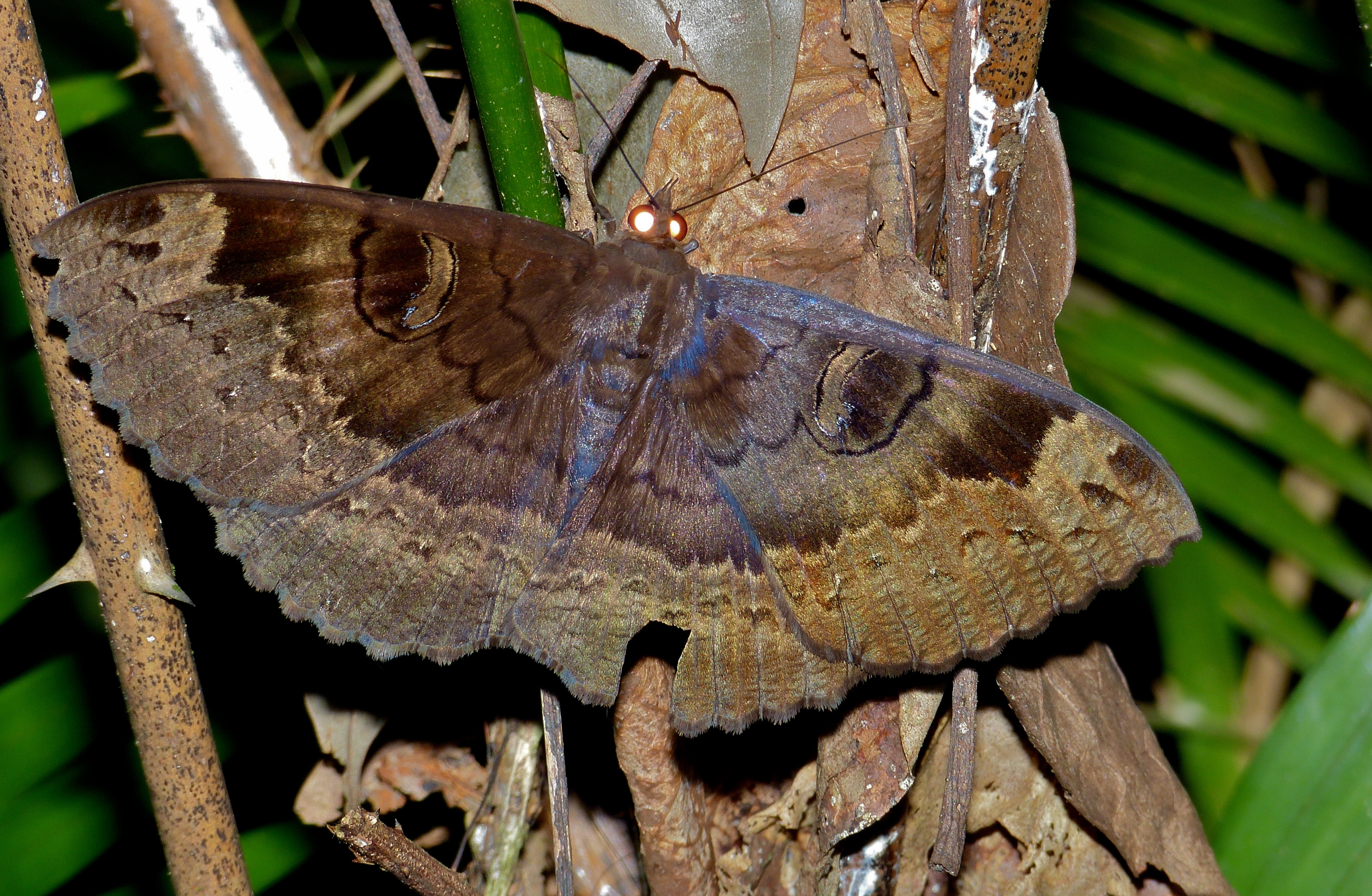
Erebus caprimulgus femelle (Erebidae)
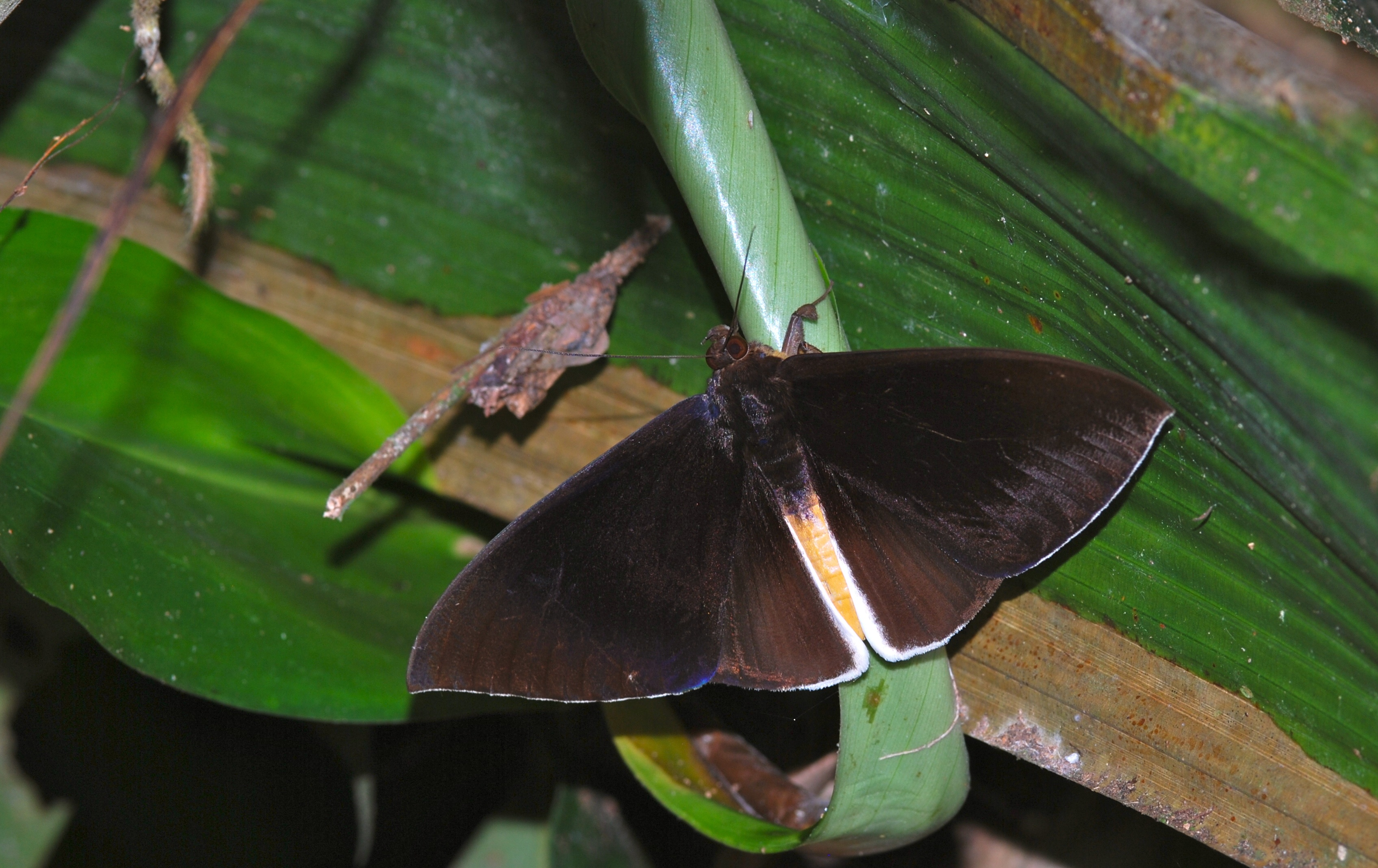
Lygniodes endoleucus (Eribidae)
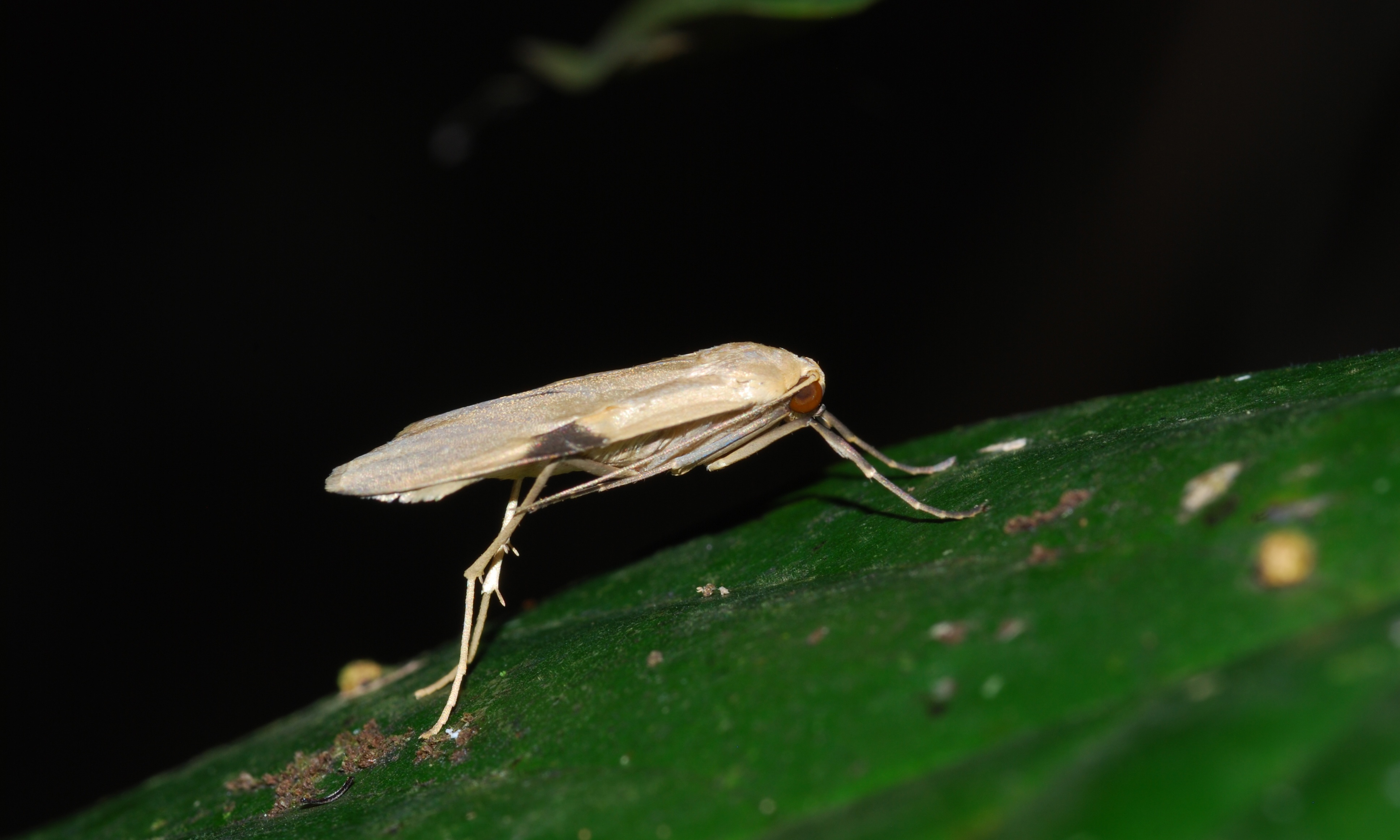
Macotasa orientalis (Eribidae)
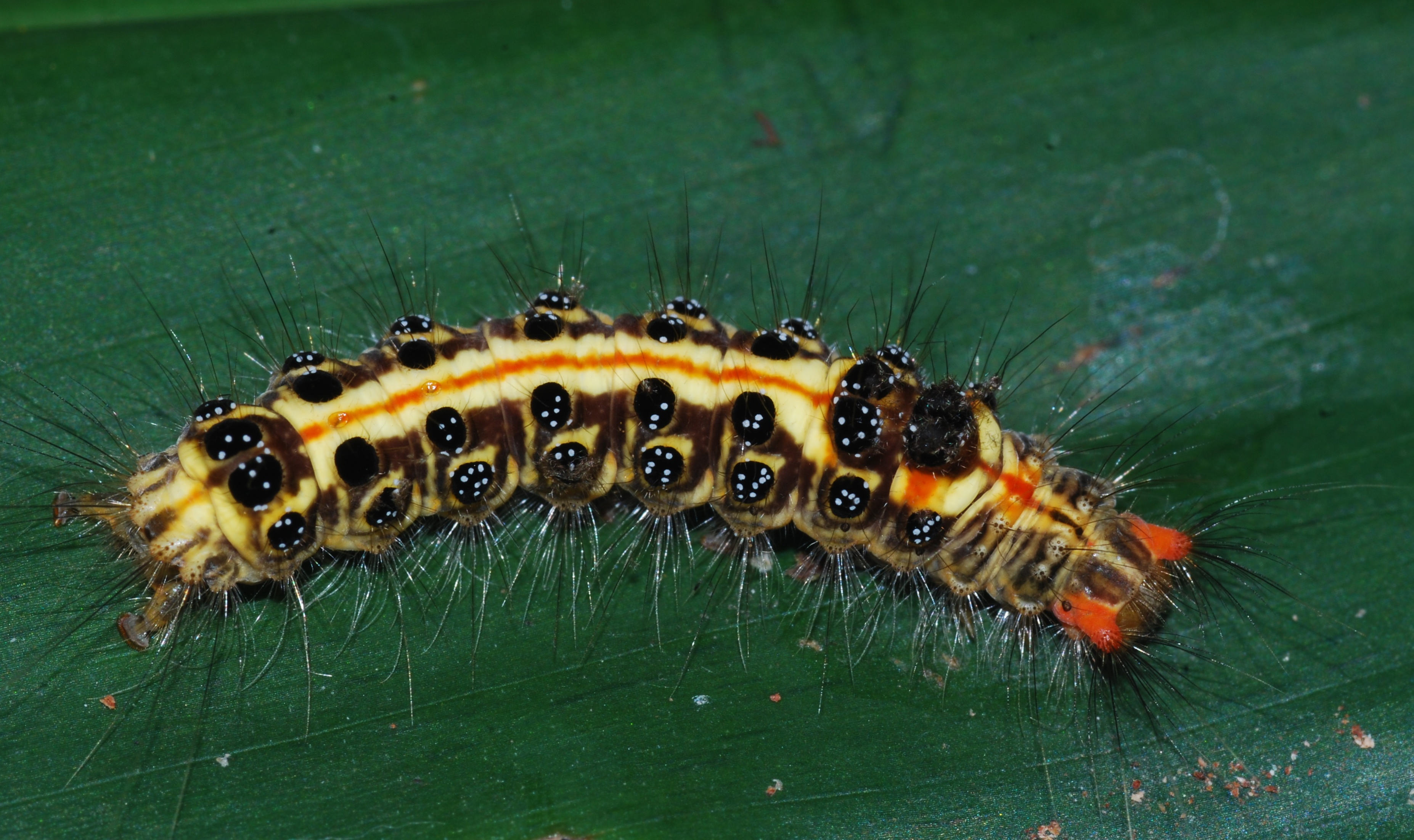
Chenille d'Orvasca subnotata (Eribidae)
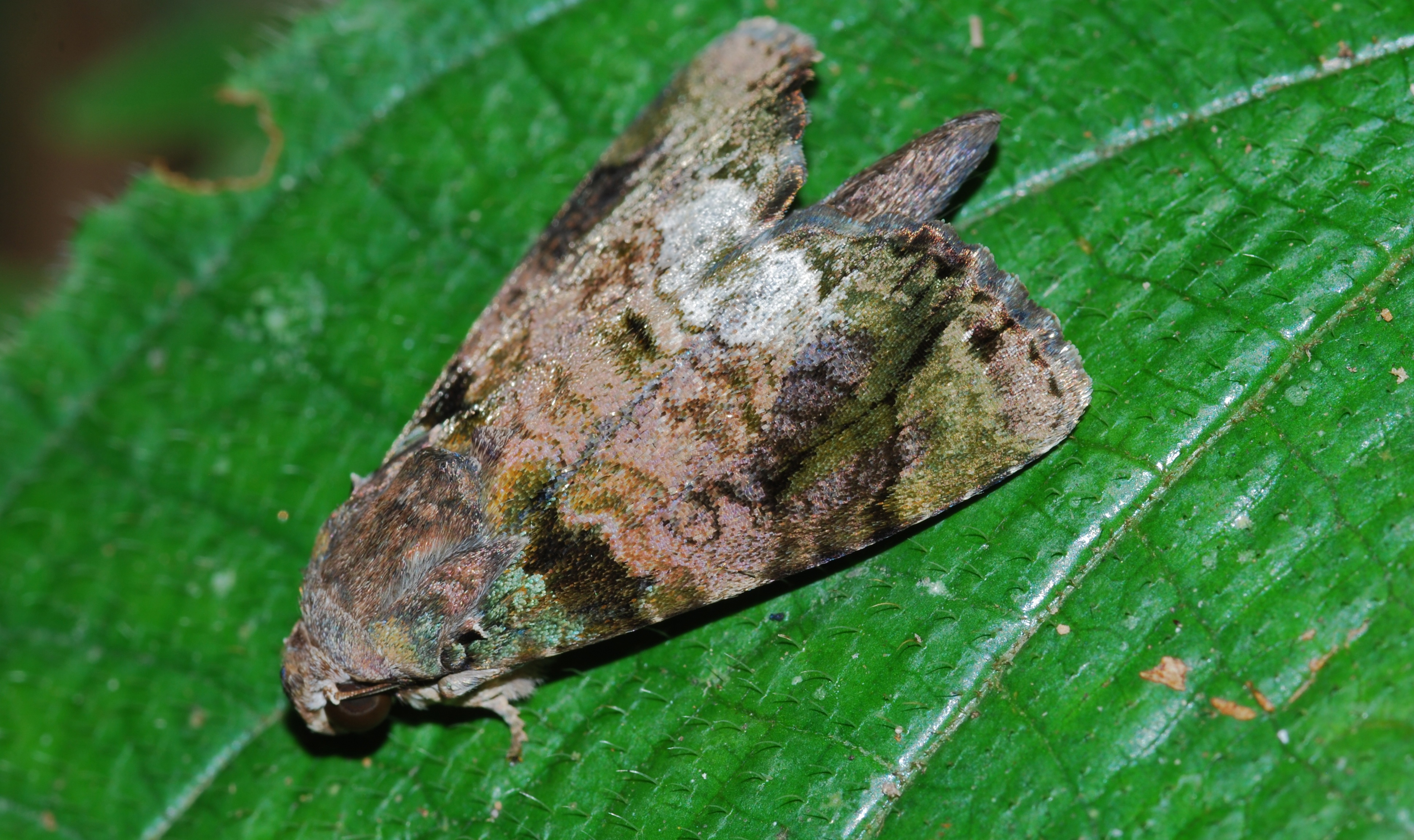
Corythurus nocturnus (Noctuidae)
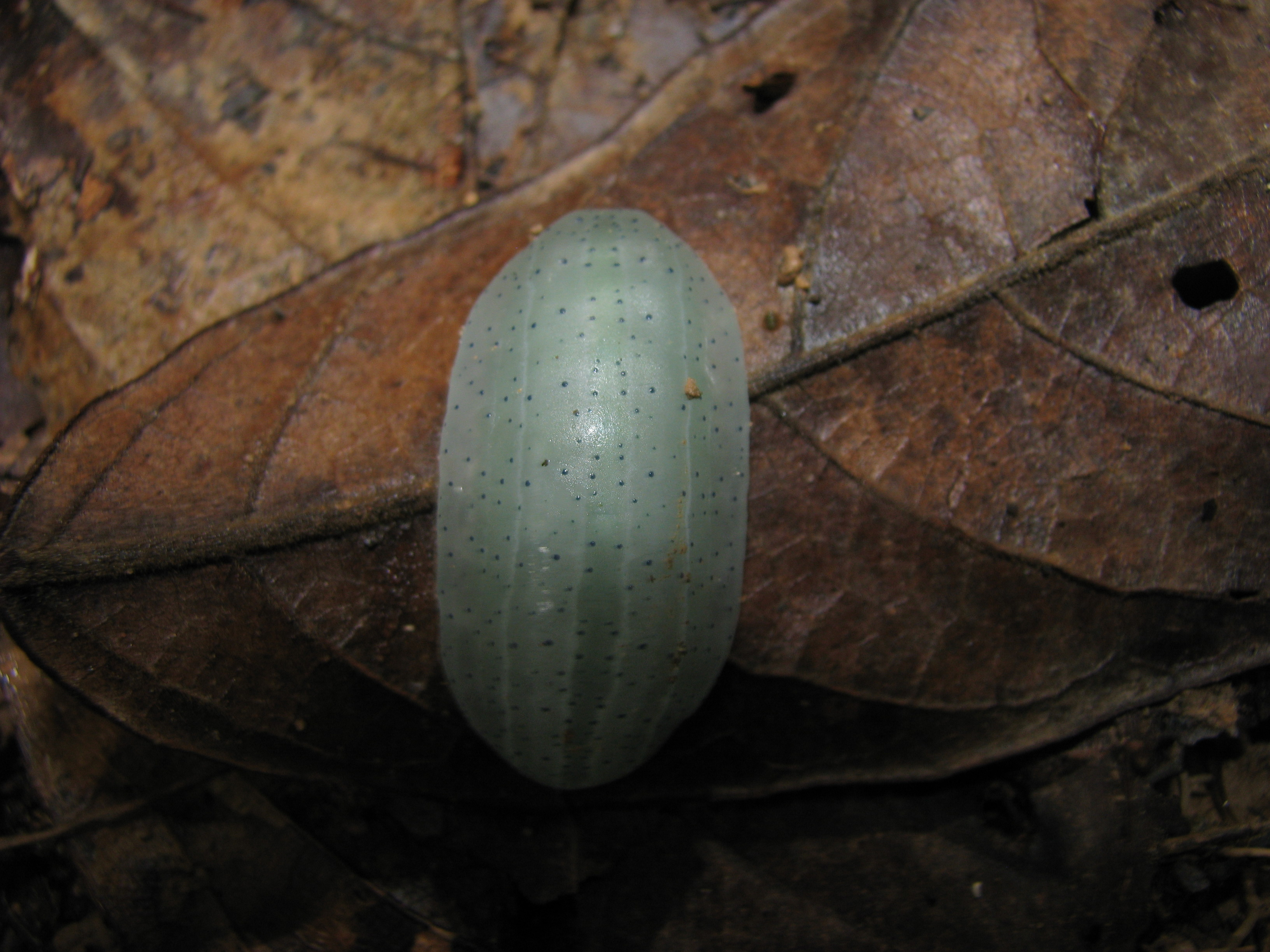
Chenille de Limacodidae

## Flore

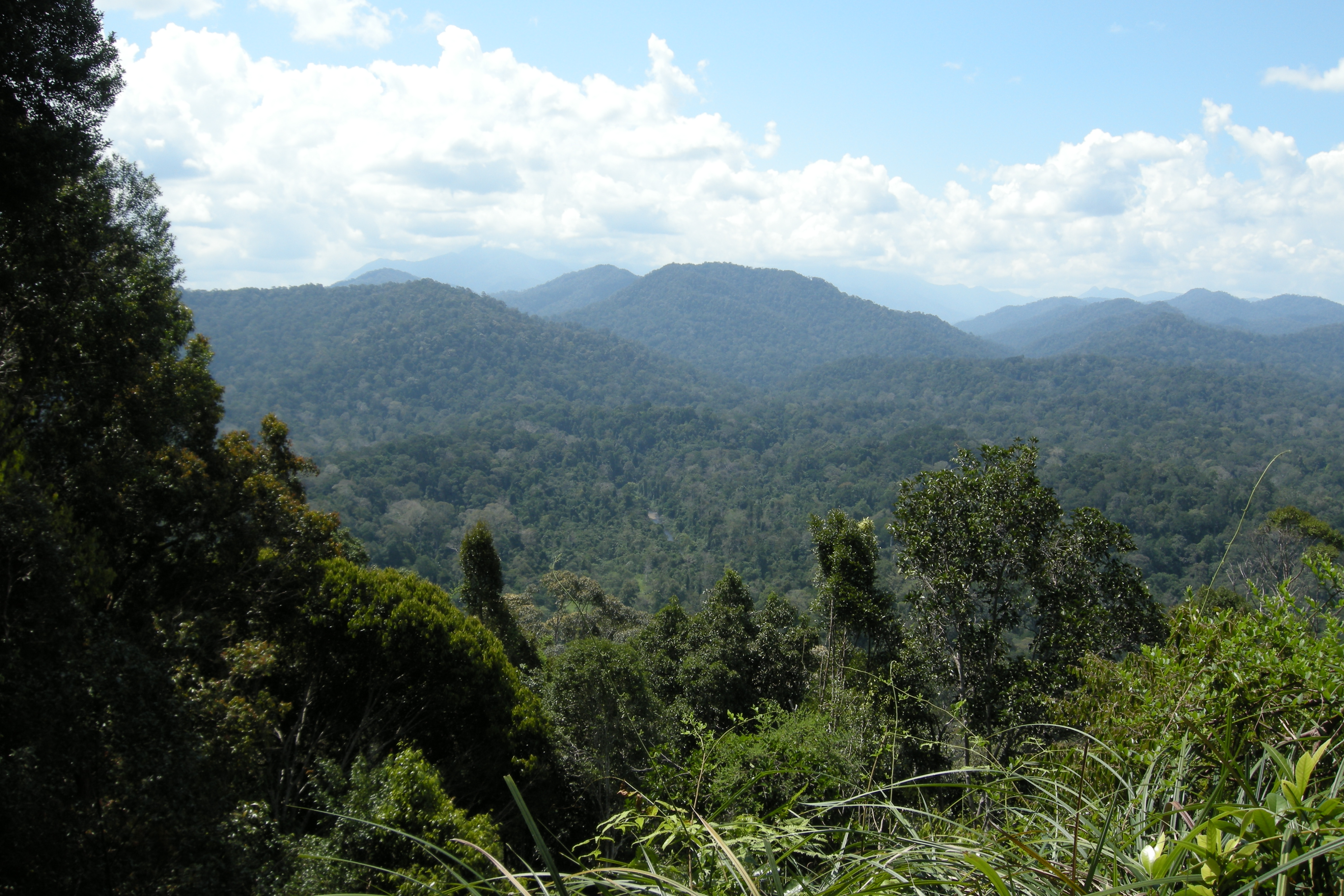

Dans un seul hectare, on distingue 100 espèces d’arbres. La biodiversité est tout aussi importante en ce qui concerne les fleurs. La végétation du parc est très diverse puisqu’elle renferme des espèces présentes dans les forêts tropicales humides et d’autres poussant dans des forêts plus montagneuse.
Parmi les arbres, les espèces ligneuses sont largement représentées. En effet on recense, entre autres :
- meranti (Shorea spp),
- keruing (Dipterocarpus spp),
- tualang (Koompassia excelsea, le troisième plus grand arbre du monde, le plus grand d’Asie du Sud-Est).

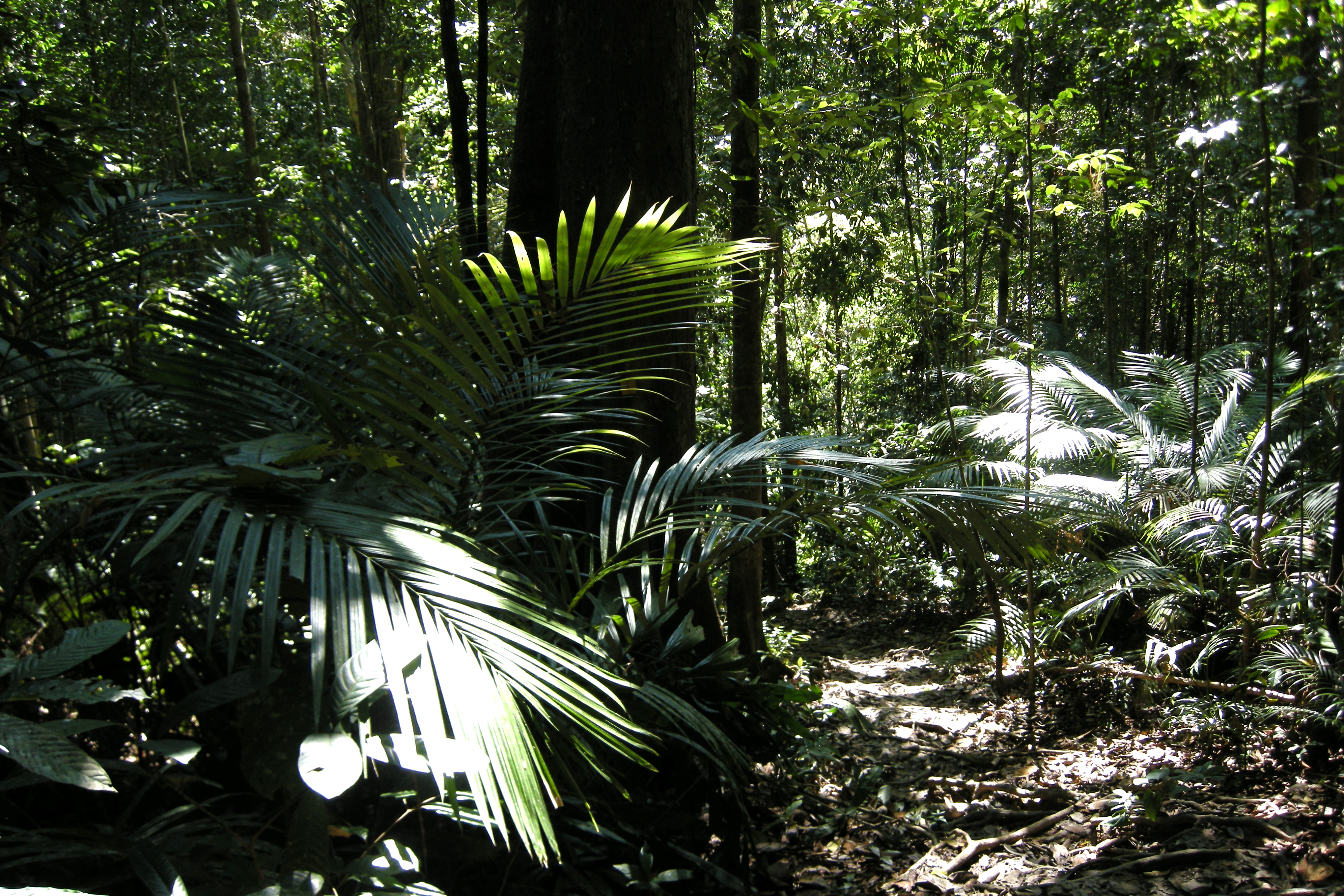

On recense également de nombreux arbres à fruits tropicaux tels que :
- durian sauvage (Durio spp), petai (Parkia spp), terap (Artocarpus spp), langsat (Lancium spp), rambai (Baccaurea spp), ramboutan (Nephelium spp), manguier (Mangifera spp), mangoustanier (Garcinia spp), putat (Baccaurea grifithi), ficus (Ficus spp), jambu (Eugenia spp).

Le sous-bois est composé d’une large variété d’arbustes appartenant aux familles des euphorbiacées, rubiacées, annonacées.

Sur les hauteurs de la forêt, les arbres sont généralement plus bas. La canopée se compose essentiellement chêne (Fagaceace spp.) et de certains conifères. 

Arbres et arbustes
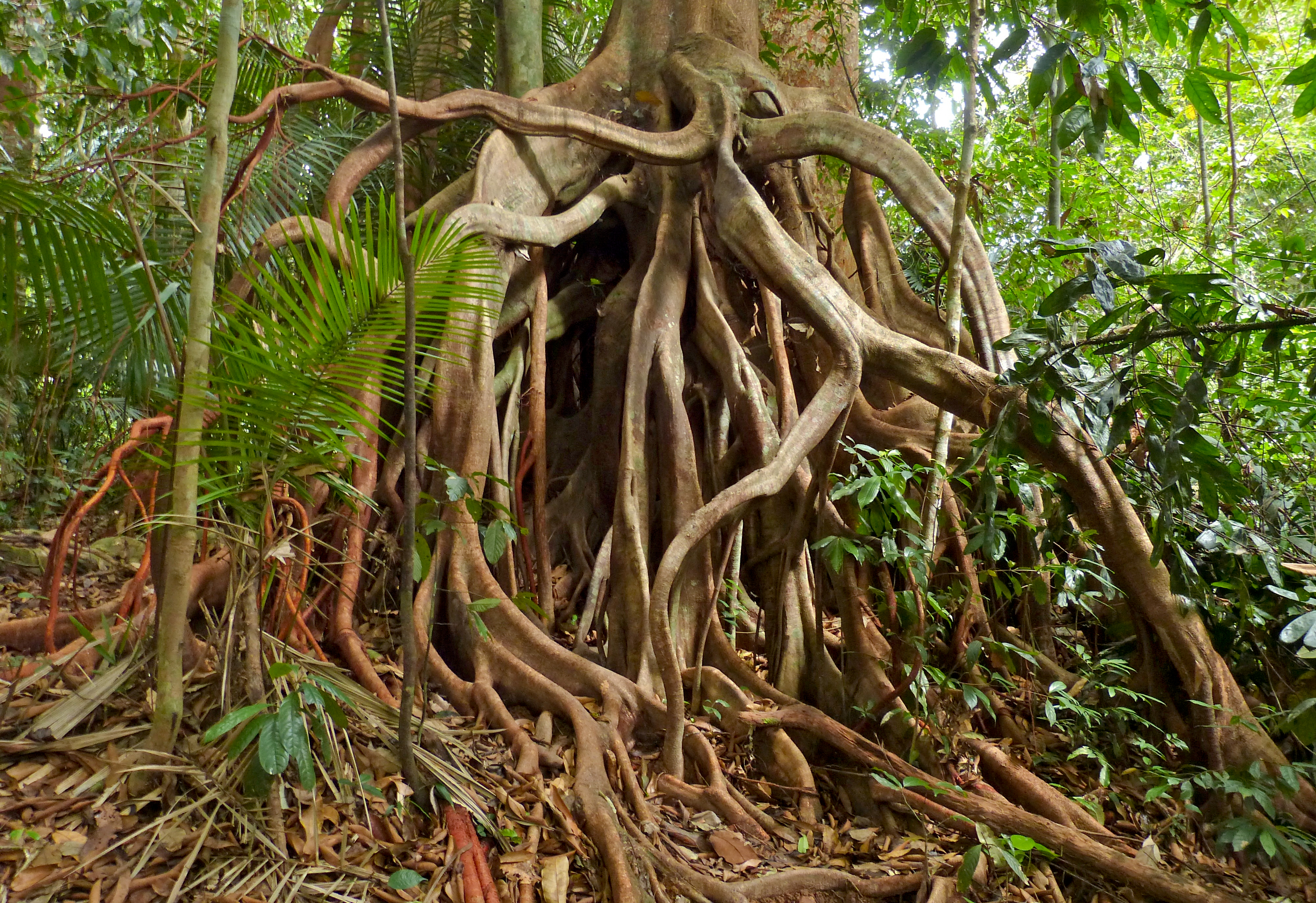
Racines de ficus
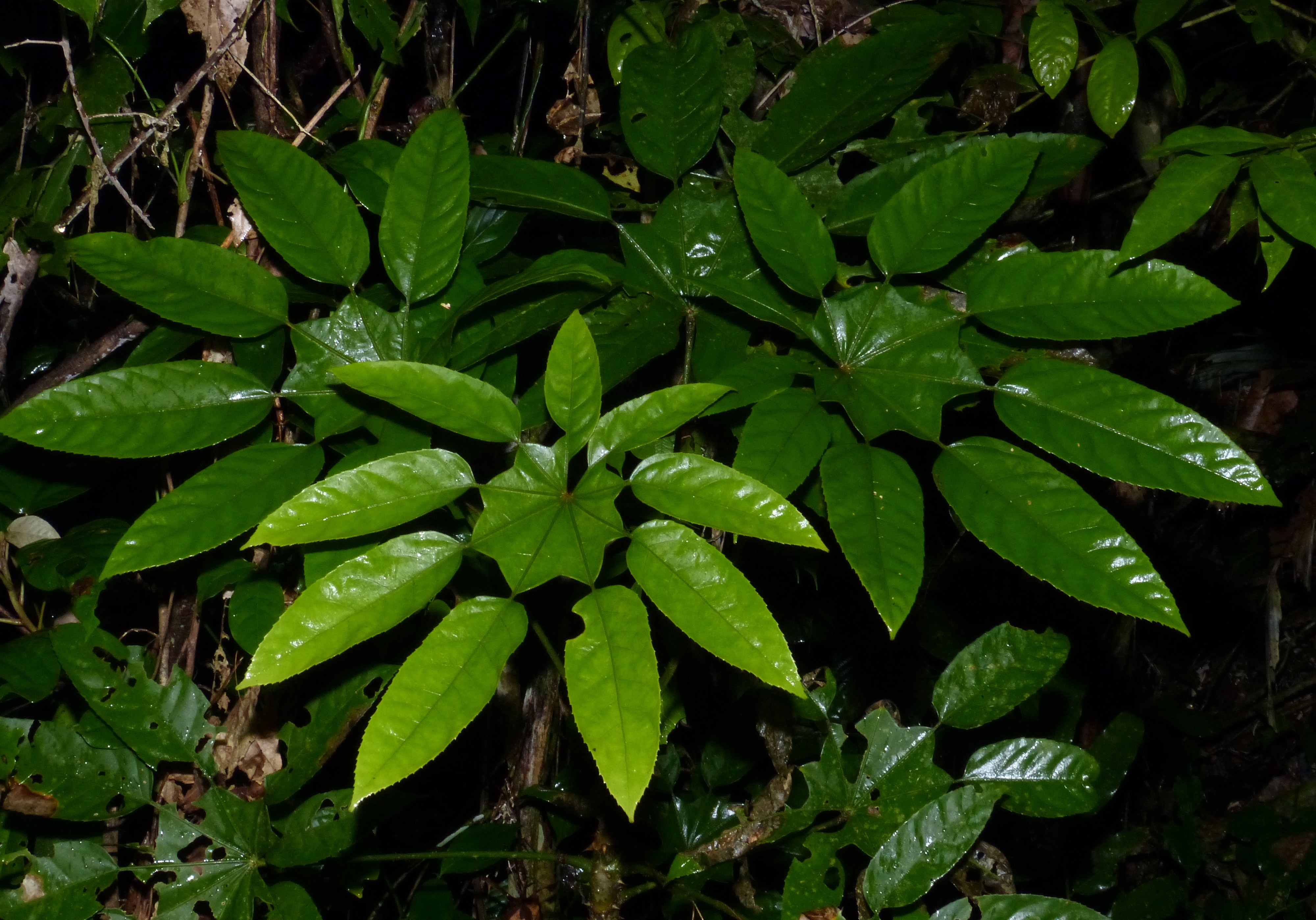
Feuilles de Trevesia burckii
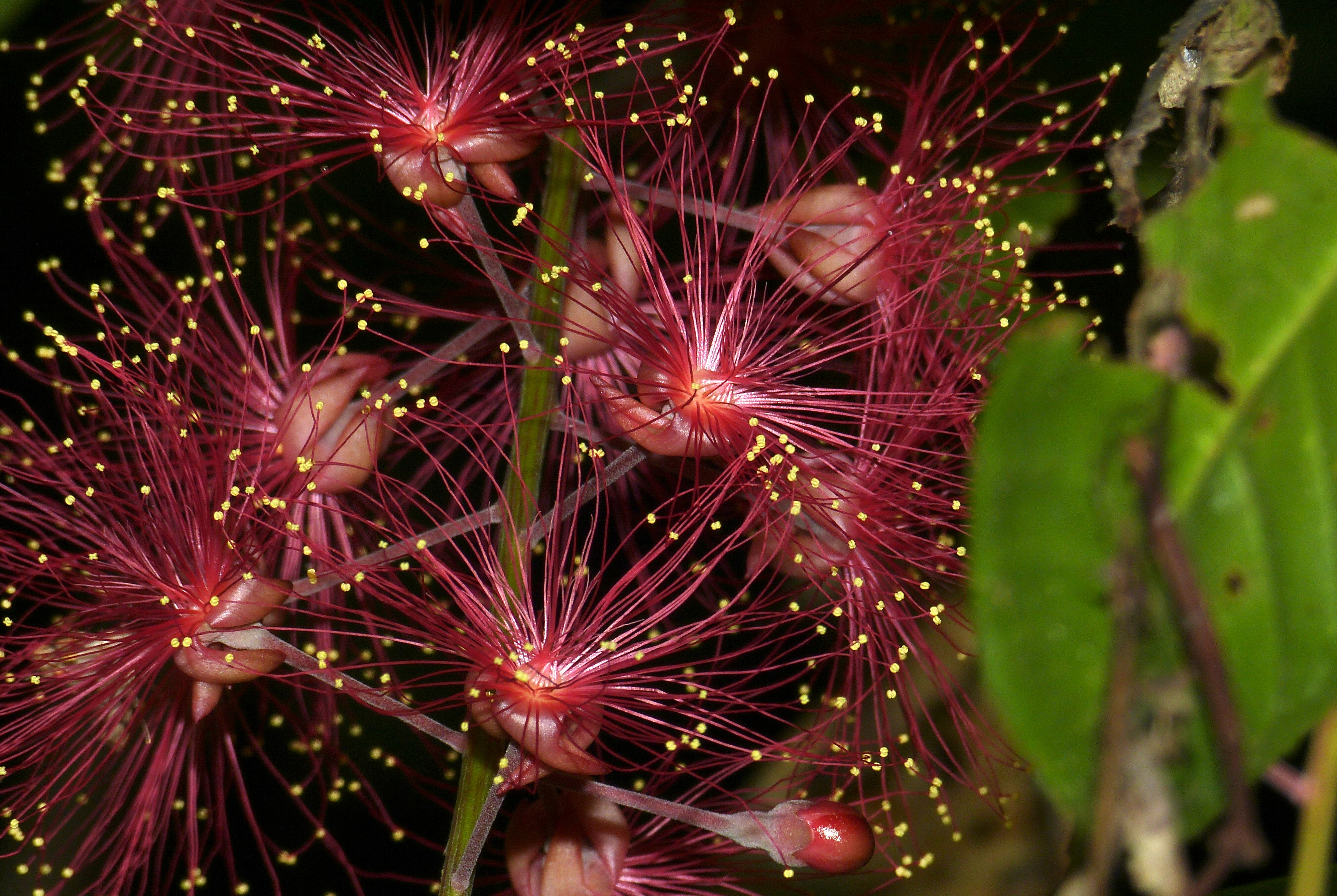
Fleurs de Barringtonia acutangula
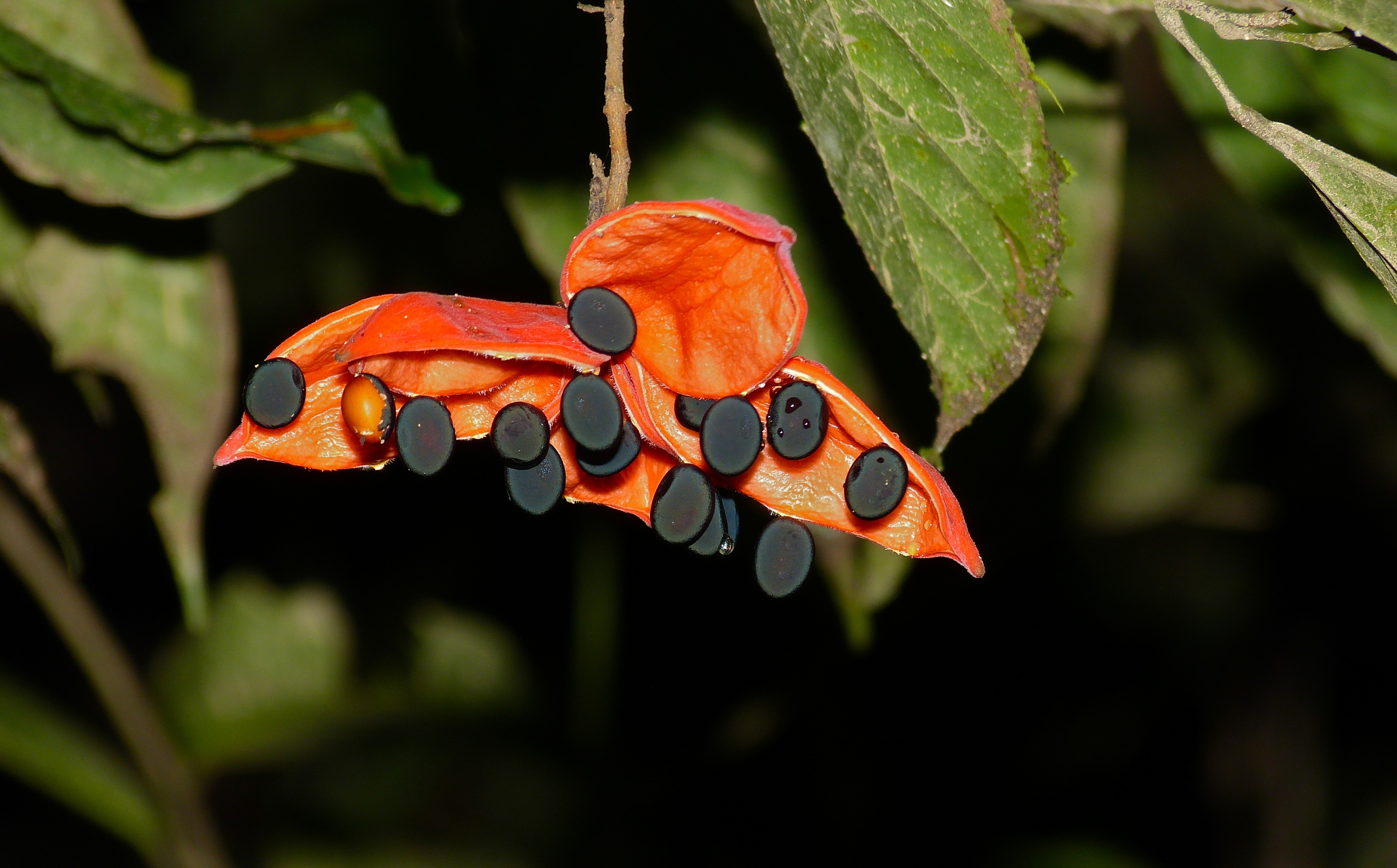
Graines de Sterculia coccinea
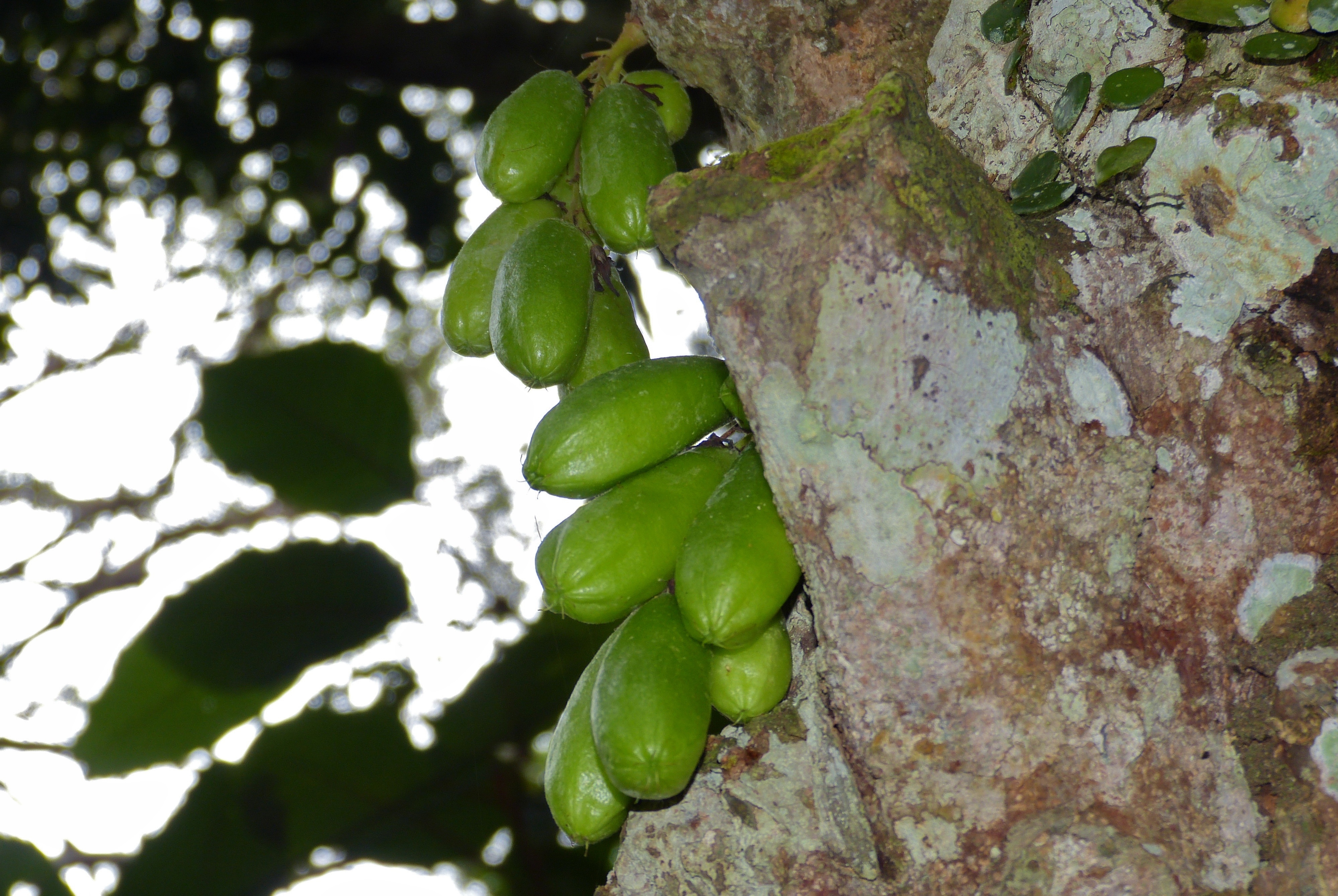
Fruits de l'arbre à cornichons Averrhoa bilimbi

Dans le sous-bois, on retrouve des rotins, des palmiers queue-de-poisson caryota maxima, des palmiers nains (Arega spp et Licuala spp) ainsi que le petit palmier en éventail Livistona tahanensis, endémique mais fréquent. Plus l’altitude est haute, moins on trouve d’orchidée, de mousses et de fougères.

Palmiers, fougères et autres plantes
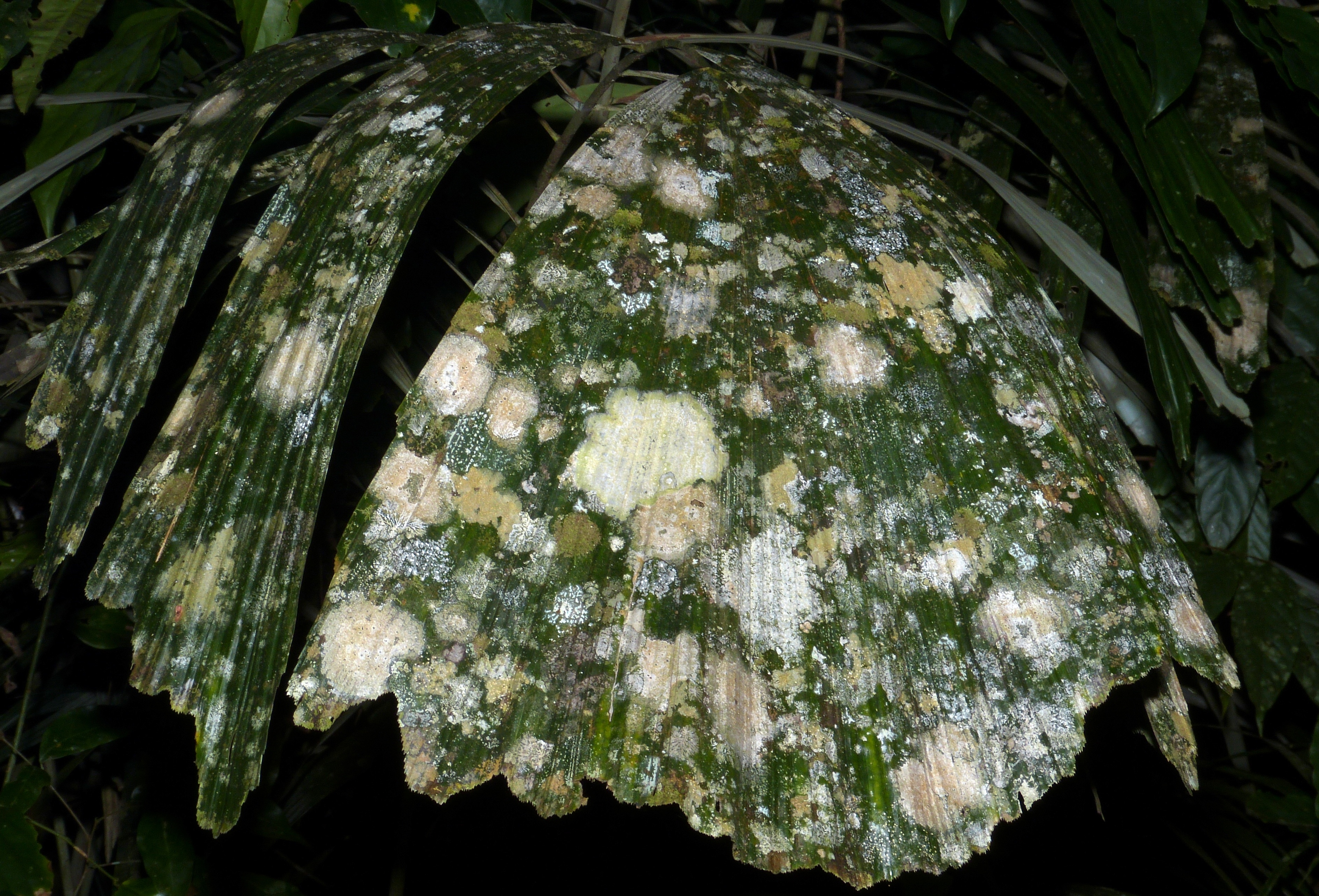
Palmier queue de poisson Caryota maxima
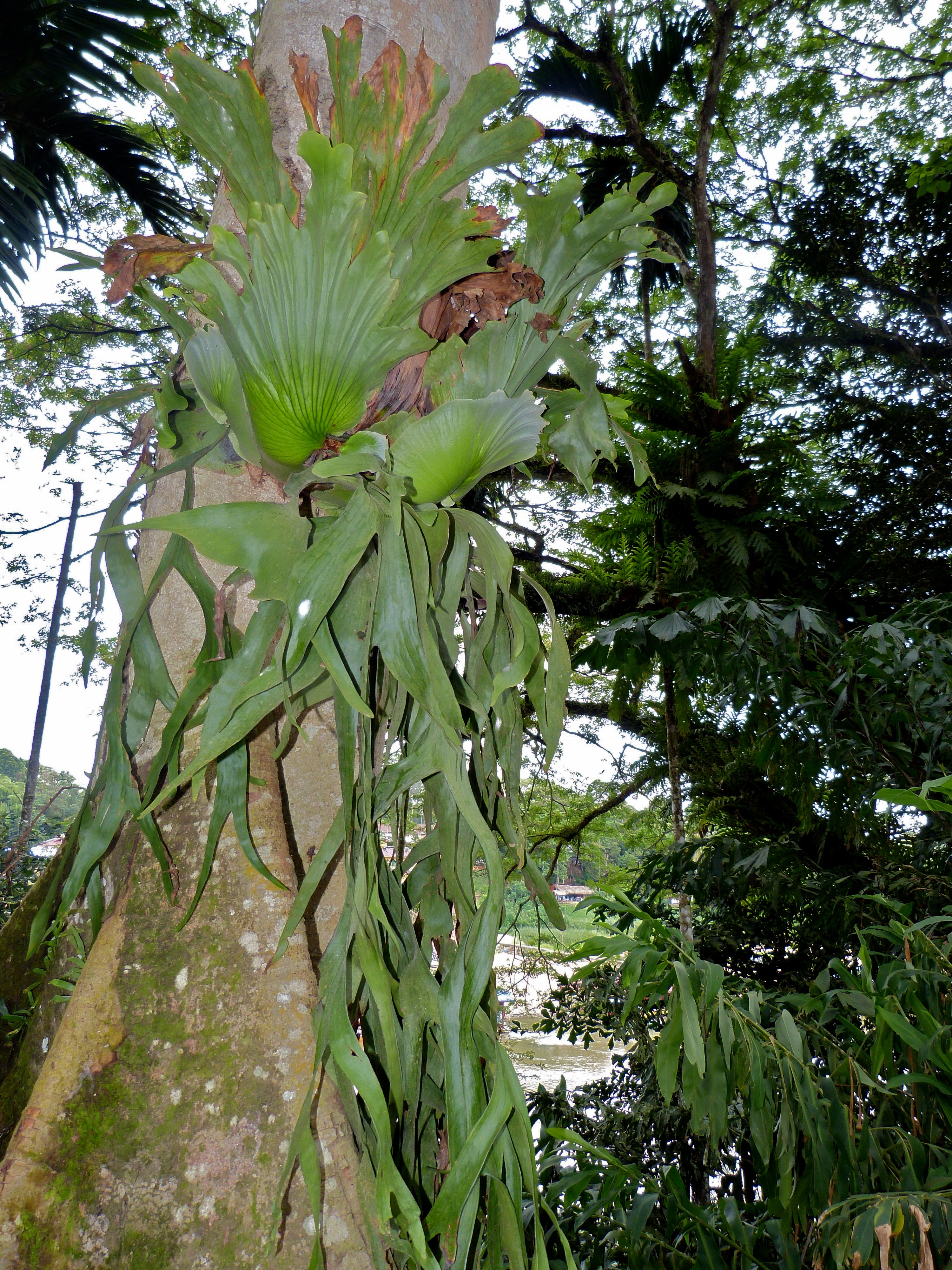
Fougère épiphyte Platycerium coronarium
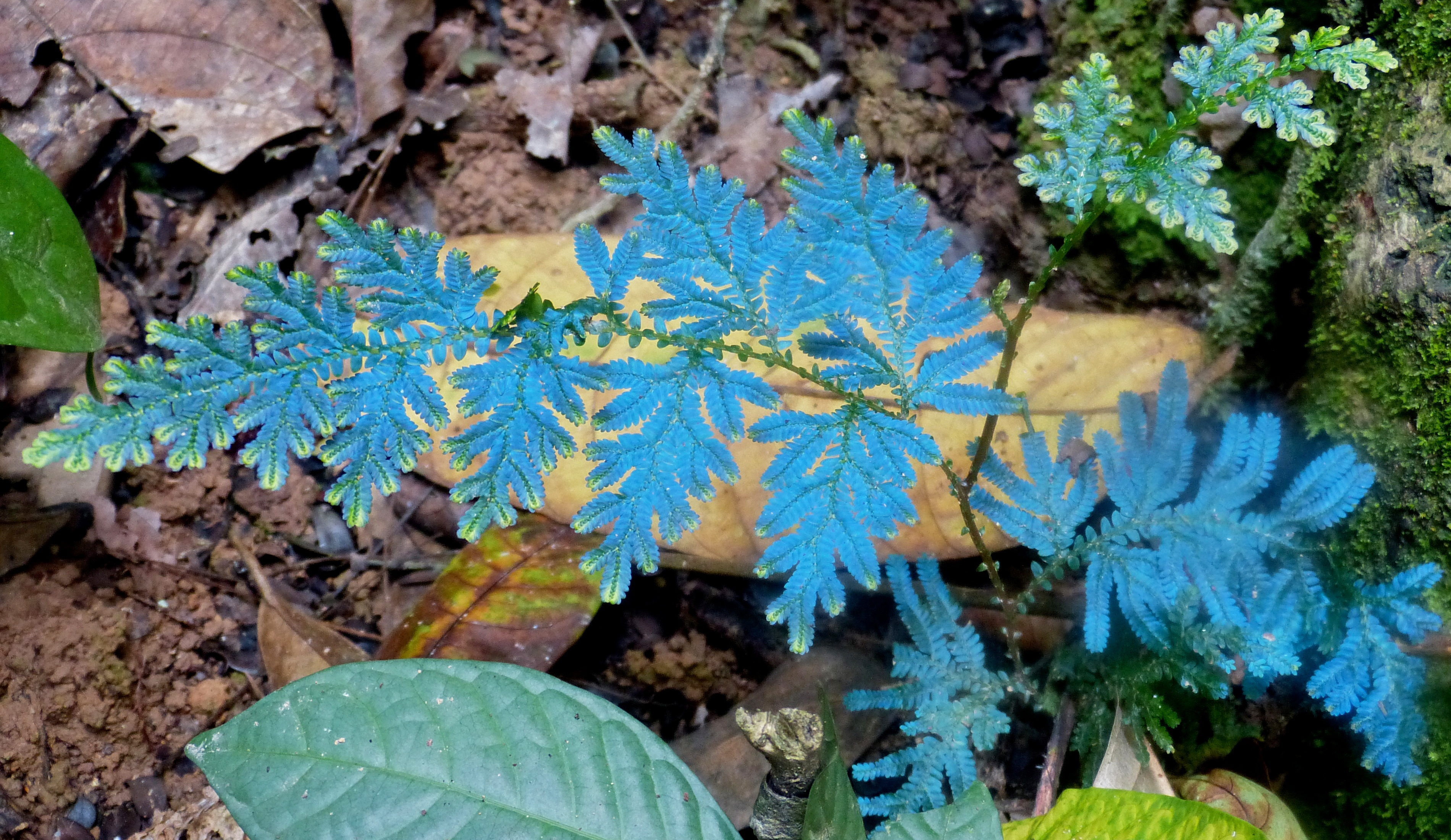
Selaginella wildenowii
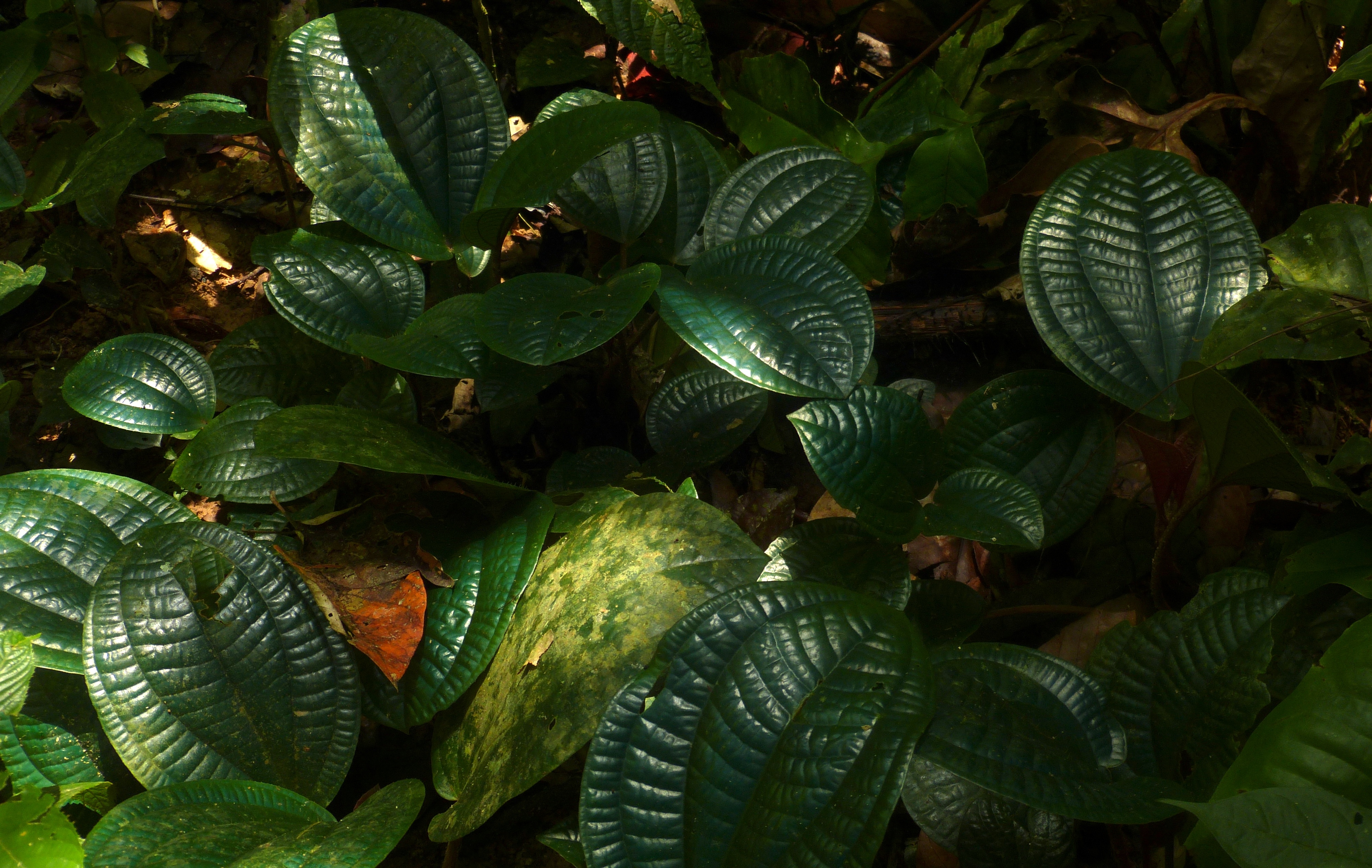
Phyllagathis rotundifolia
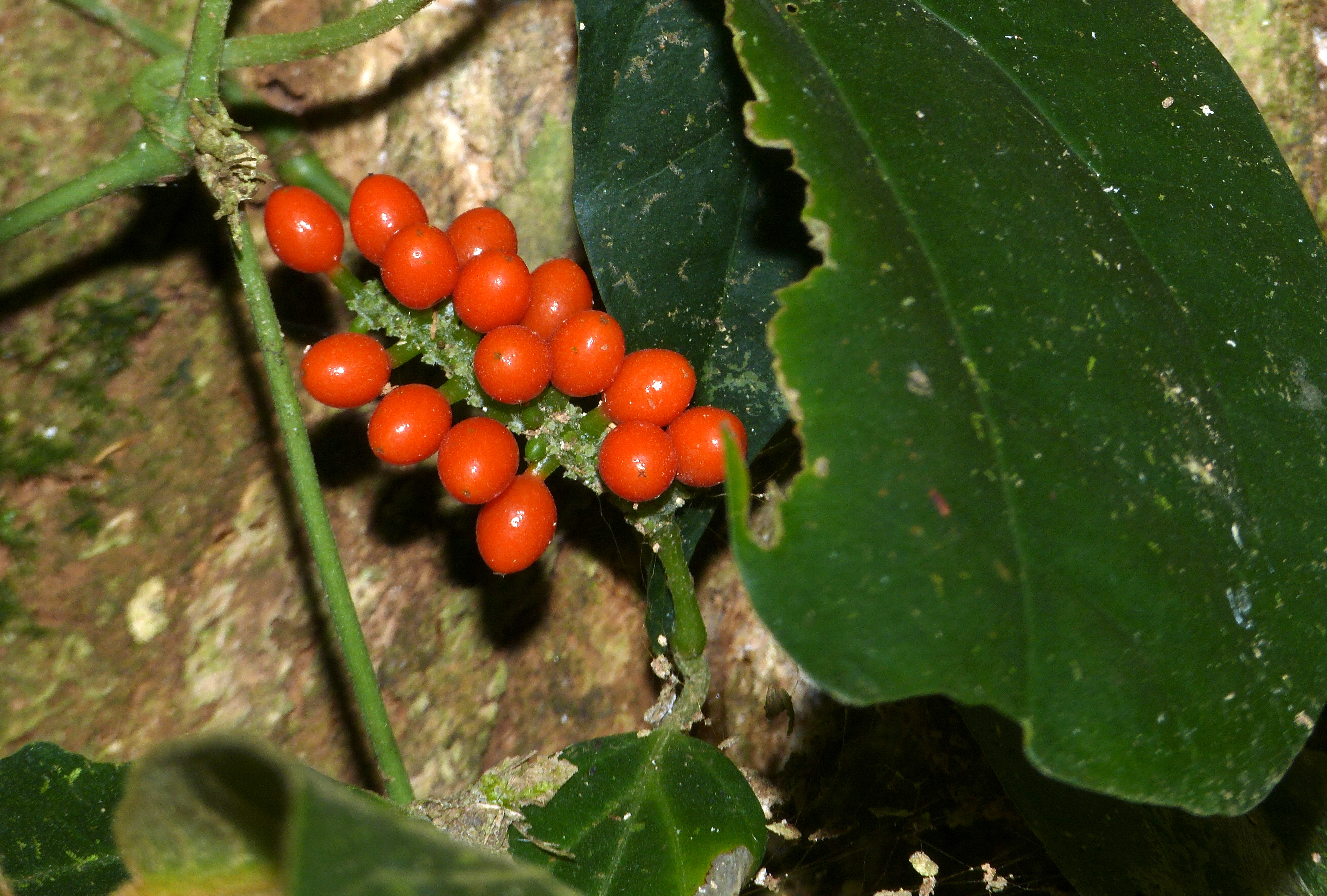
Poivre sauvage Piper caninum

### Herbes
| Nom scientifique         | Nom local              | Famille       |
| ------------------------ | ---------------------- | ------------- |
| Jackia ornata            | Ajit samat             | Rubiacée      |
| Coeus amboinicus         | Bangun-bangun          | Labiacées     |
| Mallothus biaceae        | balik angin            | Euphorbiacées |
| Zingiber cassumunar      | Bonglai bukit          | Zingibéracées |
| Kaempferia seaphochlamys | Cekur bukit            | Zingibéracées |
| Strycnos pubescens       | Gajah tarik            | Loganiacées   |
| Cyrtosperma lasioides    | Geli-geli              | Aroideae      |
| Caesalpinia bonducella   | Gorek                  | Fabacées      |
| Glochidion spp.          | Hujan panas daun besar | Euphorbiacées |
| Labisia pumila           | Kacip fatimah          | Myrsinacées   |
| Brassica spp.            | -                      | Brassicacées  |
| Alpinia conchigera       | Lengkuas genting       | Zingibéracées |
| Syngramma alysmifolia    | Panah arjuna           | Polypodiacées |

Plantes herbacées
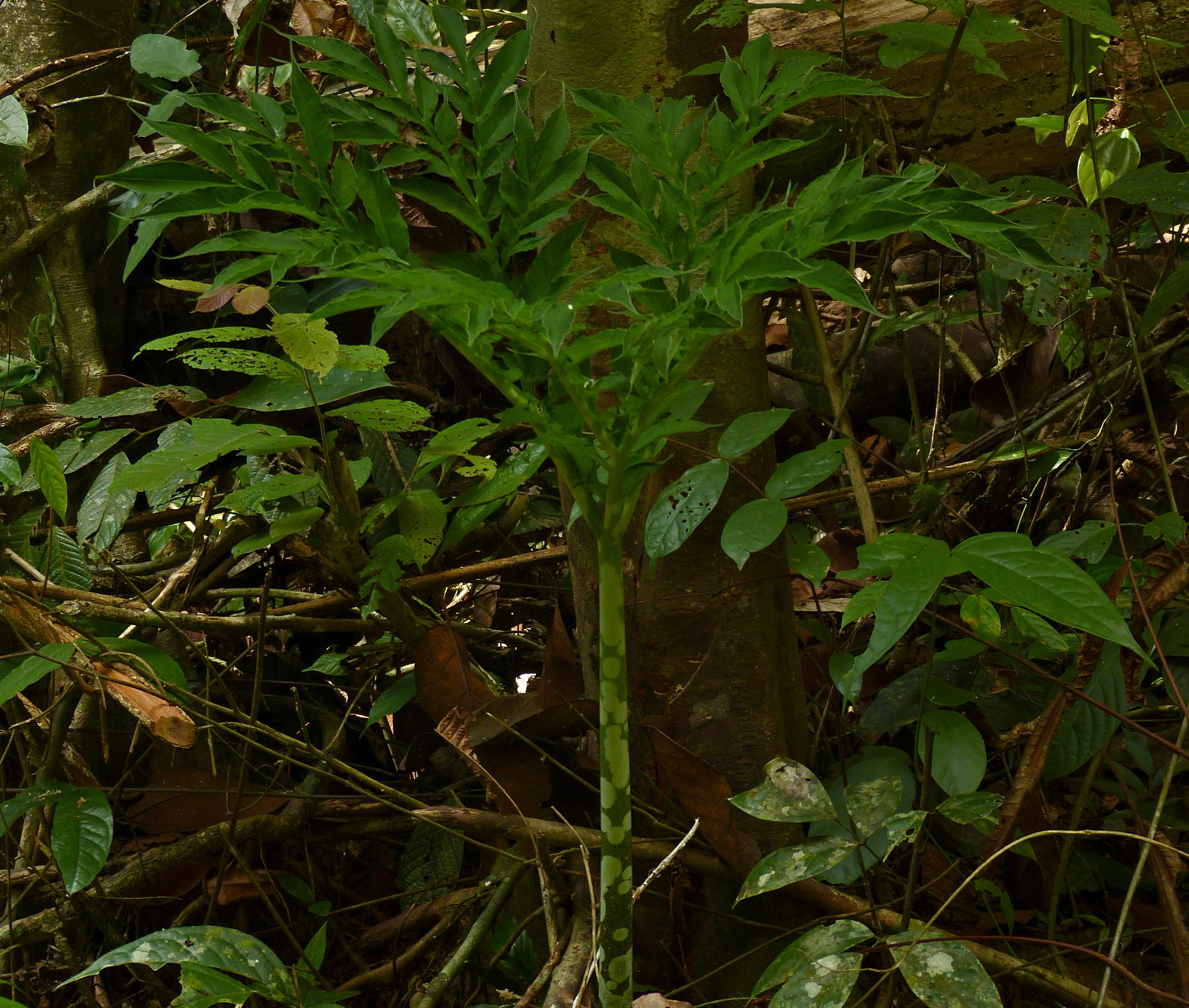
Amorphophallus paeoniifolius